# Russland
Russland (russisch Россияⓘ Rossija [rɐˈsʲijə]), amtlich Russische Föderation (russisch Российская Федерацияⓘ Rossijskaja Federazija „Russländische Föderation“), ist ein Bundesstaat in Osteuropa und Nordasien, mit der Exklave Kaliningrad in Mitteleuropa. Der Fläche nach ist Russland mit etwa 17 Millionen Quadratkilometern der größte Staat der Welt und umfasst etwa ein Neuntel der Landmasse der Erde. Mit 144,5 Millionen Einwohnern (2019) steht es an neunter Stelle der bevölkerungsreichsten Staaten und ist zugleich einer der am dünnsten besiedelten.
Der europäische Teil des Staatsgebiets ist deutlich dichter besiedelt als der über dreimal so große asiatische Teil: Etwa 77 % der Bevölkerung (110 Millionen Einwohner) leben westlich des Urals. Die Hauptstadt Moskau ist eine der größten Städte und Metropolregionen der Welt. Das zweitwichtigste Zentrum ist Sankt Petersburg, das von 1712 bis 1918 Hauptstadt war und heute vor allem ein wichtiges Kulturzentrum bildet. Die nächstgrößten Millionenstädte sind Nowosibirsk, Jekaterinburg, Kasan und Nischni Nowgorod. Insgesamt gibt es in Russland 15 Millionenstädte und fast 70 Agglomerationen mit über 500.000 Einwohnern.
Die föderale Gliederung Russlands besteht aus acht Föderationskreisen und 83 Föderationssubjekten. Russland ist ein über 100 Ethnien zählender Vielvölkerstaat, wobei ethnische Russen fast 80 % der Bevölkerung ausmachen.

Russland ist heute ein Schwellenland im Bereich des oberen mittleren Einkommens. Nach der Erholung von der postkommunistischen Transformationskrise der 1990er-Jahre wurde das Land die nach BIP heute elftgrößte Volkswirtschaft der Welt. Seine Rohstoffreserven sind mit etwa 20 bis 30 % die wahrscheinlich größten der Welt, mit erheblichen Vorkommen von Primärenergieträgern – vor allem Erdgas. Russland ist seit Mitte der 1980er-Jahre, damals noch als Teil der Sowjetunion, einem stetigen wirtschaftlichen, demografischen und militärischen Leistungsverfall ausgesetzt. Nach dem SIPRI Institut verfügt es mit 4.489 über die größte Anzahl an atomaren Sprengköpfen aller Staaten, von denen aber nur 1.674 einsatzbereit sind, während die übrigen gelagert werden.
Russland ist seit 1946 ständiges Mitglied des Weltsicherheitsrates und zudem Mitglied von WTO, OSZE, APEC und der SCO sowie führendes Mitglied der regionalen Organisationen GUS, OVKS und EAEU.
Die Russische Föderation ist „Fortsetzerstaat“ der Sowjetunion in internationalen Organisationen. Dem sowjetischen Bundesstaat voraus gingen das Russische Kaiserreich, das Zarentum Russland und ursprünglich das Großfürstentum Moskau, ein Teilfürstentum des früheren ostslawischen Reiches Kiewer Rus. Um 1990 endete der Kalte Krieg, Russland wurde zwischenzeitlich ein wenig demokratischer und näherte sich leicht „dem Westen“ an. Die damalige Verfassung sieht für Russland eine semipräsidentielle Demokratie vor, die Verfassungswirklichkeit entspricht gemäß Demokratie-Indizes heute jedoch der einer Autokratie, bzw. einer „superpräsidentielle(n) Herrschaft“ oder Postdemokratie. Korruption und Menschenrechtsverletzungen sind weit verbreitet.
Russlands Anteil am globalen Bruttoinlandsprodukt ist seit Beginn der Sanktionen 2014 als Folge der Annexion der Krim und verschärft mit dem Überfall auf die Ukraine 2022 von 4 auf 2,85 % (2022) gefallen. Vor allem seit dem Angriff auf das Nachbarland sind die wirtschaftlichen und politischen Beziehungen zum Westen sehr stark belastet.
Russland wird überwiegend als Autokratie bewertet. In den Politik- und Osteuropawissenschaften wird diskutiert, ob es sich mittlerweile wegen innenpolitischer Verschärfungen und des Überfalls auf die Ukraine um eine zunehmend totalitäre Diktatur oder bereits ein faschistisches Regime handelt (Faschismusdiskussion).

## Geographie
| Moskau |

| St. Petersburg |

| Nowgorod |

| Nowosibirsk |

| Woronesch |

| Twer |

| Jekaterinburg |

| Petropawlowsk-Kamtschatski |

| Syktywkar |

| Surgut |

| Magadan |

| Juschno-Sachalinsk |

| Nischni Nowgorod |

| Ufa |

| Sotschi |

| Kaliningrad |

| Samara |

| Tscheljabinsk |

| Krasnojarsk |

| Kasan |

| Perm |

| Omsk |

| Wladiwostok |

| Norilsk |

| Tomsk |

| Irkutsk |

| Murmansk |

| Pjatigorsk |

| Rostow |

| Wolgograd |

| Tschita |

| Chabarowsk |

| Archangelsk |

| Jakutsk |

| Barnaul |

| Elbrus |

| FINNLAND |

| UKRAINE |

| VR CHINA |

| VR CHINA |

| MONGOLEI |

| KASACHSTAN |

| NORDKOREA |

| JAPAN |

| ARKTISCHER OZEAN |

| PAZIFIK |

| Kaspisches Meer |

| Baikalsee |

| Nowaja Semlja |

| Kamtschatka |

| Franz-Josef-Land |

| Sewernaja Semlja |

| Neusibirische Inseln |

| Wrangelinsel |

Russland ist mit 17.075.020 km² das mit Abstand flächengrößte Land der Erde. Es umfasst 11 % der Weltlandfläche, das entspricht in etwa der Fläche Australiens und Europas zusammen. Bis auf die Tropen sind alle Klimazonen vertreten.
Von Westen nach Osten erstreckt sich Russland auf einer Gesamtlänge von 9000 km, von 19° östlicher bis 169° westlicher Länge über zwei Kontinente. Auf Europa entfallen 23 % der Landfläche, auf Asien 77 %. Von Süden nach Norden beträgt die Ausdehnung bis zu 4000 km, vom 41. bis zum 81. Grad nördlicher Breite.
Auf dem Gebiet Russlands befinden sich einige der längsten Flüsse sowie der älteste und tiefste Binnensee der Welt (Baikalsee). Wenn man die Reliefstruktur und die Flusssysteme Russlands miteinander vergleicht, so entsteht ein Gitternetz aus breitenparallel verlaufenden Wasserscheiden bzw. dem Steppengürtel im Süden und den meridional ausgerichteten Stromwegen.

### Lage und Grenzen

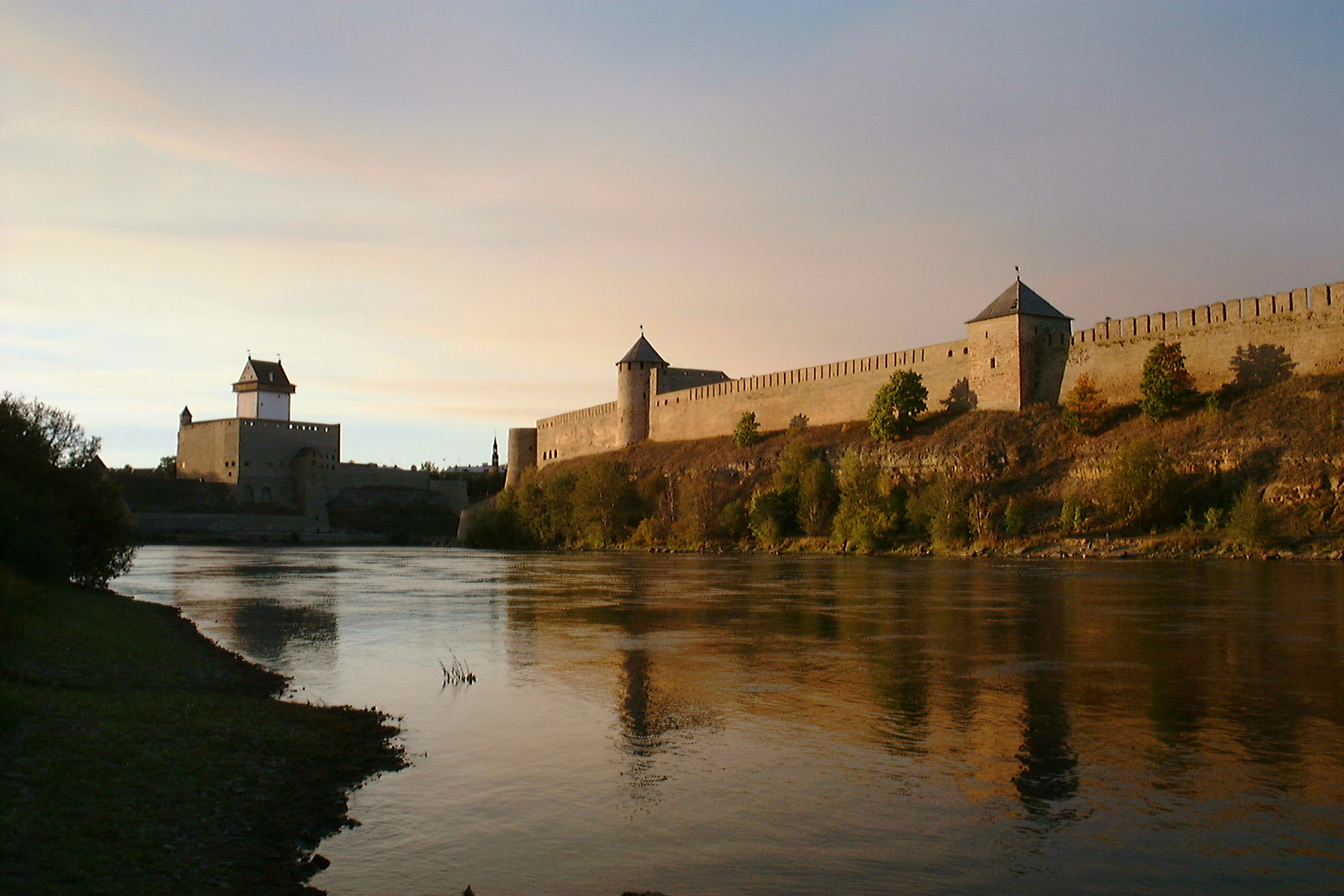
Rechts im Bild die Festung Iwangorod (Russland), links auf der anderen Seite der Narva die Hermannsfeste (Estland). Hier verläuft zugleich auch die Ostgrenze der Europäischen Union.

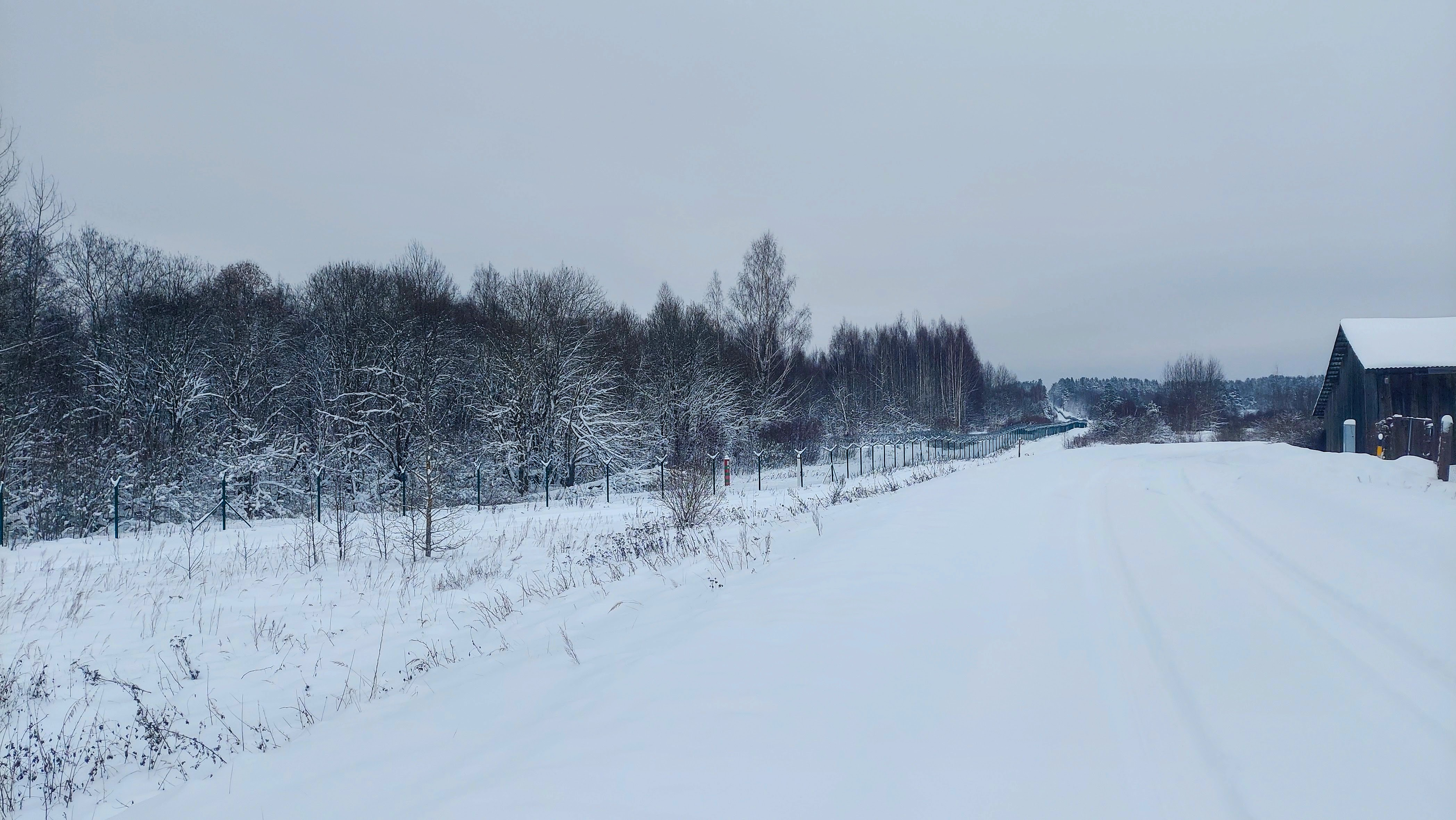
Russische Grenze bei Grebņova

Russland hat neben der Volksrepublik China mit 14 die größte Anzahl Nachbarstaaten mit einer gemeinsamen Landgrenze. Die Gesamtlänge der Landesgrenzen beträgt 22.407 km. Russland grenzt des Weiteren an fünf Meere, wobei die Küstenlinie 37.653 km umfasst.
Das russische Kernland grenzt an die Staaten Norwegen (196 km) und Finnland (1340 km; vgl. Grenze zwischen Finnland und Russland), gefolgt von einem kurzen Küstenstreifen zur Ostsee. Zudem teilt sich Russland eine Grenze mit den baltischen Ländern Estland (334 km) und Lettland (217 km), weiter südlich gefolgt von Belarus (959 km) und der Ukraine. Das Schwarze Meer trennt die europäischen Grenzen Russlands von den asiatischen. Im Kaukasus grenzen Georgien (723 km) und Aserbaidschan (284 km) an. Es folgt ein Küstenstreifen am Kaspischen Meer und eine lange gemeinsame Grenze mit Kasachstan (6846 km). In Ostasien grenzt Russland erstmals an die Volksrepublik China (etwa 40 km) und dann an die Mongolei (3485 km). Danach trifft das russische Hoheitsgebiet zum zweiten Mal mit chinesischem zusammen (3605 km). Mit Nordkorea (19 km) besteht die letzte Landverbindung zu einem anderen Staat.
Danach folgen die Küstenlinien zum Japanischen Meer, dem Ochotskischen Meer, zum Pazifischen Ozean und schließlich zur Beringsee. Über die nur etwa 85 km schmale und 30 bis 50 m tiefe Beringstraße ist Russland im äußersten Osten von Alaska getrennt. Die inmitten der Beringstraße befindliche russische Große Diomedes-Insel liegt nur 4 km von der US-amerikanischen Kleinen Diomedes-Insel entfernt. Der gesamte nördliche Teil des Landes grenzt an den Arktischen Ozean. Dort liegen verschiedene zu Russland gehörende Inseln, als nördlichste Franz-Josef-Land. Russland betrachtet zudem noch weitere Gebiete des Arktischen Ozeans und der Eisfläche als Teil seines Hoheitsgebietes.
Neben dem Kernland besitzt Russland noch eine Exklave, den nördlichen Teil des ehemaligen Ostpreußen, die heutige Oblast Kaliningrad. Dieses Gebiet, über das 1945 die Sowjetunion die territoriale Souveränität beanspruchte, grenzt an Litauen (227 km) und den südlichen Teil des früheren Ostpreußen, der jetzt zu Polen gehört (206 km). Es ist somit vollständig von EU-Ländern umgeben.
Russland ist in elf Zeitzonen eingeteilt (von UTC+2 bis UTC+12), wobei mit der Abschaffung der Zeitumstellung im Jahr 2011 bis 2014 überall ganzjährig die Sommerzeit galt. Nach anhaltender Kritik aus der Bevölkerung kehrte Russland am 26. Oktober 2014 zur Normalzeit zurück.

### Großlandschaften und Relief

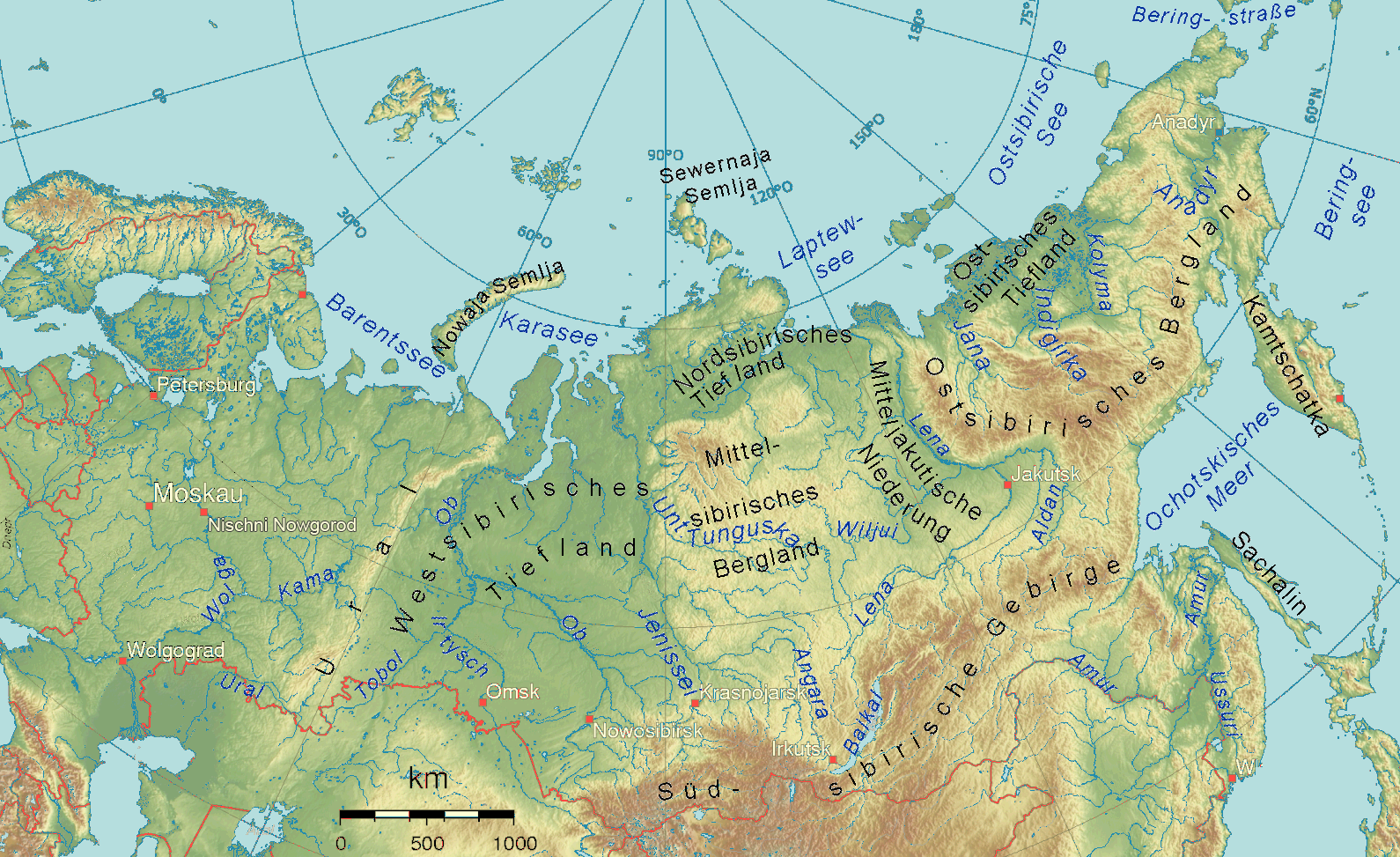
Großlandschaften und wichtigste Flüsse Sibiriens

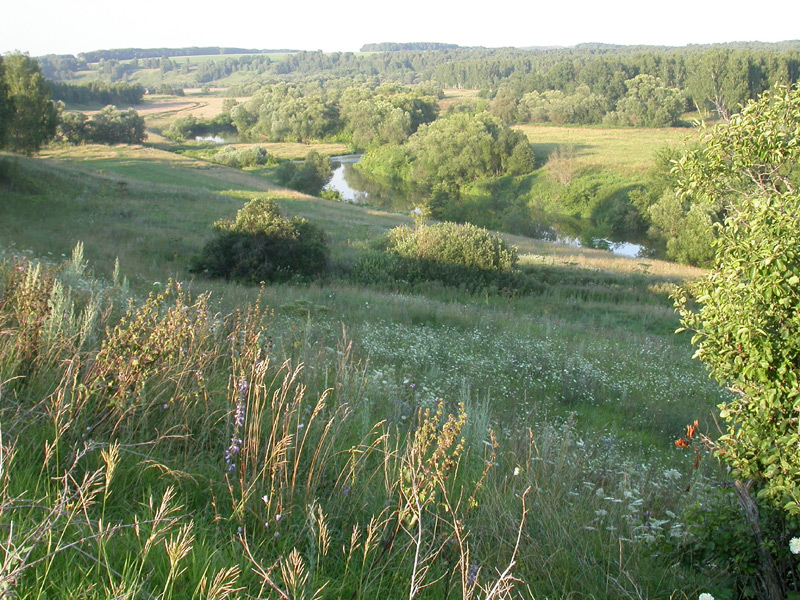
Mittelrussischer Landrücken in der Osteuropäischen Ebene, nahe Saraisk

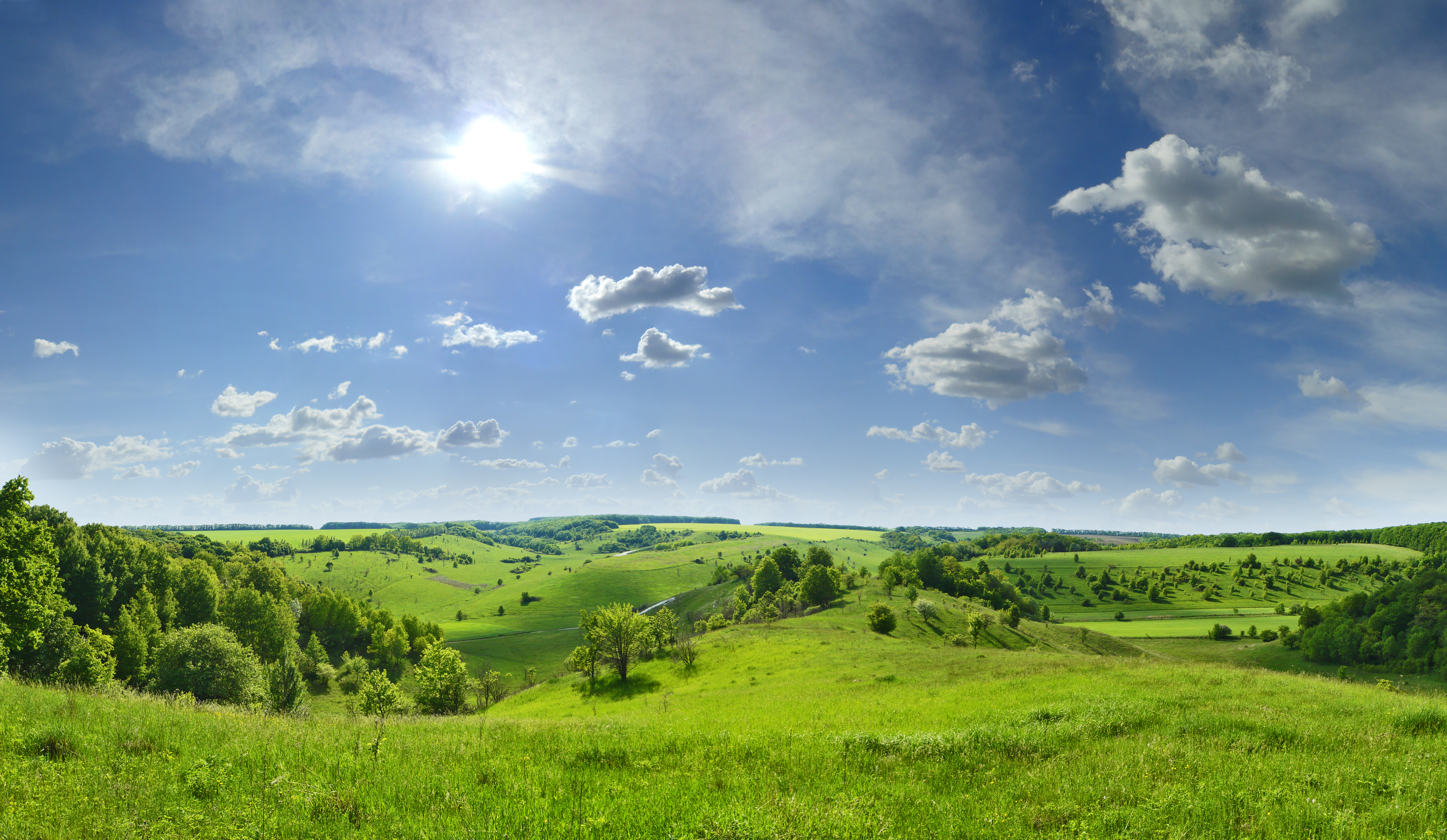
Landschaftsbild in der Oblast Belgorod

Russland umfasst eine Vielzahl unterschiedlicher Naturräume, die vielfältige Potenziale, aber auch sehr verschiedenartige Nutzungen aufweisen. Russland gliedert sich geographisch betrachtet hauptsächlich in die acht Großlandschaften (etwa in West-Ost-Richtung):
- Die Osteuropäische Ebene nimmt den größten Teil des europäischen Russlands ein. Es besteht aus weiten Niederungen, die von schwach gegliederten Höhenrücken unterbrochen werden. Nur wenige Erhebungen erreichen Höhen von mehr als 300 m. In Karelien und auf der Halbinsel Kola, die geologisch zum Baltischen Schild gehören, ist das Relief im Norden differenzierter. Dort wird in den Chibinen der zentralen Kola-Halbinsel eine maximale Höhe von 1191 m erreicht. Im Süden geht das Osteuropäische Tiefland in die unterhalb des Meeresspiegels gelegene Kaspische Senke über. Während der letzten Eiszeit entstand eine Kette von Endmoränen, die vom Grenzgebiet zu Belarus aus nach Osten und nördlich von Moskau zur arktischen Küste westlich des Flusses Petschora verläuft. Die Region nördlich davon besteht aus vielen Seen und Sümpfen.
- Östlich des Uralgebirges setzt sich bis zum Jenissei die weit gespannte Ebene im Westsibirischen Tiefland fort. Dieses überaus flache Gebiet wird von weiträumigen Sumpflandschaften eingenommen.
- Das Nordsibirische Tiefland schließt sich nördlich des Mittelsibirischen Berglands an, das nach Norden zur Taimyrhalbinsel bis südlich des Arktischen Ozeans ansteigt.
- Östlich des Jenissei erstreckt sich bis zur Lena das wellige Mittelsibirische Bergland mit durchschnittlichen Höhen zwischen 500 und 700 m. Im Nordwesten dieser Region erhebt sich das Putorana-Gebirge, das eine maximale Höhe von 1701 m erreicht. Flüsse prägten die Gestalt der Landschaft, an einigen Stellen haben sich tiefe Canyons eingeschnitten.
- Im Süden von Mittel- und Ostsibirien setzen sich weitere Gebirgszüge ostwärts bis zum Pazifischen Ozean fort (Südsibirische Gebirge). Dazu gehören Altai, Sajangebirge, Jablonowygebirge, Stanowoigebirge und Dschugdschur.
- Die Mitteljakutische Niederung umfasst vor allem die Unterlaufstäler von Lena und Wiljui, aber auch das untere Aldantal. Die etwa 1 Million km² umfassende Niederung wird im Westen vom Mittelsibirischen Bergland begrenzt und im Osten vom Ostsibirischen Bergland.
- Östlich von Lena und Aldan schließt sich das Ostsibirische Bergland an, das aus verzweigten Gebirgsketten besteht. Die höheren Gebirge in dieser Region, wie das Werchojansker Gebirge, das Tscherskigebirge und das Kolymagebirge, erreichen Höhen zwischen etwa 2300 und 3200 m. Auf der Halbinsel Kamtschatka gibt es etwa 160 Vulkane. Die vulkanische Gebirgskette von Kamtschatka setzt sich im Süden auf den Kurilen fort. Dort gibt es rund 100 Vulkane.
- Südlich der Ostsibirischen See erschließt sich das weitläufige Ostsibirische Tiefland, das sich ausschließlich nördlich des Polarkreises befindet. Die Landschaft umfasst die Unterläufe der Flüsse Jana, Indigirka und Kolyma. Der westliche Teil ist das Jana-Indigirka-Tiefland, der östliche das Kolyma-Tiefland. Im Westen, Süden und Osten grenzt das Ostsibirische Tiefland an das Ostsibirische Bergland.

### Flüsse und Seen

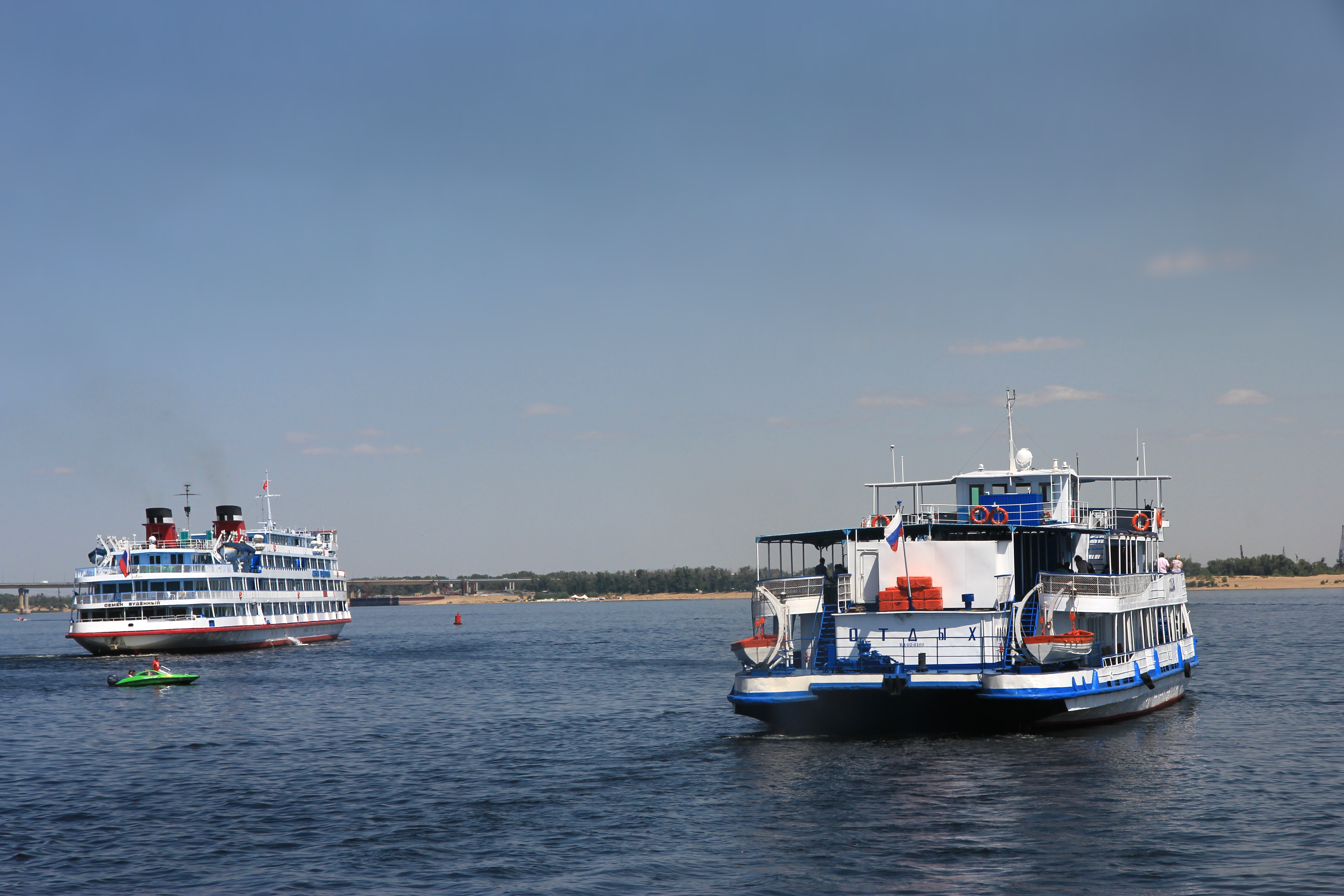
Kreuzfahrtschiffe auf der Wolga

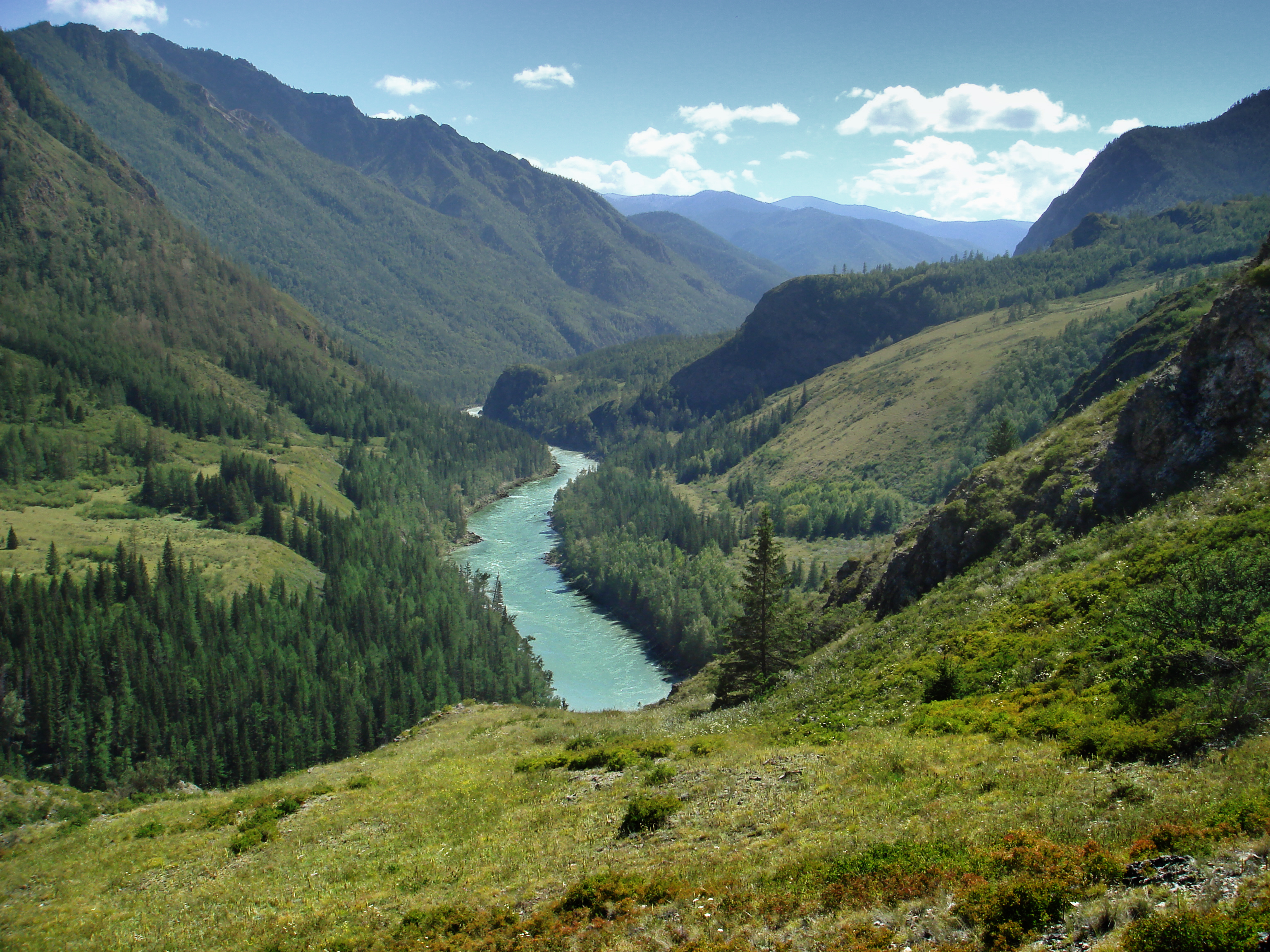
Der Katun im Altaigebirge

Mit 120.000 Flüssen und Strömen und fast zwei Millionen Seen ist Russland sehr wasserreich. Der Waldgürtel, der zwei Drittel der Fläche einnimmt, wirkt zusammen mit dem Niederschlagsüberschuss als riesiger Wasserspeicher, der ein ganzes Netz an Wasserläufen speist.
Im europäischen Teil Russlands ist der wichtigste Fluss die Wolga. Sie ist der längste Fluss Europas und verläuft ausschließlich in Russland. Zusammen mit ihren beiden Nebenflüssen Kama und Oka entwässert sie einen großen Teil der Osteuropäischen Ebene nach 3534 km zum Kaspischen Meer im Südosten. Als Wasserweg hat die Wolga besondere Bedeutung, da sie Osteuropa mit Zentralasien verbindet. Der Nordrussische Landrücken bildet die Wasserscheide zwischen Wolgabecken und Weißem Meer bzw. Barentssee im Norden. Eine große Bedeutung für die slawischen Staaten besitzt der Dnepr (auch Dnjepr genannt). Der Strom entsteht westlich von Moskau und fließt anschließend durch Belarus und die Ukraine, wo er ins Schwarze Meer mündet. Über den Dnepr-Bug-Kanal ist er mit den polnischen Flüssen Bug und Weichsel sowie mittelbar über das Oginskische Kanalsystem mit der Memel verbunden, was den Dnepr zu einer wichtigen Wasserstraße macht.
Die längsten Flüsse Russlands liegen in Sibirien und dem fernöstlichen Russland. Der Ob entspringt im südsibirischen Altai und mündet in das Nordpolarmeer. Der mit seinem Quellfluss Katun über 4300 km lange Fluss bildet – zusammen mit dem Irtysch – eines der längsten Flusssysteme Asiens mit einer Gesamtlänge von über 5400 km. Eine noch etwas längere Fließstrecke hat das Flusssystem des Jenissei, dessen Wasser (teilweise) aus der Mongolei nach Norden durch Westsibirien zum Nordpolarmeer fließt. Sein Hauptzufluss, die Angara, stellt den einzigen Abfluss des Baikalsees dar. Der Jenissei führt dem Nordpolarmeer jährlich etwa 600 km³ Wasser zu. Damit verzeichnet er die höchste Durchflussmenge aller russischen Flüsse. Die rund 4300 km lange Lena, der längste Strom, der ausschließlich in Russland verläuft und dessen Einzugsgebiet sich ausschließlich in Russland befindet, entspringt nur 5 km vom Baikalsee entfernt. Sie fließt zunächst in nordöstliche Richtung, biegt nach dem Einmünden des Aldan nach Norden und mündet in einem ausgedehnten Delta in die Laptewsee, ein Nebenmeer des Nordpolarmeers. Weitere wichtige Flüsse, die ins Nordpolarmeer münden, sind die Petschora, die Nördliche Dwina, die Chatanga sowie die Kolyma und die Indigirka.
Ein weiteres wichtiges Flusssystem bildet der Amur mit seinem Zufluss Schilka. Mit dessen Quellfluss Onon hat es eine Gesamtlänge von etwa 4400 km und führt vom Nordosten der Mongolei in östlicher Richtung entlang der chinesischen Grenze zur Pazifikküste. Amur und Anadyr sind die größten russischen Flüsse, die in den Pazifischen Ozean fließen.
Viele andere Ströme sind als Verkehrswege und als Energiequellen bedeutend, oder sie dienen in trockenen Regionen der Bewässerung. Der Don nimmt dabei eine herausragende Stellung ein. Er liegt im bevölkerungsreichen Osteuropäischen Tiefland und entwässert nach Süden in das Asowsche Meer. Andere wichtige Flüsse sind Moskwa, Selenga, Tobol, Steinige Tunguska, Untere Tunguska, Ural und Ussuri.
In Russland gibt es, besonders im ehemals vergletscherten nordwestlichen Teil des Landes, viele natürliche Seen. Das Kaspische Meer ist mit 386.400 km² der weltgrößte Binnensee. Der Seespiegel des Salzwassersees befindet sich etwa 28 m unterhalb des Meeresniveaus. Da das Kaspische Meer keinen Abfluss hat, entweicht Wasser nur durch Verdunstung, wodurch es bei dem hier herrschenden trockenen Klima zur Auskristallisation von Salzen kommt. Der Baikalsee hat als ältester Süßwassersee eine Tiefe von 1642 m, womit er nicht nur der tiefste See, sondern zugleich auch das größte Reservoir flüssigen Süßwassers weltweit (ca. ein Fünftel aller flüssigen Süßwasserreserven) ist. Weitere wichtige und große Seen sind Ladogasee (größter Binnensee Europas), Onegasee und Taimyrsee.

### Gebirge und Naturschutzgebiete

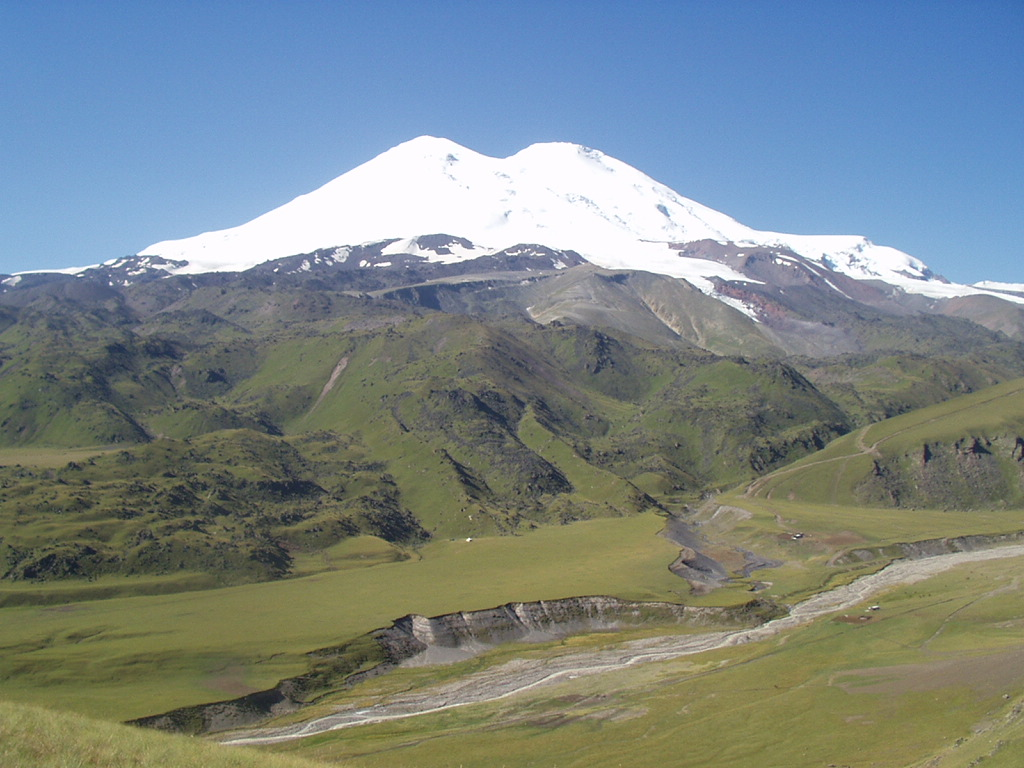
Blick auf den Elbrus, den höchsten Berg Russlands

Rund 40 % der Fläche Russlands ist von Gebirgen überzogen. Dabei bildet der Ural die Trennlinie zwischen dem europäischen und asiatischen Teil des Landes; er stellt allerdings wegen seiner geringen Höhe von knapp 2000 m (Narodnaja, 1895 m) keine wirkliche Barriere dar. Östlich des Ural erstreckt sich das sehr flache Westsibirische Tiefland, das bis zum Fluss Jenissej reicht und von weiträumigen Sumpflandschaften durchzogen ist. Südöstlich wird das Westsibirische Tiefland durch das Mittelsibirische Bergland abgeschlossen, das sich bis zum Fluss Lena erstreckt und im Norden zum schmalen Nordsibirischen Tiefland abfällt. Zum Mittelsibirischen Bergland gehören die Gebirge Sajan (Munku Sardyk, 3491 m) und das höchste Gebirge Sibiriens, der Altai (Belucha, 4506 m), im russisch-kasachisch-chinesisch-mongolischen Grenzgebiet. Östlich der Lena erhebt sich das Ostsibirische Bergland, das sich in verschiedene Gebirgsketten, wie das Werchojansker Gebirge (2389 m in Orlugan) und Tscherskigebirge (Pobeda, 3003 m), verzweigt und Höhen bis gut 3000 m erreicht. Die Halbinsel Kamtschatka ist durch ihre 160 Vulkane mit Höhen bis zu 4688 m geprägt, von denen 29 noch aktiv sind.
Weitere Gebirge in Russland sind: Baikalgebirge, Chibinen, Kaukasus, Kolymagebirge, Putorana-Gebirge, Stanowoigebirge, Stanowoihochland, Tannu-ola-Gebirge. Der höchste Berg in Russland ist der Elbrus (5642 m) im Kaukasus. Neben weiteren 5000ern im Kaukasus sind der Kasbek mit 5047 m und die Kljutschewskaja Sopka mit 4750 m bekannte Gipfel.
Russland besitzt ein ausgeprägtes Naturschutzsystem mit einer langen Tradition. Zu den klassischen russischen Schutzgebietskategorien wie den streng geschützten Sapowedniki oder den Sakasniki kamen seit den 1980er-Jahren die nach internationalen Kriterien errichteten Nationalparks und andere internationale Schutzgebietsklassen hinzu. Russland besitzt flächenmäßig eines der größten Schutzgebietssysteme der Welt:
- Sapowedniki (streng geschützte Gebiete): Ist die wichtigste nationale Schutzgebietskategorie in Russland, die international zur höchstmöglichen Schutzgebietskategorie gehört. In ihnen darf keinerlei Nutzung und keine menschliche Beeinflussung der natürlichen Prozesse erfolgen. Daher ist das Betreten der Kernzone eines Sapowedniks durch Besucher verboten, wobei es für Wissenschaftler in beschränktem Umfang Ausnahmegenehmigungen gibt. Derzeit gibt es 100 von diesen Totalreservaten in Russland, die in ihrer Fläche von 2,31 bis 4169 km² reichen und insgesamt 27.000 km² umfassen.
- Sakasniki (Wildschutzgebiete): Hierbei handelt es sich um Gebiete die bis zu 6000 km² Fläche umfassen, in denen Beschränkungen für die wirtschaftliche Nutzung gelten. Sie dienen als Landschaftsreservate dem Schutz und der Regeneration natürlicher Ökosysteme, dem Schutz von seltenen Tier- und Pflanzenarten, von Fossilienfundstellen oder auch dem Schutz hydrologisch, bzw. geologisch bedeutender Stätten. Insgesamt gibt es etwa 3000 Sakasniki in Russland mit einer Gesamtfläche von etwa 78.000 km².
- Nationalparks in Russland: Erst seit Anfang der 1980er-Jahre gibt es in Russland auch die in anderen Ländern schon länger bekannte Schutzgebietskategorie der Nationalparks. Diese besitzen einen geringeren Schutzstatus als die Sapowedniki und dienen neben dem Schutz von Natur- und Kulturschätzen auch der Forschung und Bildung sowie dem kontrollierten Tourismus. Derzeit gibt es 35 Nationalparks in Russland, die in ihrer Fläche von 7 km² bis 18.900 km² reichen und zusammen 90.000 km² des Staatsgebietes umfassen.
- Naturparks: Sie sind eine relativ neue Schutzkategorie und dienen neben dem Naturschutz auch der Erholung.
- Naturerbe: 1972 wurde die Konvention zum Schutz des Kultur- und Naturerbes der Welt verabschiedet, der Russland 1988 beigetreten ist. Als Naturerbe gelten einzigartige physikalische, biologische und geologische Formationen oder Gebiete, deren Erhaltung für die Wissenschaft oder wegen ihrer natürlichen Schönheit von außergewöhnlichem Wert sind, sowie Lebensräume bedrohter Tier- und Pflanzenarten. Bisher wurden folgende Gebiete von der UNESCO als Naturerbe aufgenommen:
  - 1995 – Urwälder von Komi
  - 1996 – Baikalsee
  - 1996 – Vulkanregion von Kamtschatka mit Naturpark
  - 1998 – Altai-Gebirge
  - 1999 – Westlicher Kaukasus
  - 2001 – Naturschutzgebiet Zentral-Sichote-Alin
  - 2003 – Uws-Nuur-Becken
  - 2004 – Naturreservat Wrangelinsel
  - 2010 – Putorana-Gebirge

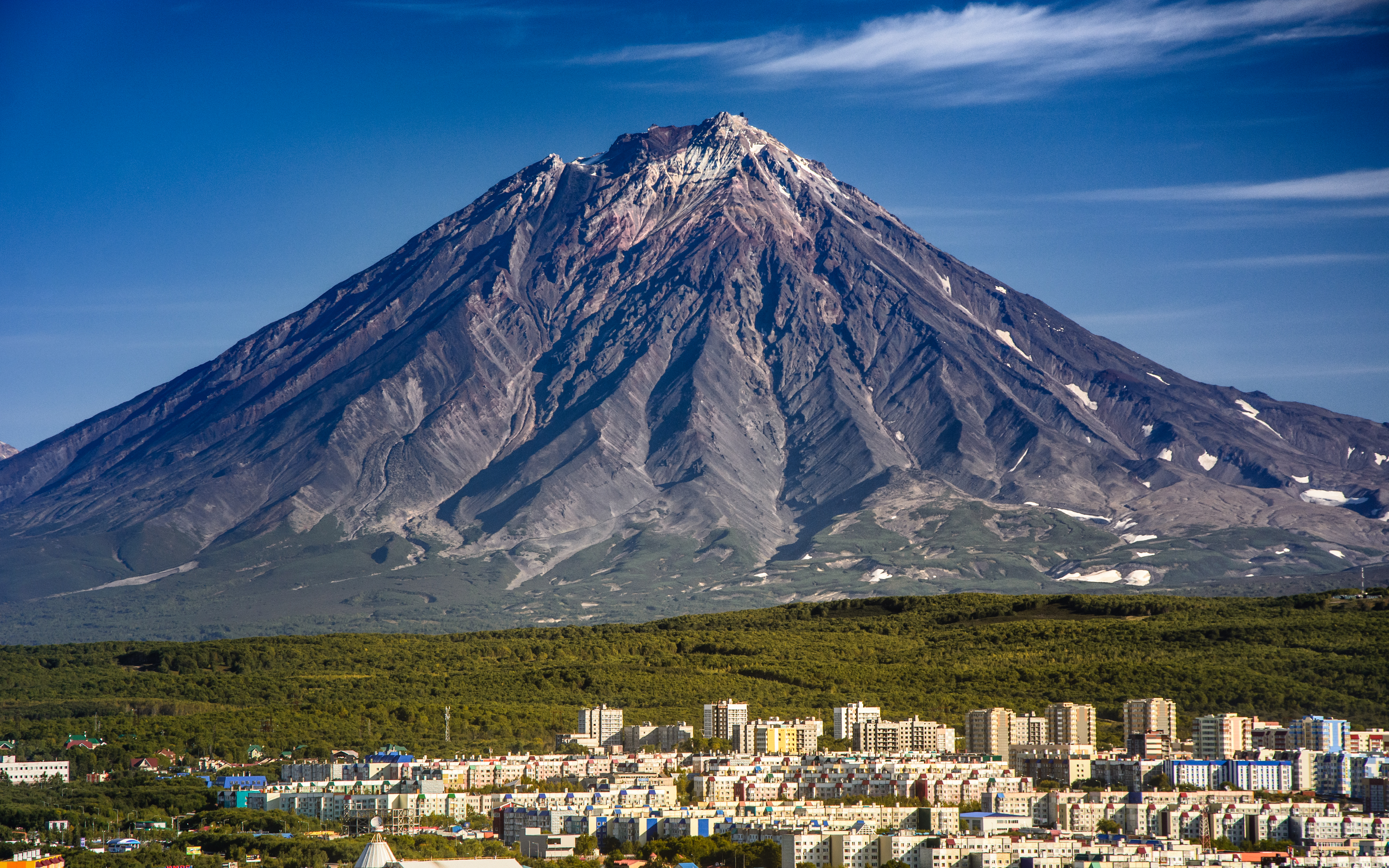
Korjakskaja Sopka auf der Halbinsel Kamtschatka
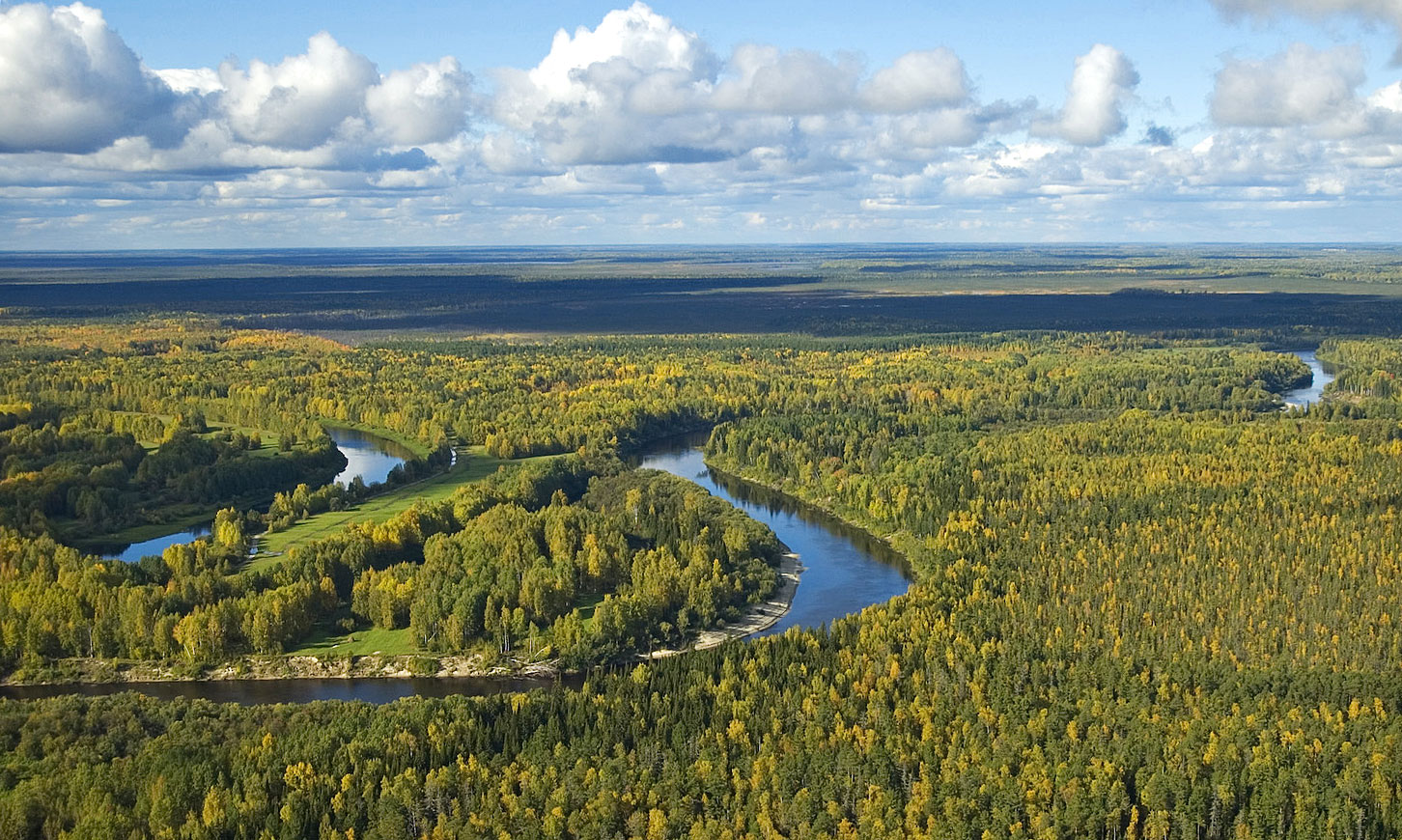
Westsibirisches Tiefland
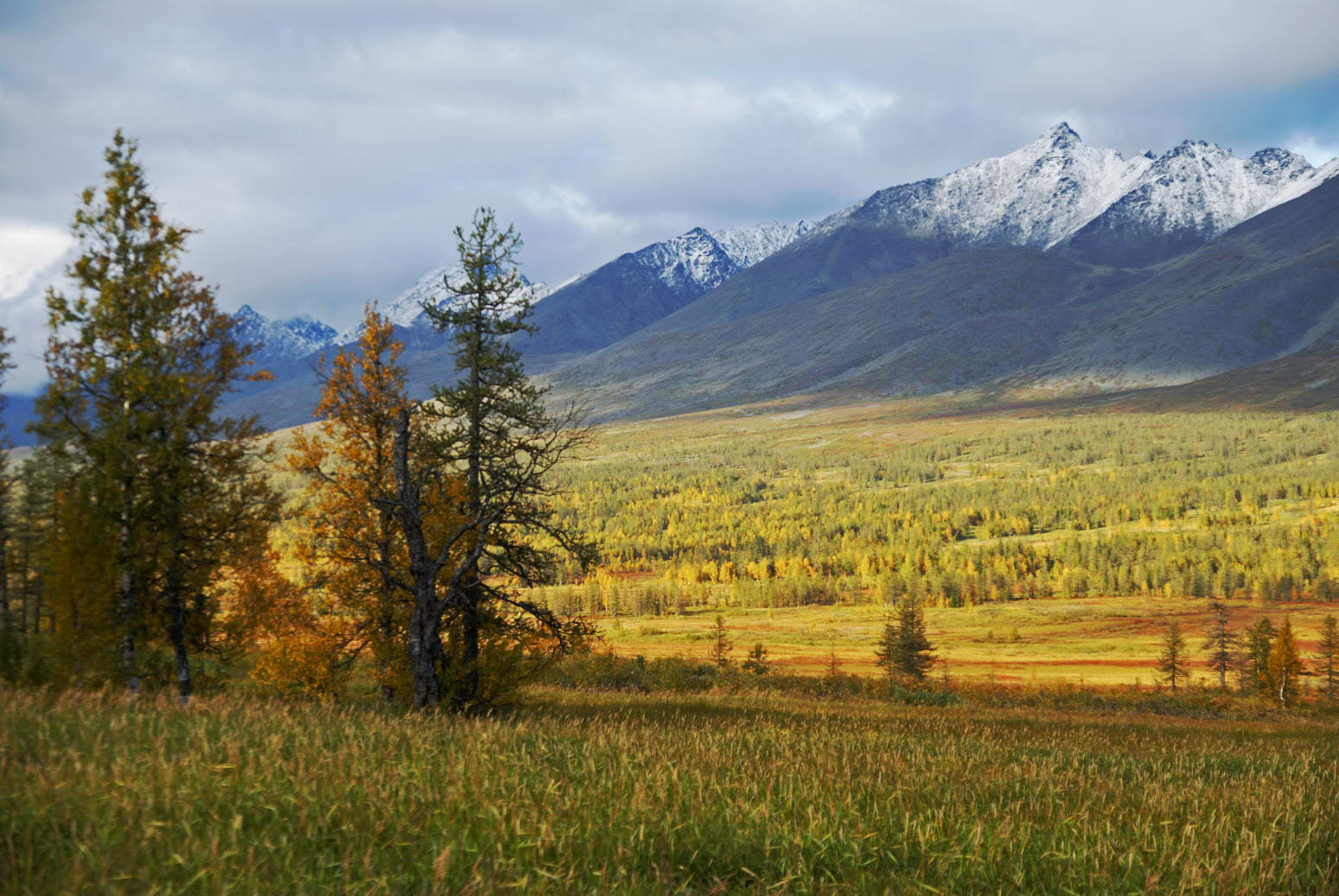
Urwälder von Komi

### Klima- und Vegetationszonen

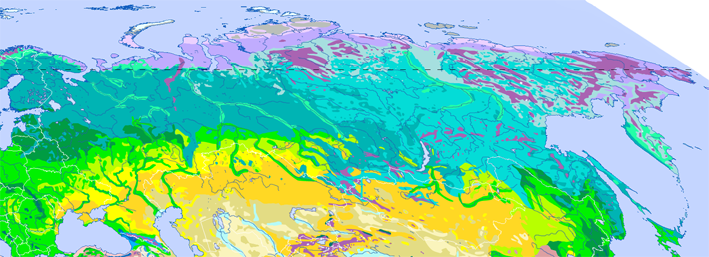
Alle Vegetationszonen auf einen Blick:
Eisschilde und Gletscher
Kältewüste
Flechten- und Moostundra
Zwergstrauch- und Wiesentundra
Bergtundra, alpine Matten und Heiden
Laubholz-Waldtundra und boreale Auen
Nadelholz-Waldtundra
Immergrüner borealer Nadelwald
Sommergrüner borealer Nadelwald
Gemischte Waldsteppen
Laub- und Nadelmischwälder
Gemäßigte Laub- und Auenwälder
Grassteppen und Salzwiesen
Strauch- und Trockensteppen
Winterkalte Halbwüsten
Winterkalte Wüsten
Riedsümpfe u. flutende Wasserpflanzen

Die Jahresdurchschnittstemperatur für Russland wird mit −5,5 °C angegeben. Große Teile des Landes sind vom Kontinentalklima mit heißen Sommern und sehr kalten Wintern geprägt. Je weiter man in Richtung Osten des Landes reist, desto deutlicher spürt man die prägenden Temperaturen zu den verschiedenen Jahreszeiten, das heißt, der Sommer ist extrem heiß und die Temperaturen in den Wintermonaten mitunter eisig kalt. Kaum ein anderes Land bietet solche Temperaturunterschiede wie Russland. Die südliche Hälfte des Fernen Ostens hat ein vom Monsun beeinflusstes Klima. Die durchschnittlichen Januartemperaturen liegen mit Ausnahme der Schwarzmeerküste überall unter dem Gefrierpunkt. In Ostsibirien sinken sie auf −35 bis −60 °C ab, sind aufgrund der meist sehr niedrigen Luftfeuchtigkeit jedoch leichter auszuhalten. Die Sommertemperaturen sind sehr unterschiedlich. Die Durchschnittstemperaturen im hohen Norden liegen bei +1 bis +2 °C, in den Halbsteppen und Steppengebieten des Südens hingegen bei +24 bis +25 °C.
Die Klima-, Vegetations- und Ökozonen verlaufen in Russland weitgehend breitenkreisparallel, so dass eine Nord-Süd-Abfolge entsteht:
Im Nördlichen Eismeer herrscht die lebensfeindliche Kältewüste. Dies betrifft unter anderen den nördlichen Teil der Taimyrhalbinsel und weitere dort befindliche Inseln. Es herrscht ein ausgeprägtes Eisklima, in dem es kaum Pflanzen gibt. In dieser Zone gibt es nur wenige ständige Siedlungen. Die Durchschnittstemperaturen steigen nur für drei Monate knapp über den Gefrierpunkt und in den kältesten Monaten Januar und Februar erreichen sie bis −30 °C. Die jährlichen Niederschlagsmengen in Form von Schnee steigen selten über 250 Millimeter.
Beginnend vom nördlichsten Eurasischen Festland schließt sich ein baumloser und durch Permafrost gekennzeichneter Landschaftsgürtel an, der eine Nord-Süd-Ausdehnung zwischen 200 und 800 km aufweist und sich etwa bis zum Polarkreis, im Mittelsibirischen Bergland bis 70° nördlicher Breite erstreckt. Die Küstenlandschaft im Norden ist mit Ausnahme der Bucht um das Weiße Meer von der Tundra geprägt. Die Sommer sind dort zu kurz und zu kühl, als dass sich Wald ausbilden könnte. Die Durchschnittstemperaturen liegen nur vier bis fünf Monate im Jahr über dem Gefrierpunkt, wobei die wärmsten Monate in den Randgebieten ein Mittel über 10 °C aufweisen. Daher taut auch der Boden nur an der Oberfläche auf, sodass sich die reichlichen Niederschläge auf dem gefrorenen Unterboden stauen und die Tundra im Sommer in ein Meer von Sümpfen und Mooren mit einer Vegetation aus Flechten, Gräsern und Zwergsträuchern verwandeln. Landwirtschaft ist nicht möglich, nur die indigenen Rentiernomaden finden dort ihr Auskommen. Daher gibt es nur wenige menschliche Siedlungen. Weiter südwärts der Kältesteppe beginnen Fichten zunächst einzeln zu wachsen, um dann zusammen mit Moor-Birken und Espen von Sümpfen durchsetzte Waldtundra zu bilden. An ihrer Südgrenze geht die Waldtundra dann fließend in die Waldzone über.
Diese 1000 bis 2000 km breite Zone verläuft nördlich entlang der Linie St. Petersburg–Ufa–Irkutsk–Sachalin und bildet die boreale Zone bzw. die Taiga. Die Waldzone durchzieht ganz Nordeurasien. Wegen dieser gewaltigen Ausdehnung gliedert sie sich in mehrere breitenparallele Unterzonen: In den der Fläche nach bei weitem dominierenden Nadelwaldgürtel (eigentliche Taiga) im Norden, in Mittelsibirien weiter in die Sub-Taiga als Übergangszone zur Steppe sowie in einen Mischwaldgürtel, der sich jedoch lediglich im europäischen Russland südlich anschließt. Die Taiga ihrerseits bildet drei breitenparallel hintereinander geschaltete Unterzonen:
- Westlich des Urals besteht die nördliche Taiga aus niedrigen Fichtenwäldern mit vereinzelten Birken. Nur in Karelien herrscht die Kiefer vor.
- Die mittlere Taiga bildet dunkle Fichtenwälder mit Einschlüssen von Birken, nach Süden hin zunehmend auch Kiefern sowie ersten Vorboten von Laubhölzern wie der Winterlinde. Geringe Fruchtbarkeit des Bodens und Artenarmut der Vegetation macht diese Landschaft für eine Landwirtschaft ungeeignet.
- Die südliche Taiga zeichnet sich durch einen hohen Anteil von Laubhölzern am Unterwuchs aus, bedingt durch ergiebigere Böden. Die Taiga Sibiriens ist durch lichte Wälder, bestehend aus Sibirischen Lärchen, Fichten und Zirbelkiefern gekennzeichnet.

Die Waldzone ist durch kontinentales Klima mit einem starken Temperaturgefälle zwischen heißen Sommern und kalten Wintern geprägt. Die mittlere Jahrestemperatur nimmt von Westen nach Osten deutlich ab. In Pskow beträgt sie noch 5,1 °C, sinkt aber bis zum Ural auf 2,3 °C ab und erreicht im westsibirischen Tomsk nur noch 0,1 °C. Im ostsibirischen Jakutsk liegt sie dann bei −10 °C. Die niedrigen Jahresmittel sind auf den langen und sehr kalten Winter in Sibirien zurückzuführen. Dagegen entsprechen die durchschnittlichen Sommertemperaturen dem mitteleuropäischen Mittel.
In den von kühlgemäßigten Klimaten beherrschten Gebieten, die sich der Taiga südlich anschließen, wächst sommergrüner Laub- und Mischwald. Diese Zone verläuft innerhalb Europas im Dreieck St. Petersburg–Odessa–Ufa, in Westsibirien in einem Streifen von Tscheljabinsk bis Krasnojarsk sowie im Amur-Gebiet. Die Mischwaldzone verläuft damit in einem nach Osten hin sich verjüngenden Dreieck von den mittleren Karpaten und von der baltischen Küste bis an den Südural. Die Vegetation besteht primär aus Fichten, Kiefern und Eichen, ehe sie weiter südwärts in reinen Laubwald übergeht. Leithölzer bilden dort die Eiche sowie in der Westukraine Buche und Hainbuche. Kiefern wachsen, wie auch im Mischwaldbereich, vor allem in sandigen Senken wie im Pripjetbecken. Östlich des Urals gibt es aus klimatischen Gründen keinen Mischwald. Stattdessen leiten in Westsibirien Birkenhaine unmittelbar von der Taiga in die Waldsteppe über. Der Mischwald tritt dann wieder im Fernen Osten auf. Die Mischwaldzone bietet für die Landwirtschaft im Allgemeinen akzeptable, die Laubwaldzone gute Existenzbedingungen.
Weiter südlich folgt ein Steppengürtel, der am Unterlauf von Don und Wolga, Nordkaukasus, Kaspische Senke und Tuwa verläuft. Der Steppengürtel untergliedert sich im Norden in die Waldsteppe und im Süden in die eigentliche Steppe. Der Wald löst sich von Norden nach Süden in Inseln auf und verschwindet schließlich fast ganz. Das hängt mit dem nach Südosten abnehmenden Niederschlag bei gleichzeitig wachsender Verdunstungsintensität zusammen. Außer in Flusstälern (als Auwald) oder in Senken mit günstigen Grundwasserverhältnissen reicht das im Lössboden gespeicherte Wasser nicht aus, um den Flüssigkeitsbedarf von Laubhölzern zu decken. Daher bilden in der Waldsteppe Wiesen-, in der eigentlichen Steppe Federgrasformationen die Pflanzendecke. Der Steppengürtel ist aufgrund der fruchtbaren Schwarzerdeschicht ideal für den Getreideanbau.
An der Schwarzmeerküste zwischen Noworossijsk und Sotschi folgt eine Hartlaubwaldzone. An der Schwarzmeerküste herrschen im Durchschnitt um die 20 Grad Celsius. Dieser subtropische Teil Russlands ist geprägt von dichten Wäldern.
Russland beherbergt nach Kanada die größten noch verbliebenen nordischen Wildnisregionen. Nach Global Forest Watch sind rund 26 % der Wälder noch intakte Urwälder. Sie liegen zum allergrößten Teil in Sibirien. Im europäischen Teil haben noch 9 % der Wälder diesen Status.

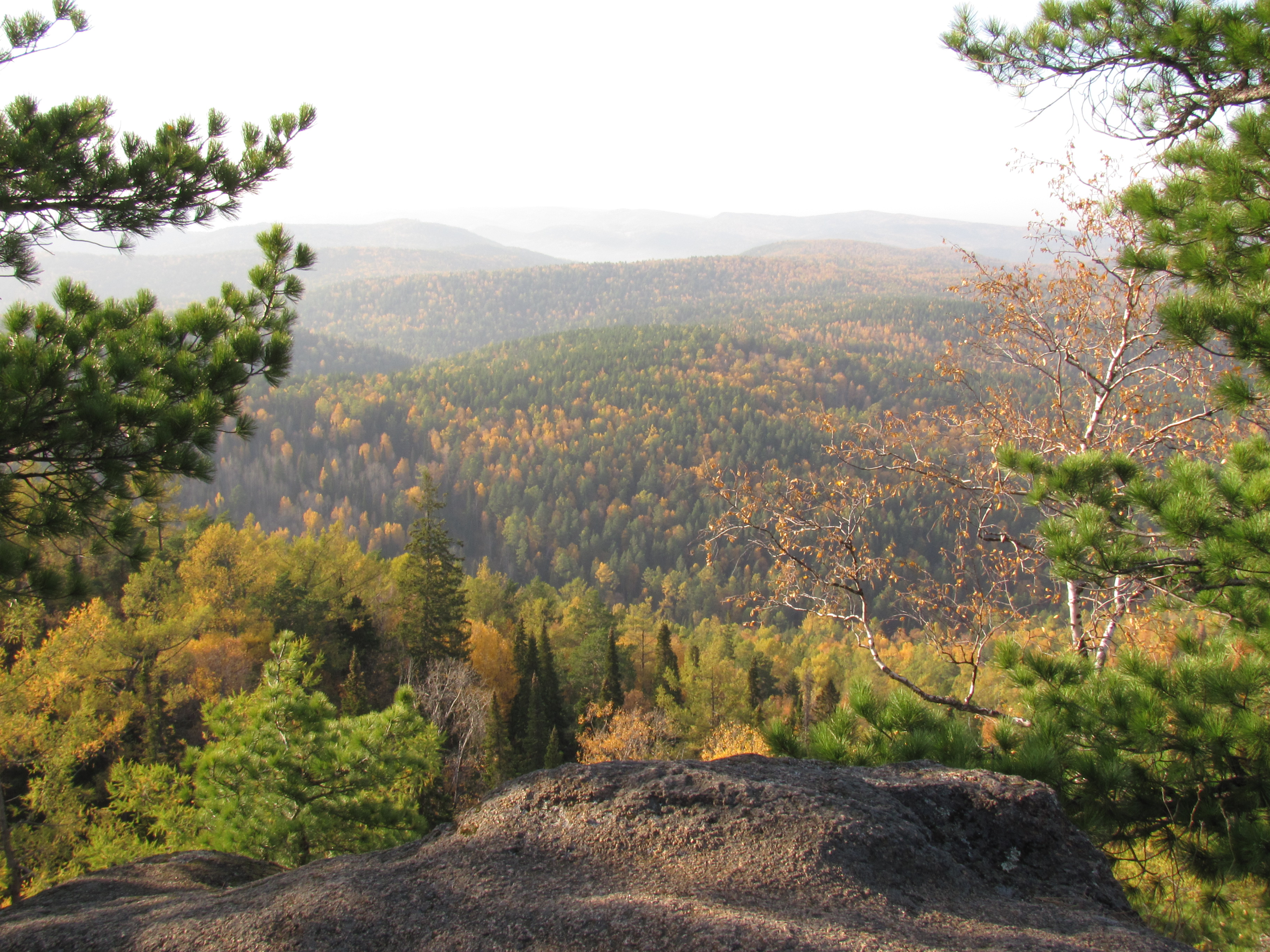
Taiga bei Krasnojarsk
Iwan Schischkins Gemälde Der Roggen zeigt die Waldsteppe in der zentralen Schwarzerde-Region
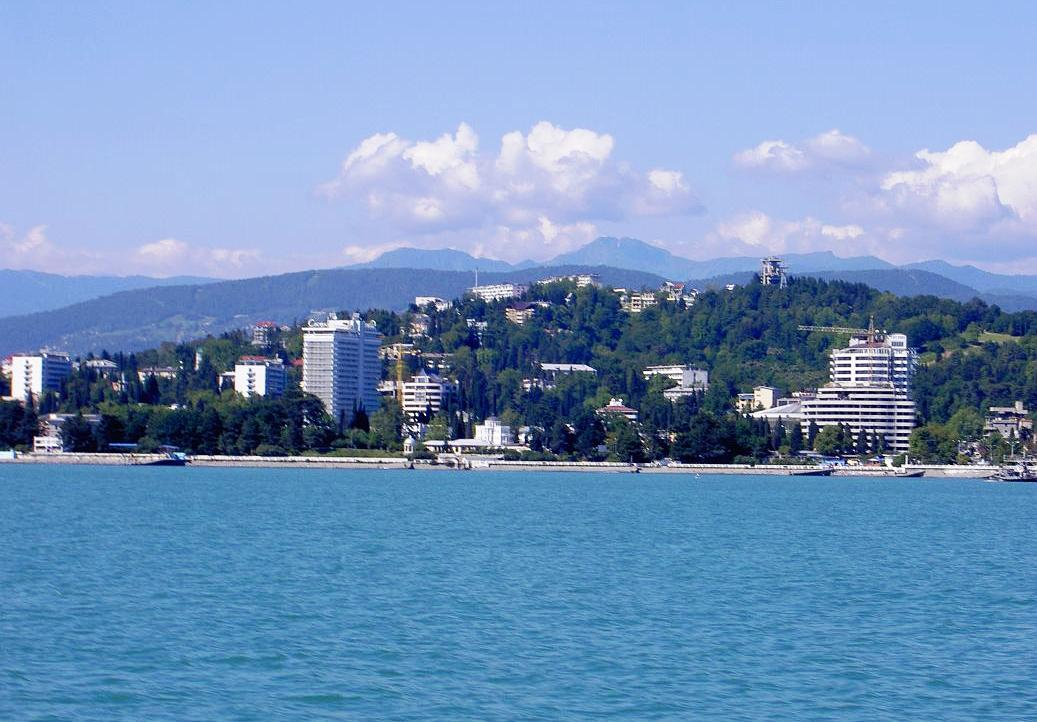
Blick auf Sotschi am Schwarzen Meer in der subtropischen Hartlaubwaldzone

### Fauna
Das polare Klima an der Nordküste Russlands ist Lebensraum für Polarbären, Robben, Walrosse und Seevögel. In der sich südwärts anschließenden Tundra leben Polarfüchse, Eulen, Schneehasen und Lemminge. Im Sommer wandern große Herden von Rentieren und Wölfen in die Tundra ein. Diese Tiere sind an die lebensunfreundlichen Umstände dieser Zone perfekt angepasst. In den Wäldern von Russland nimmt die Artenvielfalt in der Tierwelt zu. So leben in der Taiga und den borealen Nadelwäldern Russlands Elche, Rentiere, Wölfe, Bären, Zobel, Eichhörnchen, Füchse und der Vielfraß. Weiter südlich haben sich Wildschweine, Nerze und Hirsche ausgebreitet. Vereinzelt gibt es auch Sibirische Tiger. Die Steppenzone Russlands ist der Lebensraum für Hamster, Ziesel sowie für den Iltis und den Steppenfuchs.

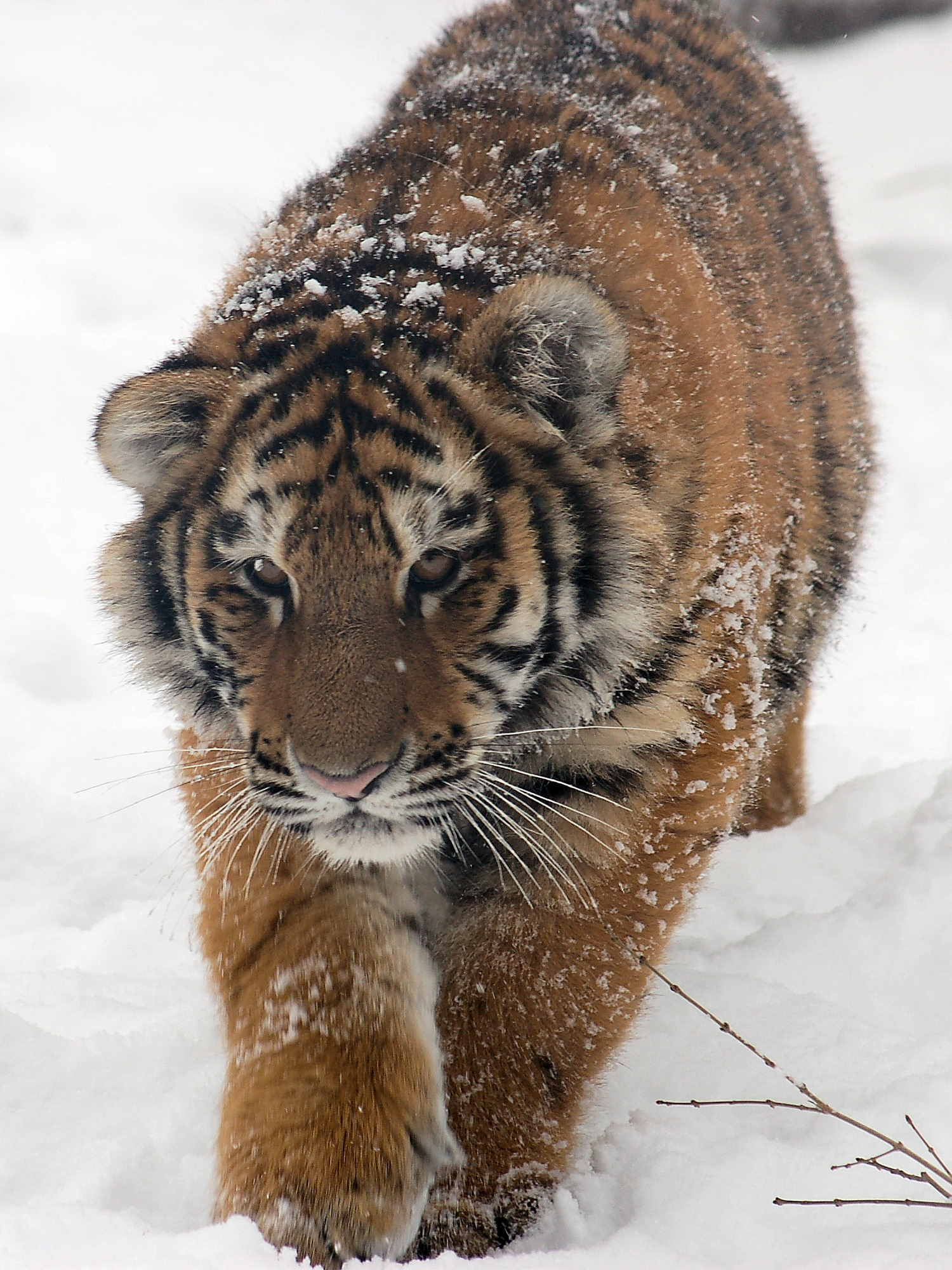
Junger Amurtiger im Schnee: Der Wildbestand beläuft sich heute auf weniger als 500 Tiere.
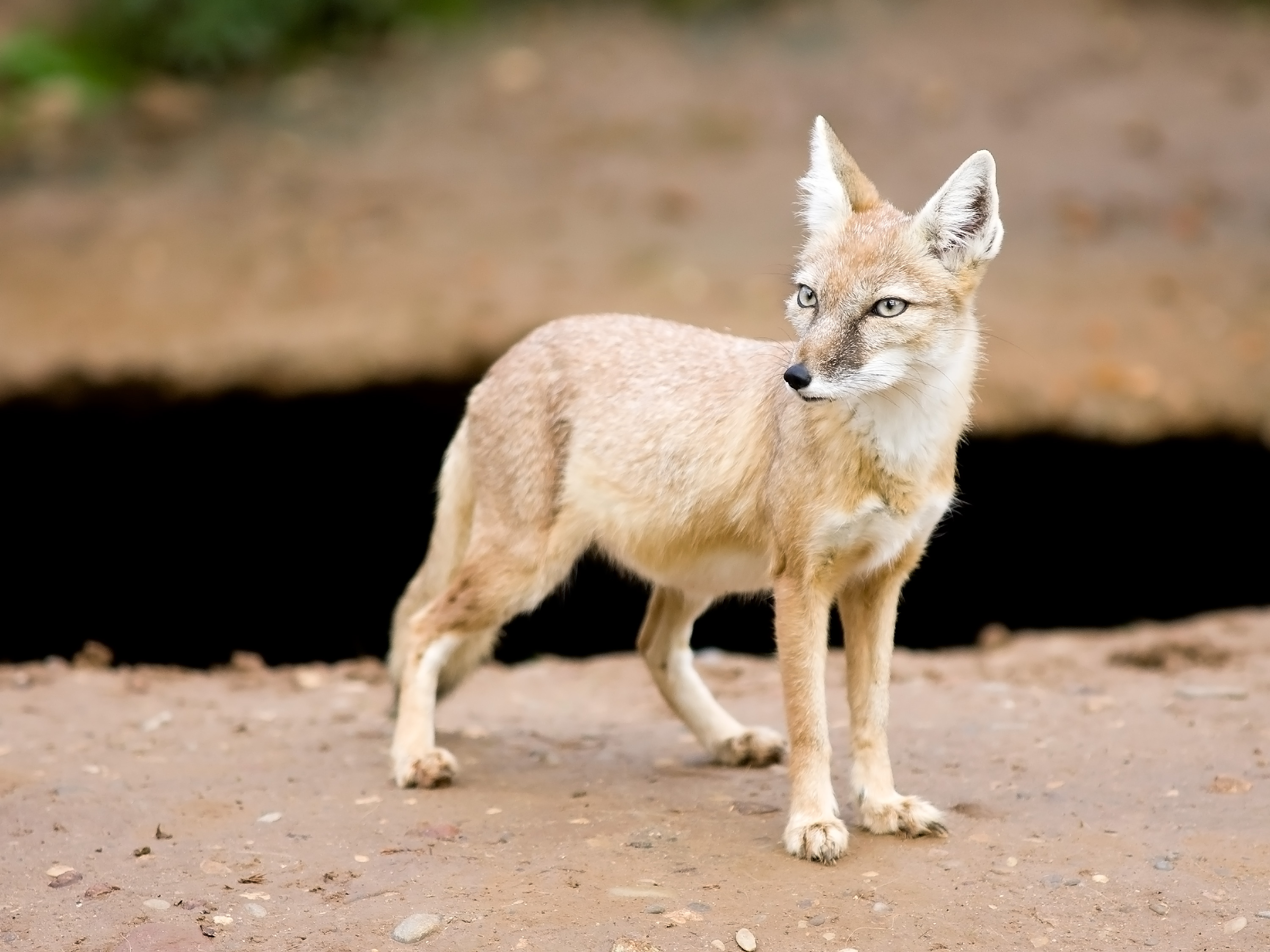
Steppenfuchs
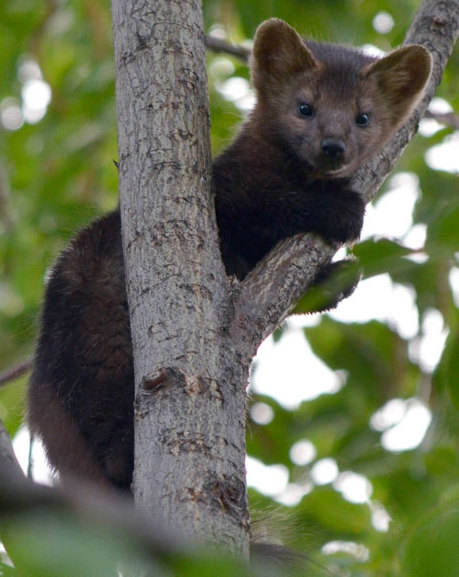
Zobel
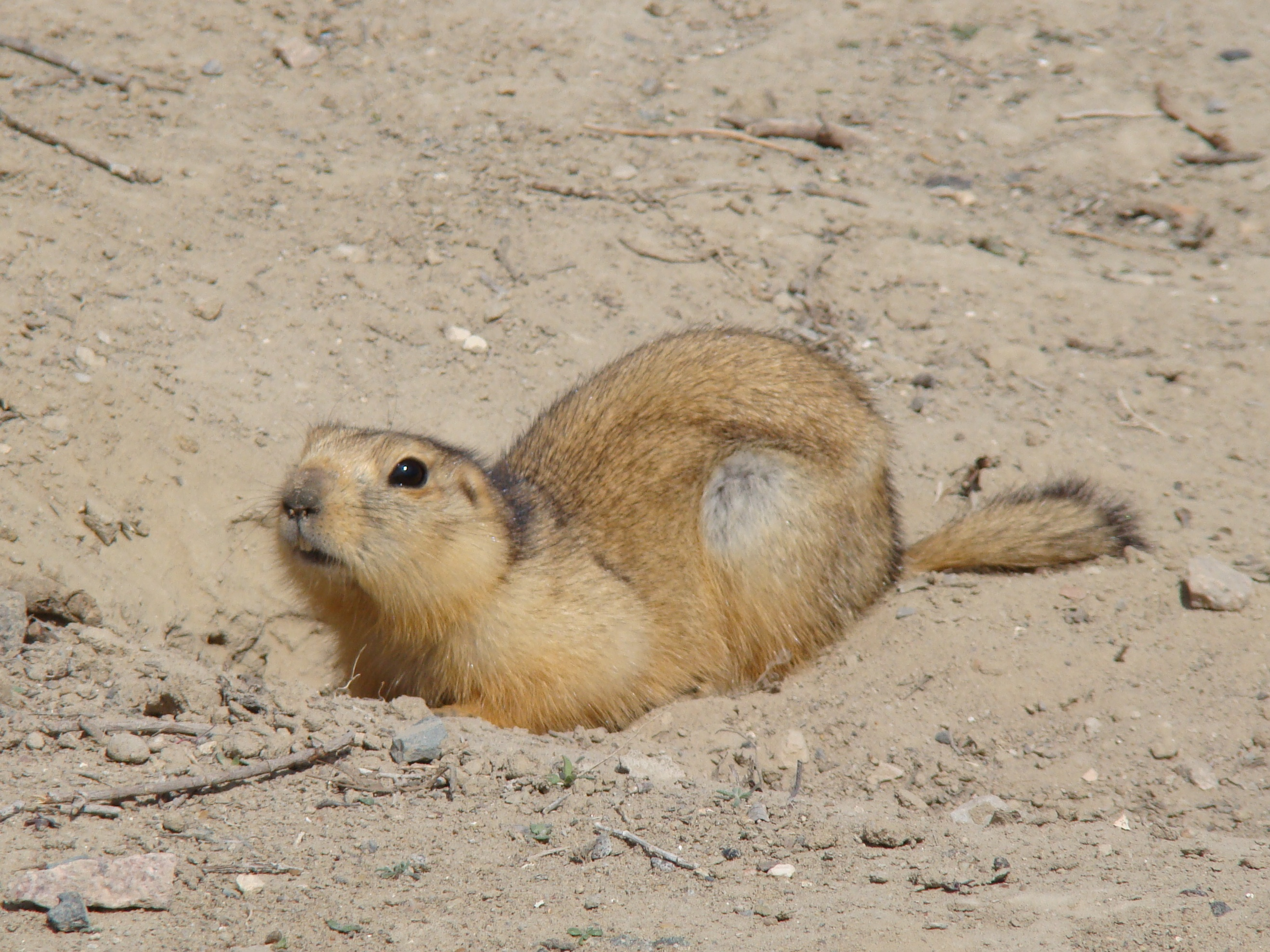
Gelbziesel

## Bevölkerung

### Bevölkerungsdichte

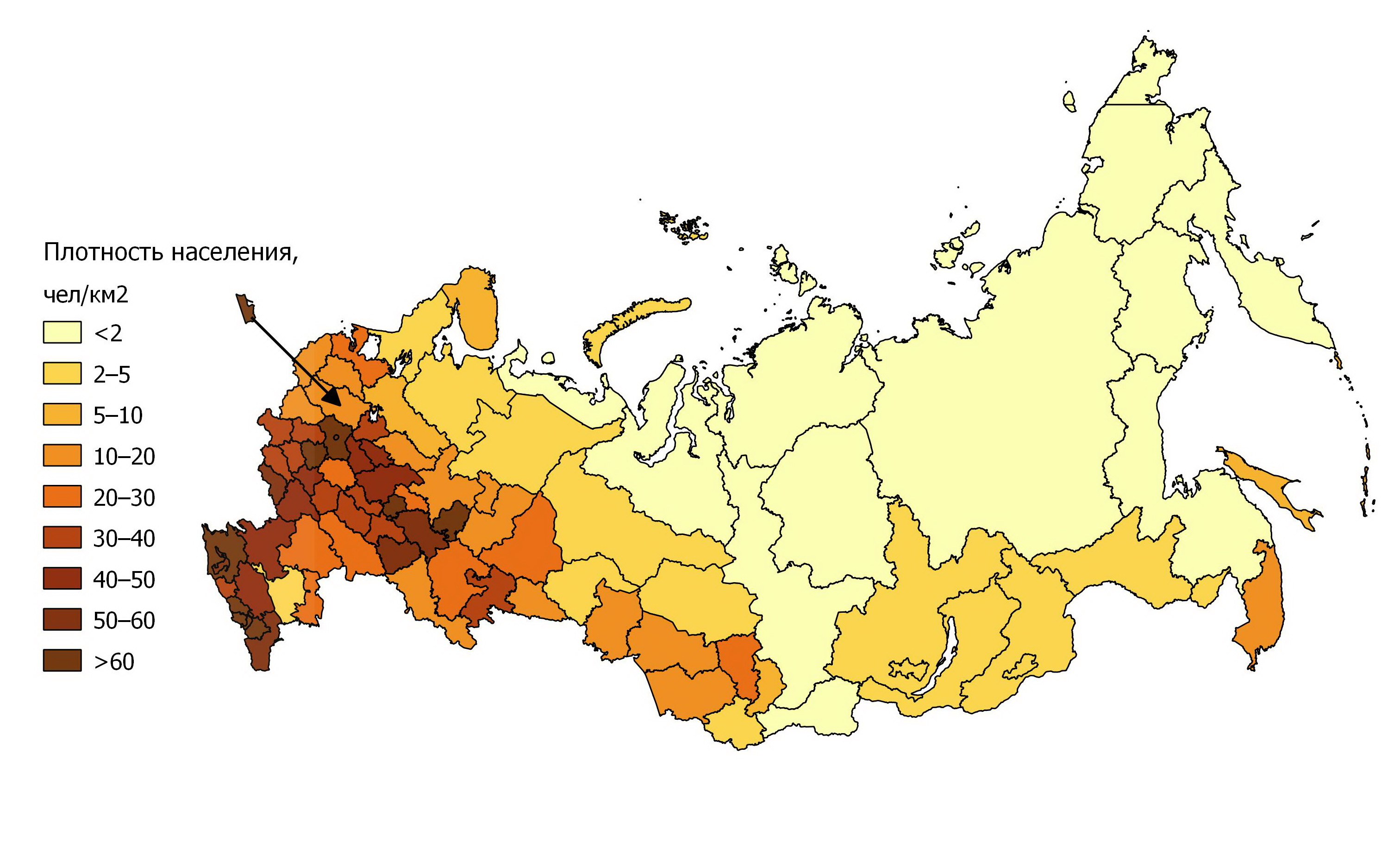
Bevölkerungsdichte Russlands nach Regionen

Die Bevölkerung ist innerhalb Russlands sehr ungleichmäßig verteilt. 85 % der Bevölkerung (etwa 123 Millionen Menschen) leben im europäischen Teil (23 % der Gesamtfläche) und 15 % (etwa 22 Millionen Menschen) im flächenmäßig weit größeren asiatischen Teil (77 % der Gesamtfläche). Die Bevölkerungsdichte variiert von 362 Einwohner/km² in der Hauptstadt und ihrer Umgebung (Gebiet Moskau) und unter 1 Einwohner/km² im Nordosten und im russischen Fernen Osten. Im Schnitt beträgt sie 8,3 Einwohner/km². Da in vielen Fällen ein beträchtlicher Bevölkerungsanteil im jeweiligen Gebietshauptort lebt, liegt die Bevölkerungsdichte im ländlichen Raum auch in den relativ dicht besiedelten zentralrussischen Verwaltungsgebieten selten höher als 40 bis 50 Einwohner/km².

### Demografische Entwicklung

Bevölkerungsentwicklung

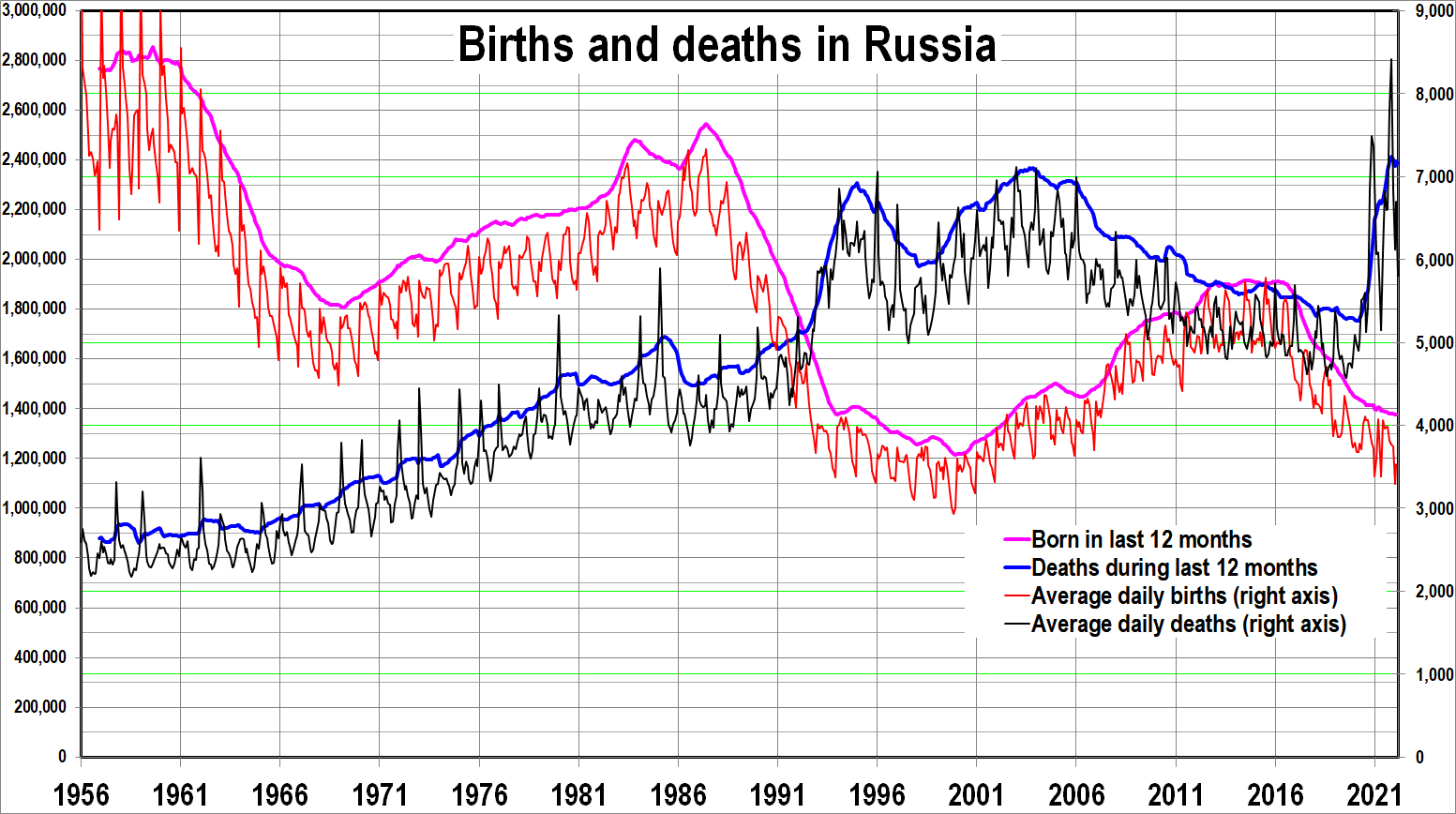
Entwicklung der Geburten- und Sterberate in Russland

Bevölkerungsstruktur 2024: Der Geburtensturz ab 1990 und der hohe Frauenüberschuss (dunkelrot) sind deutlich zu erkennen

Russlands Bevölkerungszahl sank von 147,0 Millionen bei der Volkszählung im Januar 1989 bis 2007 auf 142,2 Mio. Danach verlangsamte sich der Bevölkerungsrückgang, so dass die Einwohnerzahl 2010 bei 141,9 Mio. lag. Durch die Ergebnisse der Volkszählung 2010 wurde die Bevölkerungszahl korrigiert. Die Fertilitätsrate sank zwischen 1988 und 1999 von zwei auf 1,16 Geburten pro Frau. Gleichzeitig verdoppelte sich bei den Männern die Sterblichkeitsrate von 9,4 (1970) auf 18,7 pro 1.000 Einwohner (2005). Die Durchschnittslebenserwartung der Männer sank von 63,9 Jahren 1986 auf 57,5 Jahre (1994). Bis 2004 stieg sie auf 58,9 Jahre an; 2011 lag sie bei 64,3 Jahren, 2014 bei 70,36 Jahren. Die höhere männliche Sterberate führt zu einem Frauenüberschuss. 2010 gab es in Russland 10,7 Millionen mehr Frauen als Männer. Hauptursache: Ungesunde Lebensweise durch Alkohol, Rauchen sowie Verkehrsunfälle, Suizid und Mord. Als häufigste Todesursache gelten mit 56,7 % diverse Herzkrankheiten, sehr häufig sind auch Krebserkrankungen. Die Zahlen von Todesfällen infolge Drogenkonsums, Tuberkulose und HIV sind seit dem Ende der Sowjetunion merklich gestiegen. 2015 war von einer jährlichen Zunahme von 10 % bei den HIV-Ansteckungen die Rede, vor allem durch Drogenkonsum. Der Leiter der Föderalen Zentrale für die Prävention und Kontrolle von AIDS, Wadim Pokrowski, sprach Mitte 2015 von fünfzehn Regionen Russlands mit einer generalisierten Epidemie mit mehr als 1 % angesteckter Bevölkerung, ähnlich wie in Südafrika. Laut Angaben zu Beginn der Welt-Aids-Konferenz 2018 nahmen die Neuinfektionen in Osteuropa und Zentralasien als einziger Weltregion zwischen 2010 und 2016 zu, zu 80 % betreffe dies Russland, wo die Anzahl der Neuinfektionen 2017 laut UNAIDS doppelt so hoch lag wie 2005. Im Jahr 2019 zählte die Verbraucherschutzbehörde knapp über eine Million Infizierte und zirka 80 tägliche Neuansteckungen, so Wadim Pokrowski.
Die russische Regierung hat mehrere nationale Programme eingeleitet, die helfen sollen, die Geburtenrate zu steigern. Seit 2007 erhielten Eltern ab ihrem zweiten neugeborenen Kind eine einmalige staatliche Beihilfe (Mutterschaftskapital) in Höhe von fast 10.000 Euro (2012). So hatten sich die Geburtenzahlen in Russland von 1,48 Mio. (2006) auf 1,9 Mio. (2012) erhöht. 2018 erhielten Familien vergünstigte Hypotheken und Zuschüsse teils schon ab dem ersten Kind; für 3 Jahre wurden 9 Milliarden Dollar budgetiert. Im Februar 2019 erklärte Präsident Wladimir Putin, sich nicht mit der sinkenden Geburtenrate abzufinden, und kündigte weitere Erleichterungen für Familien mit Kindern an.
Russland hat eine der höchsten Abtreibungsraten in Europa, Pjotr Tolstoi, der stellvertretende Vorsitzende der Duma nannte eine Zahl von fast 1,5 Millionen Abtreibungen pro Jahr, bei laut Statistik nur noch 1,3 Millionen Geburten 2022. Das Gesundheitsministerium nennt hingegen die Zahl von 400.000 Abtreibungen, bei sinkender Tendenz. Das liberale Abtreibungsrecht soll nach Vorstellungen aus Kirche und Politik drastisch verschärft werden.
Der Anteil der Stadtbevölkerung blieb konstant bei 73 %.
Zur Auswanderung neigten besonders höher Gebildete, teilweise wegen der herrschenden Rechtsunsicherheit. Auch infolge der demografiepolitischen Anstrengungen der Regierung verlangsamte sich dieser Trend zeitweise. Nach der Annexion der Krim durch die Russische Föderation 2014 verließen während des folgenden Wirtschaftseinbruchs wieder deutlich mehr Hochqualifizierte das Land. Im Frühjahr 2018 beklagte der Chef der Russischen Akademie der Wissenschaften eine Zahl von 44.000 Auswanderern, welche der russischen Forschung fehlten.
Von 2003 bis 2006 war Russland das zweitgrößte Einwanderungsland der Welt. 2017 waren 8,1 % der Bevölkerung Migranten. Herkunftsregionen sind hierbei vor allem die ärmeren, südlichen ehemaligen Sowjetrepubliken Zentralasiens und des Kaukasus, aber in zunehmender Zahl auch Afrika und Südostasien. Die Mehrheit der Einwanderer stellen bisher jedoch die Nachkommen von Russen, die im Kaiserreich und der Sowjetzeit in anderen Teilrepubliken angesiedelt wurden und meist mit ihren Familien gemeinsam nach Russland zurückkehrten. Der Zustrom dämpfte sich nach der Annexion der Krim durch die Wirtschaftsflaute, aber auch durch Protektionismus und Nationalismus – im ersten Halbjahr 2017 glich die Immigration die Sterblichkeit nicht mehr aus. Die Regierung spricht bewusst die etwa 30 Millionen Russen außerhalb des Territoriums der russischen Föderation an und fordert sie zur Rückkehr auf. Präsident Putin legte 2006 ein Rückkehrprogramm auf und bis 2018 remigrierten etwa 800.000 Personen. Covid-19 führte zu einem starken Rückgang der Zahlen, die 2021 wieder leicht stiegen. Im Jahr 2024 wurden außerdem die Sprachanforderungen für Rückkehrer gesenkt. Die russische Propaganda überzeichnete den Zustrom von Rückkehrern, als dieser sich in Wahrheit zwischen 2021 und 2023 halbierte.
Innerhalb der russländischen Gesamtbevölkerung haben v. a. moslemische Völker wie Tschetschenen und Inguschen hohe Geburtenraten, andere moslemische Gruppen wie Tscherkessen, Tataren oder Baschkiren aber nicht. Es wird erwartet, dass im Jahre 2050 ein Drittel bis die Hälfte der Bevölkerung aus Moslems bestehen wird.
Die Bevölkerung Russlands wird ähnlich wie in anderen Ländern Europas in den nächsten Jahrzehnten voraussichtlich weiter abnehmen, die ILO erwartet bis 2050 einen Rückgang auf 130 Millionen Einwohner. Unter Annahme einer Nettozuwanderung von jährlich 300.000 Personen wäre der Rückgang nur schwach ausgeprägt. Bis 2012 stabilisierte sich die Lage etwas, die Einwohnerzahl stieg leicht an und lag bei etwa 143,5 Millionen. Für die Zeit ab 2015 war aufgrund der geburtenschwachen Jahrgänge der 1990er-Jahre eine Verschlechterung der demografischen Situation erwartet worden. Dieses leichte Bevölkerungswachstum schwenkte im weiteren Verlauf der 2010er-Jahre wieder zu einer negativen demografischen Entwicklung um. 2020 umfasste der Rückgang der russischen Bevölkerung laut Rosstat erstmals seit 2005 wieder mehr als 500.000 Menschen in einem Jahr. 2021 rechneten die russischen Behörden mit einem Bevölkerungsrückgang von 1,2 Millionen Menschen bis 2024.
| Jahr            | Lebendgeburten | Todesfälle | Differenz |
| --------------- | -------------- | ---------- | --------- |
| 1999            | 1.214.689      | 2.144.316  | −929.627  |
| 2000            | 1.266.800      | 2.225.332  | −958.532  |
| 2001            | 1.311.604      | 2.254.856  | −943.252  |
| 2002            | 1.396.967      | 2.332.272  | −935.305  |
| 2003            | 1.477.301      | 2.365.826  | −888.525  |
| 2004            | 1.502.477      | 2.295.402  | −792.925  |
| 2005            | 1.457.376      | 2.303.935  | −846.579  |
| 2006            | 1.479.637      | 2.166.703  | −687.066  |
| 2007            | 1.610.122      | 2.080.445  | −470.323  |
| 2008            | 1.713.947      | 2.075.954  | −362.007  |
| 2009            | 1.761.687      | 2.010.543  | −248.856  |
| 2010            | 1.788.948      | 2.028.516  | −239.568  |
| 2011            | 1.796.629      | 1.925.720  | −129.091  |
| 2012            | 1.902.084      | 1.906.335  | −4.251    |
| 2013            | 1.895.800      | 1.871.809  | +24.000   |
| 2014            | 1.942.683      | 1.912.347  | +30.336   |
| 2015            | 1.940.579      | 1.908.541  | +32.038   |
| 2016            | 1.888.729      | 1.891.015  | −2.286    |
| 2017            | 1.690.307      | 1.826.125  | −135.800  |
| 2018            | 1.604.344      | 1.828.910  | −224.566  |
| 2019            | 1.481.074      | 1.798.307  | −317.233  |
| 2020            | 1.436.541      | 2.138.586  | −702.045  |
| Quelle: Rosstat |                |            |           |

Die Invasion der Ukraine verschlechterte die Situation weiter: Nach Kriegsbeginn schrumpfte die Bevölkerung um mindestens 524.000 Personen, zwischen „Januar und April 2023 wurden 3,1 % weniger Kinder geboren als im Vorjahreszeitraum, was einen Negativrekord darstellt.“ Die Zahl zuwandernder Auslandsrussen sank mit 45.100 Rückkehrern auf die niedrigste Zahl in einem Jahrzehnt.

### Städte

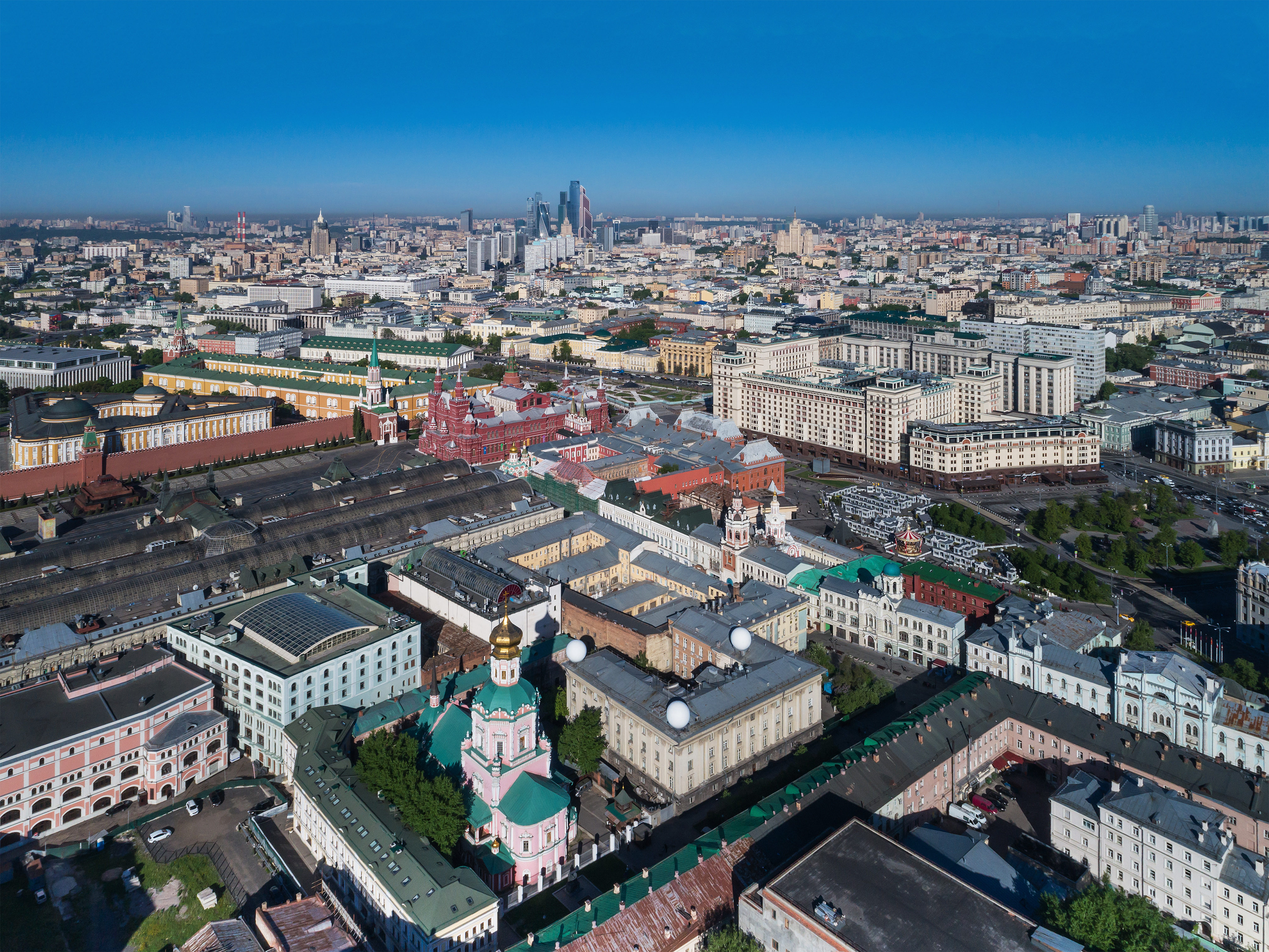
Moskau, die Hauptstadt Russlands und größte Stadt Europas

Schon ab 800 war die Kiewer Rus von vielen städteähnlichen Siedlungen gekennzeichnet, weshalb die skandinavischen Waräger das Gebiet Gardarike („Reich der Städte“) nannten. Zu den ältesten erhaltenen Städten in diesem Bereich zählen Nowgorod, Smolensk, Pskow, Rostow, Murom und Beloosero, die alle noch im ersten Jahrtausend nach Christus gegründet wurden. Im 11. und 12. Jahrhundert wurden weitere Städte im Zentrum Russlands von slawischen Siedlern gegründet. In dieser Zeit entstanden Moskau, Jaroslawl, Twer, Wladimir, Wologda, Kirow, Tula, Kursk, Kostroma, Rjasan und etwas später Nischni Nowgorod. Aufgrund der Landesgröße war eine Vielzahl großer Städte als Stützpunkte notwendig. Mit der Eroberung Kasans und Astrachans zur Mitte des 16. Jahrhunderts gründeten russische Kolonisten weitere Städte im Osten, Südosten und Süden. Zahlreiche Städte wurden zunächst als Grenzfestungen gegründet. Im Süden waren dies Stützpunkte der Verhaulinie gegen die Krimtataren, wie Orjol (1566) und das heutige Woronesch (1586). Weiter östlich, an der Wolga entstanden in dieser Zeit weitere Städte wie Samara (1586), Zarizyn (1589) und Saratow (1590). In Sibirien entstanden nach dessen Eroberung zahlreiche Kosakenforts, sogenannte Ostrogs. Aus ihnen wuchsen später Städte wie Tobolsk, Irkutsk, Bratsk, Tomsk und Jakutsk heran. Städte im Ural- und Altai-Gebirge wie Perm (1723), Jekaterinburg (1723) oder Barnaul (1730) entstanden in der Epoche Peters des Großen im Zusammenhang mit den dort vorhandenen Erzen und kostbaren Mineralen. Mit dem Niedergang der Krimtataren und dem weiteren Vorstoßen Russlands in den Kaukasus entstanden im 18. Jahrhundert neue Festungen und Städte. 1784 wurden Stawropol und Wladikawkas gegründet, 1793 Krasnodar, 1805 Nowotscherkassk, 1818 Grosny, 1844 Port Petrowsk.
Trotz der Gründungen behielten große Teilräume ihren ländlichen Charakter. Der Bauer gehörte einem Mir (Bauerngemeinde) an. Städte stellten außerhalb der Agglomerationen isolierte Erscheinungen dar und bildeten ein nur weitmaschiges Netz. Bis 1712 fungierte Moskau als Hauptstadt und wurde dann nach dem Willen Peters I. vom 1703 neugegründeten Sankt Petersburg abgelöst, um 1918 wieder offiziell den Status der Hauptstadt anzunehmen. Im 19. Jahrhundert war sogar häufig von den beiden Hauptstädten die Rede. Die Industrialisierung Ende des 19. Jahrhunderts brachte in allen Landesteilen einen bedeutenden Impuls für die nachfolgende Urbanisierung. Sie führte zur Entstehung zahlreicher neuer Städte und zum raschen Wachstum alter Städte. Viele russische Städte entstanden als Folge einer administrativen Umstrukturierung mehrerer benachbarter Dorfsiedlungen zu einer Stadtsiedlung. Neugründungen von Städten und Stadterhebungen sind bis heute ein Charakteristikum der russischen Urbanisierung.
Mehr als die Hälfte aller russischen Städte sind erst in den letzten 90 Jahren, besonders in den 1960er-Jahren gegründet worden. Deshalb gibt es unter den 160 russischen Großstädten, in denen die Hälfte der russischen Bevölkerung lebt, viele neue Städte (etwa ein Viertel). Die russischen Großstädte sind in erster Linie Industrie- und Verwaltungszentren, besitzen aber auch andere hochrangige Funktionen. Beispiele neuer Großstädte sind Magnitogorsk, Nowokusnezk oder Bratsk, zu den gewachsenen zählen unter anderem Samara und Tambow.
Zu Zeiten der Sowjetunion wurde die städtische Entwicklung zentral geplant und gesteuert. Es herrschte der Typus der Sozialistischen Stadt vor. Dazu zählt beispielsweise die Herausbildung neuer Stadttypen, etwa der Hauptstädte kleiner nationaler Republiken (u. a. Tscheboksary, Naltschik) oder der Wissenschaftsstädte (z. B. Dubna). Die in der Sowjetzeit betriebene massive Verstädterungspolitik führte dazu, dass heute 73 % der Bevölkerung in städtischen Siedlungen leben. Aus den politischen und wirtschaftlichen Umbrüchen im Russland der 1990er-Jahre gingen die Städte als eigenständige und selbstverantwortliche kommunale Einheiten hervor. Dazu erhielten sie lokale und regionale Steuerungsinstanzen. Mit den neuen Staatsgrenzen brachen aber auch stark arbeitsteilig organisierte, spezialisierte Produktions- und Distributionsabläufe zusammen. Viele Städte waren plötzlich von den bisherigen Netzwerken abgeschnitten. Ehemals zentral gelegene Städte stellten plötzlich Grenzstädte dar und waren geopolitisch peripher gelegen. Dadurch veränderten sich grundlegend die funktionale Struktur und die wirtschaftliche Entwicklungsbasis der russischen Städte und führte zu Verschiebungen im Städtesystem Russlands, mit Auf- und Absteigern. Zu den Gewinnern der Transformation gehören bisher vor allem die Metropolen, allen voran Moskau. Weil Kapital zur Gewinnung und zum Transport von Rohstoffen unter extremen Bedingungen fehlte, gerieten viele Bergbaustädte des Nordens in eine Überlebenskrise.
Die zehn größten Städte Russlands (ehemalige Namen aus sowjetischer Zeit in Klammern):
1. Moskau – Zentralrussland (12,23 Mio. Einwohner)
2. Sankt Petersburg (Leningrad) – Nordwestrussland (5,28 Mio. Einwohner)
3. Nowosibirsk – Sibirien (1,60 Mio. Einwohner)
4. Jekaterinburg (Swerdlowsk) – Ural (1,46 Mio. Einwohner)
5. Nischni Nowgorod (Gorki) – Wolga (1,26 Mio. Einwohner)
6. Kasan – Wolga (1,23 Mio. Einwohner)
7. Tscheljabinsk – Ural (1,20 Mio. Einwohner)
8. Omsk – Sibirien (1,18 Mio. Einwohner)
9. Samara (Kuibyschew) – Wolga (1,17 Mio. Einwohner)
10. Rostow am Don – Südrussland (1,13 Mio. Einwohner)

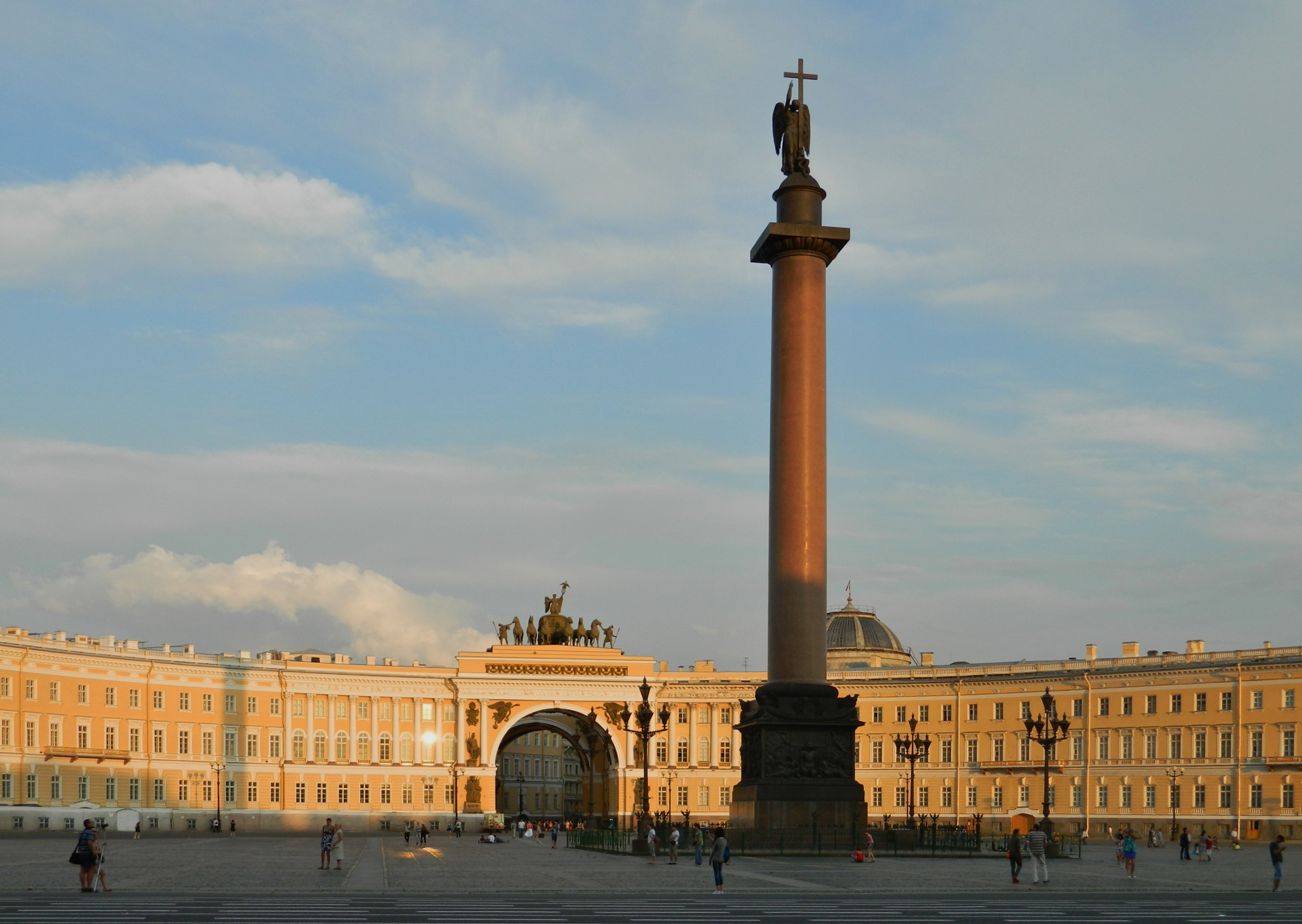
Das Zentrum von Sankt Petersburg
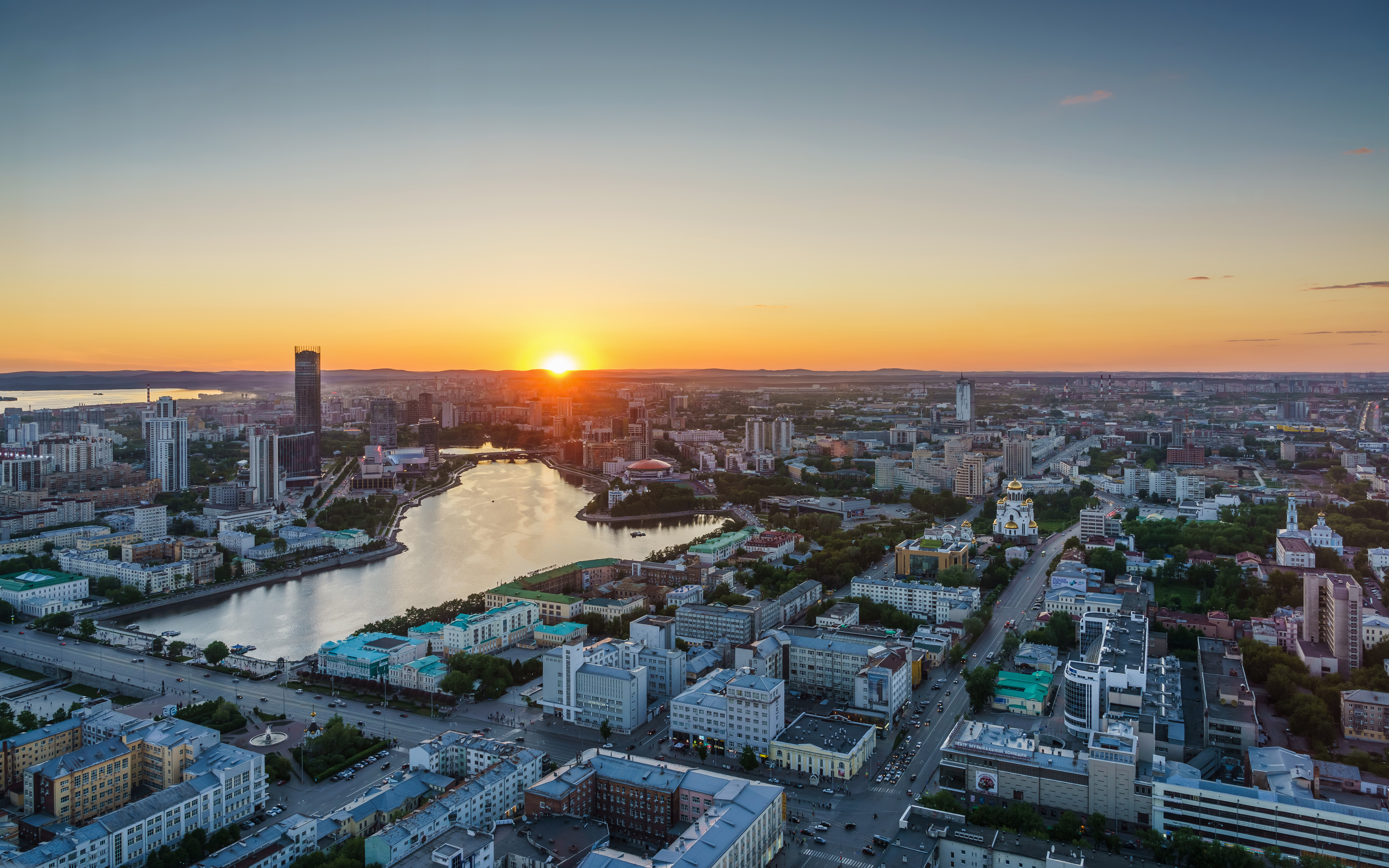
Die Innenstadt von Jekaterinburg
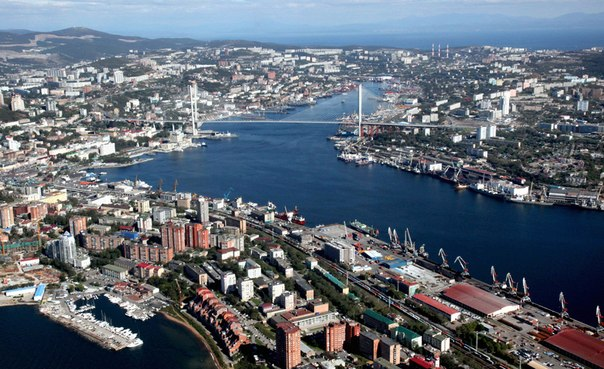
Stadtzentrum und das „Goldene Horn“ (Solotoi Rog), die Hafenbucht von Wladiwostok an der Pazifikküste
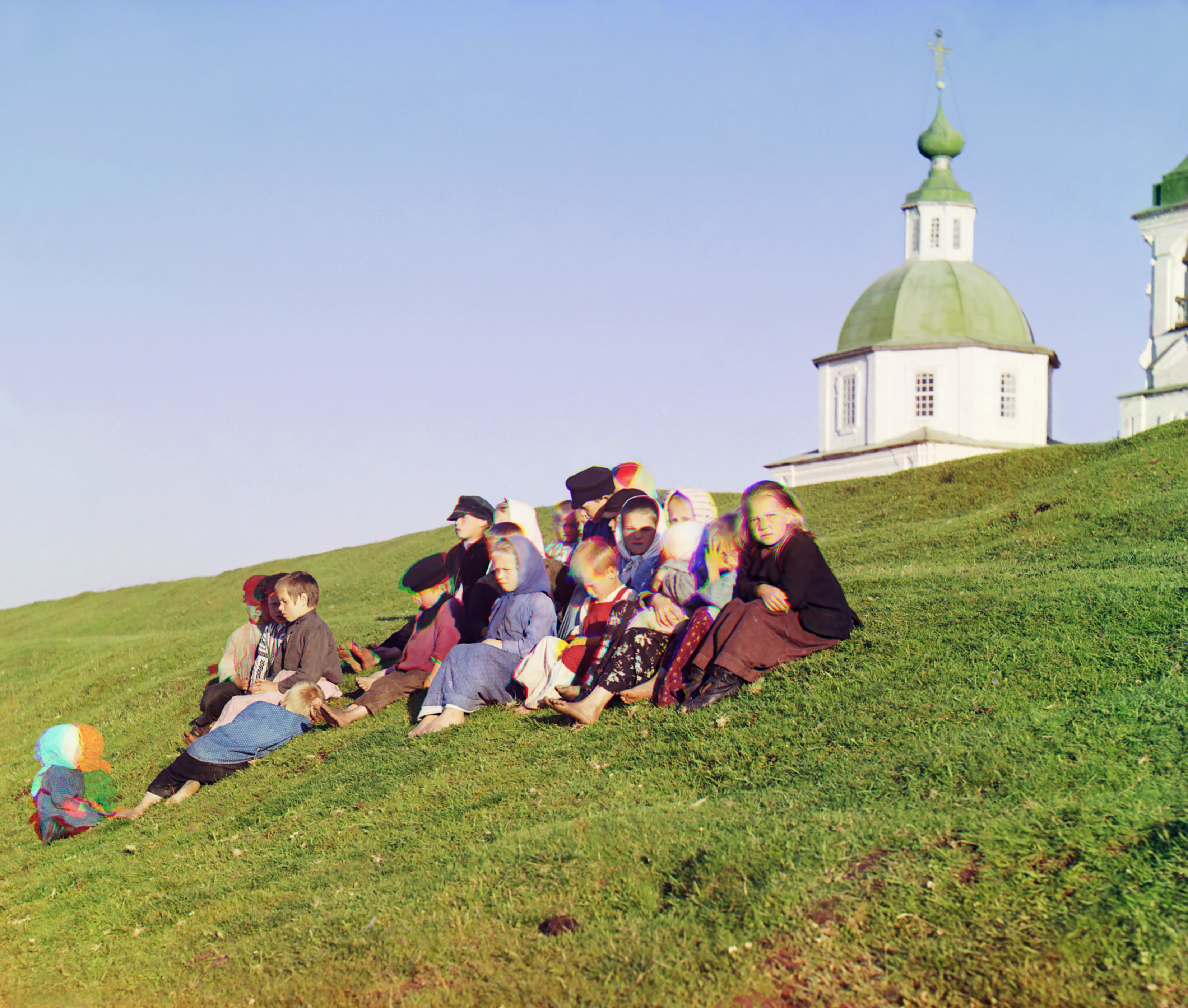
Russische Kinder in Nordrussland, 1909

### Völker

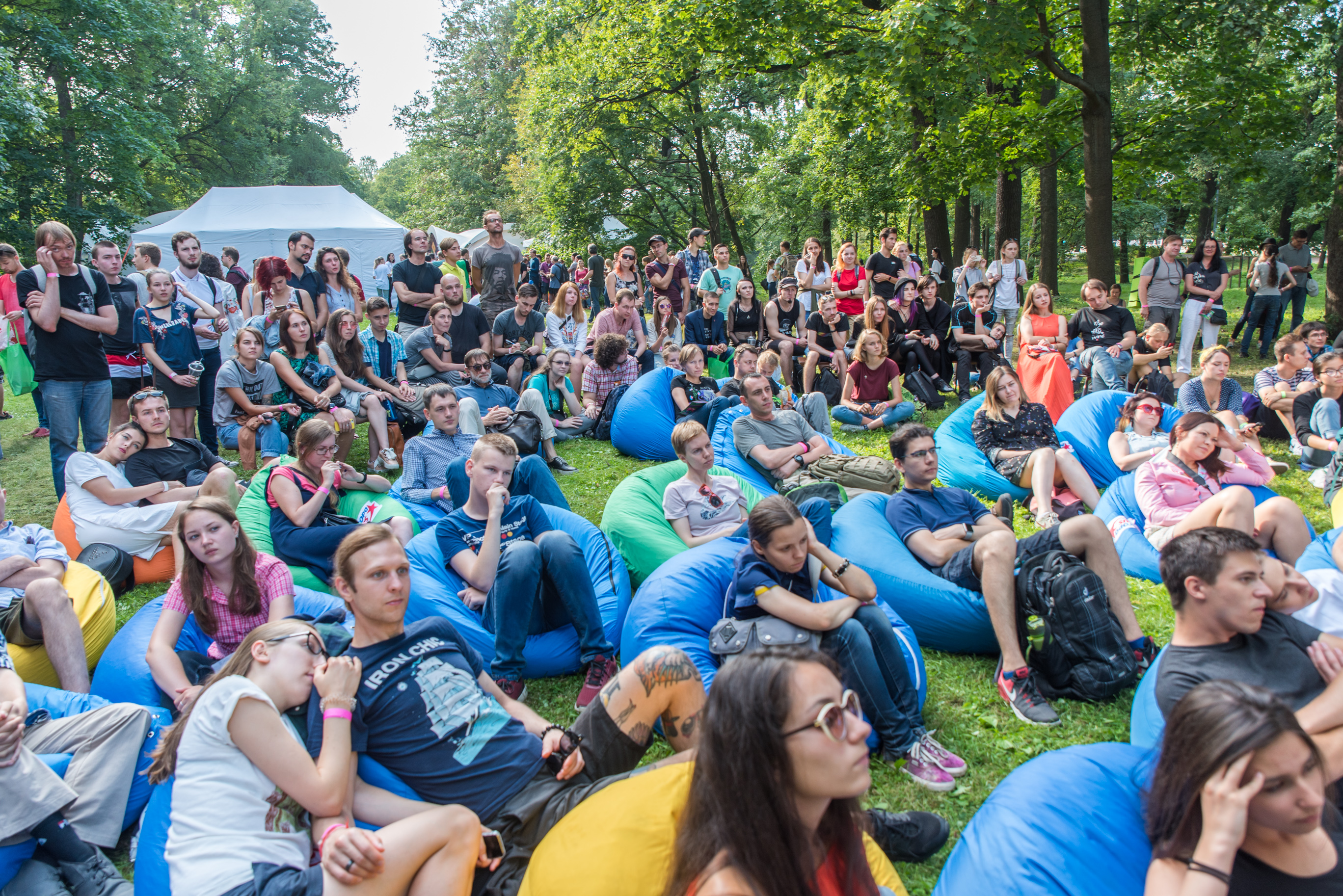
Russen in Sankt Petersburg

Streng genommen würde Rossijskaja Federazija wörtlich übersetzt „Russländische Föderation“ (von Rossija „Russland“) und nicht „Russische Föderation“ heißen. Man hat bewusst nicht Russkaja Federazija („Russische Föderation“) als Staatsbezeichnung gewählt, um auch die nichtrussischen Nationalitäten mit einzubeziehen. Ist von dem russischen Volk oder der russischsprachigen Kultur die Rede, spricht man daher im Russischen von russkij (russisch), für den russischen Staat hingegen verwendet man das Adjektiv rossijskij (russländisch). Trotzdem wird im Deutschen in beiden Fällen zumeist das Adjektiv „russisch“ verwendet. Der Gebrauch des Wortes „russländisch“ beschränkt sich weitgehend auf Fachpublikationen. Auch die amtliche Übersetzung der Verfassung Russlands verwendet diese Variante.
Die Russische Föderation begreift sich auch heute noch als Vielvölkerstaat. Die größte Gruppe sind die Russen, die mit 79,8 % die Mehrheit der Bevölkerung stellen, doch leben nahezu 100 weitere Völker auf dem Gebiet des Landes. Trotz der Heterogenität ist die russische Bevölkerung in allen städtischen und industriell geprägten Räumen landesweit dominant und die Titularnationen bilden auch in ihren „eigenen“ Territorien häufig die Minderheit. So zählen nur 23 Völker bzw. Titularnationen mehr als 400.000 Personen. Der Grad der ethnischen Identifikation variiert.
Größere Minderheiten sind die Tataren (4,0 %), die Ukrainer (2,2 %), die Armenier (1,9 %), die Tschuwaschen (1,5 %), die Baschkiren (1,4 %), die Deutschen (0,8 %) und andere. Zu den kleineren Minderheiten zählen beispielsweise die Mescheten und verschiedene Minderheiten jüdischen Glaubens. Die nichtrussischen Minderheiten sprechen überwiegend Sprachen aus dem Kreis der Turksprachen, kaukasische Sprachen, uralische Sprachen (samojedische Sprachen), altaische oder paläosibirische Sprachen. Für verschiedene nichtrussische Völker wurden Republiken mit nomineller Autonomie errichtet. Während manche Minderheiten, wie etwa Armenier, Koreaner und Deutsche, auf die verschiedensten Regionen Russlands verteilt sind, gibt es auch im europäischen Russland mehrere indigene Völker. Groß ist die Zahl der Nationalitäten im Kaukasusgebiet, das erst im letzten Drittel des 18. Jahrhunderts zu Russland kam.
| Name | Nationalität 1   | Nationalität 1     | Nationalität 1  | Sprache         | Sprachfamilie      | Religion                 | Bevölkerungsanteil in der eigenen Republik                       | Historischer Bezug                                                              |
| Name | Russ. Föderation | Föderationskreis   | Eigene Republik | Sprache         | Sprachfamilie      | Religion                 | Bevölkerungsanteil in der eigenen Republik                       | Historischer Bezug                                                              |
| --- | ---------------- | ------------------ | --------------- | --------------- | ------------------ | ------------------------ | ---------------------------------------------------------------- | ------------------------------------------------------------------------------- |
| Wolga-Tataren | 5,6 Mio.         | 4 Mio. (Wolga)     | 2 Mio.          | Tatarisch       | Turksprache        | Islam                    | Tatarstan (52,9 %)                                               | Nachfahren der Kiptschaken, Wolgabulgaren, Tataren und Mongolen                 |
| Baschkiren | 1,7 Mio.         | 1,4 Mio. (Wolga)   | 1,2 Mio.        | Baschkirisch    | Turksprache        | Islam                    | Baschkortostan (30 %, zusammen mit Tataren 54 %)                 | eng verwandt mit Wolgabulgaren                                                  |
| Tschuwaschen | 1,6 Mio.         | 1,4 Mio. (Wolga)   | 890.000         | Tschuwaschisch  | Turksprache        | Russisch-Orthodox        | Tschuwaschien (67,7 %)                                           | Nachkommen der Wolgabulgaren und anderer Gruppen                                |
| Tschetschenen | 1,4 Mio.         | 1,3 Mio. (Süd)     | 1,0 Mio.        | Tschetschenisch | nordostkaukasisch  | Islam                    | Tschetschenien (93 %)                                            |                                                                                 |
| Mordwinen | 977.000          | 788.000 (Wolga)    | 410.000         | Mordwinisch     | finnougrisch       | Russisch-Orthodox        | Mordwinien (36,2 %)                                              |                                                                                 |
| Awaren | 814.000          | 785.000 (Süd)      | 758.000         | Awarisch        | nordostkaukasisch  | Islam                    | Dagestan (29,44 %)                                               |                                                                                 |
| Osseten | 515.000          | 477.000 (Süd)      | 446.000         | Ossetisch       | iranisch           | Russisch-Orthodox, Islam | Nordossetien-Alanien (62,70 %)                                   | Alanen; dazu etwa 70.000 in Südossetien außerhalb Russlands                     |
| Tscherkessen, 700.000 einschl. Kabardinern und Adyge | (61.000)         | 58.000 (Süd)       | 50.000          | Kabardinisch    | nordwestkaukasisch | Islam                    | Karatschai-Tscherkessien (11 %, zusammen mit Karatschaiern 50 %) | 1864 zur Mehrheit ins Osmanische Reich vertrieben, heute 1,5 Mio. in der Türkei |
| Tscherkessen, 700.000 einschl. Kabardinern und Adyge | (512.000)        | 512.000 (Süd)      | 499.000         | Kabardinisch    | nordwestkaukasisch | Islam                    | Kabardino-Balkarien (48 bis 55 %, zusammen mit Balkaren 67 %)    | 1864 zur Mehrheit ins Osmanische Reich vertrieben, heute 1,5 Mio. in der Türkei |
| Tscherkessen, 700.000 einschl. Kabardinern und Adyge | (128.000)        | 126.000 (Süd)      | 108.000         | Adygeisch       | nordwestkaukasisch | Islam                    | Adygeja (24 %)                                                   | 1864 zur Mehrheit ins Osmanische Reich vertrieben, heute 1,5 Mio. in der Türkei |
| Mari | 604.000          | 512.000 (Wolga)    | 312.000         | Mari            | finnougrisch       | Russisch-Orthodox        | Mari El (43 %)                                                   |                                                                                 |
| Udmurten | 637.000          | 273.000 (Wolga)    | 461.000         | Udmurtisch      | finnougrisch       | Russisch-Orthodox        | Udmurtien (37 %)                                                 |                                                                                 |
| Burjaten | 445.000          | 423.000 (Sibirien) | 273.000         | Burjatisch      | mongolisch         | Buddhismus               | Burjatien (28 %)                                                 |                                                                                 |
| Jakuten | 443.000          | 441.000 (Sibirien) | 432.000         | Jakutisch       | Turksprache        | Russisch-Orthodox        | Jakutien (46 %)                                                  |                                                                                 |
| Komi (Syrjänen) | 309.000          | 281.000 (Nordwest) | 269.000         | Komi            | finnougrisch       | Russisch-Orthodox        | Republik Komi (35 %)                                             |                                                                                 |
| Komi-Permjaken | 125.000          | 107.000 (Wolga)    | 80.000          | Komi            | finnougrisch       | Russisch-Orthodox        | Kreis der Komi-Permjaken                                         |                                                                                 |
| Darginer | 510.000          | 489.000 (Süd)      | 425.526         | Darginisch      | nordostkaukasisch  | Islam                    | Dagestan (16,52 %)                                               |                                                                                 |
| Inguschen | 413.000          | 392.000 (Süd)      | 360.000         | Inguschisch     | nordostkaukasisch  | Islam                    | Inguschetien (79 %)                                              |                                                                                 |
| Lesgier | 412.698          | 360.000 (Süd)      | 337.000         | Lesgisch        | nordostkaukasisch  | Islam                    | Dagestan (13,07 %)                                               | dazu etwa 300.000 außerhalb Russlands in Aserbaidschan                          |
| Kumyken | 422.000          | 399.000 (Süd)      | 366.000         | Kumykisch       | Turksprache        | Islam                    | Dagestan (14,20 %)                                               |                                                                                 |
| Kalmücken | 176.000          | 167.000 (Süd)      | 156.000         | Kalmückisch     | mongolisch         | Buddhismus               | Kalmückien (53 %)                                                | nahe den Oiraten (Mongolei und China) verwandt                                  |
| Anmerkung: 1 Die unter „Nationalität“ genannten Zahlen stehen für die Identifikation, also wie viele Bürger Russlands und seiner autonomen Gliederungen sich bei der Volkszählung von 2002 zu der jeweiligen Nationalität bekannt haben. In der amtlichen Statistik sind bei den Mordwinen und Osseten jeweils zwei, bei den Komi eine Splittergruppe getrennt aufgeführt, die aber mehrheitlich in derselben Teilrepublik wohnen. |                  |                    |                 |                 |                    |                          |                                                                  |                                                                                 |

### Sprachen
Russisch ist die einzige überall geltende Amtssprache, parallel dazu wird in den einzelnen autonomen Republiken jedoch häufig die jeweilige Volkssprache als zweite Amtssprache verwendet. In einigen Republiken existieren auch drei oder mehr offizielle Sprachen; in Dagestan, wo mehr als 30 einheimische Volksgruppen leben, gibt es 14 offizielle Sprachen.
Die Verwendung der regionalen Sprachen wird im Unterricht, in den Massenmedien und in der Kulturpolitik gefördert. Die Regierungen und Parlamente der Republiken betrachten dies als unabdingbare Voraussetzung, um ein Aussterben von Volksgruppen zu verhindern. Allerdings nimmt die Beherrschung der indigenen Muttersprache unter vielen nicht-russischen Volksgruppen ab.
Russisch wird, ebenso wie fast alle regionalen Amtssprachen in Russland, im kyrillischen Alphabet geschrieben. Es besteht die Richtlinie, dass alle jeweiligen Sprachen kyrillisch zu schreiben sind. Ausnahmen bilden das Jiddische in der Jüdischen Autonomen Oblast, welches dort aber bereits seit Jahrzehnten kaum noch gesprochen wird, sowie das Karelische, Finnische und Wepsische in Karelien, die dort jedoch nur einen untergeordneten offiziellen Status besitzen.
In Tatarstan wurde Tatarisch als einzige Ausnahme von 2001 bis 2004 gegen den Widerstand der in Tatarstan ansässigen russischsprachigen Bevölkerung ausschließlich in lateinischer Schrift geschrieben. Diese Praxis verbot das russische Verfassungsgericht im November 2004 mit der Begründung, dass für die Einigkeit Russlands eine einheitliche Schrift notwendig sei.

### Religionen
Nach dem Zerfall der Sowjetunion und dem damit verbundenen Verschwinden der atheistischen Staatsideologie des Marxismus-Leninismus fand eine Rückbesinnung auf religiöse Werte statt. Die in Russland am weitesten verbreiteten Religionen sind das Christentum – vor allem der russisch-orthodoxe Glaube – sowie der Islam (→ Islam in Russland). Vertreten sind darüber hinaus zahlreiche andere Konfessionen wie der römisch-katholische Glauben, der Protestantismus, das Judentum, der Buddhismus sowie traditionelle Glaubensrichtungen einiger Volksgruppen. Etwa ein Drittel der Bevölkerung bezeichnet sich als Atheisten oder Konfessionslose.
Während unmittelbar nach dem Ende der Sowjetunion weitgehende religiöse Liberalität herrschte und ausländischen und finanzkräftigen Religionsgemeinschaften erfolgreiche Missionstätigkeit erleichterte, privilegiert das Religionsgesetz von 1997 die sog. „traditionellen Religionen“ der orthodoxen Kirche, des Islams, des Buddhismus und des Judentums. Seit 2016 bestehen Einschränkungen der Missionstätigkeit, die initial auf den Islam gerichtet waren, aber auch Freikirchen und neue religiöse Bewegungen betreffen. 2012 waren bereits Regelungen zum Schutz religiöser Gefühle geschaffen worden, die in der Praxis im Sinne der Russisch-Orthodoxen Kirche angewandt werden. Was die Zugehörigkeit zu einzelnen Religionsgruppen angeht, gibt es keine zuverlässigen Zahlen, da die Mitglieder von Kirchen und Gemeinden in Russland nicht registriert werden und keine Kirchensteuer erhoben wird. Umfragen weichen oft erheblich voneinander ab. So hat die Stiftung für öffentliche Meinung (FOM) 2012 nur noch 41 Prozent Orthodoxe festgestellt, gegenüber 13 Prozent Atheisten und nur 6,5 Prozent Muslimen. Weitere 25 Prozent aber bezeichneten sich als Agnostiker bzw. gaben an, an eine höhere gottähnliche Macht zu glauben. Das Gesamtrussische Zentrum für Meinungsforschung (VCIOM) ging hingegen 2010 von 75 Prozent Orthodoxen und nur 8 Prozent Atheisten aus, seine Zahlen werden auch von der Russischen Botschaft in Deutschland zitiert.
Abweichend von den genannten Umfragen wird der Anteil der Orthodoxen meist zwischen 51 und 72 % angegeben, die der anderen Christen mit zusammen kaum 2 %, die der Buddhisten mit knapp 1 % und die der Juden mit etwa 0,35 %. Der Fischer Weltalmanach und der Religious Freedom Report des US-Außenministeriums geben 14 % Muslime an.
Das CIA World Factbook ging 2006 von folgenden groben Schätzungen für praktizierende Gläubige aus, also von solchen, die ihren Glauben aktiv ausüben: 15 bis 20 % Russisch-Orthodoxe, 10 bis 15 % Muslime, 2 % andere christliche Konfessionen.
Der Interreligiöse Rat Russlands (russ. Meschreligiosny sowet Rossii / Межрелигиозный совет России (МСР)) vereint führende Vertreter der vier bedeutendsten Konfessionen des Landes: der Russisch-Orthodoxen Kirche, des Islam, des Judentums und des Buddhismus. Er steht unter Führung des Patriarchen der russisch-orthodoxen Kirche Kyrill und nimmt beratend auf interessierende Gesetzgebungsprozesse und Entscheidungen Einfluss. Der Rat für die Zusammenarbeit mit religiösen Vereinigungen unter dem Präsidenten der Russischen Föderation ist in der russischen Präsidialkanzlei angesiedelt und dient der Koordinierung des Präsidenten mit den Religionen.
2020 wurde in Artikel 67 der russischen Verfassung ein religiöser Bezug eingebaut: Der russische Staat bewahre seine tausendjährige Geschichte und Einheit und das Andenken der Vorfahren, die „uns Ideale und den Glauben an Gott übermittelt haben sowie die Kontinuität in der Entwicklung des russischen Staates“.

#### Russisch-Orthodoxe Kirche

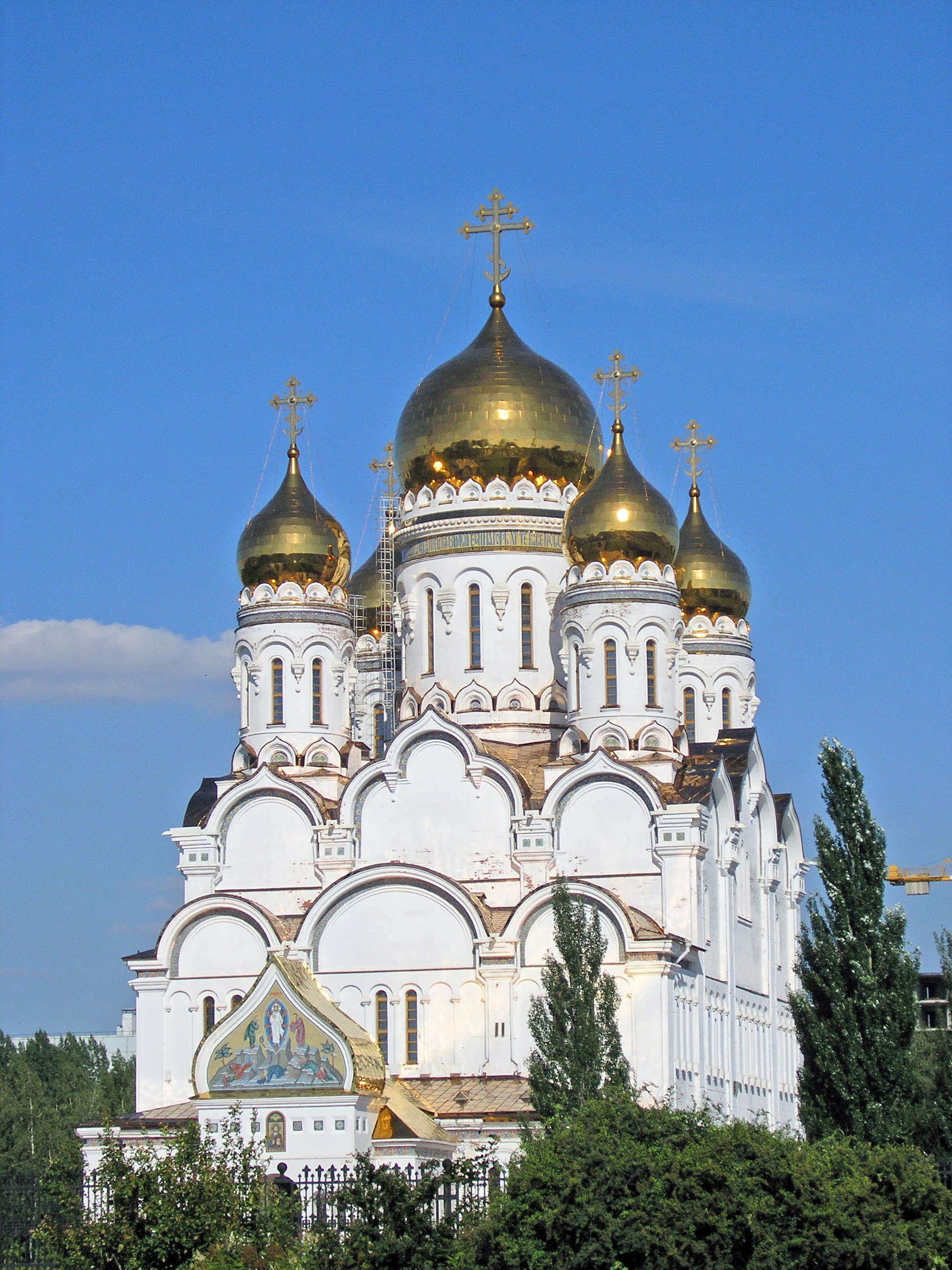
In den oft prächtig ausgestatteten orthodoxen Kirchen (hier die Verklärungskathedrale in Toljatti) finden meist täglich Gottesdienste statt. Die orthodoxe Liturgie ist das Gegenstück zur römisch-katholischen Heiligen Messe.

Der russisch-orthodoxe Glaube reicht bis ins frühe Mittelalter zurück. Die engen Kontakte zu dieser Glaubensrichtung resultierten aus dem hauptsächlich auf Konstantinopel ausgerichteten Handel und den damit engen Kontakten mit Byzanz. Die Fürstin Olga von Kiew (893–924) ließ sich als erste Herrscherin aus der rurikidischen Dynastie taufen, konnte den christlichen Glauben im Reich aber nicht durchsetzen. Nach der Belagerung von Konstantinopel (860) kamen ab 911 verstärkt orthodoxe Missionare ins Land, angeblich sollen bereits Waräger und Russen, die am Angriff von 860 teilgenommen hatten, getauft zurückgekehrt sein. Unter Olgas Enkel, Wladimir dem Heiligen, begann 988/989 die Christianisierung der Rus, wobei die Kiewer Bevölkerung in Massentaufen bekehrt wurde. Nach Wladimirs Tod 1015 wurden die bisher heidnischen Völker noch jahrzehntelang weiter christianisiert. Byzanz betrieb zu dieser Zeit seine Kirchenpolitik im bewussten Gegensatz zu Rom und vermittelte den Ostslawen bei ihrer Bekehrung antirömische Tendenzen. Die Kirche Kiews wurde als Teilkirche des Patriarchates von Konstantinopel zunächst von Exarchen verwaltet, was keine Auswirkungen auf die politische Selbständigkeit der Kiewer Großfürsten hatte. Die Orthodoxe Kirche und ihre Werte bilden bis heute eine tragende gesellschaftliche Säule des russischen Reiches.
Nach der Vernichtung der Kiewer Rus im Mongolensturm und unter der nachfolgenden Goldenen Horde übersiedelte der Kiewer Metropolit im 14. Jahrhundert zunächst nach Wladimir, dann 1328 nach Moskau. Im 15. Jahrhundert löste sich die Russisch-Orthodoxe Kirche endgültig vom griechisch-orthodoxen Patriarchat in Konstantinopel, nachdem sich dieses infolge des politischen Niedergangs von Byzanz zu Zugeständnissen an den Papst bereit erklärt hatte. Die Konzeption von Moskau als Drittem Rom, das als einziges den „wahren christlichen Glauben“ aufrechterhalte, war geboren. 1589 wurde ein eigenes Patriarchat gegründet. Peter I. hob dieses auf und setzte 1721 stattdessen an die Spitze der Kirche den Heiligsten regierenden Synod, der 1918 in Sowjetrussland abgeschafft wurde.
Im Russland vor 1917 durften Anhänger der Russisch-Orthodoxen Kirche nicht zu einer anderen Konfession, auch wenn sie christlich war, übertreten und durften keine „Nichtchristen“ heiraten. Dieser Kirche war es als einziger Religion erlaubt, zu missionieren; Kinder aus „gemischten“ Ehen mit Nicht-Orthodoxen galten als orthodox. Erst mit der Revolution von 1905 wurden die Gesetze gelockert. Nach der Herrschaftsübernahme der Kommunisten wurden hauptsächlich Mitglieder dieser Kirche unterdrückt, da sie als Symbol der Autokratie galt. Zwischen 1918 und 1939 wurden ca. 40.000 orthodoxe Geistliche hingerichtet. Die 77.800 Gemeinden von 1917 wurden bis 1941 auf etwa 3100 reduziert.
1927 unterwarf sich die Kirche dem kommunistischen Staat und erklärte ihre Loyalität, 1943 errichtete Stalin das Moskauer Patriarchat neu, die Kirche wurde unter umfassende Geheimdienstkontrolle gestellt. Die Auswahl ihrer höheren Priester wurde vorgegeben, auch ihr Name „russisch-orthodoxe Kirche“ wurde vom NKWD bestimmt, ihr vormaliger Name aus der Zeit vor 1917 („orthodoxe katholische griechisch-russische Kirche“) nicht mehr verwendet. Während der kommunistischen Herrschaft wurden zahlreiche Priester Mitarbeiter des KGB, auch ihr heutiger Patriarch Kyrill gehörte zu diesen. 1988 wurde ein Heiliger Synod der Russisch-Orthodoxen Kirche wiedererrichtet.
Die Russisch-Orthodoxe Kirche erlebt eine staatlich geförderte Wiederbelebung, insbesondere in ländlichen Gebieten. Viele Klöster wurden gegründet oder wiedererrichtet. Die Kirche zählt gegenwärtig etwa 100 Millionen Mitglieder, von denen jedoch nur 5 bis 10 % regelmäßige Gottesdienstbesucher sind. Religionsunterricht an Schulen wurde 2006 wieder eingeführt. Die Russisch-Orthodoxe Kirche sieht sich als Vertreter der Interessen des Volkes, ohne im Gegensatz zur Regierung zu stehen. Der Staat selbst hingegen sieht die Kirche als Garant für den Zusammenhalt der Gesellschaft. Nach Einschätzung des Theologen Thomas Bremer vertraute 2008 die Mehrheit der Bevölkerung der Kirche und sieht in ihr eine Institution, die Werte vermittelt und den inneren Zusammenhalt in der Gesellschaft stärkt. 2022 sah er eine große Staatsnähe der Kirche, die sich in historische Muster einfüge: Zwischen Staat und Kirche werde traditionell nicht wirklich getrennt, die Gemeinschaft werde gegenüber Individuen und Partikularidentitäten stets bevorzugt. Der Westen werde als bedrohlich individualistisch und „dekadent“ wahrgenommen, traditionelle Werte wie Nation oder Familie oder die Ehe zwischen Mann und Frau würden – nach Meinung der Kirche – in Russland hingegen nach dem Ende der Sowjetunion wieder bejaht und geschützt. Die Russisch-Orthodoxe Kirche liefere damit Putin eine Herrschaftsbegründung, eine „religiöse Basis für die politische Abgrenzung, die Russland gegen den Westen vorgenommen hat.“
Die Russisch-Orthodoxe Kirche ist nach Einschätzung von Andreas Heinemann-Grüder heute (2023) Teil der putinistischen Herrschaftsstruktur, Patriarch Kyrill habe mit Wladimir Putin eine prägende Vergangenheit im sowjetischen KGB gemeinsam. Das Konzept der Russki Mir werde von der Kirche militant vertreten, der Krieg gegen die Ukraine nicht allein gerechtfertigt, sondern zum „Gottesdienst“ verklärt: „Die symbiotische Nähe zwischen der Russisch-Orthodoxen Kirche und dem Regime unter Putin weist Parallelen zu klerikalfaschistischen Strömungen der 1920er und 1930er Jahre auf“. Der Glaube werde dabei „eher deklamiert als tatsächlich gelebt“.

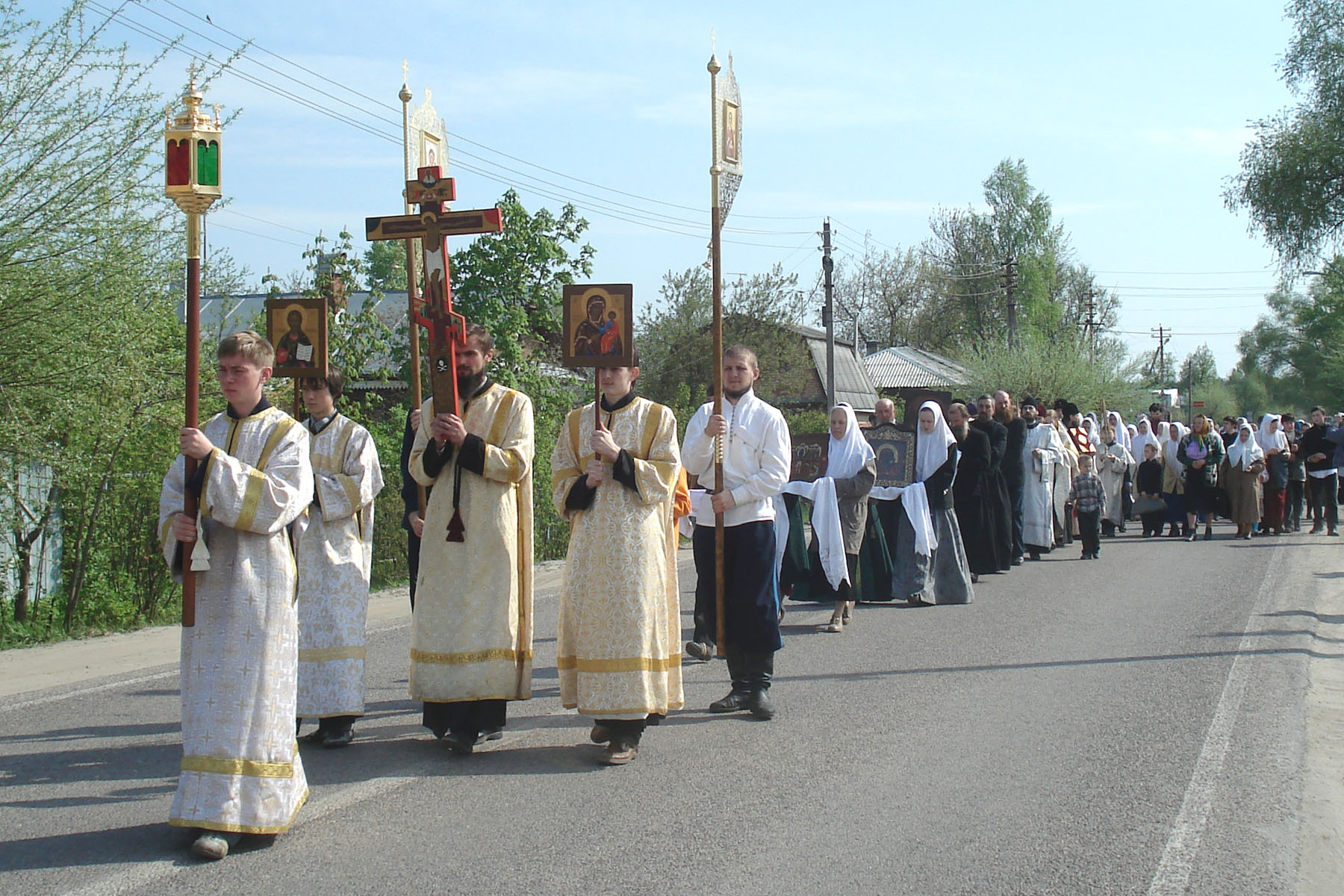
Eine Kreuzprozession der Altgläubigen-Gemeinde in der Oblast Moskau

Im Verlauf der Geschichte haben sich Abspaltungen vom orthodoxen Glauben vollzogen. Die älteste Abspaltung sind die Altorthodoxen oder Altgläubigen. Weitere aus der Orthodoxie hervorgegangene Glaubensrichtungen sind die Molokanen. Aus ihnen gingen wiederum die Duchoborzen hervor. Beide Religionsgemeinschaften lehnen Reichtum ab, versuchen ein Leben in Bescheidenheit zu führen und suchen nach einer wahrhaft biblischen Gemeinschaft. Von einigen Leibeigenen wurde die Gemeinschaft der Subbotniki gegründet. Diese berufen sich in erster Linie auf das Alte Testament. Viele dieser Sekten oder Gruppierungen waren im Zarenreich willkürlichen Verfolgungen ausgesetzt.

#### Andere christliche Konfessionen
In Russland gibt es neben der russisch-orthodoxen Ausrichtung weitere christliche Konfessionen:
- Die Römisch-katholische Kirche in Russland war durch die byzantinischen Einflüsse unbeliebt. So dauerte es bis 1705, bis Peter I. erstmals den Bau einer römisch-katholischen Kirche erlaubte. Die Katholiken waren sehr strengen staatlichen Kontrollen unterstellt. Kümmerten sich die Bolschewiki in erster Linie nach der Oktoberrevolution um die Kontrolle der orthodoxen Kirche, wurden die Katholiken später wieder stärker beobachtet. Bis 1930 waren alle Strukturen der Kirche aufgelöst. Nach 1945 gab es im russischen Teil der Sowjetunion nur 20 Gemeinden, denen es untersagt war, Verbindungen untereinander aufzubauen. Heute existieren ungefähr 200 katholische Gemeinden mit etwa 400.000–800.000 Mitgliedern in Russland. Die Kathedrale der Unbefleckten Empfängnis (Moskau) wurde restauriert und wieder ihrer Bestimmung zugeführt. Seit 2010 gibt es wieder einen Apostolischen Nuntius in Moskau. Die Ukrainische griechisch-katholische Kirche wurde in der russisch besetzten Oblast Saporischschja gemeinsam mit den Kolumbusrittern und der Caritas verboten. Angehörige der Kirche hätten Waffen in Kirchengebäuden aufbewahrt und an anti-russischen Protesten teilgenommen, die katholische französische Zeitung La Croix berichtet dass in Melitopol die Priester deportiert wurden.[71]
- Die evangelische Kirche in Russland war früher fast nur unter den Russlanddeutschen und in ihren Kolonien verbreitet. Erst nach der Revolution von 1905 wurden auch für Russen und Ukrainer andere Konfessionen legalisiert. Jedoch gab es auch durch die russlanddeutschen Adventisten und Baptisten erfolgreiche Missionierungsversuche unter der einheimischen Bevölkerung vor der Lockerung der Religionsgesetze. Der Protestantismus erlebte in den 1920er-Jahren trotz des Atheismus der Regierung der Sowjetunion eine Blütezeit (insbesondere die Baptisten, Siebenten-Tags-Adventisten und die Pfingstler). Jedoch wurden die Baptisten, Evangeliums-Christen und die Pfingstler zu zentralistischen Ordnungen gezwungen, um sie besser kontrollieren zu können. Mit den Siebenten-Tags-Adventisten und den Mennoniten geschah dasselbe im Jahr 1963. In der Zeit des Stalinismus wurden viele evangelische Christen aller Strömungen hingerichtet und verfolgt. Die Missionstätigkeit von Freikirchen wird mittlerweile bewusst behindert.[72] Im russisch besetzten Luhansk und Donezk werden nach Berichten der evangelikalen Zeitung Christianity Today evangelikale Gemeinschaften heute behindert, unterdrückt, als extremistisch bewertet und ihre Gebäude teilweise beschlagnahmt, eine christliche Bibliothek wurde bewusst zerstört.[73][74]
- Wie den meisten Konfessionen war es auch der Neuapostolischen Kirche (NAK) unmöglich vor dem Fall der Berliner Mauer (1989) und des Eisernen Vorhangs in Russland zu missionieren. Seitdem wächst die Zahl der neuapostolischen Christen in Russland stetig. Während es um die Jahrtausendwende 23.500 waren, zählt die Neuapostolische Kirche heute beinahe 40.000 Gläubige. Auch ist sie seit Beginn der 1990er-Jahre staatlich anerkannt.[75][76]
- Mit Stand vom April 2017 gab es etwa 170.000 aktive Zeugen Jehovas in Russland. In der Sowjetunion wurden insbesondere vom Ausbruch des Zweiten Weltkrieges bis 1965 viele Zeugen Jehovas inhaftiert und nach Sibirien deportiert (siehe Operation Nord).[77] Seit einigen Jahren führte der russische Staat insgesamt sieben Verbotsklagen gegen die Zeugen Jehovas.[78] Der Europäische Gerichtshof für Menschenrechte verurteilte Russland mehrfach zu Schadenersatzzahlungen wegen seines Vorgehens gegen die Religionsgruppe.[79] Am 20. April 2017 wurde die Gemeinschaft von Russlands oberstem Gericht als extremistische Organisation eingestuft und verboten. Der Besitz aller Regionalverbände wurde beschlagnahmt.[80] Vorgeworfen wurde den Zeugen die Verbreitung von Schriften „in der andere Religionen abgewertet würden und die zur Verweigerung staatsbürgerlicher Pflichten wie dem Wehrdienst und der Beteiligung an Wahlen“ aufriefen.[72] Die Menschenrechtsorganisation Human Rights Watch kritisierte die Gerichtsentscheidung.[79] Der Inlandsgeheimdienst FSB führte Razzien und Verhaftungen durch, um eine Weiterbetätigung zu verhindern, zeitweilig verhaftete Zeugen Jehovas berichteten von Misshandlungen wie Schlägen und Elektroschocks.[81][82]

#### Islam

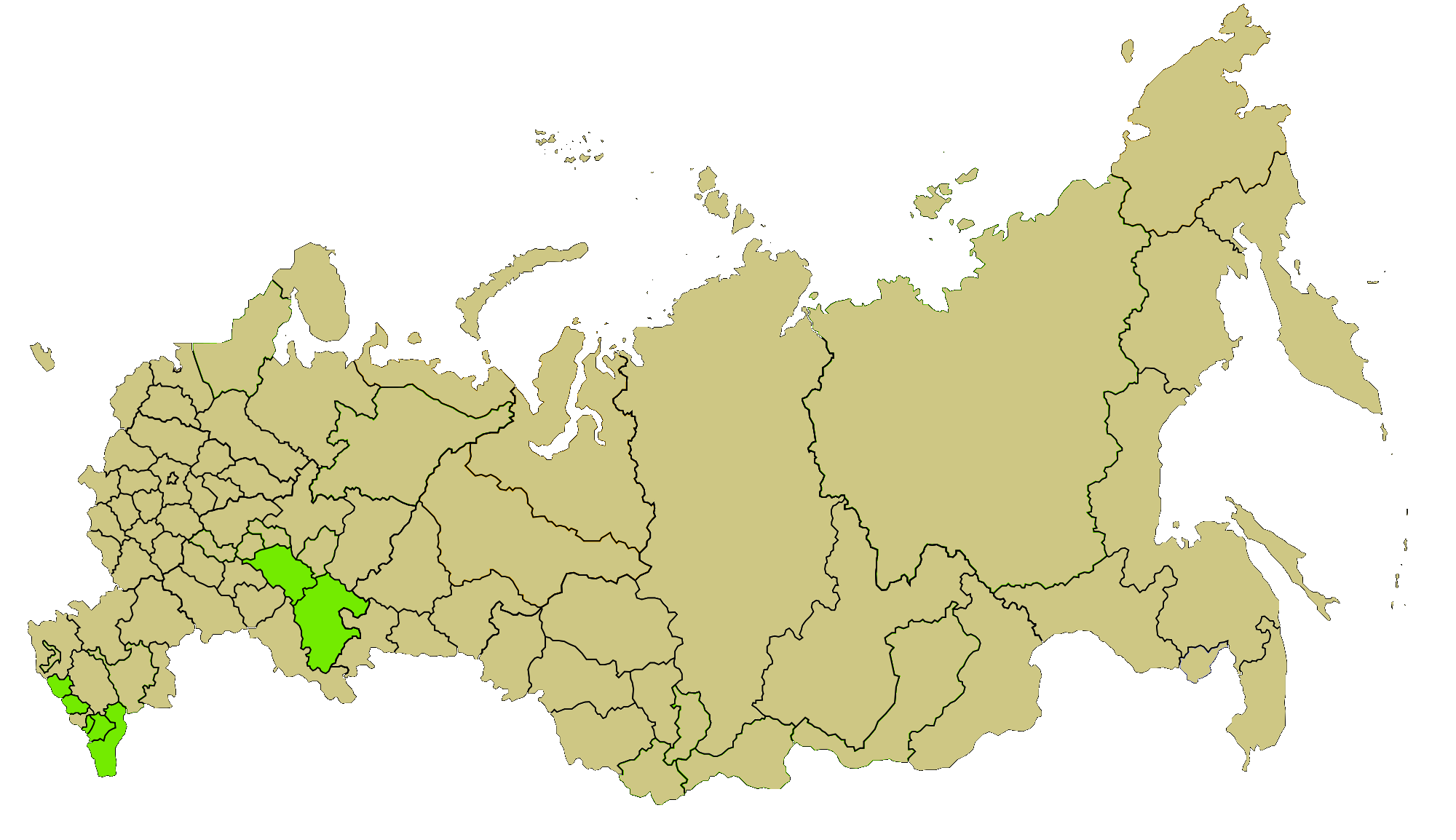
Verbreitung des Islam in Russland

Die Anzahl der Muslime wird auf etwa 17 bis 20 Millionen Menschen geschätzt, davon 90 % Sunniten. Sie entstammen unterschiedlichen Völkern, darunter 20 kleinere alleine in Dagestan, aber auch Tartaren, Tschetschenen und Arbeitsmigranten (verschiedener Nationalität) aus Zentralasien. Der Islam in Russland ist im Nordkaukasus schon seit dem 7. Jahrhundert verbreitet und damit auf dem heutigen russischen Staatsgebiet älter als die erste russische Staatsgründung und die Christianisierung des Landes. Im Jahr 922 traten auch die Wolgabulgaren zum Islam über und gaben ihn im 13. Jahrhundert an die Tataren weiter. Die einheimischen Völker des Kaukasus und die Turkvölker sind zumeist sunnitische Gläubige. Bereits Ende des 19. Jahrhunderts waren im Russischen Reich 11,1 % der Gesamtbevölkerung muslimischer Herkunft. Im heutigen Russland ist der Anteil der Muslime mit rund 14 % etwa ebenso groß wie einst in der Sowjetunion. Von 1990 bis 1994 bestand in Russland die „Islamische Partei der Wiedergeburt“. Daneben gibt es auch eine „Islamische Partei der Wiedergeburt Tadschikistans“ sowie zahlreiche weitere Organisationen und Abspaltungen. Zentren des Islam in Russland sind heute neben Kasan und Moskau auch Ufa und Dagestan. Die zunehmende Bedeutung des Islam im Kaukasus gehe gemäß Recherchen der Nowaja gaseta im Jahr 2018 einher mit dem Vertrauensverlust in den Staat.
Über den Russischen Muftirat und die Zentrale Geistliche Verwaltung der Muslime Russlands versucht der Staat den Islam zu institutionalisieren und zu kontrollieren. Verfolgung und Unterdrückung, die im Gefolge des Kampfes terroristischer salafistischer und wahabitischer Gruppen gegen den Staat von den Behörden als Mittel gewählt wurden, haben sich in Regionen mit größeren islamischen Anteilen an der Bevölkerung nicht bewährt, sondern führten eher zu einer islamistischen Radikalisierung. Darum wählte der Staat zunehmend das Mittel regionaler Machtbeteiligung, religiöse Organisationen (siehe Muftiate) werden regional in und von ihren Republiken organisiert und privilegiert und – etwa für Bautätigkeiten – finanziell gefördert, sind gesetzlich aber verpflichtet, die Namen ihrer Mitglieder zu melden. Sie müssen sich in ihren Herkunftsrepubliken registrieren lassen, es ist ihnen verboten, sich über die ihnen zugewiesene geographische Beschränkung hinaus auszudehnen, gesetzlich werden sie gegenüber kleinen Gemeinden bevorzugt. Ausländische Unterstützung wird administrativ verboten oder erschwert, der Staat betrachtet die Finanzen der Organisationen sehr genau. Um Einflüsse aus Saudi-Arabien und der Türkei zu kontrollieren, bedarf Missionstätigkeit einer Genehmigung und ist auf registriertes Personal beschränkt. Einzelne muslimische Texte wie die des türkischen Sufi-Meisters Şefik Can sind verboten. Moscheen, die sich der Einbeziehung widersetzen und durch Spenden selbst finanzieren werden sukzessive geschlossen oder von den Dachorganisationen übernommen, denen auch die Ausbildungseinrichtungen wie die Russische Islamische Universität in Ufa unterstellt sind. Freitagspredigten werden vorgegeben. Insgesamt funktionieren diese Strategien in den Wolga-Republiken besser als im Nordkaukasus, wo der russische Staat in den 1990er und 2000er Jahren islamistisch und mit Gewalt herausgefordert wurde. Für den Erhalt Tschetscheniens als Teil Russlands führte Moskau dort seit 1994 zwei Kriege, verständigte sich mit einer Gruppe des Widerstandes und setzte diese als loyale Führung ein. Das jetzige Oberhaupt der Kaukasusrepublik, Ramsan Kadyrow, regiert Tschetschenien mit eiserner Hand, wofür er beträchtliche Zahlungen aus Moskau erhält, mit denen er islamische Strukturen in (und außerhalb) der Republik finanziert. Unter ihm wurden Regelungen der Scharia durchgesetzt, unter Abweichung von russischen Gesetzen gibt es beispielsweise Mehrehen und sittenpolizeiähnliche Kontrolle. Sein Islam greift so einerseits stark in das Leben der Bewohner Tschetscheniens ein, andererseits orientiert er sich am sufistischen, d. h. traditionellen Islam der Region und bekämpft Salafismus und Wahabismus. Wobei allerdings salafistische Einflüsse und Verbindungen zur Golfregion in die von Kadyrow entwickelte Ideologie und Politik eingeflossen sind, so dass bereits von einer Art „Staatssalafismus“ gesprochen wurde. Kadyrow griff traditionelle Vorstellungen von Klan und Familienbanden auf, ebenso wie tschetschenischen Nationalismus, den er mit dem russischen verknüpfte und verband dies mit einer puritanischen Vorstellung des Islam, die aus der Golfregion stammte.
Im Gefolge der starken, politischen Betonung „traditioneller Werte“ durch den russischen Staat werden orthodoxe Kirche und organisierter Islam einander bewusst angenähert, die Sicherheitsbehörden arbeiten mit den Muftiaten eng zusammen.

#### Judentum
Die Geschichte der Juden in Russland lässt sich seit dem 4. Jahrhundert nachweisen, als Juden aus Armenien und von der Krim sich auch in Tmutarakan niederließen. Im späten 8. oder frühen 9. Jahrhundert konvertierte ein Großteil der Chasaren zum Judentum. Nach der Vernichtung des Chasaren-Reiches durch Swjatoslaw I. (969) beschränkte sich das Judentum im Wesentlichen auf Kiew, die Krim und den Kaukasus. Im Großfürstentum Moskau wurden Juden 1471 das erste Mal erwähnt. Bis zur Zeit Iwans des Schrecklichen (1533–1584) wurden Juden bis auf einige gegen sie gerichtete Gesetze toleriert. Ab 1721 wurden sie aus dem Russischen Kaiserreich ausgewiesen, bis dies durch die Eingliederung der östlichen Teile Polens (1793 und 1795) unmöglich wurde. Die Juden mussten ab 1791 innerhalb des Ansiedlungsrayons leben, das sich auf dem heutigen Gebiet der Ukraine, Belarus’ und des Baltikums befand.

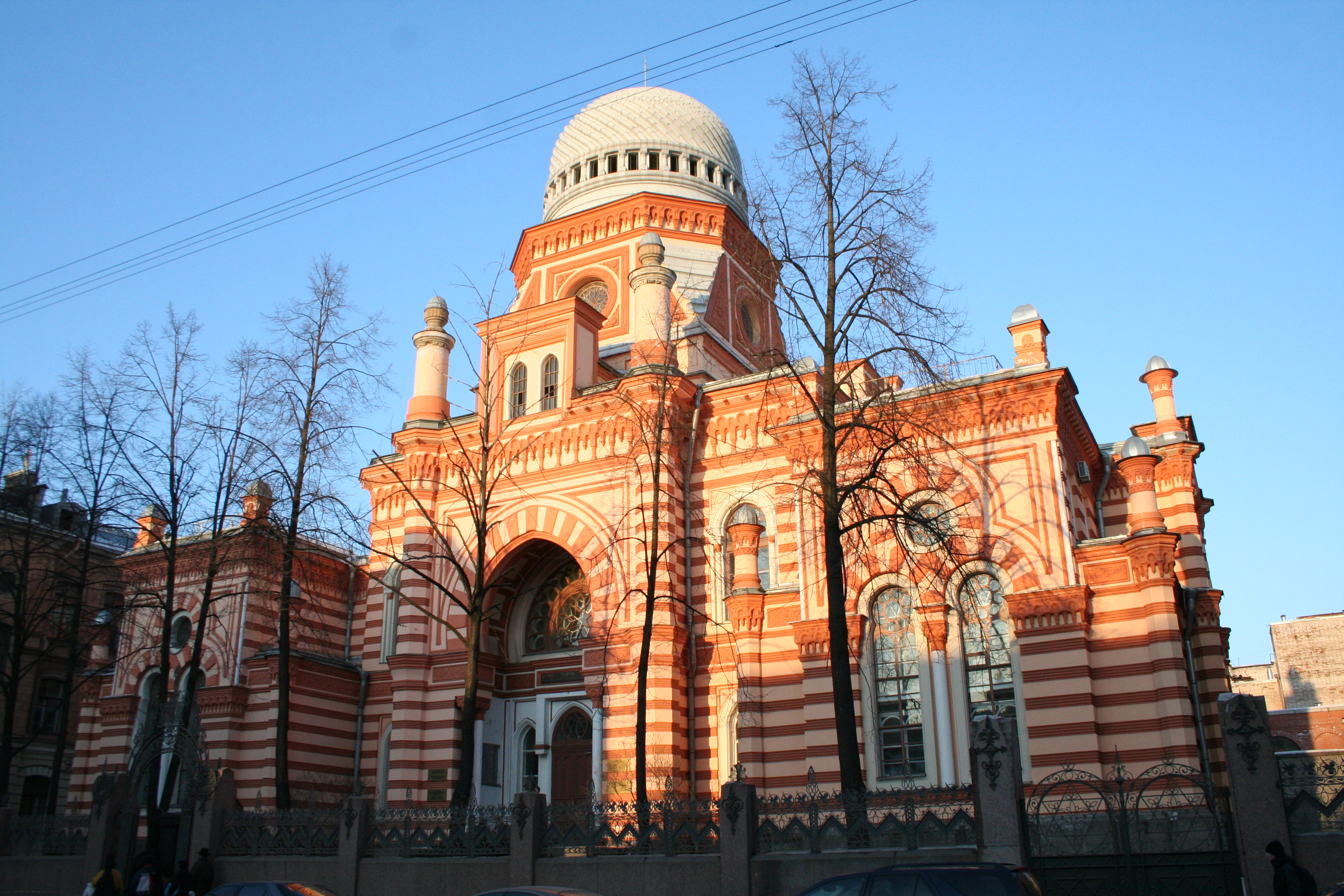
Große Choral-Synagoge in Sankt Petersburg

Im 19. Jahrhundert unterstützten führende Beamte wie Konstantin Pobedonoszew antisemitische Strömungen in der Bevölkerung. So kam es im südlichen Russland 1881 zu vielen Pogromen, nachdem den Juden fälschlich der Anschlag auf Alexander II. unterstellt worden war. Die Maigesetze von 1882 vertrieben die Juden selbst im Ansiedlungsrayon aus den ländlichen Gebieten; mit Quoten begrenzte man die Anzahl der Juden, die zu höherer Bildung zugelassen wurden, auf 3–10 %. Zwischen 1880 und 1920 flohen mehr als zwei Millionen Juden aus Russland, besonders nach Amerika. 1903 brachen neue Pogrome aus, die sich in der Russischen Revolution nochmals verstärkten und zu zwischen 70.000 und 250.000 Opfern in der jüdischen Zivilbevölkerung führten. Während des Stalinismus wurde in Russisch-Fernost die Jüdische Autonome Oblast mit dem Hauptort Birobidschan gegründet, wo sich nur wenige Juden ansiedelten. Im Vergleich zu den Jahrzehnten davor gibt es heute nur noch wenige Juden, da viele von ihnen nach Deutschland oder nach Amerika, die meisten aber nach Israel ausgewandert sind. Heute gibt es in Russland 87 Synagogen, die meisten davon in Sankt Petersburg und in Moskau, darunter die Moskauer Gedenksynagoge. Die Juden im europäischen Russland sind meist Aschkenasim, östlich davon leben daneben auch einige Bergjuden und Bucharische Juden, die zu den Mizrachim gezählt werden.
Zwei Rabbiner werden als Oberrabbiner Russlands anerkannt. Der Oberrabbiner von Moskau, Pinchas Goldschmidt, verließ Russland 2022 nach Beginn der Invasion der Ukraine unter Protest, nach seinen Angaben wird auf die Gemeindevorsteher Druck ausgeübt, den Krieg zu unterstützen. Zahlreiche Juden haben das Land mittlerweile verlassen.

#### Buddhismus

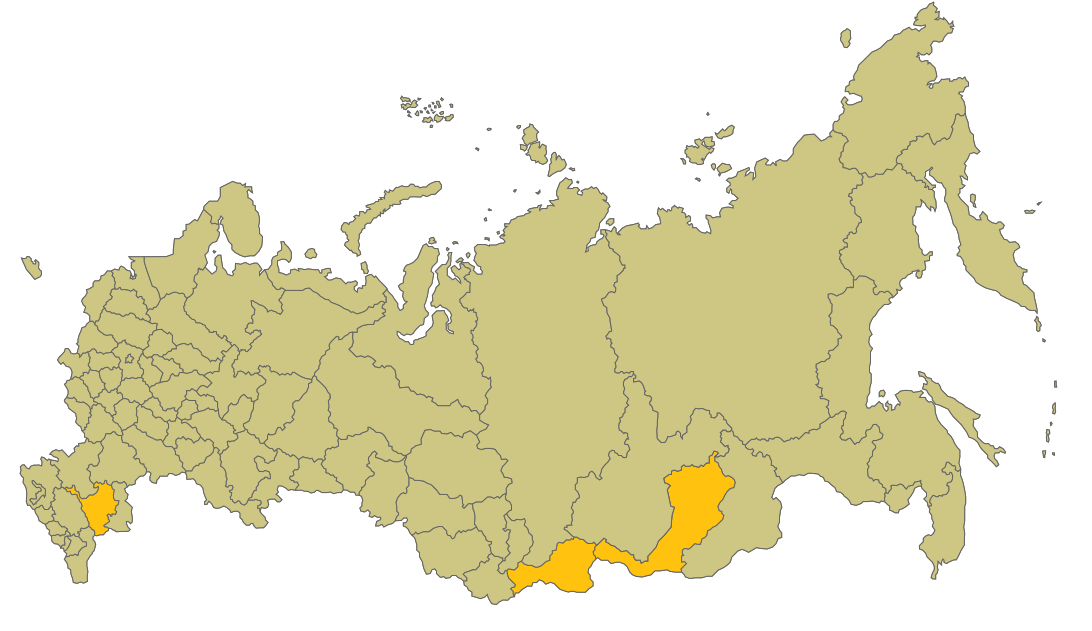
Buddhismus in Russland

In Russland ist auch die tibetische Form des Buddhismus verbreitet, wobei er sich ursprünglich auf die asiatischen Völker (Kalmücken, Tuwiner) beschränkte. Ebenso wie Geistliche und Anhänger praktisch aller anderen Religionen wurden in der Sowjetunion während der kommunistischen Herrschaft auch buddhistische Mönche verfolgt und unterdrückt. Kalmückien ist die einzige Republik mit buddhistischer Mehrheit. Seit der politischen Wende in Russland und den Nachfolgestaaten der Sowjetunion verzeichnen die buddhistischen Gemeinschaften hingegen wieder Mitgliederzuwachs unter den Angehörigen der traditionell buddhistischen Völker, aber auch seitens der Russen und anderen Nationalitäten.

#### Schamanismus
Der Schamanismus ist unter der indigenen Bevölkerung in Sibirien wieder weit verbreitet; insbesondere bei den kleinen Völkern des russischen Nordens. Zwar sind heute die meisten Bewohner Sibiriens Christen, dennoch sehen sie es nicht als Widerspruch, die Rituale ihrer Vorfahren zu praktizieren.

### Gesellschaft und Mentalität
Die Sowjetunion war ein imperial geeinter Nationalitätenstaat, d. h., Nationalität war dabei ein politisches Instrument zur Konsolidierung der Sowjetmacht, und auch im heutigen Russland treffen sich viele unterschiedliche Mentalitäten. Die Verschmelzung dieser Völker und Konfessionen sowie Einflüsse westlicher wie östlicher Prägungen schufen aber auch markante Eigenarten, die sich im Stereotyp der „russischen Seele“ manifestieren. Dieser Begriff prägt bis heute das Russlandbild; im westlichen Ausland diente der Begriff Russophilen und Kritikern der westlichen Lebensweise als Projektion zu der als gefühlskalt empfundenen eigenen Zivilisation. Die „russische Seele“ wird als ein Hang zu extremen Gegensätzen beschrieben, der sich aus der geschichtlichen Entwicklung der russischen Volkskultur ergeben hat. Diese Extreme äußern sich z. B. in dem Streben nach dem absolut Äußersten, verbunden mit der Bereitschaft zu einer plötzlichen Richtungsänderung; dazu kommen eine ausgeprägte Schicksalsergebenheit, ein Hang zur Geduld, Neigung zum Aberglauben, Leidensfähigkeit oder auch eine sehr starke Heimatverbundenheit. Die bereits erwähnte Alles-oder-nichts-Mentalität kennt keinen Kompromiss und keine goldene Mitte. Bekannt ist auch die Offenheit von Gefühlsäußerungen, positiven wie negativen, denen im Vergleich mit rationalen Erwägungen häufig mehr Gewicht zugemessen wird, was westliche Ausländer oft irritiert. Wichtig ist zudem weiterhin ein starkes Solidaritäts- und Gemeinschaftsgefühl.
Die russische Gesellschaft ist traditionell kollektivistisch geprägt, die Zugehörigkeit zu einer Gruppe sehr wichtig. Dieses Wertesystem beruht ursprünglich auf der Lebensweise der bäuerlichen Dorfgemeinschaft, dem Mir. Da auch Grund und Boden lange Zeit Gemeingut waren, definiert man sich in Russland seit jeher über die Gemeinschaft und achtet auf die Stimmigkeit von eigenem Verhalten und eigener Meinungsäußerung mit denen des Kollektivs. Die Kollektivorientierung zeigt sich bisweilen auch heute noch im Berufsalltag. Das Kollegium wird als Gemeinschaft erlebt und es erscheint sehr wichtig, diese Gruppenorientierung zu stärken. Vetternwirtschaft (Nepotismus) bei der Stellen- oder Auftragsvergabe ist dabei eine Nebenwirkung.
Die Familie ist für viele Russen eine wichtige Bezugsgruppe, besonders auf dem Land lebt man in jeder Beziehung eng zusammen. Dort wohnen oft mehrere Generationen in einer Wohnung oder in einem Haus. Die Familie unterstützt sich finanziell und hilft einander bei der Kinderbetreuung und Seniorenpflege, häusliche Gewalt ist weitverbreitet. Tatsächlich fanden 2012 nach einer damaligen Untersuchung des Innenministeriums bis zu 40 % der schweren Gewalttaten innerhalb von Familien statt und in jeder vierten Familie kam Gewalt vor, 2.000 Russinnen wurden von ihren Partnern oder engen Familienmitgliedern getötet. Dies bezieht sich lediglich auf Fälle, die zu einem Strafverfahren führten, von einer Dunkelziffer ist auszugehen. Offiziell wird ein Rückgang der Zahlen behauptet, dieser lässt sich jedoch durch eine Entkriminalisierung häuslicher Gewalt durch ein entsprechendes Gesetz von 2017 erklären, diese gilt seither als Ordnungswidrigkeit, nur schwere Fälle werden weiterhin als Straftaten gesehen. Orthodoxe Kirche und die Kremlpartei Einiges Russland unterstützten die Gesetzesänderung, für die Kirche ist die körperliche Bestrafung von Kindern der Vollzug eines gottgegebenen Elternrechtes. Staatlicherseits wird angesichts der demographischen Krise das Ideal „traditioneller Familienwerte“ betont, jede Frau soll drei Kinder haben, tatsächlich sind Familien mit nur einem Kind üblich. Russland hat hohe Selbstmordraten, 2016 waren es mit 44. 673 weltweit die dritthöchsten nach Guyana und Lesotho. Männer brachten sich siebenmal häufiger um als Frauen. Erschreckend sind die hohen Fallzahlen bei Kindern und Jugendlichen.
Seit der Auflösung der Sowjetunion orientierten sich nun aber insbesondere gebildete Bevölkerungsschichten in den Großstädten, die von der neu gewonnenen Reisefreiheit profitieren konnten, an Prinzipien des Individualismus, was ein massives innergesellschaftliches Spannungsverhältnis zur Folge hatte und zu einem zentralen Thema im zeitgenössischen Literatur- und Filmschaffen geworden war. Bildungsnahe, ehrgeizige und kritische Menschen suchten nach dem markanten Bruch mit der westlichen Welt im Jahr 2014 vermehrt Lebensmöglichkeiten im Ausland; die Duma diskutierte 2015 gar ein Verbot von Fremdsprachenunterricht, weil dieser die Abwanderung fördere. Im Jahr 2019 erhob das Lewada-Zentrum eine repräsentative Umfrage, in der 53 % der Befragten in der Altersgruppe zwischen 18 und 24 Jahren angaben, ins Ausland ziehen zu wollen. Nur etwa 20 % der russischen Bevölkerung besitzen einen Reisepass und waren mindestens einmal im Ausland.
Im Jahr 2014 waren 43 % aller Managerposten in Russland weiblich besetzt; prozentual mehr als in jedem anderen Land der Welt.
Im Jahr 2024 verabschiedete die Duma ein Gesetz, dass die mediale Verbreitung der Vorzüge eines kinderlosen Lebens verbietet. Von dem Verbot ausgenommen wurde die orthodoxe Kirche.

### Gesundheitswesen
| Kennzahl                                  | 2000  | 2010  | Verän- derung |
| ----------------------------------------- | ----- | ----- | ------------- |
| Geburten in Tausend                       | 1267  | 1790  | +41,3 %       |
| Sterbefälle in Tausend                    | 2225  | 2031  | 0−8,7 %       |
| Natürliche Bevölkerungsabnahme in Tausend | 0959  | 0241  | −74,9 %       |
| Säuglingssterblichkeit in Tausend         | 019,3 | 013,4 | −30,6 %       |
| Lebenserwartung in Jahren                 | 065,3 | 069,0 | 0+5,7 %       |
| Selbsttötungen in Tausend                 | 056,9 | 033,3 | −41,5 %       |
| Alkoholvergiftungen in Tausend            | 037,2 | 014,4 | −61,3 %       |
| Abtreibungen pro 100 Geburten             | 168,8 | 066,3 | −60,8 %       |

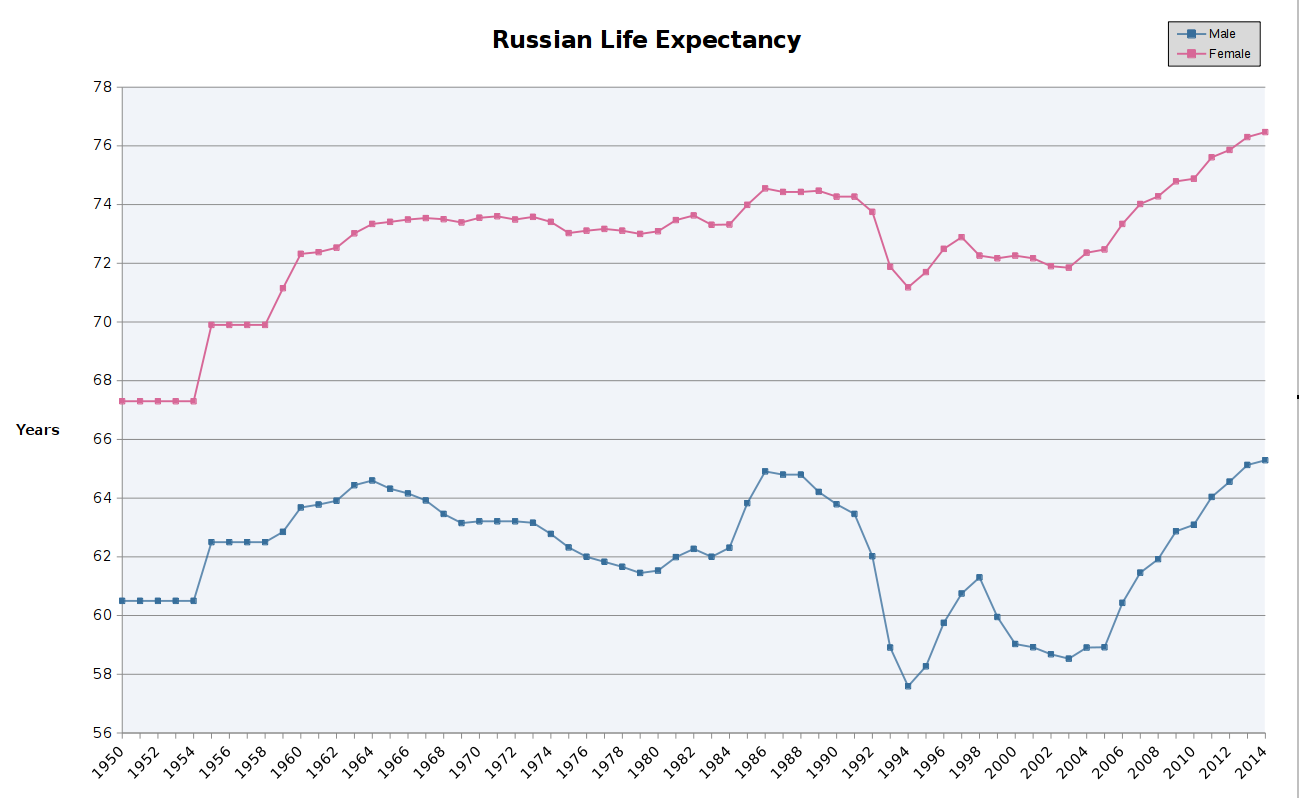
Entwicklung der Lebenserwartung

Artikel 41 der Verfassung Russlands garantiert allen Bürgern das Recht auf kostenlose medizinische Grundversorgung. Dieser seit Sowjetzeiten bestehende Grundsatz ist zum Teil die Ursache dafür, dass Russland im internationalen Vergleich eine vergleichsweise hohe Anzahl Ärzte und Krankenhäuser pro Kopf der Bevölkerung aufweist. Dennoch ist der gesundheitliche Zustand der russischen Bevölkerung schlecht. Gerade beim wirtschaftlichen Niedergang der 1990er-Jahre in Russland wurde das Gesundheitswesen stark getroffen. Infolge äußerst niedriger Entlohnungen der Ärzte und Krankenpfleger wurde die medizinische Versorgung der breiten Öffentlichkeit massiv verschlechtert. So ist inzwischen jede dritte Klinik der 7000 Krankenhäuser im Land dringend renovierungsbedürftig. Schrittweise werden in letzter Zeit die Gehälter für das medizinische Personal angehoben sowie staatliche Mittel in die Einrichtung neuer und Modernisierung bestehender Kliniken investiert. Zwischen 1999 und 2003 betrugen die Gesamtausgaben für den Gesundheitssektor in Russland im Verhältnis zum BIP durchschnittlich 5,70 %.
In Russland ist der Gesundheitssektor dezentral organisiert. Das Gesundheitsministerium ist auf föderaler Ebene für den gesamten Sektor zuständig. Konkrete medizinische Leistungen (inklusive die Bereitstellung von Krankenhäusern) obliegen aber den Föderationssubjekten und Gemeinden, die rund zwei Drittel der gesamten Budgetausgaben bestreiten. Das russische Gesundheitssystem wird durch einen Mix aus Budgetmitteln und Mitteln aus der Sozialversicherung finanziert. Auf die Verschlechterung der Beziehungen zum Westen folgten ab 2015 Zulassungsbeschränkungen für medizinische Geräte aus dem Ausland.
| Lebenserwartung (2010)*                                | 69,0 Jahre                 |
| Lebenserwartung (Männer) (2010)*                       | 63,0 Jahre                 |
| Lebenserwartung (Frauen) (2010)*                       | 74,9 Jahre                 |
| Säuglingssterblichkeit (2010)*                         | 7,5 von 1000               |
| Kindersterblichkeit (2004)                             | 2,1 %                      |
| Müttersterblichkeit (2005)**                           | 28 / 100.000 Geb.          |
| Ärzte*                                                 | 4,9 / 1000 Einw.           |
| Krankenhausbetten*                                     | 10,7 / 1000 Einw.          |
| Zugang zu sauberem Trinkwasser (gemäß WHO Kriterien)** | 88 % (Land); 100 % (Stadt) |
| Geburtenrate (2010)*                                   | 12,6 / 1000 Einw.          |
| Sterblichkeit (2010)*                                  | 14,3 / 1000 Einw.          |
| Suizide (pro 100.000 Einwohner)*                       | 23,5                       |
| Bevölkerungswachstum (2009)                            | +0,008 %                   |
| Fruchtbarkeit (2009)                                   | 1,54 Kinder / Frau         |
| HIV-Infektionsrate (2005)**                            | 0,78 %                     |
| HIV/AIDS-Infizierte (2015)                             | 986.657                    |
| Öffentliche Ausgaben für Gesundheit (1997)             | 4,6 % des BIP              |
| Öffentliche Ausgaben für Altersversorgung (1996)       | 5,7 % des BIP              |
| Öffentliche Ausgaben für Bildung und Erziehung         | k. A.                      |
| Schulpflicht                                           | 7–18 Jahre                 |
| Analphabetenquote (2002) **                            | 0,6 %                      |
| Armutsquote                                            | 13,0 %                     |
| Kinderunterernährung                                   | 3 %                        |
| Quelle: Rosstat (*); WHO (**)                          |                            |

### Armut
Nach dem Zerfall der UdSSR stieg die Armut bis 1999 auf über 40 % Bevölkerungsanteil und sank danach spürbar. 2002 betrug der Anteil 19,6 % und reduzierte sich bis 2011 auf 12,8 % der Bevölkerung oder 18 Millionen Russen. Offiziell lag dabei das Existenzminimum bei 170 Euro für einen Menschen im arbeitsfähigen Alter; bei Kindern liegt der Wert unwesentlich niedriger, bei Rentnern beträgt er 125 Euro. Der Lebensstandard verbesserte sich regional sehr unterschiedlich. Während besonders in Moskau und St. Petersburg einige Viertel in neuem Glanz zu erstrahlen begannen, war in manchen Regionen die Armut nach wie vor groß. In Tschetschenien und Dagestan lebten mehr als die Hälfte der Menschen in Armut; weitere arme Regionen sind Inguschetien, Tuwa und Kabardino-Balkarien, Mari El, Kalmückien, Burjatien und Altai und Mordwinien. 2011 betrug der Durchschnittslohn 576 € pro Monat. Die großen Einkommensdifferenzen konnten ab 2005 verringert werden, insbesondere die mittlere Einkommensschicht nahm prozentual erheblich zu. Die Renten lagen 2010 das erste Mal seit vielen Jahren über dem Existenzminimum und sollten gemäß Prognosen bis 2014 auf 268 Euro steigen. 2012 zählte etwa die Hälfte der Bevölkerung zu der einkommensschwachen Schicht, die zentrale soziale Bedürfnisse wie Wohnraum oder zusätzliche Ausbildung nicht finanzieren kann. Tatsächlich betrug im Jahr 2014 die durchschnittliche Rente 10.000 Rubel, was 160 Euro entsprach. Renten und Gehälter mussten eingefroren werden. Seit 2014 wurden Gelder der zweiten, kapitalgedeckten Säule der Altersvorsorge zur Deckung des Finanzbedarfs herangezogen. Die ärmeren Bevölkerungsschichten litten bis 2009 unter zweistellig steigenden Verbraucherpreisen, die sich bis 2012 wieder verringerten. Von 2014 bis 2019 verringerte sich das Realeinkommen.
Die Verringerung der Armut zählte im Frühjahr 2019 zu einem der Fünfjahresziele des Präsidenten Putin: Fast 19 Millionen Russen galten als arm, das entsprach 12,9 % der Bevölkerung. Zur Bekämpfung der Armut wurde im Herbst 2021 eine neue Berechnungsgrundlage eingeführt, womit die Zahl der Armen schlagartig um 2,8 Millionen sank. Durch die neue Berechnung liegt das Existenzminimum in den meisten Regionen über der Armutsgrenze. Zwar wurden Anfang 2022 die Sozialleistungen um die Inflation von 8 % erhöht, jedoch lagen die Preissteigerungen bei Lebensmitteln weit höher. Per Präsidialdekret befahl Putin 2024 eine Armutsquote von unter 7 Prozent. Rosstat zählte 2024 13,3 Millionen Arme. Laut The Insider lag die wahre Quote aber über 10 Prozent.
Die Arbeitslosenquote hatte mit der Überwindung der Finanzkrise 2008 zu sinken begonnen. In Wachstumsregionen wie Moskau, Kaluga und St. Petersburg tendierte die Erwerbslosigkeit gegen Null. Die Arbeitslosigkeit betrug nach Berechnung nach Standards der Internationalen Arbeitsorganisation 2005 7,1 %, 2010 7,6 % und 2011 6,6 %. Bis 2014 sank sie auf 5,2 % und begann wieder zu steigen. Das Arbeitslosengeld betrug zwischen 60 und 70 Euro im Monat. Die Arbeitslosigkeit ist aber aufgrund einer Besonderheit des russischen Arbeitsrechts ein problematischer Indikator für die Konjunkturlage: Betriebsbedingte Kündigungen sind in Russland zumeist unzulässig, stattdessen dürfen Arbeitgeber einseitig Arbeitsentgelte reduzieren. Daher verbleiben russische Arbeitnehmer auch bei Auftragsmangel lieber in ihrem Betrieb und nehmen hohe Lohneinbußen in Kauf, anstatt die mit 20 bis 110 Euro im Jahr 2019 eher symbolische Arbeitslosenunterstützung in Anspruch zu nehmen.
Die Gebiete mit den höchsten Arbeitslosenzahlen in Russland waren um 2021 Dagestan, Inguschetien und Nordossetien.
In besonders armen Regionen gelten die russischen Streitkräfte als einzige Möglichkeit für junge Männer, der Armut zu entkommen und jemals eine Familie versorgen zu können. Das Entwicklungsprogramm der Vereinten Nationen zählt die Russische Föderation zu den Staaten mit sehr hoher menschlicher Entwicklung. Der Gini-Koeffizient lag 2016 bei 37,7.

### Umweltschutz

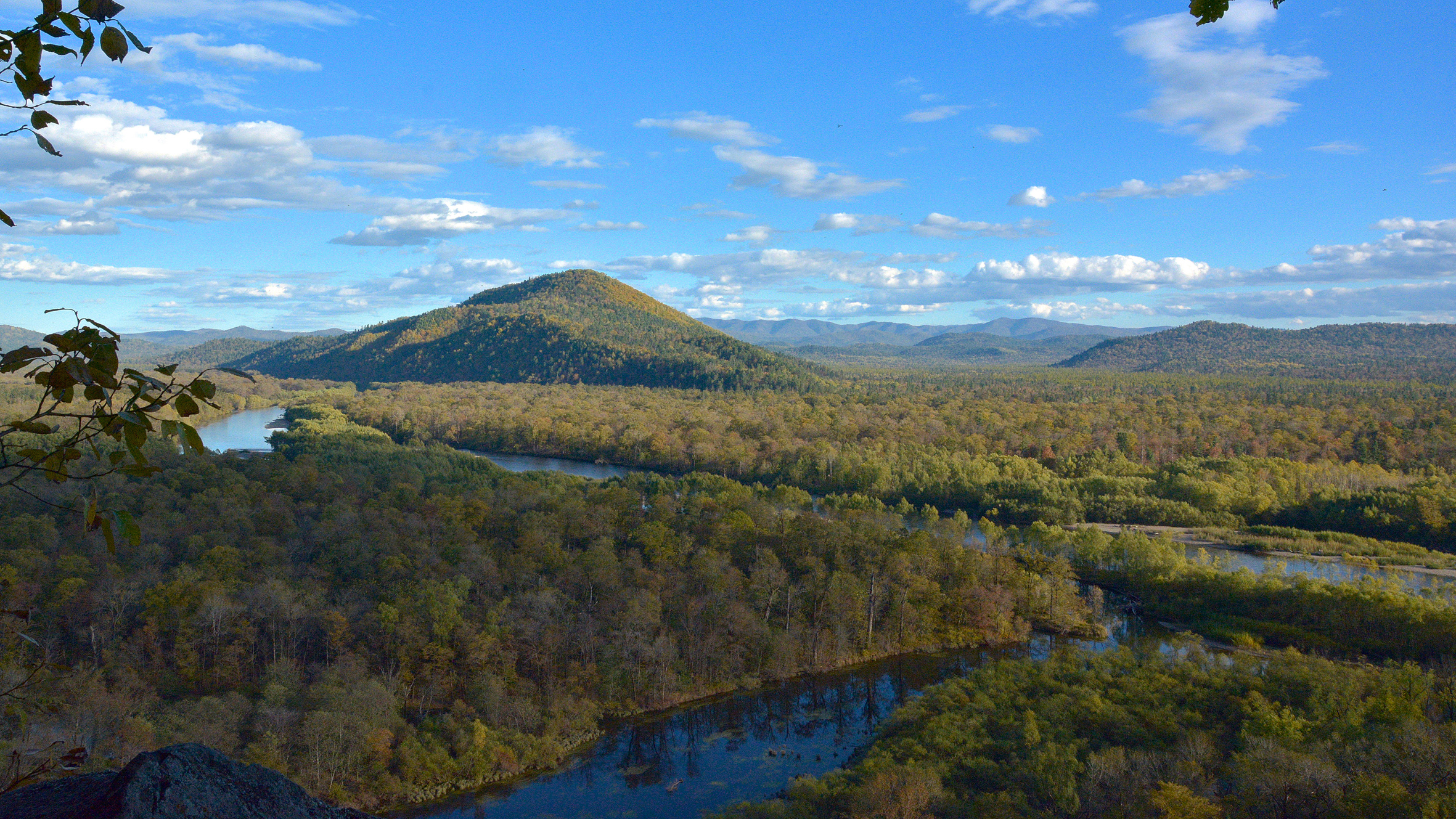
Bikin-Nationalpark in der Russischen Region Primorje

Zur Zeit der Sowjetunion wurde die russische Natur schwer belastet: von Fabrikabfällen vermüllt, chemisch und radioaktiv verunreinigt. Auch heute gibt es ernsthafte Umweltprobleme in Russland – aber auch ein wachsendes Umweltbewusstsein in der Bevölkerung. Das Recht des Bürgers auf gesunde Umwelt und auf verlässliche Informationen über ihren Zustand ist im Artikel 42 der russischen Verfassung verankert. Allerdings hat der Umweltschutz in der russischen Politik eine vergleichsweise niedrige Priorität, was von internationalen Umweltorganisationen wie WWF oder Greenpeace immer wieder kritisiert wird. So wurden in der Vergangenheit oft gängige Umweltstandards bei der Erschließung neuer Erdöl- oder Erdgasvorkommen nur unzureichend eingehalten. Ein bekanntes Beispiel der jüngsten Zeit ist die Erschließung der Fördergebiete Sachalin II, bei der in höherem Maße gegen Umweltauflagen verstoßen worden sein soll. Hinzu kommt eine verbreitete Korruption innerhalb staatlicher Umweltbehörden, die mehrfache Verstöße gegen Umweltauflagen beim Bau von Häusern oder massenhaften illegalen Holzeinschlag ermöglicht. Auch eine Vielzahl von Altlasten aus den Sowjetzeiten, darunter marode Fabriken, die die heutigen Umweltstandards nicht einhalten können, belasten die Umwelt in Teilen des Landes erheblich. Einige Städte mit solchen Fabriken, wie Norilsk oder Dserschinsk, gelten als ökologisches Notstandsgebiet.
Je stärker die Lebensqualität stieg, umso wichtiger und dringlicher wurden Umweltfragen in Russlands Öffentlichkeit und Politik diskutiert. Seit 2004 wurden vereinzelte Bemühungen der russischen Staatsmacht zum Vorantreiben des Umwelt- und Klimaschutzes sichtbar. So wurde in Russland die Ratifizierung des Kyoto-Abkommens am 5. November 2004 mit der Zustimmung des Präsidenten zum Beschluss der Staatsduma abgeschlossen. Am 30. Januar 2008 äußerte sich der designierte Präsident Dmitri Medwedew für eine schnelle Entwicklung des einheimischen Marktes für Innovationstechnik im Umweltschutz. Inzwischen gibt es Pläne der Regierung, die Energieeffizienz in Russland zu steigern, um den erheblichen Verlust an Wärmeenergie für den Wohnungssektor zu begrenzen.

## Geschichte

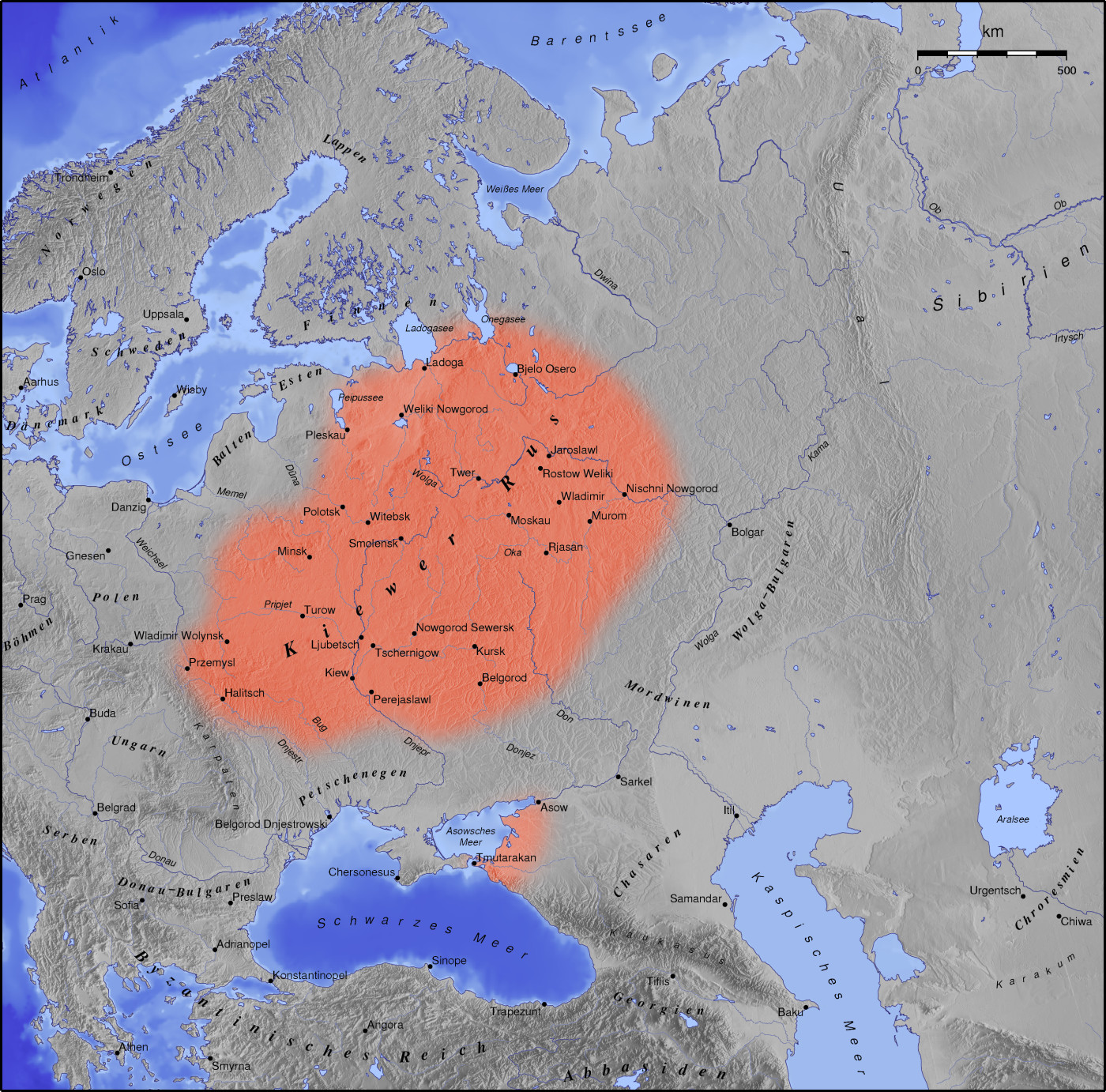
Kiewer Rus um die Wende vom 1. zum 2. Jahrtausend

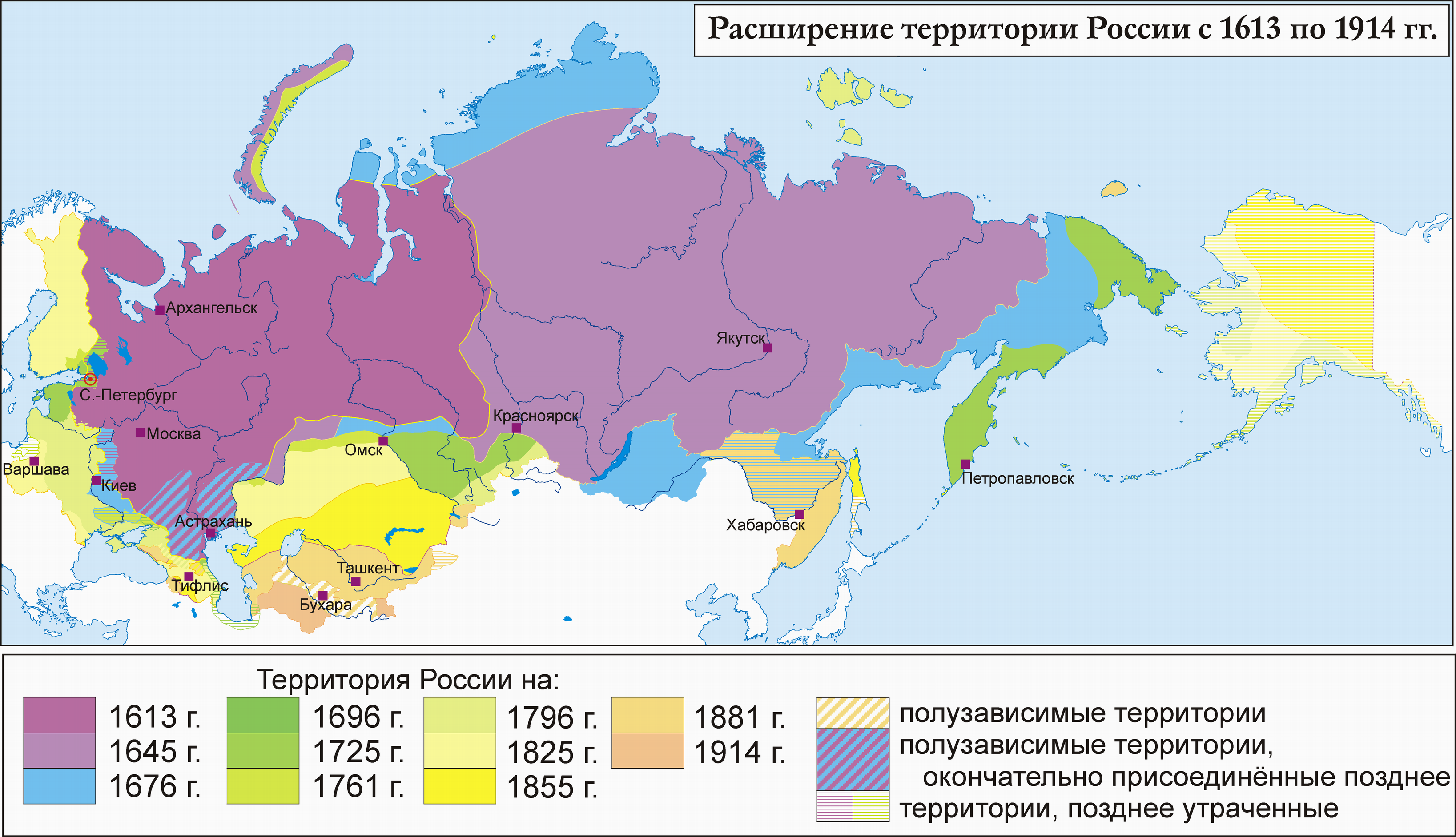
Russland erreichte im 19. Jahrhundert seine größte territoriale Ausdehnung

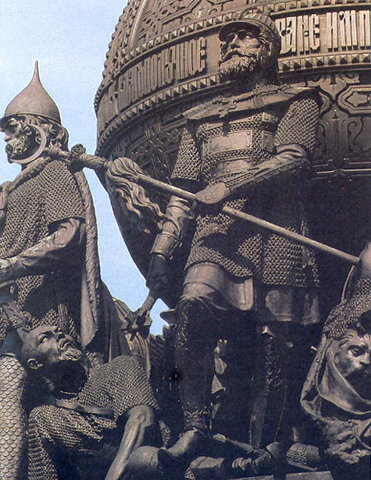
Dmitri Donskoi und der in der Schlacht auf dem Schnepfenfeld besiegte Emir der Goldenen Horde Mamai – Szene des Nationaldenkmals Tausend Jahre Russland (1862)

Russlands Geschichte erlebte seit ihrem Beginn im 9. Jahrhundert vielfältige Brüche. So ist die russische Geschichte eine Eigenentwicklung, die sich von der Entwicklung seiner Nachbarn in Europa deutlich unterscheidet. Ursächlich dafür ist ein ständiges In- und Gegeneinanderspiel typisch russischer Merkmale aus sozialen Begebenheiten und geographischen Einflüssen, die seine Geschichte auf weiten Strecken begleiteten. So gab die erdräumliche Lage Russland eine Brückenstellung zwischen Europa und Asien, die je nach Kräftelage die Aggression fremder Mächte (größere Einfälle u. a. 1240, 1242, 1609, 1709, 1812, 1917, 1941) oder die eigene Expansion begünstigte. Dazu trug das Fehlen natürlicher Grenzen bei, was Russland im Wechselspiel mit der Erfahrung fremder Einfälle dazu veranlasste, die Grenzen so weit auszudehnen, bis natürliche Grenzen einen wirksamen Schutz bilden konnten (vgl. Russische Kolonisation).
Dieses starke, aus historischen Einfällen resultierende Sicherheitsbedürfnis Russlands setzt sich bis heute fort.
Die Spannung zwischen wirtschaftlichen Notwendigkeiten und der Bewältigung bzw. Nichtbewältigung durch die jeweils herrschenden Gruppen gehört ebenso zu den Konstanten der russischen Geschichte. Beispielhaft zu nennen sind die Nichtbewältigung der sozialen Unruhen im Zuge des Industriezeitalters mit ihren Höhepunkten in der Revolution 1905, der Februar- und der Oktoberrevolution 1917 oder die postkommunistische Systemtransformation der 1990er-Jahre.
Die aus der byzantinischen Orthodoxie übernommenen Denkweisen führten zu Spannungen mit modernistischen Tendenzen und begründeten das markante Spannungsverhältnis zwischen Beharrung und Fortschritt, das sich z. B. bei der Kirchenspaltung 1666/1667 oder den Petrinischen Reformen 1700–1720 deutlich zeigte. Aufgrund der fehlenden römischen Rechtstradition fehlte lange Zeit ein Widerstandsrecht gegen herrscherliche Übergriffe, so dass die Beziehung zwischen Staatsgewalt und der wirtschaftlichen und politischen Freiheit des Einzelnen belastet blieb. Dies zeigte sich besonders im 19. Jahrhundert, als liberale Ideen in Russland vermehrt Anhänger fanden und sich in mehreren Attentaten gegen den russischen Selbstherrscher äußerten (z. B. Dekabristenaufstand).
Die bis zum Ende der Sowjetunion ausgeprägte Verbindung von genossenschaftlichen mit herrschaftlichen Elementen liegt ursprünglich in der orthodoxen Kirche begründet, wo die Gemeinschaft der Gläubigen eine viel größere Rolle spielte als das Gott gegenüber verantwortliche Individuum. An diese Vorstellungen des Kollektivs knüpften im 19. und 20. Jahrhundert Marxisten und Sozialisten an und setzte diese in der Sowjetunion fort. Der Ausgleich zwischen zentralistischer und dezentraler Herrschaft war in der Geschichte Russlands ein konstantes Problem. Insbesondere in Übergangszeiten (z. B. zwischen 1240 und 1480, nach 1917 und nach 1994) nahmen separatistische Strömungen an den Rändern des Landes zu.

### Kiewer Rus
Die früheste Geschichte des europäischen Russlands (zur Geschichte des asiatischen Teils siehe Geschichte Sibiriens) ist im Norden geprägt von finno-ugrischen Völkern und Balten, im Süden von den indogermanischen Steppenvölkern des Kurganvolks, der Kimmerer, Skythen, Sarmaten und Alanen; später kamen hier noch Griechen, Goten, Hunnen und Awaren hinzu.
In die Mitte, zwischen Dnepr und Bug, kamen die slawischen Völker, die sich ab dem 6. Jahrhundert auch nach Norden und Osten auszudehnen begannen. Ab dem 8. Jahrhundert befuhren skandinavische Wikinger die osteuropäischen Flüsse und vermischten sich später mit der slawischen Mehrheitsbevölkerung. Diese auch Waräger oder Rus genannten Kriegerkaufleute waren maßgeblich an der Gründung des ersten ostslawischen Reiches, der locker organisierten Kiewer Rus mit Zentrum in Kiew und wichtigen Orten wie Nowgorod, beteiligt, ihre Fürsten beriefen sich auf eine Abkunft von Rjurik. Im südlichen Steppengebiet und an der Wolga waren hingegen Herrschaften der aus Asien eingeströmten Turkvölker der Chasaren und Wolgabulgaren entstanden, mit denen die Rus Handel trieben, aber auch Kriege führten. Intensive Kontakte mit dem Byzantinischen Reich führten schließlich 988 unter dem Kiewer Fürsten Wladimir I., der eine byzantinische Prinzessin heiratete, zur orthodoxen Christianisierung der Kiewer Rus und der Einrichtung der Metropolie Kiew.
Der alte Name für das Gebiet der von Ostslawen bewohnten Teils des europäischen Russlands, Belarus’ und der Ukraine war Rus, auf Griechisch Rossia. Auf diese Form geht der heutige Landesname Rossija für Russland zurück.
Wiewohl die Geschichte und Kultur der Rus in der Literatur häufig als „altrussisch“ bezeichnet werden, lässt sich kein vorrangiger oder gar exklusiver Anspruch der heutigen Russen auf ihr Erbe ableiten. Die Bevölkerung war mehrheitlich ostslawisch, zum Reich gehörten aber auch finnische, baltische und turksprachige Gruppen. Ein Nationalstaat war die mittelalterliche Rus nicht. Die ostslawische Bevölkerung hat sich vermutlich sprachlich nach Stämmen differenziert, aber noch nicht nach den drei heutigen Gruppen der Russen, Ukrainer oder Belarussen, greifbar als Schriftsprache ist nur das Kirchenslawische. Heute ist das alte Zentrum Kiew ukrainisch, die einst wichtige Stadt Nowgorod jedoch russisch und das mittlerweile zu Russland gehörende Smolensk war lange belarussisch. Die Kiewer Rus gehört insofern zur Geschichte oder Vorgeschichte aller drei Völker, auch wenn insbesondere Ukrainer und Russen sich gegenseitig Ansprüche absprechen.

### Mongolensturm, Großfürstentum Litauen und der Aufstieg des Großfürstentums Moskau
Das Senioratsprinzip zur Regelung der Erbfolge der Rurikiden förderte die Zersplitterung der Kiewer Rus im 12. Jahrhundert und erleichterte die Unterwerfung der zerstrittenen Fürstentümer im Mongolensturm. Die mongolische Invasion der Rus begann 1223 mit der Schlacht an der Kalka; die Übergangsphase bis zur Mitte des 14. Jahrhunderts wird als „dunkles“ Zeitalter bezeichnet. Die russische Nationalhistoriographie spricht vom „Tatarenjoch“ dieser Zeit. Die mongolische Fremdherrschaft führte demnach für zwei Jahrhunderte zu einem Abbruch der Beziehungen zum Westen und förderte die Abkapselung des orthodoxen Russlands.
Die Fürstentümer der Rus lagen mit unterschiedlicher Intensität im Machtbereich der Goldenen Horde, konnten jedoch eine gewisse innere Autonomie bewahren. Das Großfürstentum Litauen setzte sich anfangs in den nichtbesetzten oder schwächer kontrollierten Gebieten durch und übernahm oder unterwarf Gebiete der alten Rus, darunter 1362 auch Kiew. Seine Fürsten sahen sich explizit als Herrscher über die Rus und konnten mehr als die Hälfte ihres Gebietes übernehmen. Sie blieben jedoch lange heidnisch, selbst als die Mehrheit ihrer Untertanen ostslawisch und orthodox waren, und sie deren Kultur, – etwa die Schriftsprache Kirchenslawisch für ihre Kanzleien – teilweise übernahmen und ihre Angehörigen bei Einheirat in ostslawische Herrschaften zum orthodoxen Glauben übertraten. Die heidnischen Litauer versuchten sogar einen eigenen Metropolitansitz für ihren Herrschaftsbereich zu gewinnen. Sie errangen Siege über den Deutschen Orden, die mongolische Goldene Horde („Schlacht am Blauen Wasser“ 1362) und das Großfürstentum Moskau. Unter den zersplitterten und verfeindeten Fürstentümern im Bereich der Goldenen Horde erwies sich das kleine und anfangs unbedeutende Moskau, dessen Gebiet zu Zeiten der Rus Teil von Wladimir-Susdal gewesen war, langfristig als das durchsetzungsstärkste. Iwan I. gelang es ab 1325 durch gute Kontakte zur Goldenen Horde einen Vorrang vor anderen Fürstentümern zu erlangen, und zwar dadurch, dass er den Mongolen bei der schwierigen Tributerhebung half. Es gelang ihm, die Zahlungen stellvertretend für die Mongolen einzutreiben, die nun primär mit ihm verhandeln konnten und es nicht mehr mit den einzelnen Herrschaften mussten, wo es Aufstände gegen ihre Steuereintreiber gegeben hatte. Dies schützte sein eigenes Territorium vor mongolischen Übergriffen und erlaubte ihm, seinen Wohlstand beträchtlich zu steigern, so dass er den Beinamen Kalita (Geldbeutel) erhielt. Seine Politik schuf die Basis für den Aufstieg Moskaus. Sein Sohn Simeon hatte gleichfalls gute Beziehungen mit Sarai, der Hauptstadt der Horde, und dem dortigen Herrscher, Usbek Khan, der Simeons Anspruch auf den begehrten Großfürstentitel von Wladimir gegenüber den berechtigteren Ansprüchen des Fürstentums Twer bestätigte. Dort war jedoch 1327 ein Aufstand gegen die Horde ausgebrochen, der von Mongolen und Iwan Kalita gemeinsam unterdrückt worden war. Kalita schaffte es auch den Metropolitensitz nach Moskau zu verlegen. Auf dem Höhepunkt mongolischer Macht agierte Moskau als enger Verbündeter der Horde, schwächte mit ihrer Hilfe seine Rivalen und profitierte vom Zuzug von Flüchtlingen ins sichere Moskau. Allerdings wurde Moskau langfristig selbst zum Herausforderer der Horde. Sein Fürst Dmitri Donskoi, der verschiedene Fürstentümer einen konnte, errang im Jahre 1380 gegen die Goldene Horde einen Sieg in der Schlacht auf dem Schnepfenfeld, der die mongolische Herrschaft schwächte, aber nicht brach. Dieser Sieg steigerte das Prestige Moskaus, das mittlerweile zum Führer des Widerstandes gegen eine geschwächte Horde geworden war.
Der Moskauer Großfürst Iwan der Große (1440–1505) beendete fast 100 Jahre später in der Schlacht von Alexin 1472 und dem Stehen an der Ugra die Mongolenherrschaft und wurde de facto zum Begründer eines zentralisierten russischen Staates, indem er Schritt für Schritt die umliegenden Länder der alten Rus „einsammelte“ (russisch собирание земель, sobiranije semel), darunter die Republik Nowgorod. Sein Titel „Herrscher der ganzen Rus“ drückte auch den Anspruch auf den vom Großfürstentum Litauen im 14. Jahrhundert beherrschten westlichen Teil der Rus aus. Dies führte zu langanhaltenden Kriegen im 16. und 17. Jahrhundert mit Polen und Litauen (vgl. Russisch-Litauische Kriege). Unter Iwan dem Großen wurde die russische Gesetzgebung reformiert und der Großteil des heutigen Moskauer Kremls erbaut. Sein Enkel Iwan IV., wegen seiner drastischen Methoden im Westen als „der Schreckliche“ bekannt, begründete 1547 das Zarentum Russland. Unter seiner Herrschaft begann nach der Einnahme der Tatarenhauptstadt Kasan auch die Eroberung Sibiriens, die russische Kosaken erstmals im 17. Jahrhundert bis an den Pazifik brachte. Der Mönch Filofei von Pskow nannte Moskau das Dritte Rom, womit ein Anspruch des Zarentums auf das Erbe Konstantinopels und eine Sonderstellung Russlands erhoben wurde.

### Öffnung Russlands unter Peter dem Großen und Aufstieg zur europäischen und asiatischen Großmacht
Die Herrschaft der Rurikiden endete in der sogenannten Zeit der Wirren in Adelskonflikten und Bürgerkrieg, den kurzen Herrschaften Boris Godunows und Wassili Schuiskis, den falschen Demetriussen (Pseudodimitri I. und Pseudodimitri II.) und der zeitweiligen Eroberung Moskaus durch polnisch-litauische Truppen, die versuchten Władysław IV. Wasa den Zarenthron zu sichern. 1612 brach unter der Führung des Kaufmanns Kusma Minin und des Fürsten Dmitri Poscharski mit Unterstützung durch den Metropoliten Filaret ein erfolgreicher Volksaufstand gegen die polnische (und katholische) Herrschaft aus. Mit Zar Michael I. begann die Herrschaft der Romanows, die fast bis Ende des Ersten Weltkrieges andauern sollte. 

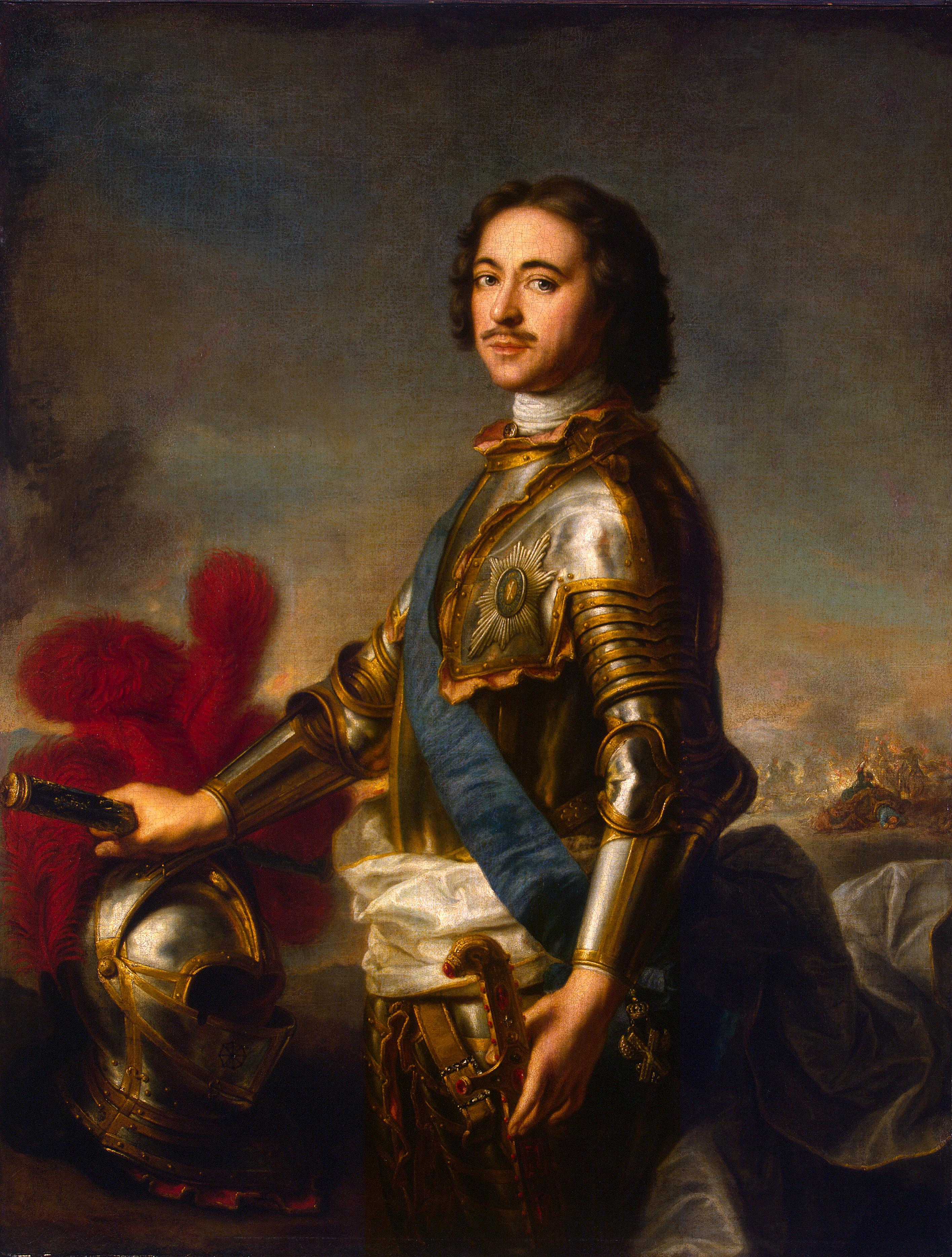
Zar Peter I., der Große, Begründer des erneuerten Russischen Kaiserreichs

An der Wende zum 18. Jahrhundert öffnete Zar Peter der Große das in den alten Strukturen erstarrte Zarentum Russland westeuropäischen Einflüssen und förderte Wissenschaft und Kultur. 1703 gründet er die Stadt Sankt Petersburg, die – seit 1712 als neue Hauptstadt – das Symbol für den russischen Fortschritt werden sollte. Mit dem Sieg gegen Schweden im über 20 Jahre währenden Großen Nordischen Krieg erlangte Russland nach mehr als 150 Jahren der Auseinandersetzung mit Schweden die Vormachtstellung im Ostseeraum (vgl. Nordische Kriege). Russland übernahm die Position Schwedens als nordische Großmacht in Europa. Zur Unterstreichung des neuen Status im diplomatischen Ranggefüge Europas ließ Zar Peter das Russische Zarentum in „Russisches Kaiserreich“ umbenennen und änderte den Monarchentitel offiziell von „Zar“ in „Kaiser“ (russisch Император, Imperator). Auch führte er im Russischen Adel Rangtitel nach europäischem Vorbild ein.
Den Nordischen Krieg nutzte Peter ferner die bis dato eher lockere Kontrolle über die Ukraine zu verfestigen. Militärisch zeigten sich die ukrainischen Kosaken, die auf seiner Seite gegen den schwedischen König Karl XII. kämpften, den moderneren schwedischen Truppen unterlegen, dies untergrub die autonome Stellung des verbündeten Hetmanats. Dessen von den Versammlungen der Kosaken ausgehende politische Strukturen waren dazu mit den zentralistischen Plänen Peters nicht vereinbar. Der Hetman der Kosaken, Iwan Mazepa, war erst mit dem jungen Zaren befreundet und kämpfte auf seiner Seite, als Peter ihn aber nicht gegen den polnischen König Stanislaus I. Leszczyński unterstützte, lief er zu den Schweden über. Sein politisches Scheitern band die Ukraine stärker an das Zarentum, Peter legte verstärkt russische Garnisonen ins Land und errichtete das Kleinrussische Kollegium, das anders als die Vorgängerkanzlei nicht mehr in Moskau, sondern im Hetmanat residierte und nicht mehr dem Außenministerium, sondern der inneren Verwaltung unterstellt war, das Hetmanat also als Teil Russlands betrachtete. Unter Peters Tochter Elisabeth wurde das Kollegium zwar zeitweilig wieder zugunsten der Selbstverwaltung des Hetmanats abgeschafft, unter Katharina der Großen wurde das Hetmanat aber umso stärker der Herrschaft Moskaus unterworfen.
Katharina führte Peters Expansionspolitik weiter. Unter ihrer Regierung wurde das Krimkhanat („Neurussland“) erobert. Durch die Beteiligung an den drei Teilungen Polens wurde die Westgrenze Russlands weit in Richtung Mitteleuropa vorgeschoben. 1812 fielen Napoleons Truppen in Russland ein und eroberten Moskau, der Zar verweigerte jedoch die von Napoleon erwarteten Verhandlungen. Der Brand von Moskau nahm den Franzosen die Quartiere und zwang sie sich im beginnenden Winter zurückzuziehen, der Rückmarsch in eisigen Temperaturen gilt wegen seiner fürchterlichen Verluste als eine der schlimmsten militärischen Katastrophen der Geschichte und schwächte das bis dato militärisch in Europa dominante Frankreich. Dies gab den Auftakt zu den Befreiungskriegen, bei denen russische Truppen mit ihren Verbündeten (Preußen, Österreich, Vereinigtes Königreich u. a.) Napoleon endgültig besiegen und zur Abdankung zwingen konnten. Alexander I. zog als „Befreier Europas“ in Paris ein. Nach dem Wiener Kongress 1814/15 erlangte Russland eine dominierende Rolle auf dem europäischen Festland, die bis zum Krimkrieg 1853–1856 andauerte. 1825 scheiterten Rufe nach Reformen und einer Abkehr von der autokratischen Regierungsweise im Dekabristenaufstand.
Parallel dazu ging die Expansion Russlands in den Kaukasus weiter und führte zur blutigen Unterwerfung der dortigen – meist muslimischen – und sich erbittert wehrenden Bergvölker. Im Verlauf der langwierigen Eroberungen wurde nicht mehr alleine Unterwerfung, sondern von der herrschenden Elite eine Russifizierung der Bevölkerung angestrebt, denn gegen Ende des 19. Jahrhunderts waren nur die Hälfte der Bewohner des Imperiums ethnische Russen, zwei Drittel Slawen. Auf jenem beanspruchten Gebiet jedoch, das 75 % des gesamten Staatsgebietes ausmachte, lebten 70 nichtrussische Ethnien, vornehmlich Moslems des Kaukasus und Zentralasiens und stellten die Mehrheit. Ihr Widerstand gegen das Vordringen der russischen Truppen wurde gebrochen, dies hatte oft genozidalen Charakter.
Aufgrund der festgefahrenen gesellschaftlichen Strukturen wie der Autokratie und der Leibeigenschaft konnte das agrarisch geprägte Reich mit den sich rasant entwickelnden Industriestaaten immer weniger Schritt halten. Der 1856 verlorene Krimkrieg gegen die mit dem osmanischen Reich verbündeten Westmächte Frankreich und Großbritannien legte die inneren Schwächen des Reiches offen und gab Anstoß zur Phase der sogenannten Großen Reformen, mit denen Anschluss an die entwickelten Staaten im Westen gesucht wurde. Diese beschleunigten Russlands wirtschaftliche Entwicklung, doch das Land wurde immer wieder von inneren Unruhen destabilisiert, da die politischen Veränderungen nicht weitreichend genug waren und große Teile der Bevölkerung ausgeklammert wurden. Den „Westlern“, die eine Übernahme westeuropäischer Lebensformen und politischer Institutionen propagierten, standen immer auch die nationalromantisch geprägten „Russophilen“ oder „Slawophilen“ gegenüber, die einen eigenen, spezifisch russischen Weg in die Moderne forderten und die pauschale Übernahme westlicher Werte ganz oder zum großen Teil ablehnten. 
Weiterhin dehnte das Reich sich aus, seine Armeen rückten in Zentralasien ein und begannen die dortigen Völker zu unterwerfen. 1858 wurde China mit dem Vertrag von Aigun gezwungen, große Teile seines mandschurischen Territoriums abzutreten. Keine zwei Jahre später brach Russland den Vertrag und erhielt 1860 auf Grundlage der Pekinger Konvention die gesamte Äußere Mandschurei zugesprochen. Wladiwostok wurde als Großstadt am Pazifik gegründet, zum nahegelegenen Kaiserreich Japan entstand eine Konfliktkonstellation. 1862 drangen russische Truppen im chinesischen Xinjiang ein, 1865 gelang die Eroberung Taschkents, 1867 wurde das Generalgouvernement Turkestan gegründet. Die Niederwerfung der Tscherkessen zog sich über ein Jahrhundert hin und endete in den 1860er Jahren in einem Völkermord und ihrer beinahe vollständigen Vernichtung in ihrem Siedlungsgebiet, Überlebende flohen ins Osmanische Reich. 1876 verbot Alexander II. im Emser Erlass den öffentlichen Gebrauch der ukrainischen Sprache. Imperiale Interessen in Osteuropa, die sich insbesondere gegen Österreich-Ungarn richteten, wurden panslawistisch begründet. Alexander II. starb 1882 bei einem Attentat der Untergrundorganisation Narodnaja Wolja, die versuchte politische und soziale Anliegen mittels terroristischer Anschläge zu befördern. Unter Alexander III. betrieb das Zarenreich eine rigorose Russifizierungspolitik, die 1891 gegründete Geheimpolizei Ochrana sollte Oppositionsbestrebungen und revolutionäre Umtriebe aufklären und bekämpfen.
In den großen Städten entstand um die Jahrhundertwende ein Industrieproletariat, aber sehr rasch auch eine bürgerliche Mittelschicht. Diese forderte ihren Anteil an der Verfügung über die Staatseinnahmen und die Mitverantwortung für die öffentlichen Angelegenheiten. Die Angehörigen der Mittelschicht besaßen aber kein gemeinsames politisches Bewusstsein. Sie verstanden unter politischer Freiheit kein moralisches Ziel, sondern meinten damit die Freiheit der materiellen Entfaltung und gerechte Besteuerung. So ließ sich die Mittelschicht auch nicht auf Dauer von den utopischen Entwürfen der Intelligenzija leiten. Eine Anpassung der Verfassungswirklichkeit des Staates, der die Mittelschicht näher eingebunden hätte, fand aber nicht statt. Stattdessen flammte der Terror wieder auf. Die Niederlage im Russisch-Japanischen Krieg führte letztlich zur Russischen Revolution von 1905. Der russische Kaiser Nikolaus II. war jedoch nicht bereit, grundlegende Reformen einzuleiten und ließ ein weitgehend funktionsloses Parlament, die Duma, das er notgedrungen genehmigt hatte, nur kurze Zeit später wieder auflösen.
1898 war die Sozialdemokratische Arbeiterpartei Russlands gegründet worden, die 1903 in die Fraktionen der Menschewiki und der Bolschewiki zerfiel. Die Bolschewiki unter Wladimir Uljanow, genannt Lenin, setzten auf eine sozialistische Revolution, die von einer Kaderorganisation geschulter Berufsrevolutionäre geführt werden sollte.

### Russische Revolution und Weg zur Sowjetunion

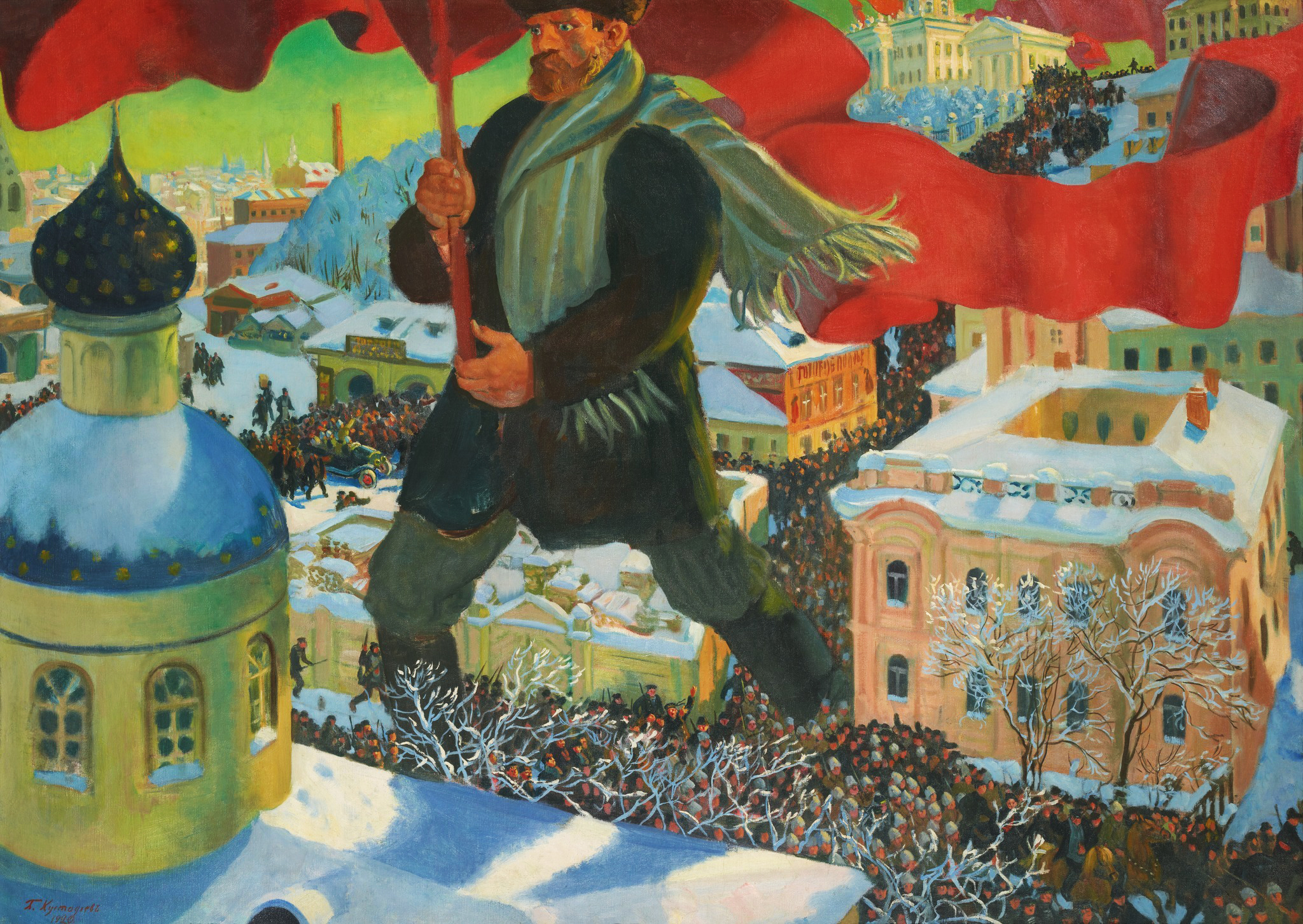
Boris Kustodijew: Der Bolschewik (1920)

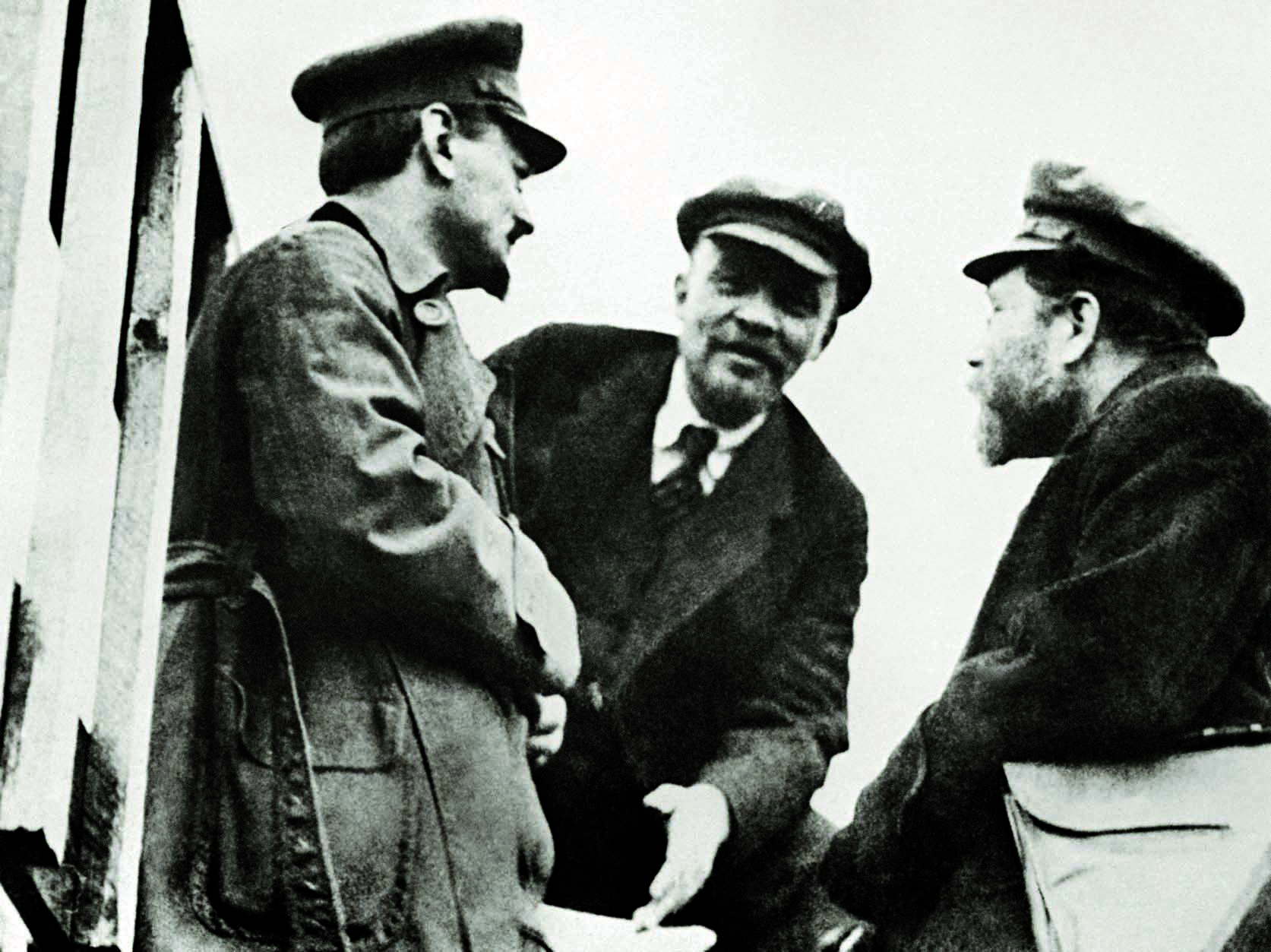
Trotzki, Lenin und Kamenew

Als im Jahre 1914 die Julikrise – in der Russland als erster Staat Mobilisierungsmaßnahmen ergriff – zum Ersten Weltkrieg führte, erfasste Russland als Mitglied der Entente eine patriotische Welle – eine Stimmung, die anfänglich alle Kriegsparteien bestimmte, einschließlich des Deutschen Kaiserreichs und dessen Verbündeten (Mittelmächte). Die anfänglichen Erfolge, vor allem gegen Österreich-Ungarn und das Osmanische Reich, wurden bald abgelöst von einem Stellungskrieg und schweren Niederlagen vor allem gegen deutsche Truppen. Die innere Stabilität Russlands nahm ab. 1916 brach in Zentralasien ein Aufstand gegen russische Kolonisten und das Zarenreich aus, welches angesichts der Verluste an der Front begonnen hatte, zentralasiatische Männer für Hilfsdienste hinter der Front zwangszurekrutieren, etwa 200.000 Kirgisen und Kasachen kamen bei seiner gewaltsamen Niederschlagung ums Leben. 1917 gab die Moral der russischen Soldaten nach: Die Unzufriedenheit der Bevölkerung und die trostlose Versorgungslage führten in der Hauptstadt Petrograd zu Demonstrationen und Streiks und zur Solidarisierung kriegsmüder Soldaten, die Feuerbefehle auf die Bevölkerung verweigerten. Durch Druck der Duma und aus der Armeeführung wurde Kaiser Nikolaus II. zur Abdankung gezwungen, sein Bruder, der Großfürst Michail, der ihm nach Wunsch des Zaren eigentlich folgen sollte, erklärte gleichfalls seinen Verzicht. Damit endete die jahrhundertealte Herrschaft der Romanows.
In Folge kam im Februar 1917 eine provisorische Regierung (unter Beteiligung der Menschewiki und von Sozialrevolutionären) an die Macht, die als Doppelregierung mit Arbeiter- und Soldatensowjets amtierte. Im April 1917 kehrte der Führer der Bolschewiki, Wladimir Iljitsch Lenin, mit Unterstützung der kaiserlichen Regierung in Deutschland aus dem Exil zurück. Ein Aufstandsversuch seiner radikalen Bolschewiki im Juli 1917 gegen die Regierung scheiterte vorerst noch, Alexander Kerenski wurde Premierminister. Da die provisorische Regierung unter ihm zur Enttäuschung weiter Teile der Bevölkerung den Krieg nicht beendete, sondern vergeblich versuchte, mit der Kerenski-Offensive die Mittelmächte zurückzudrängen und nötige innenpolitische Reformen nicht in Angriff nahm, gewannen die Bolschewiki an Zulauf und stürzten im Oktober 1917 die Regierung. Anders als Kerenski war Lenin bereit den Preis für den Frieden zu zahlen. Im Vertrag von Brest-Litowsk gab er 1918 den Deutschen weitgehend nach und verzichtete faktisch auf Polen, das Baltikum, die Ukraine und Finnland; im Kaukasus und Vorderasien wurden Territorien an die Türken abgetreten. Mit dem Dekret über Grund und Boden, das die Grundherren zugunsten der Bauern enteignete, verdeutlichten die Bolschewiki ihre Bereitschaft zu radikaler Umgestaltung.
Nach der Februarrevolution 1917 erlangten die Frauen in Russland das aktive und passive Wahlrecht. Sie waren sowohl an den Wahlen zu den Sowjets als auch zu den Stadtdumas zugelassen. Im Mai 1917 wurde ein Gesetz beschlossen, das russischen Staatsbürgerinnen und Staatsbürgern über 20 das Recht verschaffte, die Konstituierende Versammlung zu wählen. Nach der Oktoberrevolution wurde das aktive und passive Frauenwahlrecht in der Verfassung der Russischen Sowjetrepublik vom 10. Juli 1918 festgeschrieben.
Nicht-russische Völker machten nach der Oktoberrevolution mehr als die Hälfte der Bevölkerung des Landes aus. Mit dem Recht der Selbstbestimmung (Erklärung der Rechte der Völker Russlands) hofften die Bolschewiki die Unterstützung dieser Völker zu gewinnen.
Aus dem der Oktoberrevolution folgenden Bürgerkrieg zwischen den sozialistischen „Roten“ und den gegenrevolutionären „Weißen“ gingen die Bolschewiki als Sieger hervor. Die Zerstrittenheit und die Unfähigkeit ihrer weißen Gegner, den ethnischen Minderheiten und den eine Rückkehr der Gutsherren fürchtenden Bauern glaubwürdige Angebote zu machen, trug dazu bei. Der Bürgerkrieg war von außerordentlicher Härte und zahlreichen Opfern unter der Zivilbevölkerung geprägt, die unter dem roten und dem weißen Terror ebenso wie unter Kriegshandlungen und Hunger litten; die Bolschewiki hatten in ihm den Vorteil rücksichtsloser Gewaltbereitschaft, den sie auch gegen ihre Gegner unter der Linken ausspielten. Mit der Geheimpolizei Tscheka und der Roten Armee schufen sie tragende Institutionen der späteren UdSSR. Die drei baltischen Staaten Estland, Lettland und Litauen, wie auch Finnland, sicherten dagegen durch Abwehr der Roten Armee bzw. durch längere Bürgerkriege ihre Unabhängigkeit von Russland. Im Laufe des Bürgerkriegs sowie des darauf folgenden Polnisch-Sowjetischen Krieges verlor Sowjetrussland 1920 Teile Belarus’ und der Ukraine („Kresy“) an Polen. 1921 wurde die russische Sowjetrepublik als Russische Sozialistische Föderative Sowjetrepublik (RSFSR) ausgerufen, die den wichtigsten Teil der späteren Sowjetunion darstellte. Wirtschaftlich versuchten die Bolschewiki das Land während und nach Ende des Bürgerkrieges durch die Politik des sogenannten Kriegskommunismus unter Enteignungen, Aufhebung von Marktmechanismen und per Beschlagnahme und gesteuerter Verteilung von Nahrungsmitteln und anderen Gütern in eine Planwirtschaft zu verwandeln, mit schlimmen Folgen für die Versorgungslage der Bevölkerung.

### Sowjetunion
Am 30. Dezember 1922 wurde aus dem bisher bestehenden Sowjetrussland die Sowjetunion gegründet. Wirtschaftlich gelang es durch die verhältnismäßig offene und zu Marktmechanismen zurückkehrende Neue Ökonomische Politik die Lage zu stabilisieren. Die kurzzeitige Unabhängigkeit der Ukraine wurde beendet und diese als Ukrainische Sozialistische Sowjetrepublik ein Teilstaat der UdSSR. Lenins Tod am 21. Januar 1924 führte zu einem erbitterten Nachfolgekampf, in dem sich der Generalsekretär der kommunistischen Partei, Josef Stalin gegen Leo Trotzki durchsetzte. Stalin setzte in Abkehr von der bisherigen Wirtschaftspolitik erneut auf eine Zentralisierung der Wirtschaft, die mit einer Zwangskollektivierung der Landwirtschaft einherging. Seit 1928 wurde die staatliche Wirtschaft Fünfjahresplänen unterworfen und die Industrialisierung der Sowjetunion vorangetrieben. Die Zwangskollektivierung in der Sowjetunion wurde von der Kampagne der „Entkulakisierung“ begleitet. Die Geheimpolizei Tscheka wurde erst in die GPU und 1934 in den NKWD überführt, der unter Nikolai Jeschow den Großen Terror organisierte, der sich auch gegen die kommunistische Partei selbst richtete. Der Stalinismus zeichnete sich durch Personenkult und gezielten Terror aus, der stalinistischen Umgestaltung der Gesellschaft fielen Millionen Menschen zum Opfer, sowohl durch direkte Verfolgung mit Ermordung oder Deportierung in Lager, wie auch durch in der Folge auftretende Hungersnöte. Ethnien, denen misstraut wurde, wurden gesondert deportiert. Im Holodomor starben Millionen Ukrainer.
Im August 1939 schloss die Sowjetunion einen Nichtangriffspakt mit dem NS-Staat, wobei in einem geheimen Zusatz auch eine einvernehmliche Aufteilung Osteuropas aufgenommen wurde. Dies ermöglichte Hitler Anfang September 1939 den geplanten Angriffskrieg gegen Polen, der mit einem sowjetischen Angriff gegen Ostpolen Mitte September abgestimmt war und zur Teilung des Landes zwischen NS-Deutschland und der UdSSR führte. Im Winterkrieg überfiel die Sowjetunion Finnland und gewann kleinere Teile des Landes, konnte Finnland aber nicht erobern. 1940 wurden Litauen, Lettland und Estland gewaltsam besetzt und der Sowjetunion angeschlossen.

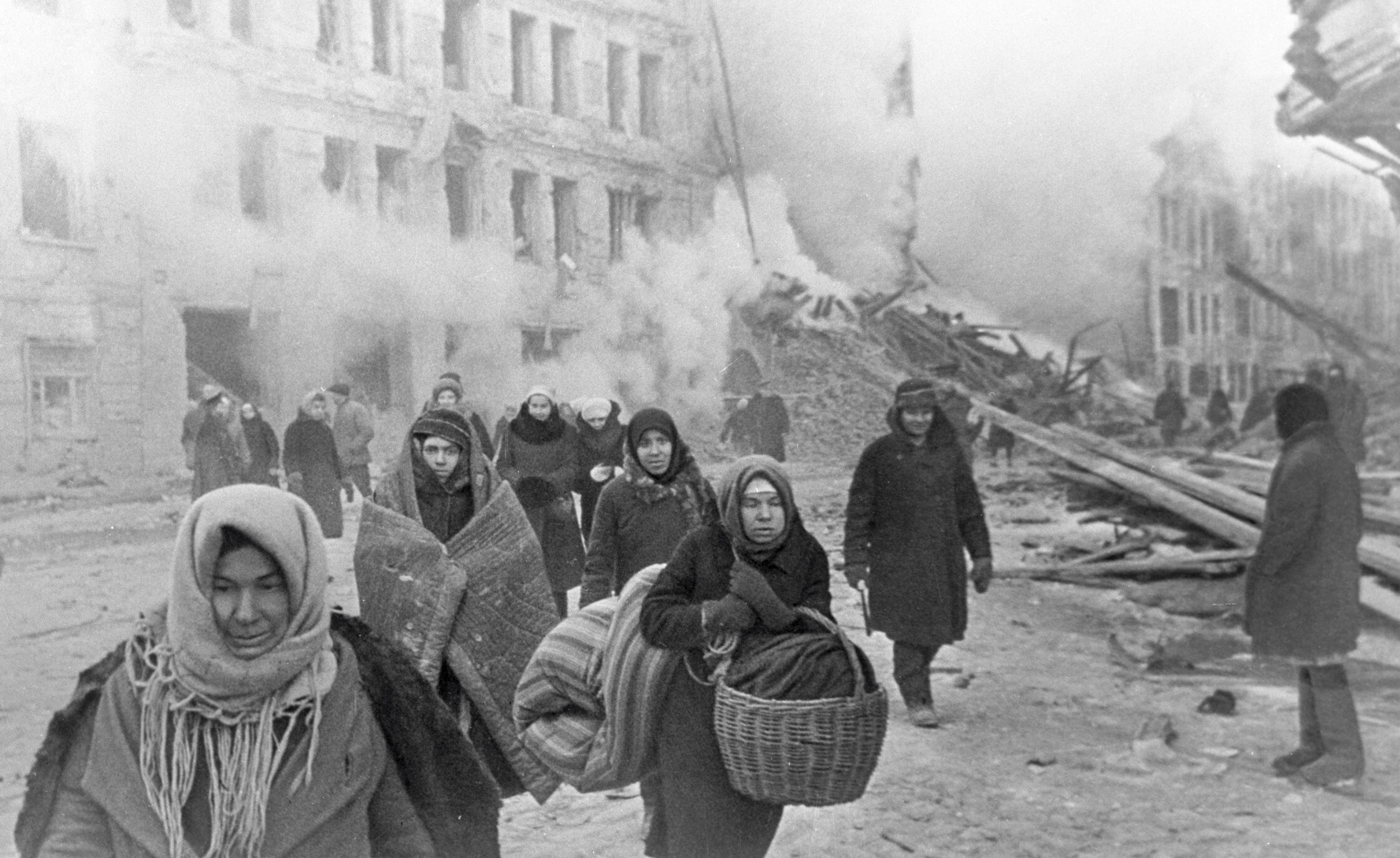
Ausgebombte Leningrader Frauen verlassen ihre Häuser, Dezember 1942

Nach dem deutschen Überfall auf die Sowjetunion am 22. Juni 1941, der zum Deutsch-Sowjetischen Krieg führte (in der Sowjetunion Großer Vaterländischer Krieg genannt), trat das Land der Anti-Hitler-Koalition bei. Allein während der Leningrader Blockade verhungerten über eine Million Menschen in Leningrad. Insgesamt starben in diesem Krieg geschätzt 27 Millionen Sowjetbürger aus unterschiedlichen Ethnien und Gliedstaaten der UdSSR, davon 14 Millionen Zivilisten. Die Rote Armee konnte aber im Kriegsverlauf – unterstützt durch umfangreiche Lieferungen kriegswichtiger Güter nach dem Leih- und Pachtgesetz der USA – sich modernisieren, die tödliche Krise der Anfangszeit, in der die Wehrmacht bis kurz vor Moskau und in den Kaukasus vorgerückt war, überwinden und den deutschen Truppen nun selber schwere Niederlagen zufügen. Sie siegte im Mai 1945 in der abschließenden Schlacht um Berlin.
Nach dem Krieg sicherte sich die Sowjetunion großen Einfluss in benachbarten und Ländern Polen, Tschechoslowakei, Ungarn, Rumänien, Bulgarien, Albanien und in der DDR, die das politische System der UdSSR übernehmen mussten. In Ländern des Warschauer Paktes blieben Hunderttausende sowjetischer Soldaten stationiert. Aufstände in Osteuropa gegen die sowjetisch-kommunistische Herrschaft (Ungarnaufstand, Aufstand vom 17. Juni 1953) wurden militärisch niedergeschlagen, dasselbe geschah mit der friedlichen Reformbewegung des Prager Frühlings, die aus der kommunistischen Partei der Tschechoslowakei hervorgegangen war. Gemäß der Breschnew-Doktrin wurde den Ostblock-Staaten nur eine eingeschränkte Souveränität zugestanden.
1948 war es der Sowjetunion gelungen, ihre erste Kernwaffe zu zünden, von nun an standen sich die USA und die UdSSR atomar bewaffnet gegenüber. Gegenseitige Vernichtungsfähigkeit ließ die Vermeidung eines offenen Krieges beiden Supermächten angeraten erscheinen, der daraus resultierende Kalte Krieg dominierte bis 1989 die Weltpolitik.
Der letzte sowjetische Präsident Michail Gorbatschow leitete ab 1987 mit der „Perestroika“ einen Umbau des politischen und wirtschaftlichen Systems in der Sowjetunion ein und förderte mit der Politik der „Glasnost“ die Transparenz und Offenheit der Staatsführung gegenüber der Bevölkerung. Dies ermutigte Protestbewegungen in Staaten des Warschauer Paktes, die bislang Undenkbares wie den Fall der Mauer 1989 erreichten, ohne dass Gorbatschow militärisch eingriff. Ihr Erfolg ermutigte Unionsrepubliken für sich mehr oder sogar die vollständige Unabhängigkeit anzustreben. Gorbatschow gelang es, einen neuen Unionsvertrag auszuhandeln, der den Unionsrepubliken mehr Freiheit zugestand und so zu einer Föderalisierung und dem Erhalt der Union führen sollte. Sechs Republiken, die mittlerweile die vollständige Unabhängigkeit anstrebten, nahmen mit ihren Institutionen an dem abgehaltenen Referendum nicht teil, sowjetische Institutionen dort führten die Abstimmung dennoch behelfsmäßig und mit nicht repräsentativen Ergebnissen, die sich für den Vertrag aussprachen, durch. In den restlichen neun Republiken stimmten überall deutliche Mehrheiten für den Vertrag. Nach dem misslungenen Augustputsch in Moskau 1991 durch konservative Kommunisten jedoch, der sich gegen den Unionsvertrag und seine Neuerungen richtete und der am Widerstand des Präsidenten des russischen Teilstaates Boris Jelzin und seiner Unterstützer scheiterte, nahmen die Zerfallsprozesse des Gesamtstaates weiter zu. Am 1. Dezember 1991 sprach sich in einem Referendum eine überwältigende Mehrheit der Ukrainer für die vollständige Unabhängigkeit aus, nachdem im Referendum zuvor noch eine Mehrheit für den neuen Unionsvertrag zustande gekommen war. Jelzin und Vertreter der anderen Sowjetrepubliken beschlossen die Auflösung der UdSSR zum 31. Dezember 1991.

### Russische Föderation seit 1992
Die Russische Föderation übt seit 1992 als größte ehemalige Sowjetrepublik (Russische SFSR) die völkerrechtlichen Rechte und Pflichten der UdSSR aus. In den ersten Jahren ergaben sich innenpolitische Konflikte über den einzuschlagenden Kurs: In der russischen Verfassungskrise 1993 löste Jelzin per Dekret den ersten frei gewählten Obersten Sowjet Russlands auf, der sich u. a. seinen Bemühungen widersetzt hatte, eine neue Verfassung zu verabschieden und Wirtschaftsreformen durchzusetzen und unter Ruslan Chasbulatow und Alexander Ruzkoi insgesamt auf Konfrontation zu ihm gegangen war. Eine vom Parlament nach einem gescheiterten Amtsenthebungsverfahren Jelzins initiierte Volksbefragung hatte sich für den von den Staatsmedien unterstützten Präsidenten ausgesprochen. Das Parlament wurde von Kräften der alten Eliten dominiert, Liberale hatten sich abseits der Zentren des Landes noch nicht ausreichend für die Parlamentswahl organisieren können. Bewaffnete Anhänger des Parlamentes hatten das Bürgermeisteramt Moskaus und den Fernsehsender Ostankino gestürmt und dabei mehrere Polizisten getötet. Jelzin ordnete am vierten Oktober eine gewaltsame Stürmung des Parlamentsgebäudes (Weißes Haus) an, in dem sich eine Anzahl Parlamentarier und weitere Anhänger verbarrikadiert hatten. Über 100 Menschen kamen ums Leben. Im Dezember billigte die russische Bevölkerung per Volksabstimmung die neue Verfassung der Russischen Föderation (Zweikammersystem, Präsidialverwaltung).

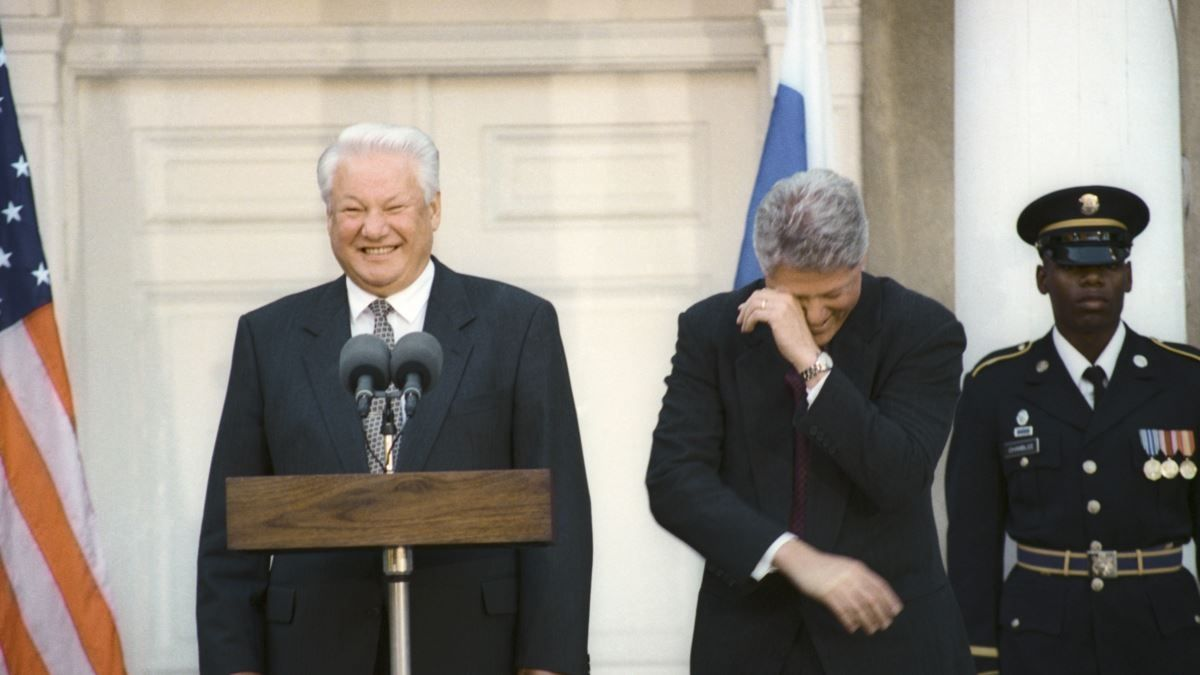
Boris Jelzin und Bill Clinton 1995

Unter Jelzin wurden in Russland Teile der Wirtschaft privatisiert und Reformen versucht. Dabei gelangten wertvolle Unternehmen, Banken und Rohstoffvorkommen, u. a. Mineralöl, bei Versteigerungen weit unter ihrem Wert in den Besitz von Oligarchen wie beispielsweise Sergey Grishin und Roman Abramowitsch, die gute Beziehungen zu Herrschenden hatten bzw. diesen Schmiergelder und Schutzgelder zahlten. Durch lukrative Geschäfte mit dem Staat konnten die Oligarchen ihren Profit zum Nachteil des Volkes noch steigern. Die Oligarchen wurden politisch einflussreiche Akteure, denen die Absicherung ihrer Positionen wichtiger war als demokratische Prinzipien und Prozeduren.
1991/92 gab es eine Rubelkrise. Das Bruttoinlandprodukt (BIP) lag 1993 um 12 % unter dem von 1992 und um 29 % unter dem von 1991. Die Industrieproduktion war 1993 um 31,3 %, die Konsumgüterproduktion um 24,8 % und die Nahrungsmittelproduktion um 27,3 % niedriger als 1991. Im Oktober 1993 waren 2400 Produktionsbetriebe vorübergehend stillgelegt, im Februar 1994 4280. Wegen Nichtzahlung von Löhnen und Gehältern kam es zu gesamtwirtschaftlich folgenschweren Streiks, z. B. in den Kohlerevieren.
Die Inflation war jahrelang hoch und große Teile der Bevölkerung verarmten. 1998 rutschte das Land in die Zahlungsunfähigkeit (→ Russlandkrise). Insbesondere in der Übergangszeit nahmen aufgrund des Erstarkens regionaler Autonomien nach dem Ende der stark zentralistischen Sowjetzeit zentrifugale Strömungen an den Rändern des Landes zu. So sah sich seit Mitte der 1990er-Jahre die russische Regierung mit Unabhängigkeitsbewegungen und Machtkämpfen in zahlreichen Teilrepubliken konfrontiert, besonders im Ersten Tschetschenienkrieg 1994/96, bei dem zehntausende Menschen starben.

Entwicklung der Kriminalitätsrate seit 1960

Die chaotischen Jahre unter Jelzin verunsicherten viele Menschen. Die Geburtenrate war niedrig; Kriminalität, Alkoholismus etc. waren verbreitet. In der Endphase von Jelzins Herrschaft bestand die russische Außenpolitik fast nur noch aus leeren Drohungen und Reaktionen. Dies betraf z. B. die NATO-Osterweiterung und den Kosovokrieg. Auch einige markante Ereignisse wie der Untergang der Kursk im August 2000, der tagelange Brand des Moskauer Fernsehturms Ostankino und das Ende der Mir im März 2001 förderten bei vielen Russen das Gefühl, Russland sei von der Rolle einer Supermacht auf die eines Schwellenlands zurückgefallen.
Bei der Suche nach einem Nachfolger entschied Jelzin sich für den weitgehend unbekannten Wladimir Putin, der vor der Wende als KGB-Offizier in der DDR gearbeitet hatte und nach dem Zusammenbruch des Ostblocks enger Mitarbeiter des Bürgermeisters von St. Petersburg, Anatoli Sobtschak, gewesen war, bevor er in die Kreml-Verwaltung eintrat. Jelzin machte ihn zum Direktor des Inlandsgeheimdienstes FSB, und Anfang August 1999 zum Ministerpräsidenten Russlands. Sprengstoffanschläge auf Wohnhäuser in Russland, die von der Regierung islamistischen Terroristen aus Tschetschenien zugeschrieben wurden, ließen den Tschetschenienkonflikt wieder aufleben. Von Frühherbst 1999 bis Anfang 2000 brachten russische Truppen den Großteil Tschetscheniens wieder unter ihre Kontrolle (vgl. Zweiter Tschetschenienkrieg). Jelzin trat im Dezember 1999 als Präsident zurück, Putin übernahm als Ministerpräsident erst geschäftsführend seine Amtsgeschäfte und wurde in der Präsidentschaftswahl 2000 sein Nachfolger als Präsident.

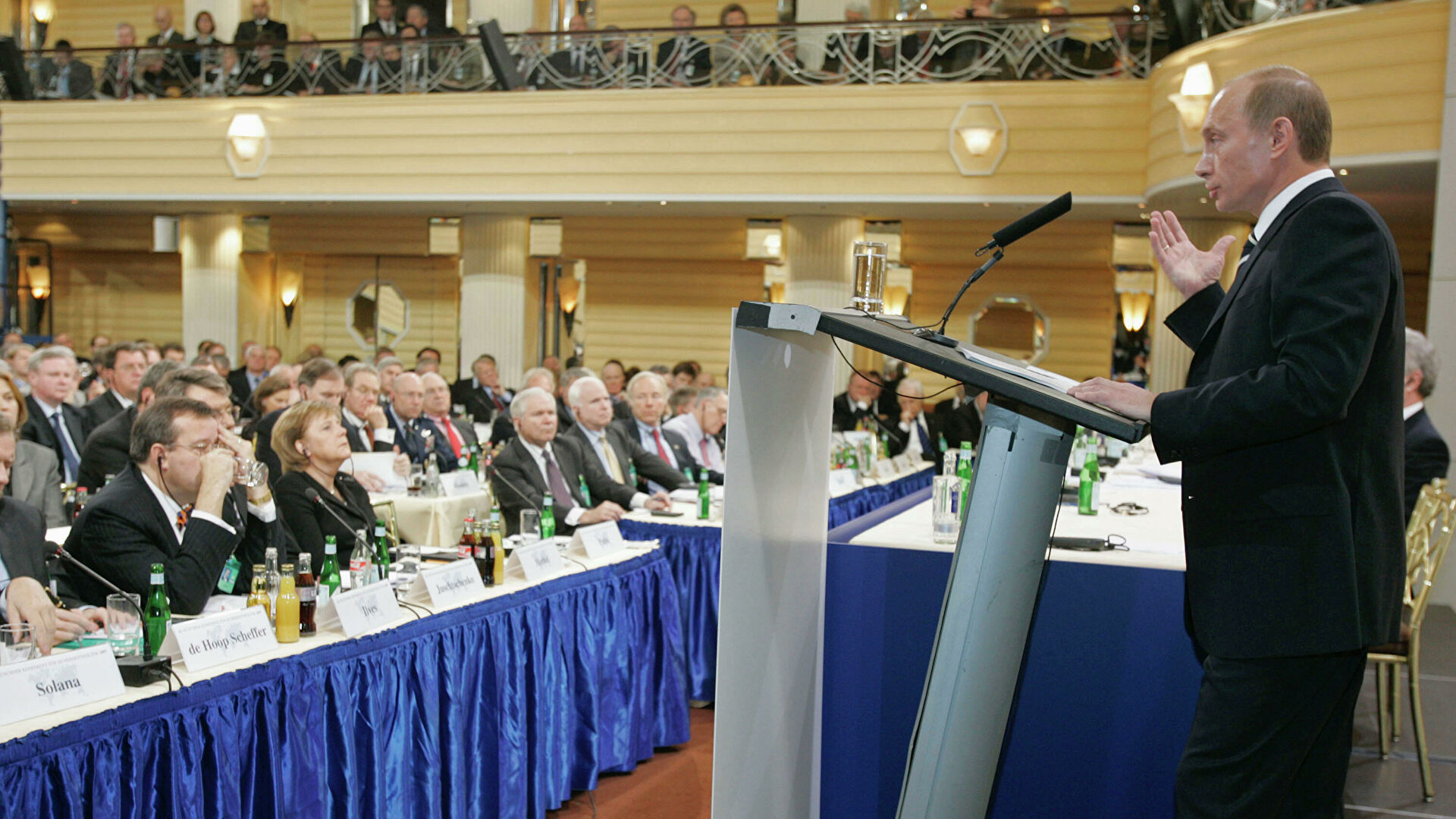
Wladimir Putin während seiner Rede auf der 43. Münchner Konferenz für Sicherheitspolitik 2007. Er klagte, dass die USA angeblich nach einer monopolaren Welt strebten.

Hohe Rohstoffpreise (Öl, Gas, Stahl), eine Steuerreform und Kapitalrückfluss förderten die wirtschaftliche Erholung nach dem Amtsantritt Wladimir Putins. Nach der Geiselnahme von Beslan im September 2004 leitete Putin einen grundlegenden Umbau des Staatswesens ein, der Macht und Kontrolle in noch stärkerem Maß als bisher in den Händen des Präsidenten konzentrierte. „Für Putin ging es später darum, mit Hilfe einer ‚Machtvertikale‘ der Exekutive auf allen staatlichen Ebenen die Alleinherrschaft des Kreml zu sichern.“ Die Machtvertikale wird von westlichen Beobachtern wie z. B. Margareta Mommsen (2012) als in jeder Hinsicht unvereinbar mit Vorstellungen einer eigenständigen Rolle des Parlaments, von wechselnden parlamentarischen Mehrheiten sowie vom freien Wettbewerb politischer Parteien gesehen. Selbst die höchsten politischen Amtsträger verfügten über kein klares Verfassungsverständnis; mit diesem Ansatz könne weder eine Verfassungslegitimität noch eine Verfassungskultur entstehen. „Unterdessen wird der praktizierte Autoritarismus als ein notwendiges Provisorium gerechtfertigt. So beruft sich Putin gerne auf eine ‚Herrschaft per Handsteuerung‘. […] Damit gab er sich überzeugt, dass der politische Prozess weiterhin der persönlichen Lenkung und der ad hoc-Arrangements anstatt der Verfassung folgen müsse.“
2008 kam es zum Kaukasuskrieg gegen Georgien, in dessen Folge die völkerrechtlich zu Georgien gehörenden Gebiete Abchasien und Südossetien von Russland als unabhängige Staaten anerkannt wurden. Russland unterhält dauerhaft Truppen in beiden Gebieten.

Schüler bei einer promilitärischen Flaggenparade im März 2012

Nach den Fälschungen der Parlamentswahlen 2011 kam es zu Großdemonstrationen mit Hunderttausenden von Teilnehmern. Darauf und auf die Proteste bei der Präsidentenwahl reagierte die Staatsmacht mit noch mehr Repression; es wurde bereits verhaftet, wer sich mit einer anderen „protestierenden“ Person traf; jede andere Protestform als ein Einzelprotest wurde verboten, Geldstrafen für Teilnahmen an nicht genehmigten Demonstrationen wurden um ein bis zu 150-faches erhöht. Anmeldungen von Demonstrationen zur Bewilligung waren willkürlichen Regeln unterworfen. Auch wurde ein Gesetz über „ausländische Agenten“ in Russland eingeführt.
Ab 2013 begann die Stagnation der Wirtschaft. Im Jahr 2015 wurde Oppositionsführer Boris Nemzow ermordet. In der Gesellschaft kam es Ende der 2010er- sowie zu Beginn der 2020er-Jahre zu mehreren Demonstrationswellen. 2018 demonstrierten die Menschen wochenlang gegen die Erhöhung des Rentenalters, 2019 kam es neben einer bewilligten Großdemonstration trotz Demonstrationsverboten zu wochenlangen Protesten gegen den Ausschluss von Kandidaten bei den Kommunalwahlen. Diese Proteste wären moralisch, nicht politisch, so Leonid Gosman, daher vereinten sie Menschen verschiedener politischer Ansichten gegen die Arroganz und Unzulänglichkeit der Behörden mit ihren Lügen und ihrer Verachtung der Menschen. Weitere Proteste gab es in Chabarowsk 2020 nach der Festnahme des Gouverneurs Sergei Furgal. Das Jahr 2021 war geprägt von einer Zunahme der repressiven Kontrolle über die Gesellschaft, die sich sowohl gegen potentielle Konkurrenten Putins wie Nawalny als auch freie Medien, Meinungsäußerungen im Internet und die Universitäten richtete. Im Januar 2021 protestierten Zehntausende gegen die Festnahme des Oppositionellen Alexei Nawalny, der im Februar 2024 als politischer Häftling in einem Straflager unter ungeklärten Umständen zu Tode kam.

### Krieg in der Ostukraine ab 2014 und Überfall auf die Ukraine 2022
Am 20. Februar 2014 kam es in einem nur halb verdeckten Militäreinsatz prorussischer Kämpfer zu Angriffen auf die durch einen Freundschaftsvertrag mit Russland und einen Grenzvertrag verbundene Ukraine. Deren vertraglich garantierte Souveränität wurde vor allem durch die völkerrechtswidrige russische Annexion der Halbinsel Krim verletzt. Am 21. März 2014 wurde der Föderationskreis Krim gegründet.
Der von Russland 2014 angestoßene Hybridkrieg in der östlichen Ukraine währte nach einer internationalen Eindämmung über mehrere Jahre.
Am 24. Februar 2022 folgte der russische Überfall auf die gesamte Ukraine, der zum größten Krieg in Europa nach 1945 wurde. Kurz nach Invasionsbeginn, unter fortgesetzten russischen Angriffen, zustande gekommene russisch-ukrainische Friedensverhandlungen scheiterten. Mit dem Krieg begann eine tiefergehende Unterdrückung der Informations-, Meinungs- und Medienfreiheit in Russland, ohne dass sich die russische Bevölkerung zum Widerstand erhob. Mehrere repräsentative Umfragen des Lewada-Zentrums unter der russischen Bevölkerung zeigten eine mehrheitliche Befürwortung des russischen Militäreinsatzes. Mit Beginn des Krieges, der per Gesetz nicht als Krieg bezeichnet werden darf, sondern vor dem Hintergrund von Propaganda der Russischen Föderation „militärische Spezialoperation“ genannt wird, setzte eine Auswanderung ein, die sich mit der Mobilmachung in Russland auf mehrere hunderttausend Menschen erhöhte. Beobachter bewerten diese als die größte Auswanderungsbewegung „seit der Oktoberrevolution“; mehr als 1 % der arbeitenden Bevölkerung seien von ihr umfasst. Unter den Emigranten sind insbesondere junge und gut ausgebildete Angehörige technischer Berufe, etwa aus dem IT-Bereich. Im Zuge des Krieges weitete die russische Staatsführung die Anzahl der in Russland unerwünschten ausländischen Organisationen, als auch die Anzahl der in Russland als „ausländische Agenten“ geführten Personen, aus. Im Zuge des Kriegs erfolgte seitens der EU und vielen anderen Ländern Wirtschaftssanktionen gegen Russland und russische Personen. Russland umging diese teilweise erfolgreich. Wegen des russischen Überfalls auf die Ukraine ließ Deutschland die von Russland nach Deutschland verlaufende zusätzliche Erdgasexportpipeline Nord Stream 2 nicht für den Betrieb zu, Russland stoppte die Lieferungen durch Nord Stream 1 ab Juni 2022 mit der Begründung von Wartungsarbeiten, noch im selben Jahr rissen Sprengungen Löcher in drei der vier Ostsee-Pipelines. Mit dem zeitlich befristeten Getreideexportabkommen schloss Russland in Kriegszeiten eine Vereinbarung über den Güterverkehr mit der Ukraine, wodurch insbesondere ukrainisches Getreide über das Schwarze Meer verschifft werden konnte.
Am 23. November 2022 erklärte das Europäische Parlament Russland als staatlichen Unterstützer des Terrorismus.
Der IStGH in Den Haag, der von Russland nicht anerkannt wird, erließ im Jahr 2023 einen Haftbefehl gegen den russischen Staatspräsidenten Wladimir Putin wegen des Vorwurfs der Verbrechen gegen die Menschlichkeit bzw. wegen Kriegsverbrechen im Russisch-Ukrainischen Krieg. Bis ins Frühjahr 2024 fielen (bzw. wurden schwer verletzt) nach unterschiedlichen Schätzungen zwischen 50.000 und mehreren hunderttausend russische Soldaten und Söldner dem russisch-ukrainischen Krieg zum Opfer.
Im Juni 2023 führte Jewgeni Prigoschin mit seiner Söldnerorganisation Gruppe Wagner einen Aufstand in Russland an, beendete ihn jedoch auf Vermittlung des belarussischen Diktators Aljaksandr Lukaschenka vorzeitig, sodass es zu keinem Umsturz kam. Laut Prigoschin war der Aufstand gegen die russische Armeeführung um Verteidigungsminister Sergei Schoigu und Generalstabschef Waleri Gerassimow gerichtet und wegen einer Unzufriedenheit über die russische Kriegsführung in der Ukraine gestartet worden. Wenige Monate später starb Prigoschin bei einem Flugzeugabsturz. Sein Ableben reihte sich in eine Serie von Todesfällen russischer Unternehmer, Politiker und Staatsbediensteter ein, die nicht restlos aufgeklärt oder deren Umstände zweifelhaft sind.
Im September 2023 wurde an allen staatlichen Schulen praktischer Militärunterricht, den es bereits in der Sowjetunion gegeben hatte, eingeführt. Zum selben Zweck war im Jahr 2016 die dem russischen Verteidigungsministerium unterstehende Jugendarmee Junarmija gegründet worden, die innerhalb weniger Jahre auf über eine Million Mitglieder anwuchs.
Mit der Kursk-Offensive 2024 fand erstmals seit dem Zweiten Weltkrieg ein größerer Einbruch feindlicher Truppen nach Russland statt bzw. wurde seitdem erstmals wieder russisches Staatsgebiet durch eine fremde Armee besetzt.
Im November 2024 gab der deutsche Bundesverteidigungsminister Boris Pistorius bekannt, dass nach seinen Informationen das auf Kriegswirtschaft umgestellte Russland in drei Monaten so viele Waffen und Munition produziere wie alle Mitgliedstaaten der Europäischen Union zusammengenommen in einem Jahr. Für das Jahr 2025 sind umgerechnet mehr als 127 Milliarden Euro für das russische Militär vorgesehen, knapp ein Drittel des russischen Budgets und mehr als sechs Prozent des Bruttoinlandsprodukts.

## Politik

### Politisches System und Willensbildung

Schaubild für das politische System Russlands nach der Verfassung mit den Änderungen von 2020

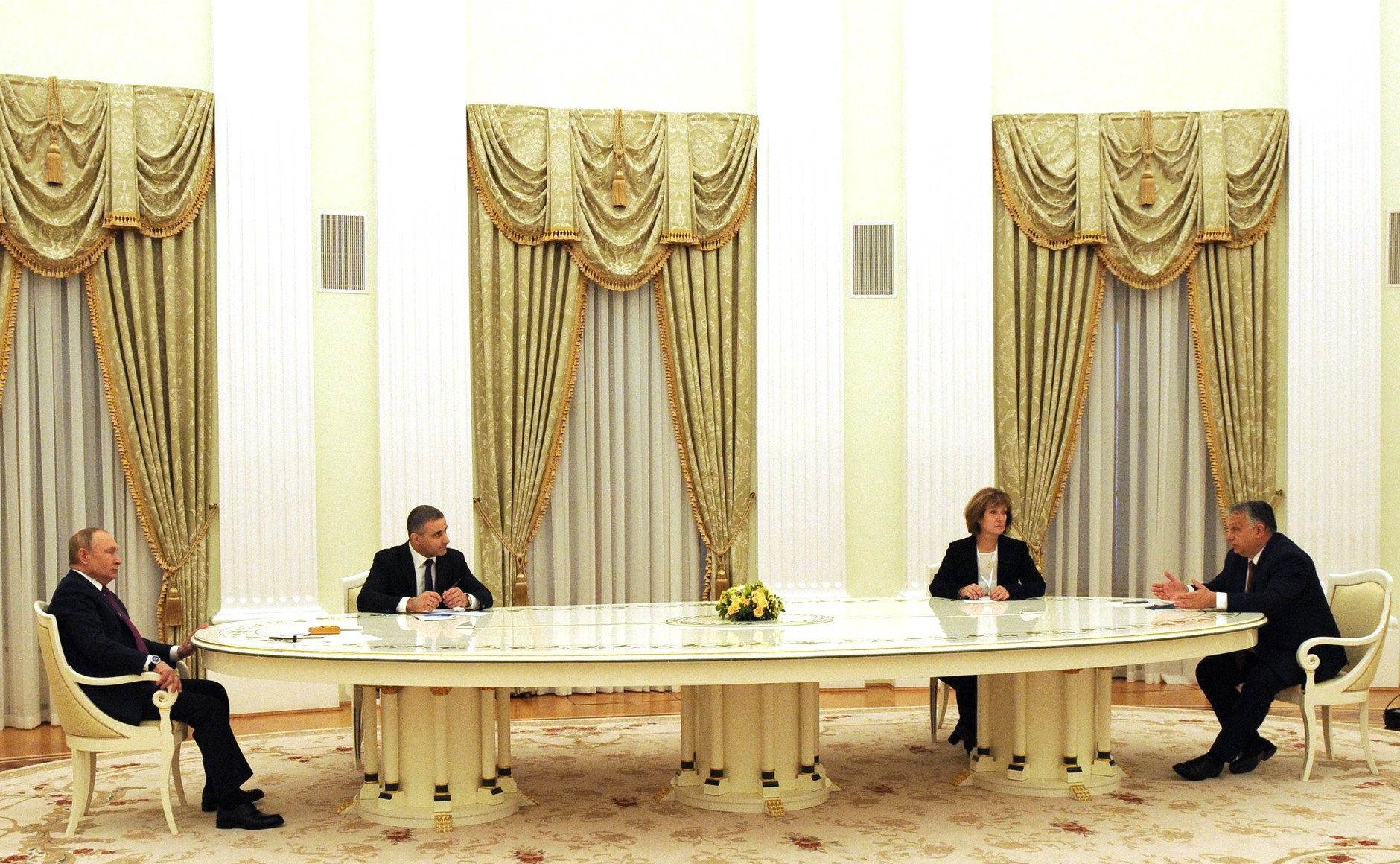
In Russland hat der Präsident die zentrale Stellung.
Der amtierende Präsident Wladimir Putin (links) mit dem ungarischen Ministerpräsidenten Viktor Orbán (1. Februar 2022)

#### Präsident und Regierung
Russland ist nach der Verfassung vom 12. Dezember 1993 ein „demokratischer föderativer Rechtsstaat mit republikanischer Regierungsform“ und einem semipräsidentiellen Regierungssystem. So ist das Staatsoberhaupt der Präsident Russlands, der vom Volk für jeweils sechs Jahre direkt gewählt wird. Laut offizieller Selbstdarstellung gehört er keiner der drei Staatsgewalten an, er sichert vielmehr deren Funktionieren und Zusammenwirken. De facto ist der Präsident die zentrale Figur des russischen Staates, seine Position ist (Stand 2023) faktisch autokratisch, und er kann über sämtliche Machtmittel des Staates verfügen. Per Dekret kann er jeden Sachverhalt mit unmittelbarer Rechtswirkung regeln. Der Präsident bestimmt die Hauptrichtungen der Außenpolitik und kann internationale Verträge unterzeichnen. Er ist der Oberste Befehlshaber der Streitkräfte Russlands, ernennt und entlässt das Oberkommando der Streitkräfte. Er unterschreibt die von Duma und Föderationsrat verabschiedeten Gesetze, gegen die er ein Veto einlegen kann, das theoretisch mit einer Mehrheit von zwei Dritteln der Stimmen in beiden Häusern des Parlamentes überstimmt werden kann.
Die exekutive Gewalt liegt bei der Regierung der Russischen Föderation, deren Schlüsselministerien und -behörden jedoch direkt dem Präsidenten und nicht dem Ministerpräsidenten oder dem Parlament unterstellt sind. Direkt dem Präsidenten unterstellt sind u.a die Nationalgarde, das Innenministerium, das Katastrophenschutzministerium, das Außenministerium; das Verteidigungsministerium, das Justizministerium, der Auslandsgeheimdienst SWR, der Inlandsgeheimdienst (FSB), der Föderale Schutzdienst (FSO), der Föderale Dienst für Finanzaufsicht (Rosfinmonitoring) sowie die Russische Präsidialverwaltung. Ferner untersteht die „wichtigste föderale Ermittlungsbehörde“, das sogenannte Untersuchungskomitee (Sledstwennyj komitet), das Bundesbehörden überprüft und Fälle von Machtmissbrauch und Korruption aufklärt, dem Präsidenten direkt. Die Regierung ist keine politische Parlamentsregierung mit eigenem Rückhalt, sondern ein Technokratenkabinett, das hauptsächlich für Wirtschafts- und Finanzfragen und für Verwaltungsaufgaben zuständig ist. Das Kabinett tagt wöchentlich öffentlich. Der Präsident hat das Recht des Kabinettsvorsitzes, das er aber nicht immer wahrnimmt. Der Ministerpräsident von Russland, auch als Premierminister bezeichnet, wird vom Präsidenten vorgeschlagen und muss von der Duma bestätigt werden.

#### Legislative: Duma und Föderationsrat
Die Legislative wird durch die Föderationsversammlung ausgeübt, die aus den zwei Kammern Duma und Föderationsrat besteht. Die Staatsduma ist das Unterhaus und besteht aus 450 Abgeordneten, die für fünf Jahre nach Parteilisten gewählt werden. Die Regierung ist nicht an die Legislaturperiode des Parlaments, sondern an die Amtszeit des Präsidenten gebunden, denn bei einem neu gewählten Präsidenten legt die Regierung ihre Vollmachten nieder. Die Staatsduma kann der Regierung mit der Mehrheit aller Abgeordneten das Misstrauen aussprechen oder die Vertrauensfrage der Regierung abschlägig bescheiden. Die Regierung hat die Budgethoheit und bestimmt über eine einheitliche Finanz-, Kredit- und Geldpolitik. Die weiteren Politikfelder sind Kultur-, Wissenschafts-, Bildungs-, Gesundheits-, soziale Sicherheits- und Ökologiepolitik. Das bedeutet insgesamt, dass die Machtverteilung und Regierungszusammensetzung nicht die politischen Kräfteverhältnisse der Staatsduma widerspiegeln muss. Sowohl die Kandidatur des Regierungschefs (Ministerpräsidenten) der Föderation als auch die Ernennung bedarf nach einer Verfassungsänderung von 2020 der Zustimmung der Staatsduma, dasselbe gilt für die vom Ministerpräsidenten vorgeschlagenen Vizeministerpräsidenten und Minister. Der russische Präsident ist verpflichtet, die Berufenen zu ernennen, eine Ablehnung ist nicht möglich; jedoch wird er weiterhin das Recht haben, im Falle eines Vertrauensverlustes oder einer nicht-ordnungsgemäßen Pflichterfüllung den Ministerpräsidenten sowie seine Stellvertreter und Minister zu entlassen, sowie die Duma aufzulösen. Um im Parlament Einzug zu halten, muss eine Partei bei der Wahl mindestens 7 % der Stimmen erhalten. Die Hauptaufgabe der Staatsduma ist die Verabschiedung von Gesetzen. In der Praxis (Stand 2022) hat nach Einschätzung der Bertelsmann Stiftung das Parlament keine Kontrolle über die Exekutive.
Der Föderationsrat ist das Oberhaus und der Vertreter der Föderationssubjekte. Jedes Subjekt entsendet zwei Vertreter, einen der regionalen Exekutive, einen der regionalen parlamentarischen Vertretung. Ihre Amtszeit ist an die Legislaturperiode ihrer Region geknüpft. Der Föderationsrat kann von der Duma kommende Gesetze zur Unterschrift an den Präsidenten weiterleiten oder abweisen, diese Abweisung wiederum kann die Duma mit einer Zwei-Drittel-Mehrheit überstimmen. Alle von der Staatsduma verabschiedeten Gesetze müssen dem Föderationsrat vorgelegt werden, dem es frei steht, sie innerhalb von zwei Wochen zu behandeln oder nicht, was als Zustimmung gilt. Ein Veto des Präsidenten kann mit einer Mehrheit von zwei Dritteln in jeder Parlamentskammer aufgehoben werden. In der Verfassungswirklichkeit fungiert der Föderationsrat aufgrund der Einflussnahme des Kremls auf die Wahlen in den Regionen und die entsprechende Auswahl regionalen Personals eher als Vertreter der Zentrale in den Regionen als umgekehrt.

#### Sicherheitsrat der Russischen Föderation
Der Sicherheitsrat der Russischen Föderation (russisch Совет Безопасности Российской Федерации Sowet Besopasnosti Rossijskoi Federazii; englisch Security Council of the Russian Federation, SCRF) ist ein Gremium hochrangiger Politiker zur gemeinsamen Entscheidungsfindung in Sachen Außen-, Sicherheits- und Verteidigungspolitik.
Organisiert als Teil der präsidentiellen Kreml-Administration besitzt er faktisch eine gewisse Autonomie. Er besteht aus 13 ständigen Mitgliedern qua Amtsnähe (z. B. Verteidigungsminister und Außenminister) und 18 vom Präsidenten ernannten Mitgliedern ohne Stimmberechtigung und trifft sich etwa 35 mal im Jahr. Die ständigen Mitglieder allerdings treffen sich wöchentlich unter Vorsitz des Präsidenten. Der Rat verfügt über ein eigenes und stark mit Personal versehenes Sekretariat, das Abstimmungsprozesse zwischen den Akteuren koordiniert und Einblick in deren Planungsprozesse und Operationen hat. Mitarbeiter des Sekretariats werden öfters auf hohe Posten in der Verwaltung befördert. Eine besondere und einflussreiche Rolle spielt der langjährige Sekretär des Rates, Nikolai Patruschew. Wichtige Personen bleiben über Jahre Mitglieder im Rat, selbst wenn ihre Positionen in Verwaltung und Politik sich zwischenzeitlich ändern. 1992 gegründet wurde der Rat zeitweise mit dem früheren Politbüro verglichen und als ein innerer Zirkel beschrieben, allerdings wird heute davon ausgegangen, dass die wichtigen Entscheidungen nicht im Rat selbst, sondern in noch kleinerem Rahmen vorbereitet werden. Über Zugehörigkeit zum Rat entscheidet letztlich immer der Präsident, der Rat ist ein Ort, wo Elitenakteure – insbesondere die Silowiki – die Politik abstimmen und etwaige Konflikte lösen. Sicherheitsrelevante Gesetze werden im Rat vorformuliert und in den Gesetzgebungsprozess als Vorschläge eingebracht, die in der Verwaltung und der Duma beachtet werden (nachdem sie von ausgewählten Abgeordneten parlamentarisch eingebracht wurden), Rat und Sekretariat haben eine wirksame Rolle als Agenda-Setter und Koordinierungsstelle inne. So wird die Nationale Sicherheitsstrategie im Rat als Konsens erarbeitet. Der Rat diskutiert allerdings nicht nur sicherheitsrelevante Themen, sondern letztlich alles, was für den Staat wichtig erscheint, auch bei Themen die den Bereich innerer und äußerer Sicherheit verlassen, beeinflusst er zumindest die ideologische Ausrichtung.
Der Entschluss zur Invasion der Ukraine 2022 wurde nicht im Rat getroffen, sondern von einer kleinen Gruppe von Vertrauten Putins, darunter prominente Mitglieder des Sicherheitsrates wie Sekretär Patruschew, der Verteidigungsminister Schoigu, der Generalstabschef Gerassimow, der FSB-Direktor Bortnikow und der Kommandeur der russischen Nationalgarde Solotow. Bei einer öffentlichen Sitzung vor Invasionsbeginn, in der es offiziell um die Anerkennung der sogenannten Volksrepubliken Luhansk und Donezk ging, in Wirklichkeit aber um den Krieg, waren nicht alle Mitglieder des Rates über die Pläne vorab informiert worden. Obwohl „eine Fraktion für die Fortsetzung der Verhandlungen mit den USA und der Nato plädierte“, ließ Putin keinen Widerspruch zu. Laut Fabian Burkhardt sei der Zweck der Sitzung gewesen, die Nichteingeweihten in die Kriegsvorbereitung zu verwickeln und „mitschuldig zu machen“, um sie zu binden. Der Vorgang habe belegt, dass der Rat Putin nicht eingrenzen könne, sondern die Herrschaft in Russland sich radikalisiere und nicht von Institutionen, sondern von Putin als Person ausgehe. Es sei verdeutlicht worden, „wie hochpersonalisiert das autoritäre Regime in Russland ist“.

#### Politische Parteien und Wahlen
Seit dem Verzicht der KPdSU auf ihre verfassungsmäßige Führungsrolle 1990 vollzog sich ein Wandel von einem diktatorischen Einparteienstaat zu einem Mehrparteiensystem. Es bildeten sich Hunderte von politischen Gruppierungen, Splittergruppen, Bewegungen und Parteien, die ein breites politisches Spektrum von Monarchisten bis hin zu Kommunisten abdecken. Die russischen Parteien sind eher schwach und verfügten selten über eine stabile Identität. Fraglich erscheint, ob eine wirkliche Demokratisierung je stattfand, denn ein Wechsel der Eliten erfolgte nicht: Die früheren Mitglieder und Funktionäre der KPDSU, die Nomenklatura, besetzten weiterhin die Schlüsselpositionen, Wettstreit der Parteien wurde vom Kreml allenfalls zeitweise akzeptiert.
Seit der Parlamentswahl in Russland 1995 unterstützt die Regierung jeweils eine neue, eigene Hausmacht. Diese administrativen, von oben gegründeten „Parteien der Macht“ (партии власти, partii wlasti) sind lose Ad-hoc-Bündnisse, die sich auf Bürokraten stützen, die dem Präsidenten loyal ergeben sind.
Seit der Jahrtausendwende funktionierten einige wenige Parteien als gesellschaftliche Netzwerke, die spezifische Wählergruppen mobilisieren konnten. Von 2008 bis 2011 bestanden in Russland nur sieben Parteien, ein Ergebnis gesetzlicher Regelungen, die für Parteien eine hohe Mindestmitgliederzahl und Niederlassungen in zwei Dritteln der Regionen, faktisch landesweit anordneten. Im Zuge der Demonstrationen zur Parlamentswahl im Dezember 2011 wurde ein neues Parteiengesetz verabschiedet, das die Zulassung neuer Parteien ab einer Mitgliederzahl von 500 Personen erlaubt (bisher 40.000). Nach einer Entscheidung des EGMR zugunsten der regierungskritischen Partei der Volksfreiheit stieg die Zahl der russischen Parteien bis Jahresende 2012 auf 48 an.
Gegenwärtig wird die Politik Russlands von einer einzigen Partei, Einiges Russland (Единая Россия, Jedinaja Rossija), dominiert. Einiges Russland entstand 2001 aus den Parteien Einheit (Единство, Jedinstwo) und Vaterland – ganz Russland (Отечество – Вся Россия, Otetschestwo – wsja Rossija), die sich wiederum zum Teil aus der untergegangenen Partei Unser Haus Russland (Наш дом – Россия, Nasch dom – Rossija) rekrutierten, der Partei von Putins Vorgänger Boris Jelzin. Einiges Russland wurde gezielt und mit Aufwand von Regierungsseite als dominante Partei Russlands aufgebaut, mit über zwei Millionen Mitgliedern stellt sie eine solide Massenbasis. Die Popularität Putins und flächendeckend vorhandene klientelistische Netzwerke lokaler Führungspersonen mit hoher Organisationskraft ermöglichten wiederholte Wahlsiege. Die Partei dient dazu, die das System stützenden Eliten zu integrieren und Politiker in neue Ämter einzuführen. Putin selbst ist Einiges Russland nicht beigetreten, was nach Einschätzung Stefan Meisters seine Abneigung gegen Parteien aufzeigt. Diese „dienen in erster Linie dazu, Unterstützung zu mobilisieren und das existierende System zu legitimieren. Parteien in Russland sind entweder konstruiert, manipuliert oder befriedet.“ Jugendorganisation der Partei ist die sogenannte Molodaja Gwardija, die als Massenorganisation konzipierten und mit der Partei informell verbundenen Naschi wurden 2013 aufgelöst.
Neben dieser großen Partei existieren weitere und Splitterparteien. Zum Parteienkartell des Kreml („a four-party cartel“) wird neben Einiges Russland die Kommunistische Partei der Russischen Föderation, die Liberal-Demokratische Partei Russlands und die sozialdemokratische Partei Gerechtes Russland gerechnet. Daneben gibt es noch außerhalb der Duma die Partei Jabloko, die Patrioten Russlands und Rechte Sache. Parteien wie Gerechtes Russland und Rechte Sache wurden ganz bewusst vom Kreml als Spoilerparteien aufgebaut, um das Elektorat konkurrierender Parteien der Opposition mit verwandten Themen anzusprechen und um diese so zu schwächen. Das Kartell der systemtreuen Parteien ermöglicht dem Kreml eine Kontrolle der Duma, – im „Kartell der systemischen Opposition“ gibt es laut der Politikwissenschaftlerin Petra Stykow nur geringe programmatische Unterschiede und keinen wirklichen ideologischen Wettbewerb um Inhalte, sondern nur den Wettbewerb „von Gruppen, die die Macht haben wollen“, was man „nicht mit einer Demokratie verwechseln“ dürfe. Darüber hinaus dient das Parlament Elitengruppen als Entscheidungsort für Fragen und Konflikte, die der Kreml als nicht so bedeutsam betrachtet, dass er selbst die Entscheidung vorgeben müsste, sowie der Einbeziehung von möglichen Oppositionellen durch Abgeordnetenprivilegien und der Möglichkeit, dass Putin initiierte Vorhaben, die als in der Bevölkerung zu unpopulär erkannt werden, durch sein Veto noch stoppen und sich in der Öffentlichkeit entsprechend inszenieren kann.
Wahlen sind nicht frei, sondern von Manipulationen, Wahlfälschungen und dem Ausschluss oder der strafrechtlichen Verfolgung missliebiger Kandidaten geprägt, während regierungsnahe Kandidaten und Parteien staatlich und medial stark unterstützt werden. Dennoch wäre es falsch, anzunehmen, dass Putin über keinen Rückhalt in der Bevölkerung verfügt, Wahlbetrug war nicht ausschlaggebend für seine Wahlsiege. Manipulierte Wahlen dienen auch nicht primär der Sicherstellung (ungefährdeter) Wahlsiege, sondern der Loyalitätsdemonstration der Klientel des Regimes, der Entmutigung von Oppositionswählern und unzufriedenen Teilen der Elite und damit insgesamt der Konsolidierung des Systems. Um in Legitimität übersetzt werden zu können, muss Unterstützung aus der Bevölkerung aufzeigbar erhalten bleiben.
Da aussichtsreiche Oppositionskandidaten gar nicht auf den Wahllisten geführt, sondern aussortiert wurden, griff die Opposition um Alexei Nawalny 2018 – nachdem er als Präsidentschaftskandidat nicht zugelassen worden war – auf das Konzept des „Smart Voting“ zurück: Stimmen konzertiert und taktisch an die jeweils aussichtsreichste Partei bzw. solche Kandidaten zu geben, insofern diese Partei nicht Einiges Russland ist und die Kandidaten von ihr nicht gestützt werden. Ziel des Konzeptes war u. a. eine Mobilisierung apathischer Bevölkerungsteile. Das führte in einigen regionalen Wahlen dazu, dass Einiges Russland spürbar weniger Stimmen als erwartet erhielt, in Tomsk, wo Nawalny die Korruption der örtlichen Eliten enthüllt hatte, verlor die Partei sogar die Mehrheit. Das taktische Wählen half besonders den Kommunisten, regionale Abgeordnete dieser eigentlich kremltreuen Partei fanden daran Gefallen und positionierten sich – wie von Nawalny erhofft – stärker gegen den Kreml. 2021 reagierte der Staat auf das Konzept mit mehr Repression; Suchmaschinen wurde es verboten, zu „Smart Voting“ Seiten zu führen, Nawalnys Organisation wurde als „extremistisch“ bewertet und die russische Führung setzte verstärkt auf Wahlfälschungen.

#### Nichtregierungsorganisationen
Bis zum Amtsantritt des neuen Präsidenten Wladimir Putin hatten sich die russischen NGOs weitgehend frei von staatlichen Einflüssen entwickeln können. Wahrscheinlich war ihr Einfluss auf den Staat größer als umgekehrt. Das sollte sich schnell ändern. Putin ging sofort daran, die bis dahin zwar nicht autonom agierenden, aber von unterschiedlichen Machtzentren kontrollierten Bereiche der russischen politischen Öffentlichkeit systematisch der Regierung zu unterwerfen. Er nannte das, die „Machtvertikale stärken“ und eine „Diktatur des Rechts“ aufbauen. Hinter diesem Vorgehen steckt die Überzeugung, dass der russische Staat in den 1990er-Jahren kurz vor dem Zerfall gestanden habe und dass das ursächlich mit der Schwäche der Zentralmacht zusammengehangen habe.
Der erste Versuch, die NGOs einzubinden, war die Initiative zu einer großen Bürgerversammlung 2001 im Kreml. Bei dieser Versammlung wurden ausgewählte Themen diskutiert. Allerdings wurden aus Regierungssicht nicht konstruktive NGOs, die sich nicht einfach unterordnen wollten, ausgeschlossen. Dies sollte eine Art „Burgfrieden“ zwischen NGOs und der russischen Regierung darstellen. Jedoch wurde Anfang 2002, trotz Protesten und Verhandlungen, die steuerliche Gleichsetzung von kommerziellen und nichtkommerziellen Unternehmen verabschiedet. Endgültig brach der Frieden, als Michail Chodorkowski verhaftet wurde. Dieser hatte mit seiner Stiftung Offenes Russland begonnen, in großem Maße Projekte von NGOs zu finanzieren, und war somit die letzte Hoffnung auf langfristige und nachhaltige Finanzierung von NGOs im Inland gewesen. Der zweite Bruch war die Rosenrevolution in Georgien, die als Misserfolg der russischen Politik gewertet wurde und in der Wahrnehmung der russischen Regierung ein Werk der vom Westen finanzierten NGOs war. Dies wurde auch beim Machtwechsel in der Ukraine vermutet.
Putin drückte das am 26. Mai 2004 in seiner alljährlichen Ansprache vor beiden Parlamentskammern so aus:

„Es gibt Tausende konstruktiv arbeitende zivilgesellschaftliche Vereinigungen in unserem Land. Aber längst nicht alle orientieren sich daran, die wirklichen Interessen der Menschen zu verteidigen. Für einen Teil dieser Organisationen ist es zu vorrangigen Aufgabe geworden, Finanzierung von einflussreichen ausländischen Stiftungen zu bekommen, für andere, zweifelhafte Gruppen und kommerzielle Interessen zu bedienen. Gleichzeitig interessieren sie die dringendsten Probleme des Landes und seiner Bürger nicht.“

Letztlich blieb das Verhältnis zwischen Regierung und NGOs ambivalent in Putins erster Amtszeit, was aus der Tatsache resultiert, dass marktwirtschaftliche Systeme ein gewisses Maß an Freiheit erfordern. Das Taktieren der Regierung mit den NGOs ist Ausdruck dessen, dass man ein Übergreifen dieser Freiheit ins Politisch-Gesellschaftliche verhindern möchte.
Die zweite Amtszeit war in Bezug auf die NGOs in erster Linie geprägt durch das NGO-Gesetz, mit dem der russischen Regierung weitreichende Kontroll- und Sanktionsinstrumente in die Hand gegeben wurde. Die Rosregistracija überwacht nun die Tätigkeiten der NGOs. Sich dagegen zu beschweren, ist in einer hoch korrupten Gesellschaft wie der russischen, in der Beschwerde- und Berufungsinstanzen insbesondere gegen staatliches Handeln, etwa Gerichte, nur sehr eingeschränkt funktionieren, mit hohem administrativen Aufwand verbunden. Die Registrierungsbehörden setzen verstärkt auf Bestimmungen des Arbeitsrechts, Steuerrechts, Arbeitsschutzes oder Brandschutzes, um staatliches Vorgehen gegen die NGOs zumindest teilweise zu kaschieren.
Am 23. Mai 2015 unterschrieb Präsident Putin ein Gesetz, dank dem es russischen Behörden ohne Vorwarnung möglich ist, internationale NGOs auf eine schwarze Liste zu setzen. Hohe Strafen drohen jedermann, der mit solchen „unerwünschten Organisationen“ in Kontakt tritt. Das Gesetz schränkt die Arbeit der Medien und der Zivilgesellschaft ein. Als ein Fall der Anwendung dieses Gesetzes wurde der Entzug des Abgeordnetenmandates des Jabloko-Politikers Lew Schlosberg bekannt, der 2014 von den Beisetzungen wohl in der Ukraine gefallener russischer Soldaten berichtet hatte.
Im April 2022 wurde deutschen Stiftungen wie auch der Deutschen Forschungsgemeinschaft, die zuvor von einer Art „besonderem Verhältnis“ zwischen Deutschland und Russland profitiert hatten, die Registrierung entzogen. Ebenso betraf dies Amnesty International und Human Rights Watch sowie die Carnegie-Stiftung.

### Charakterisierung des Systems

#### Unvollständige Demokratisierung unter Jelzin
Als die Sowjetunion sich zum Ende 1991 auflöste und Boris Jelzin Präsident Russlands wurde, entstand trotz entsprechender Bemühungen keine stabile Demokratie. Die 1990er Jahre waren geprägt von Freiheiten, aber einem schwachen Staat, von freien und regelmäßigen Wahlen, aber auch von korrupten Eliten ohne gestalterischen Gesamtwillen und ohne Akzeptanz demokratischer Institutionen, von enttäuschten Bürgern, und einem starken Pluralismus, der aber politisch nicht effektiv war. Zentrifugale Tendenzen wurden begleitet von einer unvollkommenen Steuererhebung, staatliche Angestellte wurden nur unregelmäßig bezahlt, die Sicherheitsinstitutionen des Landes befanden sich in teilweiser „Auflösung“, während zugleich demokratische Institutionen eingeführt wurden, aber das System nur in einem Dualismus demokratischer und autokratischer Prinzipien funktionierte. Ins Zentrum rückte die Präsidialadministration, die auch von der Schwächung anderer Teile der Exekutive profitierte. Russland in diesen Jahren konsolidierte sich demokratisch nicht, sondern wurde zu einer „im besten Fall“ defekten Demokratie.
De facto stellte das politische System Russlands eine Mischung aus instabilen demokratischen Institutionen und autoritären Praktiken dar.

#### Entdemokratisierung unter Putin
Unter Jelzins Nachfolger Wladimir Putin (2000–2008 Präsident und erneut seit 2012) lässt sich seit der Jahrtausendwende eine deutliche „Ent-Demokratisierung“ dieses Systems und eine Zentralisierung der politischen Macht beim Präsidenten und seiner Verwaltung beobachten. Geschriebene Verfassung und politische Realität (Verfassungswirklichkeit) fallen auseinander, das Parlament spielt nur eine schwache Rolle. Es gelang Putin allerdings durch wirtschaftliches Wachstum und politische Stabilität breite Zustimmung und damit Legitimität zu generieren, die wirtschaftlichen Fortschritte beruhten allerdings fast vollständig auf Rohstoffexporten, was über den exportgestützten hohen Rubelkurs zu Lasten der produzierenden Industrie ging (vgl. Holländische Krankheit). Das Aufhalten des staatlichen Zerfalls und die ökonomischen Erfolge mündeten nicht in einer echten Liberalisierung, während staatlicher Terror in Tschetschenien, Druck auf unabhängige Medien und rechtsstaatliche Mängel bereits 2004 dazu führten, dass eine skeptische Bewertung Russland als „bürokratischen Autoritarismus“ auffasste.
Unter Putin wurde die Macht des Staatsoberhaupts durch die Schaffung einer „Machtvertikalen“ ausgebaut: Der Präsident Russlands schlug ab 2005 bis Mai 2012 die Gouverneure vor – die Regionalparlamente konnten diese nur noch bestätigen. Diese von Russland „souveräne Demokratie“ genannte Variante beschnitt politische Rechte der Regionen, die unter Präsident Jelzin ein politisches Gegengewicht aufgebaut hatten. Die Gouverneure wiederum ernannten (seit 2002 anstelle der regionalen Parlamente) die Vertreter für den Föderationsrat und auch lokale Vertreter wie Bürgermeister. Kritische Beobachter sprachen nach der Entmachtung der Regionen auch von einer „Surrogatsföderation“ anstelle einer richtigen Föderation. Russland ließ sich 2010 noch als hybrides System beschreiben, das Elemente der Autokratie mit Elementen der Demokratie verband. Während bereits Präsident Boris Jelzin aufgrund autoritärer Handlungsweisen nicht wirklich als Demokrat verstanden werden konnte, ließ er dennoch verhältnismäßig offene Wahlkämpfe und regionale Machtzentren mit eigenen Wahlkämpfen zu. Unter Putin wurden die Gouverneure durch das genannte Ernennungssystem enger an die zentrale Ebene gebunden und als Akteure mit eigener Basis ausgeschaltet, so dass in Russland alleine Putin über das rechtliche und organisatorische Potential verfügte, Wahlen in politische Macht umzumünzen.
Nach Protesten wegen der Parlamentswahlen im Dezember 2011 wurde das Gesetz geändert. Die Gouverneure werden seit Oktober 2012 wieder gewählt. Jedoch wurde anstelle des vorherigen Systems ein gemischtes Verfahren installiert, das eine Nominierung von Kandidaten durch eine bestimmte Prozentzahl an Abgeordneten der Regionalparlamente und eine Konsultation des Präsidenten vorsieht. Die entsprechenden Wahlen wurden manipuliert. Im Ergebnis entstand nach Ansicht der Politikwissenschaftlerin Margareta Mommsen „ein autoritäres System mit der Besonderheit förmlich fortbestehender demokratischer Einrichtungen. Diese gaukeln demokratische Verhältnisse lediglich vor. Nicht zufällig sprechen kritische Beobachter von einer ‚simulierten Demokratie‘.“ So enden polizeiliche und staatsanwaltliche Ermittlungen dort bzw. werden erst gar nicht begonnen, wo sie einflussreiche Politiker berühren.
Seit den Protesten 2012 und der Aneignung der Krim 2014 setzt Putin weniger auf das funktionale Eigengewicht von Institutionen, als darauf, die Institutionen zu kontrollieren. Persönliche Gefolgsleute – oft mit Vorerfahrungen in der mächtigen Präsidialadministration – werden in wichtigen Zweigen der Verwaltung auf Posten mit Steuerungsfähigkeit gesetzt, das System funktioniert verstärkt als ein Loyalitäts- und Gefolgschaftsgeflecht, welches durch „quasi-feudale“ Strukturen und intransparente Entscheidungsprozesse gekennzeichnet ist. Als eigene Machtfaktoren geschwächt wurden durch die Besetzung mit engen Gefolgsleuten die Gouverneure, aber auch der Inlandsgeheimdienst FSB. Auch die „technokratischen Ministerien“ müssen sich ihren sachlichen Überzeugungen widersprechende Interventionen gefallen lassen, etwa auf dem Feld der Wirtschaft. Die Schaffung einer Putin direkt unterstellten Nationalgarde minderte dazu das Gewicht des regulären Militärs, Indiz für eine zunehmende Personalisierung des Systems: „Die Schaffung prätorischer militärischer Institutionen wie der Nationalgarde sind klassische Manöver – wie aus dem Lehrbuch personalistischer Diktaturen anderer Epochen.“

#### Autokratisierung, Entwicklung zur Diktatur
Im Demokratieindex der britischen Zeitschrift The Economist belegte 2020 Russland unter den 167 untersuchten Staaten den 124. Rang und wurde als „autoritäres Regime“ eingestuft. Im Jahr 2007 war es noch als hybrides System eingestuft worden. Etwas weniger negativ ist die Einstufung im Transformationsindex der Bertelsmann-Stiftung, wo Russland 2017 (bezogen auf Demokratie) auf Platz 84 von 137 Ländern zwischen Mali und Bangladesch liegt. 2022 verschärfte der Economist seine Einschätzung, Russland zeige „nun viele Merkmale einer Diktatur“ und liege nur noch auf Rang 146 seines Indexes. Freedom House betrachtet Russland 2023 als „personalisierte Diktatur“ in einer Abwärtsspirale mit erwartbar weiterer Reduzierung an Freiheitsrechten („one of the most notorious personalist dictatorships in the world“). Das V-Dem Institut zählte 2022 Russland zu den autokratischsten Ländern der Welt. Der Osteuropahistoriker Benno Ennker bewertet Russland nicht alleine als Diktatur, sondern als zunehmend totalitäre „Führerdiktatur“. Die Politikwissenschaftlerin Sabine Fischer sieht für Russland gleichfalls totalitäre Tendenzen, der Krieg gegen die Ukraine habe es „von der harten Autokratie in die Diktatur katapultiert.“ Die Parlamentarische Versammlung des Europarates erklärte im Oktober 2023 in einer einstimmigen Resolution, dass Russland „de facto“ eine Diktatur sei.
Über die Rückentwicklung Russlands zur Autokratie („Road to Autocracy“) und ihre Gründe wird in der Politikwissenschaft diskutiert, ebenso wie über seinen „Grad der Diktatur“ („scholars argue over the degree of dictatorship that has taken hold“), jedoch werde Russland „von niemandem“ noch als Demokratie gesehen.

#### Faschismusdiskussion
Im Frühjahr 2022 – nach Beginn der Invasion der Ukraine – vermehrte sich der bestehende Diskurs, ob Russland unter Putin faschistisch zu nennen sei. Alexander J. Motyl hatte schon 2009 geschrieben, dass sich Russland seit dem Machtantritt Wladimir Putins in Richtung Faschismus bewege. Das System sei allerdings erst mal „faschistoid“ und noch nicht konsolidiert. Leonid Luks widersprach ihm damals mit dem Argument, Putin sei stabilitätsorientiert und nicht revolutionär, ein Vergleich mit dem Nationalsozialismus sei ebenso falsch wie einer mit dem italienischen Faschismus, der immerhin eine revolutionäre Neugestaltung Italiens angestrebt habe. Es fehle bei Putin an der für faschistische Systeme so typischen Verherrlichung von Krieg und Gewalt. Echte russische Faschisten wie der Publizist Alexandr Dugin, der einen imperialen und endgültigen Krieg gegen den Westen vorschlage, hätten in Russland bislang nur begrenzten, wenn auch wachsenden, Einfluss. Die Darstellung der russischen Regierungsform als faschistisch laufe Gefahr, das Risiko eines Raumgewinns des echten russischen Faschismus um Publizisten wie Dugin zu unterschätzen.
Die 2009 noch offene Entwicklung des Systems verlief bis 2022 derart, dass Motyl Russland heute einen „faschistischen Staat“ nennt. Michail Jampolski schrieb 2015 von nationalem (russischem) Exzeptionalismus (vgl. Exzeptionalismus) und Intoleranz auch gegenüber Demokratie; die russische Gesellschaft kultiviere „Gruppen von Grundvoraussetzungen“ gemäß Wilfred Bion. Die zusätzliche projektive Identifikation einer sich postimperial gedemütigt fühlenden Nation verglich er mit dem Aufkommen des Nationalsozialismus in Österreich. Individualität werde abgelehnt, vorherrschend sei eine Ablehnung der Differenzierung von Persönlichkeiten, dies führe zu noch mehr Intoleranz gegenüber Abweichungen von einem einzigen Denk- und Verhaltensmuster.
Bereits im Jahr 2014 wies Timothy Snyder darauf hin, dass die Ideologie Putins faschistische Wurzeln habe im Bezug auf den von Putin oft zitierten Iwan Iljin, den „Philosophen des russischen Faschismus“ russisch-christlicher Ausprägung. Iljin erklärte den Faschismus einer „auserwählten“ Nation als einzige mögliche Erlösung aus einer seit der Schöpfung andauernden Schande. 2022 schrieb Snyder, der Glaube, dass Politik mit der Wahl des „richtigen“ Feindes beginne, und die Rede von „heilender Gewalt“ sei zweifellos faschistisch. Die maximale Selbstbezogenheit und der groteske Widerspruch von Putins Kriegs-Rechtfertigungen bestätigten nur den offen vorliegenden russischen Faschismus. Der Historiker Michael Khodarkovsky urteilte im Journal of East Asian Affairs kurz nach dem Angriff Russlands auf die Ukraine, dass dieser Krieg klargemacht habe, dass Putins Regime nicht eine reine Autokratie sei, sondern es sich um Faschismus handele, wie er aus dem 20. Jahrhundert bekannt sei. Als Merkmale nennt er imperialistische Nostalgie, Restauration und Expansionismus und einen, seine Männlichkeit und Entschlossenheit herausstellenden Führer.
Auch der russische Politologe Wladislaw Leonidowitsch Inosemzew hält Putin für einen faschistischen Herrscher; Russland erfülle nun im Jahre 2022 „mustergültig den Katalog dessen, was Faschismus ausmacht“. Man könne Putin nur verstehen, wenn man davon ausginge, dass er weder Politiker noch Militär ist, sondern ein Geheimdienstler, dem Loyalität, Vertrauen und Netzwerke wichtiger sind als Institutionen. Beim KGB galt, wie in der organisierten Kriminalität, zu der Putin in seiner Leningrader Zeit enge Verbindung gehabt habe, ein „Kult von Macht und persönlicher Loyalität“. Die Kluft zwischen Putins Russland und dem demokratischen Westen sei um das Jahr 2006 entstanden, „als er feststellte, dass es in der atlantischen Welt keine Staatsoberhäupter gab, mit denen er von starkem Mann zu starkem Mann reden konnte“, der Westen aber „andererseits Russland Werte und Verfahren ‚aufzwingen‘ wollte, welche die Macht Putins selbst hätten vernichten können.“
Der Politikwissenschaftler Stefan Meister nannte das Regime um Putin „zunehmend faschistisch“ und ging davon aus, dass Angst die russische Gesellschaft vermehrt prägen werde. Faschismus sei ein aufgeladenes Wort, befand hingegen Robert Gellately: Man könne natürlich Putin „in die eine oder andere Definition von Faschismus hineinzwängen“. Er würde ihn nicht als Faschisten sehen, sondern als jemand, der in einer Zeit voller Gewalt sozialisiert wurde; Gulag, Geheimpolizei, Repression – stets sei sowjetische Gewalt „extrem brutal“ gewesen. Irgendwann würden die Russen die Lügen erkennen und der Polizeistaat werde ihr Alibi für ihr Nichtwissen sein. Ulrich Schmid sagt, der Gedanke des Faschismus liege zwar nahe, aber „das jetzige russische System einfach als faschistisch zu bezeichnen, ebnet wohl mehr ein, als dass wir Konturen erkennen können“. Die Politikwissenschaftlerin Marlene Laruelle kommt in ihrer Analyse des politischen Systems ebenfalls zu dem Ergebnis, dass man es nicht faschistisch nennen könne, denn die Macht stütze sich nicht auf die Mobilisierung der Massen, sondern profitiere im Gegenteil vielmehr von der Atomisierung der Gesellschaft. Die beiden vergleichenden Faschismusforscher Roger Griffin und Stanley Payne (2022) lehnen auch im Kontext des russischen Überfalls auf die Ukraine 2022 eine Einordnung Putins als „Faschisten“ ab, da seine Ideologie nicht revolutionär, sondern reaktionär ausgerichtet sei. Zwar hält Payne fest, dass Putins Regime das seit dem Ende des Zweiten Weltkrieges „nächstliegende Analogon zum Faschismus in einem großen Land“ darstellen würde. Dem Vergleich mit Mussolini und Hitler hält Payne dennoch entgegen, dass Putin „als Apparatschik aufgewachsen“ und somit „ein Produkt des russischen Staates“ sei, der keine „dynamische und charismatische Bewegung im faschistischen Stil“ aufgebaut habe. Payne konstatiert, Putins politisches System sei „eher eine Wiederbelebung des Glaubensbekenntnisses von Zar Nikolaus I. im 19. Jahrhundert, der Orthodoxie, Autokratie und Nationalität betonte, als eines, das den revolutionären, modernisierenden Regimen von Hitler und Mussolini“ ähnelt. Griffin hält an einer Betrachtungsweise des Putin-Regimes als illiberale Demokratie fest und sieht Russland stattdessen ideologisch in einer Reihe mit Narendra Modis Indien. Man könne jedoch auch einen Vergleich zum ultranationalistischen Regime Japans während des Zweiten Weltkrieges ziehen, das ebenfalls einige Elemente des Faschismus übernahm, ohne aber selbst zu einem authentisch faschistischen Regime zu werden. Anders als beim revolutionären Ultranationalismus der Faschisten, würden diese Staatsführer nicht versuchen, das bisherige System zu zerstören, sondern es stattdessen aushöhlen und in ihrem Sinne benutzen. Ulrich Herbert lehnt eine Charakterisierung des Systems Putins als faschistisch gleichfalls ab, dazu fehle es an einer tragenden Massenbewegung. Vergleiche mit Hitler seien disproportional, es sei falsch jede brutale Rechtsdiktatur als faschistisch zu bewerten.
Der Politikwissenschaftler Claus Leggewie hält Russland für einen neuen Typ eines totalitären Systems, es seien „ein stalinoider Kern und eine faschistoide Außenhülle zu erkennen“. Putin beziehe sich sowohl auf Stalin als Eroberer wie auf ältere Traditionen des russischen Imperialismus, das Konzept der Russki Mir habe er von faschistischen Quellen übernommen. Habe seine Herrschaft bislang auf der Passivität der Gesellschaft beruht, müsse er sie nun propagandistisch und militärisch mobilisieren und ihre Zustimmung erpressen, um den Krieg zu gewinnen. Das führe durch Radikalisierung und Intensivierung der Repression zu „Familienähnlichkeiten“ mit Faschismus und Stalinismus, ohne dass das neue System mit den Vorgängern identisch wäre, weil gewichtige Unterschiede verblieben. Es handele sich dennoch um eine Art Rekombination von Stalinismus und Faschismus, wobei beider Intensität noch nicht erreicht werde. Es lediglich eine Autokratie oder ein illiberales System zu nennen, sei aber eine Verharmlosung.
Die britischen Politikwissenschaftler Nicholas Michelsen, Pablo De Orellana und Filippo Costa Buranelli ordnen Russland unter Putin in eine „reaktionäre Internationale“ der Neuen Rechten ein, zu der sie neben anderen auch Donald Trump in den USA, Jair Bolsonaro in Brasilien, Xi Jinping in China und Marine Le Pen in Frankreich rechnen. Diese würden sich miteinander solidarisieren, wobei sie aber eher pluralistische Werte betonen würden. Dies unterscheide sie von der Solidarität faschistischer Regime in den 1930er und 1940er Jahren.

### Föderale Gliederung
| Föderationskreis | Fläche (km) | Einw. gesamt | Einw. (je km²) | Farbliche Darstellung |
| --- | ----------- | ------------ | -------------- | --------------------- |
| Fernost * | 6215900     | 6692865      | 1.1            |                       |
| Nordwestrussland | 1677900     | 13974466     | 8.3            |                       |
| Sibirien * | 5114800     | 20062938     | 3.9            |                       |
| Südrussland (mit Krim) | 442920      | 15689400     | 35.4           |                       |
| Nordkaukasus | 170439      | 9108737      | 53.4           |                       |
| Ural | 1788900     | 12373926     | 6.9            |                       |
| Wolga | 1038000     | 31154744     | 30.0           |                       |
| Zentralrussland | 650700      | 38000651     | 58.4           |                       |
| Russland gesamt | 17074636    | 147056131    | 8.6            |                       |
| * Im November 2018 wechselten die Republik Burjatien und die Region Transbaikalien vom Föderationskreis Sibirien zum Föderationskreis Ferner Osten. Dies ist in den obenstehenden Zahlen noch nicht berücksichtigt. |             |              |                |                       |

#### Ebenen und Einteilung
| Republik | Stadt           | Region          |
| Gebiet   | Autonomer Kreis | Autonome Oblast |

Der russische Föderalismus ist geprägt durch eine Kombination von ethnoföderalen Republiken und territorial-föderalen Gebieten. Bereits unter Präsident Boris Jelzin gab es Versuche, den asymmetrischen „Vertragsföderalismus“ (der Gliedstaaten zeitweise die Möglichkeit gab, ihre Macht mit der Zentrale in Moskau auszuhandeln) einzuschränken, unter Wladimir Putin erfolgte eine Rückkehr zur Zentralisierung und Kontrolle. Die Einteilung des Landes wurde im Wesentlichen aus der Sowjetzeit übernommen, sieht man von der Statusanhebung der meisten Autonomen Gebiete zu Republiken und der Aufteilung der vormaligen Tschetscheno-Inguschetischen ASSR in zwei Republiken ab. Russland gliedert sich nach Artikel 65 der russischen Verfassung in 83 Föderationssubjekte. Dazu zählen 21 Republiken, neun Regionen (Krai), 46 Gebiete (Oblast), zwei Städte föderalen Ranges (Moskau, Sankt Petersburg), ein Autonomes Gebiet und vier Autonome Kreise. Dass ukrainische Gebiete annektiert wurden und als dem Territorium Russlands zugehörig beansprucht werden, wird international abgelehnt. Die Republiken wurden nach den jeweils dominierenden nichtrussischen Volksgruppen definiert, wenngleich ihre Grenzen nicht immer mit den ethnischen übereinstimmen, während die Gebiete in den übrigen, mehrheitlich von Russen bewohnten Teilen des Landes nach rein administrativen Gesichtspunkten gebildet wurden. Territorien, in denen kleinere nichtrussische Minderheiten leben, erhalten den niedrigeren Rang eines Autonomen Gebietes, beziehungsweise Autonomen Kreises. Obwohl alle Föderationssubjekte formal gleichgestellt sind, sind nur die Republiken berechtigt, eine eigene Verfassung zu erlassen. Sie können zudem internationale Verträge unterzeichnen, solange sich diese an die russische Verfassung halten. Besonderheiten der Republiken bestehen zudem in der traditionellen Namensgebung, der Anzahl der Abgeordneten in Regionalparlamenten und spezifischen Gesetzgebungskompetenzen.
Bezogen auf Bevölkerung, Fläche und relativen Wohlstand unterscheiden sich die Föderationssubjekte mitunter erheblich.
Gemeinsam haben sie, dass ihre Steuerhoheit nur „minimal“ existiert und ihre Kompetenzen stark zugunsten der Zentrale beschnitten sind. Geteilte Zuständigkeiten von Föderation und unterer Ebene werden faktisch von Moskau wahrgenommen.
Im Jahr 2000 schuf Präsident Putin per Dekret sieben Föderationskreise, die jeweils mehrere Föderationssubjekte zu einer größeren Einheit zusammenfassen. Ziel dieser Reform war die Stärkung der vertikalen Machtverteilung und eine Verschärfung der Kontrolle über die regionalen Machthaber. Im Jahr 2010 wurde zudem der Föderationskreis Nordkaukasus, durch Ausgliederung aus dem Föderationskreis Südrussland, als achter Föderationskreis geschaffen.
Nach der völkerrechtswidrigen Annexion der Krim durch Russland bildete die Krim ab dem 21. März 2014 einen eigenen (neunten) Föderationskreis, der per 28. Juli 2016 aufgelöst und dem Föderationskreis Südrussland angeschlossen wurde.
Neben den genannten zwei hierarchischen föderalen Ebenen (1. Föderationskreis, 2. Föderationssubjekt) gibt es noch eine dritte eigenständige Verwaltungsebene, die der kommunalen Selbstverwaltung (Rajon). Deren administrative Leiter werden von der Bevölkerung direkt gewählt. Die Regionen sind gegenüber den kommunalen Selbstverwaltungsorganen administrativ höherstehend und weisungsberechtigt.
Die Oblaste und Kraje sind im Unterschied zu den Republiken keine Gliedstaaten. Sie verfügen nur über Statuten anstelle von Verfassungen. An der Spitze der Föderationssubjekte steht ein Oberhaupt, Föderationssubjekte werden von dem Leiter der Administration geführt, der im Sprachgebrauch allgemein als Gouverneur wiedergegeben wird. Die gesetzgebenden Körperschaften in den Republiken sind sowohl Einkammer- als auch Zweikammersysteme. In den Gebieten besteht die parlamentarische Vertretung nur aus einer Kammer.

#### Sonderfall Tschetschenien
Das Föderationssubjekt Tschetschenien spielt innerhalb des föderalen Systems Russlands eine Sonderrolle, de facto ist es ein „Staat im Staat“, der der russischen Justiz und föderalen Polizeikräften weitgehend entzogen ist. Religionsfreiheit wird im Rahmen einer sunnitisch-islamistischen Herrschaftsideologie nicht länger gewährt. Alleine „der seidene Faden persönlicher Loyalität zwischen Kadyrow und Putin“ bindet die Republik noch an Russland, Ramsan Kadyrow verfügt über eigene Truppen, deren Loyalität zu Putin er öffentlich demonstriert, deren Existenz aber selbst auch eine Warnung darstellt.

#### Auswahl und Kontrolle der Gouverneure
Während sich in den ersten Jahren der Russischen Föderation unter Boris Jelzin ein Föderalismus mit regionalen Zentren herausbildete erfolgte unter Putin ein zentralisierender „Prozess sukzessiver Entmachtung der föderalen Institutionen zugunsten der Präsidialadministration sowie der Personalisierung der politischen Macht“.
Zwischen 2005 und 2012 wurden die Gouverneure und Republikoberhäupter nicht mehr von der Bevölkerung gewählt, sondern vom Präsidenten ernannt. Seit 2012 werden die Kandidaten vom regionalen Parlament nominiert, danach folgt eine Konsultation der Kandidaten mit dem Präsidenten. Anschließend findet eine regionale Wahl statt, in welcher die Kandidaten mindestens 50 % der Stimmen erhalten müssen, um gewählt zu werden. Der Präsident kann die Gouverneure mit der Begründung eines Vertrauensverlustes entlassen. Nach Ansicht Julian Wallers wurde die erneut eingeführte Möglichkeit der Gouverneurswahl aber „durch noch stärkere Wahlmanipulation in den Regionen wieder ausgehöhlt“. Für die Entlassung müssen seit 2020 keine weiteren Begründungen mehr gegeben werden, die Kontrolle des Kreml über die Gouverneure und Regionen wurde damit weiter ausgebaut, so dass die Frage gestellt wurde, ob Russland überhaupt noch als föderaler oder nicht bereits als unitarischer Staat erscheint. Die Verwendung des Titels „Präsident“ für ein Oberhaupt eines Föderationssubjektes wurde explizit untersagt, bezogen war dies auf die Republik Tatarstan, die sich vormals Sonderrechte herausgehandelt hatte. Bei der Auswahl der Gouverneure achtet der Kreml darauf, dass sie zu ihren Regionen möglichst geringe Bindungen aufweisen.
Zwischen 2012 und 2021 fanden 121 Wahlen von Gouverneuren statt, in denen lediglich vier Kandidaten, die nicht in der Gunst Putins standen, ihre Wahlen gewinnen konnten. Nur einer von ihnen blieb letztlich Gouverneur, ein anderer wechselte in die Duma, ein weiterer trat unter Druck zurück; ihm wurde eine erneute Kandidatur verboten, während Sergei Furgal, Oberhaupt der Region Chabarowsk, unter dem Vorwurf zweier Morde, die er in seiner Zeit als Geschäftsmann in Auftrag gegeben haben soll, verhaftet wurde. Seine Verhaftung, Entlassung und das Gerichtsverfahren in Moskau führten in seiner Region zu Massenprotesten von Anhängern, die den Grund für die Verhaftung darin sahen, dass Furgal seine Kandidatur gegen den Willen und gegen den Kandidaten des Kreml aufrechterhalten hatte und in einer Protestwahl tatsächlich gewählt worden war.

### Menschenrechte, Kriminalität, Korruption und Justiz

#### Menschenrechte

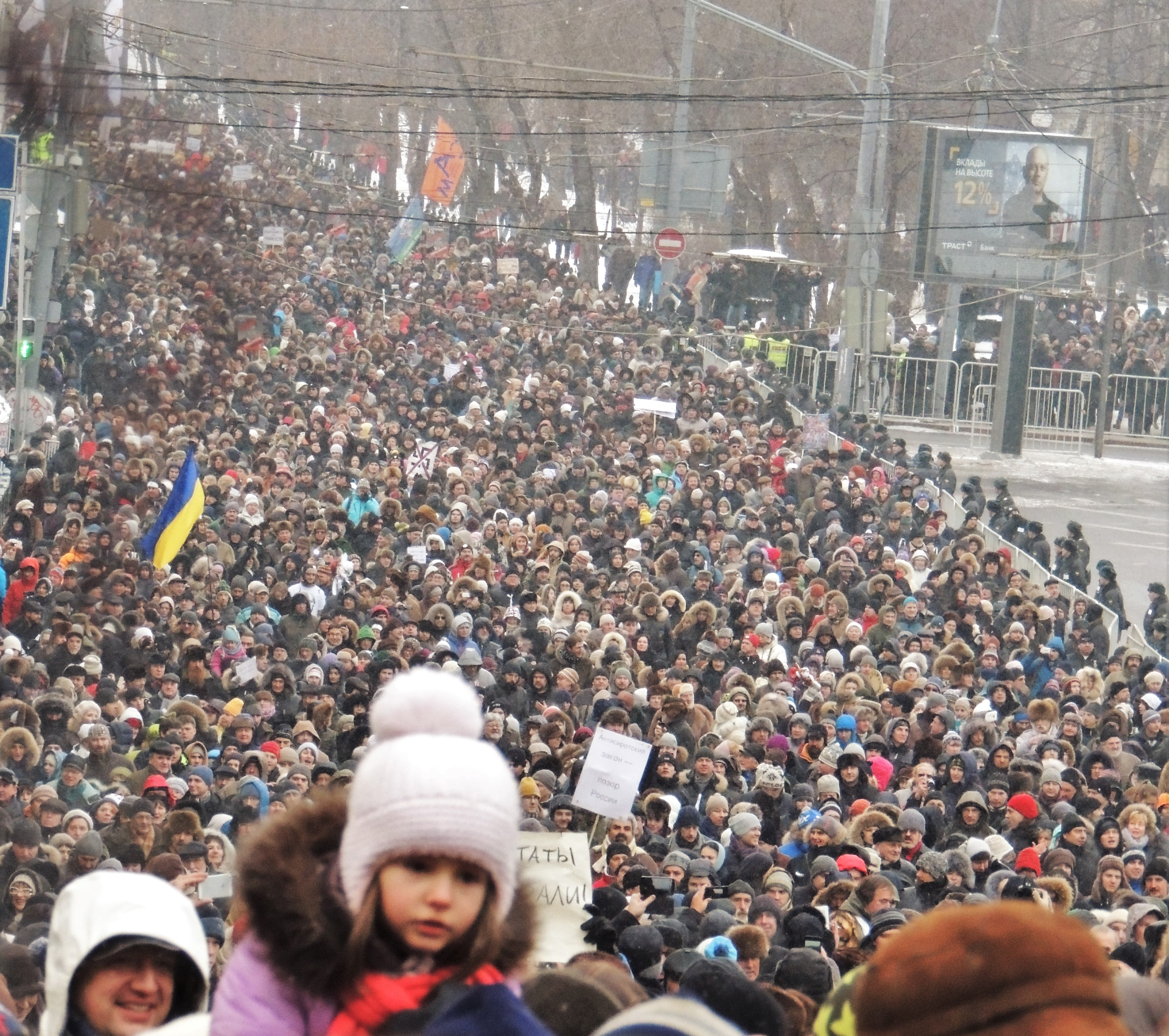
Demonstration in Moskau am 13. Januar 2013

Laut einem im September 2023 vor dem Menschenrechtsrat der Vereinten Nationen vorgestellten Bericht, werden Menschenrechte in Russland „systematisch und in eklatanter Weise verletzt“. Als Beispiel führte die UN-Sonderberichterstatterin zu Russland die Festnahme und Anklage von 20.000 Anti-Kriegs-Demonstranten, die gegen den russischen Militäreinsatz in der Ukraine protestiert hatten, an. Sie erklärte, dass die Zivilgesellschaft von russischen Behörden mundtot gemacht wurde. Es gebe „keine unabhängigen Medien“ mehr, „zivilgesellschaftliche Organisationen“ wurden „geschlossen“. Von internationalen Bürgerrechtsorganisationen und dem Auswärtigen Amt der Bundesrepublik Deutschland werden die Einschränkungen der Pressefreiheit seit dem Jahr 2001 kritisiert. Die staatliche Einflussnahme im Bereich des Fernsehens ist komplett; alle landesweit sendenden TV-Stationen sind entweder direkt in staatlichem Besitz oder unter staatlicher Kontrolle. Im Radiobereich ist die Situation ähnlich. Drei von insgesamt sechs Voten beim Treffen des Menschenrechtsrates des Präsidenten im Oktober 2017 hatten den durch die staatlichen Medien und deren Propaganda geschürten Hass in der Gesellschaft beklagt.
Wiederholt kommt es zu Anschlägen auf Oppositionelle oder Brandanschlägen auf deren Eigentum. Besondere Aufmerksamkeit erregten die Sprengstoffanschläge auf Wohnhäuser 1999, hinter denen man staatliche Täter vermutet. Auch kursierten Listen mit Adressangaben von Oppositionellen im Internet. Polizeiliche und staatsanwaltliche Ermittlungen enden hingegen dort bzw. werden erst gar nicht begonnen, wo sie einflussreiche Politiker berühren. Seit 2015 drohen auch jeder Einzelperson, die sich mit einem improvisierten (oder gar leeren) Protestplakat auf die Straße stellt, bis zu fünf Jahre Haft. In Russland saßen im Jahr 2013 geschätzte 600.000 Menschen in „strenger Lagerhaft“, darunter nicht nur nach Meinung der Menschenrechtsorganisation Memorial auch etliche politische Gefangene. Etwa 140.000 Gefangene waren im Frühjahr 2019 wegen Drogenmissbrauchs in Haft aufgrund des Paragraphen 228.2, dessen Missbrauchsmöglichkeiten schon länger bekannt waren und der durch den Skandal um den Journalisten Iwan Golunow international bekannt wurde. Im August 2020 war die Zahl der inhaftierten Sträflinge, Verdächtigen und Angeklagten in russischen Straf- und Untersuchungshaftanstalten laut dem Bundesgefängnisdienst (FSIN) auf weniger als 500.000 gesunken. Den Angaben der FSIN zufolge wurde das auf den Einsatz alternativer, nicht-inhaftierender Strafen sowie eine Liberalisierung des Strafvollzugssystems zurückgeführt.
Im Dezember 2015 unterschrieb Putin ein Gesetz, wonach das russische Verfassungsgericht auf Antrag der Regierung Urteile internationaler Gerichte außer Kraft setzen kann, was in erster Linie Urteile des Europäischen Gerichtshofs für Menschenrechte (EGMR) betreffen sollte. Auch für den Kulturbereich wurde eine „nicht greifbare Zensur“ beschrieben.
Homosexualität in Russland ist weitgehend tabuisiert. Die gesetzlichen Regelungen beinhalten unter anderem ein Verbot der Homo-Ehe und von „homosexueller Propaganda“ (etwa der Regenbogenflagge oder auch nur positive Äußerungen), was von Kritikern als Verstoß gegen die Europäische Menschenrechtskonvention, das Recht auf sexuelle Selbstbestimmung, die Versammlungsfreiheit und Meinungsäußerungsfreiheit gewertet wird.
Unter dem Vorwand der Extremismusbekämpfung wurden die Freiheiten religiöser Minderheiten stark eingeschränkt. 2016 wurde es Angehörigen nicht registrierter Religionsgemeinschaften verboten, mit anderen über ihre religiöse Überzeugung zu sprechen. Im März 2017 beantragte das russische Justizministerium ein Verbot der Religionsgemeinschaft der Zeugen Jehovas und all ihrer Aktivitäten, das im April 2017 umgesetzt wurde.
Auf der Krim hat sich die Menschenrechtslage seit der Besetzung durch Russland erheblich verschlechtert. Laut einem Bericht des UNHCHR kommt es immer wieder zu willkürlichen Verhaftungen und Folter, auch eine außergerichtliche Hinrichtung ist dokumentiert. Am brisantesten ist die Menschenrechtslage seit Jahren im Kaukasus, namentlich in Tschetschenien. Die Überprüfung von Bürgerrechten, z. B. bei Verstößen gegen die Europäische Menschenrechtskonvention, findet nach dem Gesetz vor dem Obersten Gerichtshof Russlands statt.

#### Korruption

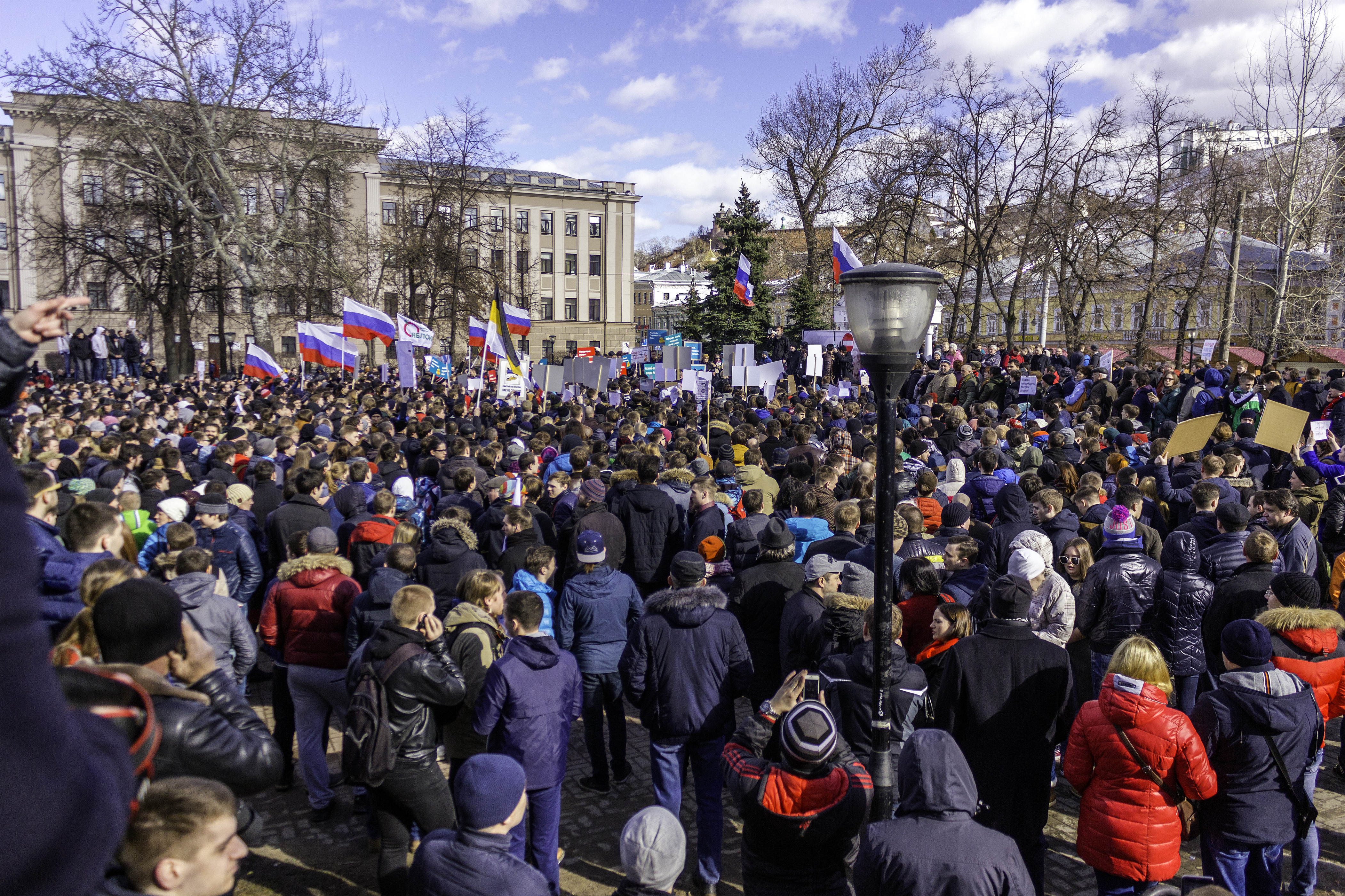
Protest gegen Korruption in Nischni Nowgorod, 2017

Im Korruptionswahrnehmungsindex von Transparency International lag Russland mit 28 von möglichen 100 Punkten im 2022er-Ranking weltweit auf Platz 137 unter 180 Staaten und an letzter Stelle aller europäischen Staaten. 2023 rutschte es weiter auf Rang 141 ab, im selben Jahr erklärte Russland Transparency International zur „unerwünschten Organisation“.
Im Jahr 2016 ordnete Präsident Putin persönlich für Kontrollbehörden eine „Kontrollpause“ an. Die angeblichen Sicherheitskontrollen hatten kaum je der Sicherheit gedient, sondern zum größeren Umfang der Bereicherung. Ein Durchbrechen der Korruptionsketten sei auch deshalb kaum möglich, weil saubere Beamten kein Geld nach oben abgeben können und deshalb aus dem Amt gedrängt werden oder Posten für ehrliche Beamte wegen Ablösesummen erst gar nicht zugänglich seien, schreibt Jens Siegert, langjähriger Leiter des Moskauer Büros der Heinrich-Böll-Stiftung. Die Nähe zur Staatsmacht ermöglicht Geld und Privilegien: Jelena Tschischowa beschreibt denn auch nicht nur die alltägliche Korruption, sondern auch, wie der Umfang mit der Nähe zur Macht im Kreml zunimmt, und nennt die Gemeinsamkeit: „In einem autoritären Land ist «Freund» ein Schlüsselbegriff.“ Alexei Nawalny und seine Anti-Korruptions-Organisation deckten zahlreiche Fälle von persönlicher Bereicherung und Nepotismus auf höchster Ebene auf, darunter auch die Existenz des sogenannten Palast Putins.
Schätzungen der Korruption gehen von einem enormen Ausmaß aus, so sollen bei öffentlichen Aufträgen 22,5 % der Kosten auf Schmiergelder entfallen, die Gesamtkosten für Korruption bei staatlichen Aufträgen sollen 93 Milliarden US-Dollar gleichkommen, was in der Höhe einem Drittel des jährlichen Haushaltes der russischen Föderation entspräche.

#### Kriminalität

##### Tötungsrate
Die Tötungsrate in Russland unterlag zwischen 1990 und 2017 ausgeprägten Schwankungen zwischen 30,5 Tötungen (im Jahr 1995) und 9,2 Tötungen (im Jahr 2017) je 100.000 Einwohner. Der Staat schütze die Bürger nicht, klagten 2017 die Nowaja gaseta sowie die geflüchtete Julija Latynina. Jährlich werden in Russland 70.000 bis 100.000 Personen vermisst. Davon bleiben 25 % (17.500 bis 25.000 Personen) dauerhaft verschollen. Auch ist häusliche Gewalt in Russland ein gesellschaftliches Problem. 40 % aller Gewaltverbrechen in Russland werden in den eigenen vier Wänden, innerhalb der Familie, begangen. Diese Gewalt richtet sich insbesondere gegen Frauen. So sterben dadurch in Russland laut Angaben des Innenministeriums 12.000 bis 14.000 Frauen jährlich. Offenbar steigt die Mordrate seit 2022 deutlich. Für das Gesamtjahr 2022 wurde laut Nowaja Gaseta eine Steigerung von vier Prozent verzeichnet, von Januar bis April 2023 stieg sie dann aber um 15 %, bevor sie sehr stark zurückging – möglicherweise durch behördliche Vertuschung der wahren Zahlen.

##### Organisiertes Verbrechen
Das organisierte Verbrechen spielt eine große Rolle und umfasst verschiedene Gruppen auf dem Gebiet der ehemaligen Sowjetunion. Bekannt sind die wory w sakone, deren strikte und von der Gesellschaft getrennte Binnen-Ethik mit eigener Subsprache eng mit dem einstigen sowjetischen Gefängnissystem und dem Gulag verbunden ist. Ihre aus Sowjetzeiten stammende enge Geschlossenheit mit gemeinsamer Kasse ist nicht mehr gegeben, tatsächlich berufen sich heute unterschiedliche regionale Gruppen auf ihren Namen und ihr Erbe, während sich die organisierte Kriminalität gleichzeitig „provinzialisiert und internationalisiert“ hat. Insbesondere ist das Tabu einer Zusammenarbeit mit dem Staat und seinen Angehörigen gefallen, Korruption ermöglicht gemeinschaftliche Gewinnabschöpfung in beträchtlicher Höhe. Es existieren neben Organisationen wie den Dieben im Gesetz auch ethnisch eng gebundene Gruppen wie die tschetschenische Mafia.
Der Krieg in der Ukraine zerstörte nach Mark Galeotti teilweise die vorher enge Zusammenarbeit krimineller Gruppen in Russland und der Ukraine, die gemeinsam „das mächtigste kriminelle Ökosystem in Europa“ gebildet hatten. Staat und organisierte Kriminalität helfen einander: Der russische Staat nutzt kriminelle Strukturen, um sanktionierte Güter importieren zu können, Führungspersonen der Unterwelt schlossen sich dem Söldnerunternehmen Wagner an. Im Ausland werden diese Strukturen vom Kreml für politische Interessen mobilisiert, so kann die Verwendung kriminellen Einkommens oder Fähigkeiten das dahinterstehende Interesse und Handeln des russischen Staates verschleiern. Der Waffenhändler Wiktor But – selber ein ehemaliger Geheimdienstoffizier – beispielsweise steht im Verdacht, mindestens teilweise auf Anweisung gehandelt zu haben, die elektronische Kompetenz russischer Hackergruppen wird von den russischen Diensten abgeschöpft, umgekehrt nützen Beziehungen zu den Sicherheitsdiensten auch den Angehörigen krimineller Gruppen, da sie ihre Dienste gegen Schutz oder Informationen tauschen können.

#### Justiz und Strafvollzug
Die Unabhängigkeit der Richter wird zwar verfassungsrechtlich verbürgt, tatsächlich jedoch stehen Gerichte und Staatsanwaltschaft unter Einfluss der Exekutive. Auf Urteile wird unmittelbar oder mittelbar hingewirkt. Die Richter müssen alle bei Einstellung ein juristisches Hochschulstudium und fünfjährige Berufstätigkeit nachweisen, sie werden jedoch nicht aus der Rechtsanwaltschaft oder aus der Rechtswissenschaft, sondern aus Justiz und Sicherheitsbehörden rekrutiert. In den Gerichten spielen die Gerichtspräsidenten eine große Rolle, sie weisen den Richtern die einzelnen Fälle zu und können diese ihnen auch während des Verfahrens entziehen, sie entscheiden ferner über die Vergabe von jährlichen Bonuszahlungen und über die Vergabe von Dienstwohnungen. Richter in Russland sind mehrheitlich Bundesrichter, über ihre Ernennung entscheidet eine Kommission in einem komplexen Verfahren und unter Vorbehalt der Zustimmung des Staatspräsidenten. Die Kommission besteht „aus vier Vertretern der Richterschaft, sieben Leitern verschiedener Abteilungen der Präsidialverwaltung, dem stellvertretenden Innenminister, dem 1. stellvertretenden Direktor des Föderalen Sicherheitsdienstes (FSB) und dem Generalstaatsanwalt. Die Sitzungen dieser Kommission sind nicht öffentlich, die Entscheidungen müssen nicht begründet werden, sie sind ferner endgültig und nicht anfechtbar. Die Richter der obersten Gerichte werden gänzlich ohne Beteiligung der Richterschaft hinter verschlossenen Türen ausgewählt.“ Die Exekutive wirkt in die Gerichte hinein, auf sie interessierende Fälle wird per „Telefonjustiz“ Einfluss genommen. Die Staatsanwaltschaft kann in Zivilfälle eingreifen und ein Urteil vorschlagen, die Exekutive kann außerdem die Staatsanwaltschaft anweisen Urteile nach eigenem Ermessen aufheben und neu aufrollen zu lassen.
Sind die Fälle politisch nicht relevant, hat die russische Justiz mehr Raum, ihre Entscheidungen selbständig zu treffen. Insbesondere die Wirtschaftsgerichte bzw. Schiedsgerichte, die für Streitfälle zwischen Firmen zuständig sind, gelten als kompetent, das Oberste Wirtschaftsgericht wurde jedoch 2014 dem Obersten Gericht angeschlossen und damit faktisch aufgelöst.
Das Verfassungsgericht der Russischen Föderation hat den Rang eines Verfassungsorgans. Es sollte ursprünglich die strikte Einhaltung der Verfassung durch die Staatsorgane überwachen. Unter seinem langjährigen Präsidenten Waleri Sorkin hat sich dazu bekannt, dass nationale Sicherheitsinteressen höher als Verfassungsprinzipien zu gewichten seien. Das Gericht unterstützte in mehreren Urteilen die zunehmende Machtverschiebung zum Amt des Staatspräsidenten. Während es sich 1993 noch gegen den Machthunger des damaligen Präsidenten Jelzin gestellt hatte, half es Wladimir Putin bei der autoritären Umgestaltung des Landes mit der Ermöglichung von weiteren Amtszeiten des Präsidenten jenseits verfassungsrechtlicher Zulässigkeit.
Auf unterer Ebene gibt es Geschworenengerichte, die 1993 eingerichtet wurden und vor denen Freisprüche (15 % der Fälle) wahrscheinlicher sind als vor reinen Berufsgerichten. Ihnen wurden schrittweise Kompetenzen entzogen, politische Verfahren sowie Delikte mit hohen möglichen Haftstrafen wurden von den Regionalgerichten mit Geschworenen auf die Bezirksgerichte ohne Geschworene verschoben. Strafurteile erfolgen meist nach Geständnissen, tatsächlich stimmen 75 % der Angeklagten in Hoffnung auf ein mildes Urteil einem verkürzten Verfahren ohne Beweiserhebung zu, gegen ein solches Urteil sind dann keine Rechtsmittel mehr möglich. Lediglich die 4 % der Angeklagten, die ihre Schuld zur Gänze abstreiten haben eine Chance auf einen der – seltenen – Freisprüche. Angeklagte stimmen dem verkürzten Verfahren u.a zu um die lange Untersuchungshaft zu beenden, dazu wird von den Ermittlungsbehörden erheblicher Druck ausgeübt, um Geständnisse zu erlangen.
Offiziell werden acht verschiedene Einrichtungen des Vollzuges unterschieden: Untersuchungshaftanstalten, Besserungsarbeitskolonien mit allgemeinem Strafvollzug, Besserungsarbeitskolonien mit strengen Haftbedingungen, Ansiedlungsstrafkolonien, Erziehungskolonien, Medizinische Justizvollzugsanstalten, Spezialkolonien und Gefängnisse. 80 % der Häftlinge entfallen dabei auf Besserungsarbeitskolonien mit allgemeinem Strafvollzug und Besserungsarbeitskolonien mit strengen Haftbedingungen, wobei die Unterschiede zwischen beiden Arten von Haftanstalten nur gering sind und sich auf die Anzahl der erlaubten Besuche und der zu empfangenden Pakete und Geldsendungen beziehen. Im Jahr 2020 waren 523.928 Personen in Haftanstalten, am 1. März 2021 waren 332 Personen von 100.000 Einwohnern inhaftiert (zum Vergleich: In Deutschland sind in der Regel etwa 80 von 100.000 Einwohnern in Haftanstalten, in den USA 650). Die Zahl der Inhaftierten ist seit dem Jahre 2000, als über eine Million Menschen in Haftanstalten waren, stark gesunken, zurückgeführt wird dies u.a auf die Verhängung von Strafen ohne Freiheitsentzug wie Hausarrest oder regelmäßige Meldung auf Polizeistationen. Ein Drittel der Täter wird erneut straffällig. Ansiedlungsstrafkolonien gelten als die mildesten Anstalten, dort haben Häftlinge weitestgehende Bewegungsfreiheit und dürfen mit Genehmigung außerhalb einer Arbeit nachgehen und eventuell sogar ihre Familie nachholen. Gefängnisse und Spezialkolonien hingegen gelten als die härtesten Anstalten. In den Erziehungskolonien findet der Strafvollzug für Jugendliche und Heranwachsende statt, Frauen dürfen insgesamt nur in Erziehungskolonien, medizinischen Justizvollzugsanstalten und Besserungsarbeitskolonien mit allgemeinem Strafvollzug oder in einer Ansiedlungsstrafkolonie inhaftiert werden. Über die Ausgestaltung und damit die Schwere der Haftbedingungen in der jeweiligen Anstalt entscheidet nicht das Gericht, sondern die Anstaltsleitung. Männliche Rückfalltäter und Ersttäter von besonders schweren Vergehen werden in Besserungsarbeitskolonien mit strengen Haftbedingungen inhaftiert, in Gefängnissen und Spezialkolonien werden hingegen Täter inhaftiert, denen besondere Vergehen wie beispielsweise Terrorismus oder Geiselnahmen zur Last gelegt werden.
Alexei Nawalny starb in der Kolonie IK-3, genannt Polarwolf, die als eine der härtesten Anstalten des Landes gilt.
Folter – auch schwere Folter – ist im russischen Gefängnissystem verbreitet.
Haftanstalten werden inoffiziell in rote und schwarze Einrichtungen unterteilt, schwarze besitzen dabei ein gewisses Maß an Selbstverwaltung, was bedeutet, dass in ihnen Berufskriminelle wie die wory w sakone eine größere Rolle spielen und illegale Gegenstände oder Drogen verfügbar sind. Rote Einrichtungen hingegen werden von der Anstaltsleitung dominiert und gelten als strenger. Die Diebe im Gesetz bilden in den von ihnen dominierten Anstalten eine „Selbstverwaltung von unten“ und setzen ihre Wertvorstellungen für alle Gefangenen verbindlich um, in der Regel ohne dass die Gefängnisverwaltung eingreift. Häftlinge werden überwiegend in Gemeinschaftszellen untergebracht. Das Gefängnissystem verfügt über eigene wirtschaftliche Betriebe, in denen Häftlinge arbeiten und Gewinne erwirtschaften, die Kosten für den einzelnen Gefangenen werden so gering gehalten. Während in Europa durchschnittlich etwa 68 Euro täglich für einen Häftling aufgewendet werden, sind es in Russland lediglich 2,4 Euro. Es bestehen wirtschaftliche Verbindungen von Gefängnisbeamten zur organisierten Kriminalität. Innerhalb russischer Haftanstalten besteht ein rigides Kastensystem, in denen die sog. Fallengelassenen, die Opuschtschennyje, die unterste und vollkommen ausgegrenzte Schicht bilden. Selbst die zufällige Berührung mit einem Fallengelassenen kann dazu führen, selber in diese Schicht abzusteigen. Missliebige Gefangene können von den Haftleitungen bewusst sexualisierter Gewalt ausgesetzt werden, um sie auf diese Weise dauerhaft in die Kaste der Unberührbaren zu verschieben. 2021 wollte die russische Eisenbahn Gefängnisse bauen und mit Gefangenen den Arbeitskräftemangel im fernen Osten beheben.
Im Verlauf der ab Anfang 2022 laufenden Invasion der Ukraine wurde zahlreichen Gefangenen – darunter auch gewalttätige Schwerverbrecher – die Möglichkeit geboten im Austausch für eine Begnadigung und des Erlasses der Reststrafe für eine begrenzte Zeit Kriegsdienst beim Söldnerunternehmen Wagner zu leisten. Ihre genaue Anzahl ist unbekannt, das Justizministerium gab aber Ende 2023 an, dass noch 266.000 Gefangene in den Haftanstalten seien. Zu Anfang desselben Jahres hatte die Gefängnisbehörde FSIN deren Zahl noch mit 433.006 angegeben. Von hohen Gefallenenzahlen ist auszugehen, nach Ablauf ihrer Dienstzeit kamen aber Straftäter nach Russland zurück und verübten dort teilweise weitere Taten, darunter auch Morde. Die Begnadigungen erfolgen durch Anordnung des Präsidenten und abseits des sonstigen Begnadigungsverfahrens, das eine Anhörung der Opfer und eine Versöhnung vorsieht, eine gesetzliche Grundlage durch die Duma wurde nicht geschaffen. Die Sträflinge dienten ab 2023 direkt für den Staat, Vertragssoldaten können ihren Vertrag während der Dauer des Krieges nicht auflösen. Die Bedingungen für eine Freilassung vor Kriegsende wurden also offenbar deutlich verschärft, Voraussetzung ist nun das Erreichen einer Altersgrenze, eine hohe Auszeichnung oder eine Verwundung, ansonsten verlängert sich der Vertrag automatisch. Teilweise wurden Gefängnisse wegen Unterbelegung geschlossen.
Der UNO-Menschenrechtsrat stellte 2024 eine Atmosphäre ohne Rechtsstaatlichkeit und der absoluten Straflosigkeit bei Behördenwillkür fest.
2025 begannen die russischen Behörden mit der Sammlung von DNA-Proben bei kleinen Ordnungswidrigkeiten. Damit stiegen auch die Missbrauchmöglichkeiten. Der Regimekritiker und Dichter Dmitri Bykow nannte 99,9 Prozent der Gerichtsentscheide im Jahr 2024 „Justizirrtümer oder ungerechte Urteile“.

### Innere und äußere Sicherheit

#### Geheimdienste und Sicherheitsbehörden
Allgemein spielen die sogenannten „Machtstrukturen“ (silowye struktury), worunter bundesstaatliche „Ministerien oder Institutionen mit uniformierten, militarisierten und bewaffneten Einheiten“ verstanden werden und ihr Zusammenspiel zwischen Wettstreit, Machtkämpfen und Kooperation in Russland eine große und kaum zu überschätzende Rolle. Ihr Einfluss auf den Kreml ist überproportional groß, in den Diensten gibt es die gemeinsam geteilte Weltsicht eines vom Westen bedrohten Russlands. Ihre Angehörigen wurden vom einflussreichen Sekretär des nationalen Sicherheitsrates, Nikolai Patruschew, mal als „neuer Adel“ Russlands bezeichnet. Die Dienste konkurrieren miteinander, ihre Angehörigen nutzen ihre Machtposition und Machtmittel zur kleptokratischen Bereicherung. Mark Galeotti umschreibt die Dienste als „strategisch geeint und taktisch“ getrennt. Die Macht der Silowiki greift über die Dienste hinaus, wichtige Posten der Verwaltung und in Unternehmen werden oft von ihnen besetzt; Putin agiert zwischen den Diensten und konkurrierenden Gruppen als Schiedsrichter, der sich ihren illiberalen Ansichten dabei annähert. Der wichtige Zugang zum Präsidenten erfolgt in hohem Maße informell und oft eher nach politischen als nach fachlichen Kriterien: Präsidialadministration und Sekretär Patruschew können kontrollieren, welchen Berichten besonderer Raum eingeräumt wird und welchem nicht, gleichfalls hat – oder hatte – auch der Chef des FSO einen auf persönlicher Nähe beruhenden ungeregelt guten Zugang. Eine Fachstelle, die die Informationen der verschiedenen Dienste zusammenführend betrachtet und gewichtet, bevor sie vorgelegt werden, fehlt anscheinend. Einfluss haben auch die Berichte des FSB, selbst zu außenpolitischen Themen, die eher in die Expertise von SWR und GRU fallen würden, welche es aber offenbar schwerer haben mit ihren Einschätzungen zum Präsidenten durchzudringen. Zahlenmäßig ist heute ein größerer Anteil der Bevölkerung Teil der Geheimdienste und Sicherheitsbehörden als es zur Zeit der Sowjetunion der Fall war, dort kam 1991 ein KGB-Mitglied auf 593 Bürger, mittlerweile kommt ein Angehöriger der KGB-Nachfolgedienste FSB, FSO und SWR auf 402 Bürger.

##### Inlandsgeheimdienst FSB
Der FSB ist der Inlandsgeheimdienst der Russischen Föderation. Der russische Name Федеральная служба безопасности Российской Федерации Federalnaja sluschba besopasnosti Rossijskoi Federazii (ФСБ) bedeutet „Föderaler Dienst für Sicherheit der Russischen Föderation“.
Dem FSB untersteht – mit Ausnahme der Auslandsspionage und des Föderalen Schutzdienstes – die gesamte Infrastruktur des früheren KGB (Komitee für Staatssicherheit). Seine Aufgaben erstrecken sich vor allem auf den Staatsschutz, die Inlandsspionage, die Bekämpfung der organisierten Kriminalität und den Grenzdienst, wo ihm die paramilitärischen Grenztruppen des FSB unterstellt sind. Er ist der größte der russischen Geheimdienste, ist für das nationale Antiterror-Zentrum zuständig, hat Kompetenzen einer Ermittlungsbehörde und eigene Gefängnisse.
Der FSB ist jedoch kein reiner Inlandsgeheimdienst, sondern er blieb nach dem Zusammenbruch der UdSSR für die Gebiete früherer Sowjetrepubliken zuständig, darunter die Ukraine. Seine für die Ukraine zuständige Fünfte Direktion war für die schweren Fehleinschätzungen zu Anfang der Invasion 2022 mitverantwortlich, was zu (zeitweiligen) Strafmaßnahmen gegen FSB-Offiziere führte. Er ist ferner auch für militärische Gegenspionage zuständig und übt über diesen Zusammenhang hinausgehend eine Kontrollfunktion über das Militär aus. Die damit betraute Abteilung DWKR (Department Wojeinnoi Konttraswedki) gilt als personalstark und dem Regime loyal ergeben, ihre Aktivitäten haben seit Beginn der Invasion in der Ukraine 2022 stark zugenommen und umfassen Teilnahme an militärischen und polizeilichen Maßnahmen in den besetzten Gebieten wie auch Aktivitäten in Russland selbst, wo Mitte 2024 ein Vize-Verteidigungsminister und mehrere Generäle unter Beschuldigungen der Korruption vom FSB verhaftet wurden, was als Machtdemonstration und Warnung gegenüber der Armee interpretiert wird.
Der Dienst hat gute Verbindungen ins Innenministerium. Dessen Schwächung durch Gründung der Nationalgarde (der Kompetenzen im Antiterrorkampf übertragen wurden, für den der FSB federführend zuständig ist) benachteiligt insofern auch den FSB.
Der FSB verfügt über die Spezialeinheiten ALFA und Wympel, er wird von Alexander Bortnikow geleitet.

##### Föderaler Schutzdienst FSO
Der Federalnaja Sluschba Ochrany Rossijskoi Federazii (FSO, russisch Федеральная служба охраны Российской Федерации ‚Föderaler Dienst für Bewachung der Russischen Föderation‘) ist ein Geheimdienst, dessen primäre Hauptaufgabe die Sicherheit des russischen Präsidenten und der russischen Regierung ist. Ihm untersteht das Kremlregiment.
Dem FSO gehören 20.000 Mann an. Abweichend von der physischen Schutzaufgabe hat der FSO nach Mark Galeotti auch eine schwer durchschaubare Bedeutung als Wächter der anderen Geheimdienste gewonnen, er führt sogar eigene Meinungsumfragen durch um Aufschluss über die Meinungsbildung der Bevölkerung zu gewinnen. Er stellt „auch Prognosen und Analysen zur nationalen Sicherheit für den Präsidenten auf“, seine über Bewachungsaufgaben hinausgehenden Kompetenzen stellen ihn in eine Konkurrenzsituation gegen den FSB.

##### Auslandsgeheimdienst SWR
Die Sluschba wneschnei raswedki (SWR, auch SVR; russisch Служба внешней разведки Российской Федерации, СВР; deutsch Dienst der Außenaufklärung der Russischen Föderation) ist der zivile russische Auslandsgeheimdienst.
Er verfügt über 15.000 Mitarbeiter aufwärts und eine für den Schutz russischer Auslandsvertretungen zuständige Sondereinheit Saslon. Er legt großen Wert auf HUMINT und führt dafür auch aufwändig installierte Langzeitagenten. Traditionell wird er nicht von langjährigen Geheimdienstlern, sondern von Karrierebeamten mit externer Erfahrung geführt, momentan von Sergei Naryschkin.

##### Militärgeheimdienst GRU
Die Glawnoje Raswedywatelnoje Uprawlenije (GRU; russisch Главное разведывательное управление (ГРУ), Hauptverwaltung für Aufklärung‘) ist der Militärnachrichtendienst (Военная разведка) des russischen Militärs. Der Dienst ist eine Abteilung des russischen Generalstabs, dem er demzufolge untersteht und verfügt über eigene Spetznas-Einheiten. Ähnlich wie der FSB ist er für Spionageabwehr zuständig, ähnlich wie der SWR betreibt er Auslandsspionage.

##### Polizei und Innenministerium
Die russische Polizei (russisch полиция polizija) ist föderal organisiert und untersteht dem russischen Innenministerium. Die russische Polizei wurde 2011 gegründet und löste die Miliz als Polizeiorganisation ab. Das Innenministerium erfuhr 2016 einen empfindlichen Machtverlust und verlor die Inneren Truppen an die neugegründete Nationalgarde, bekam dafür aber die Drogenfahndung (Föderaler Dienst für die Kontrolle des Umlaufs von Drogen, bis zu 40.000 Mitarbeiter) und die Fremdenpolizei (Föderaler Migrationsdienst, 42.000 Mitarbeiter) übertragen.
Anfang 2023 verfügte die russische Polizei über 900.000 Polizisten und war damit eine der größten Polizeibehörden der Welt; auf 100.000 Einwohner kamen 630 Beamte, mehr als doppelt so viele wie in den USA. Dennoch tritt aufgrund schlechter Bezahlung und verstärkter Arbeitsbelastung infolge verschärfter Gesetze im Zusammenhang des Ukrainekrieges Personalmangel auf.
Traditionell bringt die Bevölkerung der Polizei nur geringes Vertrauen entgegen, beklagt wurden Korruption und Vermischung mit wirtschaftlichen Interessen und privaten Sicherheitsdiensten. 2011 wurden nur etwa 40 % der Straftaten überhaupt angezeigt.

#### Paramilitärische Einheiten

##### NationalgardeRosgwardija
Die Nationalgarde (russisch Росгвардия, Umschrift: Rosgwardija, offiziell Федера́льная слу́жба войск национа́льной гва́рдии Росси́йской Федера́ции (Росгвaрдия), Föderaler Dienst der Einheiten der Nationalgarde der Russischen Föderation) von Russland ist eine Gendarmerie, die im Jahr 2016 als Nachfolger der Inneren Truppen des Innenministeriums gegründet wurde. Sie ist ein wichtiges innenpolitisches Machtinstrument und unmittelbar dem Präsidenten der Russischen Föderation unterstellt. Sie übernahm die OMON- und SOBR-Einheiten des Innenministeriums. Befehligt wird die Nationalgarde seit ihrer Gründung von Wiktor Solotow, der als Vertrauter Wladimir Putins gilt.
Das Aufgabengebiet der Nationalgarde reicht vom Schutz der öffentlichen Ordnung, Kriminalitätsbekämpfung über die Bekämpfung von Extremismus und Terrorismus bis zur Beteiligung an Territorialverteidigung und dem Grenzschutz. Sie bewacht außerdem kritische staatliche Infrastrukturen.
Sie war an Einsätzen auf der Krim, in Syrien und in Belarus beteiligt, Einheiten der Nationalgarde werden seit Invasionsbeginn 2022 in der Ukraine eingesetzt.
Nach dem CIA World Factbook verfügt die Nationalgarde über schätzungsweise 350.000 Mann aufwärts, das Center for European Policy Analysis (CEPA) schätzte 2022 aus der Anzahl der jährlich zu Leutnanten ernannten Offiziersanwärter, dass die Nationalgarde aber lediglich über Einheiten von etwa 60.000-70.000 Soldaten verfügt. Sie verfügt über Schützenpanzer, gepanzerte Transportfahrzeuge, Transportflugzeuge und -hubschrauber, sowie über Artilleriegeschütze, nach dem gescheiterten Aufstand Jewgeni Prigoschins und seiner Gruppe Wagner soll die Nationalgarde zusätzlich noch schwere Kampfpanzer erhalten.
Die tschetschenischen Einheiten der sogenannten Kadyrowzy wurden in die Nationalgarde integriert, werden aber weiterhin vom Ramsan Kadyrow kommandiert.

##### Grenztruppen des FSB
Die Grenztruppen Russlands (russisch Пограничная служба ФСБ России) sind die für den Grenzschutz der Russischen Föderation verantwortlichen bewaffneten Kräfte. Sie gehören nicht zu den Streitkräften Russlands, werden jedoch zur Erfüllung besonderer Aufgaben im Bereich der Landesverteidigung eingesetzt. Sie unterstehen dem Inlandsgeheimdienst FSB. Die Russische Küstenwache ist Teil der Grenztruppen.
2017 schätzte der amerikanische Militärgeheimdienst DIA die personelle Stärke der FSB-Grenztruppen auf 170.000.

##### Gruppe Wagner und ähnliche Formationen
Die Gruppe Wagner ist eine 2014 äußerlich als Söldnerunternehmen oder PMC gegründete paramilitärische Einheit, die im Widerspruch zu einem gesetzlichen Verbot von Söldnerunternehmen in besonderer Nähe zum russischen Staat steht und mit seinen Strukturen verbunden ist und lange klandestin für ihn handeln konnte, ohne dass die russische Regierung öffentlich Verantwortung übernehmen musste. Mitglieder der Gruppe Wagner waren oder sind in Syrien, Afrika und der Ukraine aktiv, um Interessen des russischen Staates wahrzunehmen. Die Gruppe Wagner weist eine besondere Nähe zum russischen Militärgeheimdienst auf, ihr militärischer Kommandeur Dmitri Utkin war ursprünglich Oberstleutnant im Militärgeheimdienst GRU, ihr Ausbildungsgelände teilte sie sich von Anfang an mit russischen Militäreinheiten, darunter auch eine Einheit der GRU. Sie lässt sich als „halbstaatlicher Akteur“ („semi-state actor“) mit bewusst unklarem legalen Status charakterisieren, ihr Agieren im rechtlichen Dunkelfeld hat für den Auftraggeber Vorteile, etwa den sie bei Bedarf entweder als Privatunternehmen mit eigenen Interesse auftreten oder im Gegenteil neben regulären Einheiten verwenden zu lassen, während das Personal sich tatsächlich weiterhin mit dem russischen Staat identifiziert. Die Mischung politischer mit wirtschaftlichen Interessen des Geschäftsmannes Jewgeni Prigoschin erlaubte Russland in Afrika und Syrien relativ günstig Einfluss zu projizieren, wo die Gruppe Wagner Rohstoffe ausbeutete und lokalen Eliten gegen Gewährung wirtschaftlicher Vorteile Dienste anbot. Wagner steht insofern für ein Zusammenspiel oligarchischer mit staatlichen Interessen Russlands, ebenso wie für eine Privatisierung staatlicher Funktionen, die Wagner als Konkurrent etablierter Strukturen erscheinen lässt und im Widerspruch zu zentralisierter Kontrolle erscheint.
Zu Anfang der Invasion der Ukraine 2022 sollen Presseberichten zufolge mehrere aus Wagner-Soldaten bestehende Kommandos nach hochrangigen ukrainischen Führungsfiguren wie Witali Klitschko und Wolodymyr Selenskyj gesucht haben, drei Anschläge auf Selenskyj sollen verhindert worden sein. Dem Inhaber der Gruppe, Jewgeni Prigoschin, wurde staatlicherseits erlaubt in russischen Gefängnissen Freiwillige anzuwerben, denen großzügige Bezahlung, Leistungen für Angehörige im Todesfall und Begnadigung für Kriegsdienst in der und gegen die Ukraine versprochen wurde, wo die Gruppe relativ eigenständig kämpfte. Zeitweilig bestand die Gruppe Wagner nach Schätzungen aus 50.000 Kämpfern, von denen 40.000 Strafgefangene waren. Russland erlaubte dies zusätzliche Kämpfer zu generieren, ohne dafür auf die Normalbevölkerung zurückgreifen zu müssen. Ihre Teilnahme unter menschenverachtenden Praktiken führte zur Eroberung Bachmuts, aber auch zu außerordentlich hohen Opferzahlen auf der eigenen Seite.
Die Rolle von Wagner als Kampfverband in der Ukraine verdeutlichte ihre Staatsnähe, 2023 versuchte Verteidigungsminister Schoigu die Gruppe durch einen Vertrag stärker an sein Ministerium zu binden, die Gruppe putschte jedoch um eine stärkere Integration in die Befehlskette des Verteidigungsministerium zu verhindern. Ihre Zukunft nach dem gescheiterten Aufstand und dem Tode ihrer wichtigsten Führer ist ungewiss, jedoch versucht der russische Staat unter Putin sich zumindest ihre Kampfkraft zu erhalten, oder sie unter neuen Vorgesetzten fortzuführen. Auch Wagners außenpolitische Rolle ist für den russischen Staat erhaltenswert. Nachdem jahrelang jede Verbindung zum Staat geleugnet worden war, gab Putin zu, die Gruppe Wagner seit ihrer Gründung finanziert zu haben. Von Mai 2022 bis Mai 2023 – so erklärte Putin – habe der russische Staat Wagner 86 Milliarden Rubel gezahlt (entspricht etwa 940 Millionen US-Dollar).
Neben Wagner gibt es noch weitere Militärfirmen unterschiedlicher Größe, die mit Duldung oder Unterstützung des russischen Staates agieren, die ukrainische Osint-Organisation molfar zählt 37 verschiedene PMCs, darunter allerdings auch einige bereits eingestellte. Inhaber können Firmen wie Gazprom sein, das gleich über zwei solche Einheiten verfügen soll, aber auch Politiker, wie der Gouverneur der Krim, Sergei Aksjonow, dem die Gruppe Convoy zugeordnet wird, die in Cherson operiert. Verteidigungsminister Schoigu selbst werden Milizen wie die Gruppe Patriot zugeordnet. Der Gruppe Redut des Oligarchen Gennadi Timtschenko wurde die Chance bzw. die Aufgabe zugeschrieben, Wagner zu beerben.
Nach Einschätzungen des britischen Verteidigungsministerium und nach Angaben des neuen Kommandeurs von Wagner, Anton Yelizarov, soll Wagner in die russische Nationalgarde integriert werden. Im Januar 2023 hatte Putin der Nationalgarde die Erlaubnis erteilt, wie zuvor Wagner Freiwilligenverbände mit zeitlich auf mehrere Monate begrenzten Einsatzverträgen aufzustellen, die afrikanischen Aktivitäten von Wagner wurden dem russischen Militärgeheimdienst GRU unterstellt. Weiterhin sind Militärunternehmen für russische Institutionen und Unternehmen tätig. Eine sogenannte PMC Espanola soll für die Kremlpartei Einiges Russland tätig sein und von ihr finanziert werden und an der Einnahme von Awdijiwka beteiligt gewesen sein.

#### Militär und Verteidigungspolitik

##### Militärdoktrin
Mit der Unterschrift Präsident Putins trat am 31. Dezember 2015 Ukas 683 und damit eine neue Militärdoktrin in Kraft, welche erstmals die USA sowie deren Alliierte, die NATO und die EU als Bedrohung für Russland und seine Nachbarn benannte. Im März 2018 widmete Präsident Putin ein Drittel seiner Rede an die Nation der Präsentation angeblich unbesiegbarer Nuklearwaffen.
Nach Vermutung des amerikanischen Verteidigungsministeriums und verschiedener westlicher Wissenschaftler und Analytiker sieht die russische Nuklearstrategie im Falle eines militärischen Konfliktes in Osteuropa begrenzte nukleare Schläge in Europa vor, ausgehend von der Annahme, dass die USA zu einer umfassenden gleichartigen Antwort nicht bereit seien. Die Strategie sehe insofern vor, atomar begrenzt zu eskalieren, um dann deeskalieren zu können. Die Entwicklung und Stationierung neuer taktischer Atomwaffen (etwa in Kaliningrad) deute auf diese Strategie ebenso hin wie die Integration simulierter Atomschläge in konventionelle Großmanöver der russischen Streitkräfte.
In Folge der Invasion der Ukraine 2022 nutzte Russland die Drohung mit Nuklearwaffen, um sein aggressives Vorgehen gegenüber dem Westen abzusichern. Nuklearwaffen erscheinen damit nicht mehr allein als Mittel der Abschreckung von Angreifern, sondern als Schutzschild für imperiales Ausgreifen. Insbesondere die angekündigte Verlegung von Atomwaffen nach Belarus im Rahmen einer nuklearen Teilhabe wird als Signal an den Westen, insbesondere an Polen interpretiert. Diese nicht allein defensive Art der Abschreckung deckt sich nicht mit dem was Russland über seine Nukleardoktrinen zuvor veröffentlicht hatte.

##### Militär

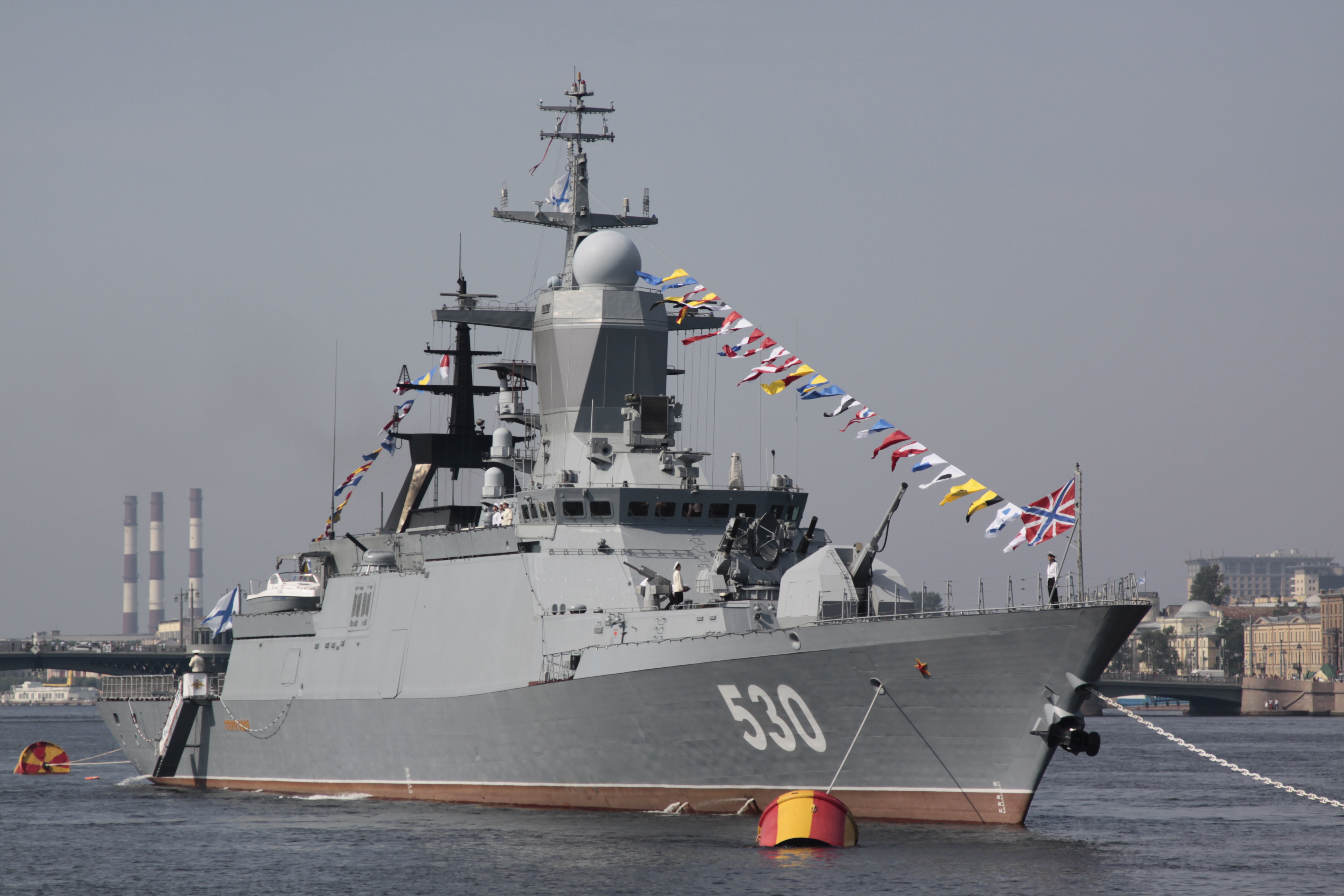
Das Typschiff der Stereguschtschi-Klasse, 2009

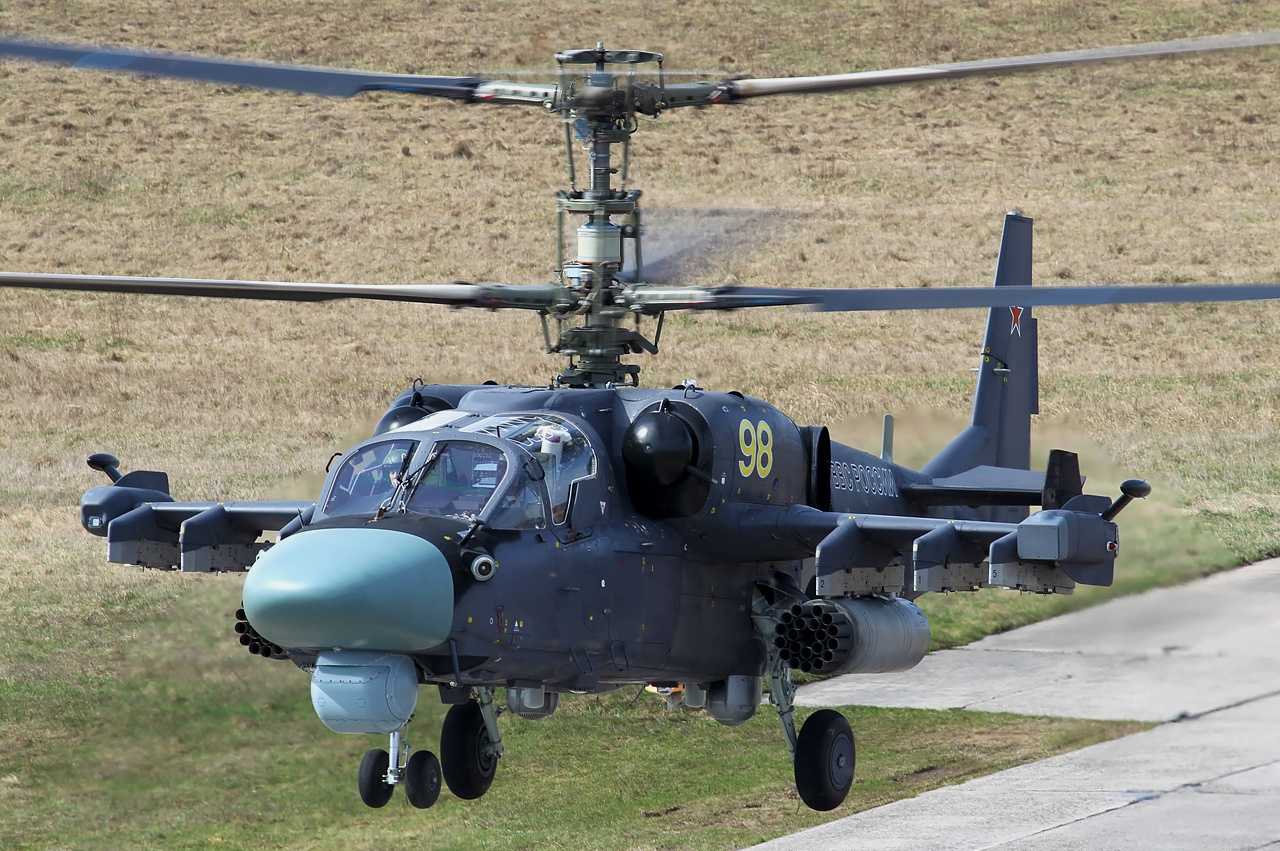
Ka-52 „Alligator“ der russischen Luftstreitkräfte WWS

###### Allgemein
Die Streitkräfte Russlands bestehen aus den drei Teilstreitkräften
- Landstreitkräfte (Heer)
- Luft- und Weltraumkräfte
- Marine

sowie den selbstständigen Truppengattungen
- Strategische Raketentruppen
- Luftlandetruppen

Geführt werden die Streitkräfte vom Generalstab. Russland ist in fünf Wehrbezirke unterteilt. Unterstellt sind diese Bezirke gleichnamigen Vereinigten Strategischen Kommandos (russ. Objedinjonnoje strategitscheskoje komandowanije, OSK), denen neben den Landstreitkräften auch die auf den jeweiligen Territorien dislozierten Marine- und Luftstreitkräfte unterstehen. Bis auf den Militärbezirk Nord stellt das Heer das dominierende Element in den Militärbezirken:
- Nord: Nordwestrussland, Arktis jenseits des Polarkreises, Tschuchotka; Kern des Militärbezirks ist die Nordflotte; Hauptquartier Seweromorsk
- West: West- und Zentralrussland, Kaliningrad, Baltikum, auch die Baltische Flotte; Hauptquartier Moskau
- Süd: Südrussland und Nordkaukasus, dazu die Krim, außerdem die Schwarzmeerflotte und Kaspische Flottille; Hauptquartier Rostow am Don
- Zentrum: Wolga-Ural und Westsibirien (westlicher Teil bis zum Baikalsee); Hauptquartier Jekaterinburg
- Ost: Ferner Osten und Sibirien (östlicher Teil) sowie die Pazifikflotte; Hauptquartier Chabarowsk

In Russland gilt eine allgemeine Wehrpflicht, bisher für wehrfähige Männer ab 18 bis maximal 27 Jahren. 2023 wurde das Wehrpflichtalter per Gesetz von der Duma auf 30 Jahre erhöht, um den Bedarf an Soldaten im Krieg gegen die Ukraine zu decken. 2007 war sie von 24 auf 18, 2008 dann auf 12 Monate verkürzt worden. Da die wehrpflichtigen Soldaten früher auch in Krisengebieten wie Tschetschenien eingesetzt wurden und es im Rahmen der Dedowschtschina nicht selten zu Misshandlungen von jungen Rekruten durch Vorgesetzte kommt, gibt es in der Bevölkerung, besonders durch die Mütter Wehrpflichtiger, immer wieder Kritik an der Wehrpflicht.
Unter dem damaligen Verteidigungsminister Anatoli Serdjukow wurde das Militär ab 2008 umfangreich reformiert. Kern der Reform war eine Reduzierung der Gesamtgröße des Militärs, eine Reduzierung der Offiziersstellen bei Aufwertung des Unteroffizierkorps, eine kostenträchtige Modernisierung und Erneuerung der Waffensysteme, eine Reduzierung der Befehlsebenen zugunsten von eigenständig unter einem Kommando operablen Brigaden und zulasten der alten Organisation von Distrikten, Armeen Divisionen und Regimentern und ein erhöhter Bereitschaftszustand, der schnelle Mobilisierung und Einsatz flexibler Einheiten ermöglichen sollte.
Innerhalb des Militärs spielen ethnische und religiöse Unterschiede eine große und steigende Rolle. So sind immerhin 15 % der Soldaten insgesamt Moslems (deren Anteil an der Bevölkerung stark zunimmt), dies findet aber in höheren Positionen keinen Niederschlag, dort beträgt der Anteil ethnischer Russen (und Ukrainer) 90 %. Ethnisch russische Einheiten werden gegenüber solchen aus Minderheiten materiell bevorzugt, es findet innerhalb des Militärs eine starke Betonung des orthodoxen Bekenntnisses und seiner Verbindung mit der russischen Nation statt.
Mit den Sapad-Manövern übte Russland das Szenario eines Konfliktes Richtung Westen, das Manöver von 2021 diente der Vorbereitung des Ukrainekrieges.
Seit mehreren Jahren nehmen die Militärausgaben stark zu. Im Jahr 2018 gab Russland 61,4 Mrd. Dollar für sein Militär aus. Es lag damit im internationalen Vergleich hinter den Vereinigten Staaten mit 649 Mrd. Dollar, der Volksrepublik China mit 250 Mrd. Dollar, Saudi-Arabien mit 67,6 Mrd. Dollar, Indien mit 66,5 Mrd. Dollar und Frankreich mit 63,8 Mrd. Dollar auf Platz 6, gefolgt vom Vereinigten Königreich und Deutschland. Die schon ab 2000 massiv gestiegenen Rüstungsausgaben Russlands hatten sich von 2004 bis 2014 verdoppelt und orientierten sich am Ziel eines Fünftels der gesamten Staatsausgaben ab 2014. Von 2021 bis 2022 stiegen die Ausgaben dann sprunghaft von 65,9 Mrd. auf 86,4 Mrd. US-Dollar. 2022 rückte es damit hinter den USA und China auf den Platz des Landes mit den dritthöchsten Militärausgaben vor. Russland gab 2022 4 % seines BIP für das Militär aus. Die Aufwendungen im Gefolge des Krieges in der Ukraine steigen weiterhin, auf bisher mindestens 5 % des BIP, wobei die tatsächlichen Ausgaben auch höher sein können als offiziell angegeben. Gegenüber 2021 als Vergleichsjahr stieg der Verteidigungshaushalt bis 2023 um 40 %; im Vergleich zum Haushalt von 2022, als 24 % aller staatlichen Ausgaben auf Militär und Sicherheitsdienste entfielen, steigt ihr Anteil auf 33 % der Staatsausgaben. Für 2024 plante die russische Führung 6 % des BIP für militärische Zwecke auszugeben. Faktisch waren es dann zwischen 7 und 8 %. Für 2025 ist eine weitere Steigerung um ein Viertel angedacht, auf 13,5 Billionen Rubel, was etwa 130 Mrd. Euro entspricht. Unter Berücksichtigung der Kaufkraft entspräche das in Deutschland etwa 350 Mrd. Euro.
Militärisch wird die Stärke Russlands 2023 von Global Firepower auf dem zweiten Platz hinter den USA gesehen.

###### Gegenwärtige Situation (ab Februar 2022)
Die Informationslage über die Zahlen zum militärischen Personal ist weitestgehend unklar. Bis zum Ukrainekrieg im Februar 2022 verfügten die Streitkräfte über ca. 850.000 Mann. Davon entfielen 300.000 Mann auf das Heer, 40.000 auf die Luftlandetruppen, 150.000 Mann auf die Marine, 160.000 Mann auf die Luftwaffe, 70.000 Mann auf die Strategischen Raketentruppen, 20.000 Mann auf die Spezialkräfte und 100.000 weitere Soldaten für Stabsaufgaben, Cybereinsätze, Unterstützung und Logistik.
Zusätzlich verfügt die Nationalgarde nach dem CIA World Factbook über schätzungsweise 350.000 Mann aufwärts, teilweise in militärisch verwendungsfähigen Einheiten. Gleichfalls lassen sich Angehörige der Gruppe Wagner und ähnlicher semistaatlicher Milizen zum militärischen Personal Russlands zählen.
Im Verlauf der Invasion der Ukraine ab 2022 zeigt das russische Militär im Kampf gegen ukrainische Truppen nach Einschätzung des International Institute for Strategic Studies zahlreiche Mängel, sowohl was taktische Fähigkeiten, Führung, Ausbildung, Aufklärung und Logistik betrifft, und die von der russischen Führung im Vorfeld nicht erwartet worden waren. Die seit 2008 erfolgte Modernisierung des russischen Militärs war insofern offenbar nicht erfolgreich und das Ausbleiben militärischer Erfolge führt im Gegenteil zu einem Auseinanderklaffen von politischen Ansprüchen und Wirklichkeit und einer politischen Schwächung Russlands in seiner beanspruchten Einflusssphäre, etwa in Zentralasien. Allein artilleristisch entsprechen die gezeigten Möglichkeiten Russlands eher den Erwartungen.
Nach Invasionsbeginn reagierte die Staatsführung auf den gestiegenen Personalbedarf mit der Schaffung von Freiwilligenbataillonen, die von den Gouverneuren in den Regionen aufgestellt werden sollten. Militärische Vorkenntnisse wurden dabei nicht verlangt, die Bezahlung jedoch war ebenso wie das erlaubte Rekrutierungsalter (bis 50 Jahre, in Sonderfällen auch bis 60) deutlich höher als bei regulären Soldaten und Wehrpflichtigen. Ob wie berichtet ethnische Minderheiten ganz bewusst in besonders gefährlichen Einsätzen in der Ukraine „verheizt“ werden, um ethnische Russen zu schonen, ist unklar, die zum Teil deutlich höheren Gefallenenzahlen lassen sich auch mit der höheren Motivation in eher armen Republiken erklären. Auf Arbeitsmigranten zentralasiatischer Republiken wird Druck ausgeübt für Russland in den Krieg zu ziehen, ausländischen Freiwilligen wird die Staatsbürgerschaft angeboten.
Im August 2022 ordnete Präsident Putin per Dekret die Vergrößerung der Armee um 137.000 auf 1,15 Millionen Soldaten ab 2023 an.
Im September 2022 ordnete die Regierung die Einberufung hunderttausender Reservisten und damit die erste Mobilmachung seit dem Zweiten Weltkrieg an.
2023 wurde bekannt, dass Verteidigungsminister Sergei Schoigu auf Anweisung Putins die Personalstärke des russischen Militärs noch einmal von 1,15 Millionen auf 1,5 Millionen Soldaten erhöhen soll. Unter anderem sollen ein neues Armeekorps an der Grenze zu Finnland und weitere zwölf Divisionen aufgestellt werden, Dmitri Peskow begründete den erneuten Ausbau der Streitkräfte mit dem „Stellvertreterkrieg“, den der Westen gegen Russland führe. Das estnische Verteidigungsministerium schätzte Ende 2023, dass Russland gegenwärtig in jedem Halbjahr etwa 130.000 Soldaten bis zur Kampffähigkeit in tauglichen Einheiten hin ausbilden kann, insofern der Kriegsverlauf es zulässt. Werde Russland durch ungünstige Bedingungen wie hohe Verluste und ausreichende westliche Hilfen für die Ukraine gestört, reduziere sich diese Zahl auf 40.000 Soldaten alle sechs Monate und fiele damit – so die Bewertung des estnischen Verteidigungsministeriums – unter eine für den Kriegserfolg kritische Marke. Im September 2024 verkündete der Kreml, die Stärke des Militärs nochmal um 180.000 auf ca. 2,4 Millionen Mann, davon 1,5 Millionen Soldaten, erhöhen zu wollen. Analysen von Haushalts- und Finanzdaten des russischen Finanzministeriums, die die Zahlungen von Anwerbeboni betrachten und hochrechnen, ergeben, dass Russland 2024 durch mit auf 400.000 Rubel verdoppelte einmalige Anwerbeleistungen vermutlich zwischen 374.000 and 407.000 neue Soldaten rekrutieren konnte.
Russland setzt im Krieg gegen die Ukraine auch etwa 12.000 nordkoreanische Soldaten ein, die Putin im Rahmen einer mit Nordkorea geschlossenen Allianz in russischen Uniformen einsetzt.
Nach Einschätzung des estnischen Geheimdienstes Välisluureamet erwartet Russland in den nächsten zehn Jahren einen Krieg mit der NATO. Entsprechende Befürchtungen gibt es auch in der Führung der Bundeswehr. Im Mai 2025 forderte der Inspekteur der Deutschen Marine, Vizeadmiral Jan Christian Kaack, dass die Marine bis „allerspätestens“ 2029 fähig sein müsse, russische Angriffe in Nord- und Ostsee abzuwehren. Denn das von Russland produzierte Kriegsmaterial werde nur teilweise in den Krieg gegen die Ukraine geschickt, ein anderer Teil hingegen eingelagert. Was die Frage aufwerfe, worauf Moskau sich vorbereite.

###### Atomstreitkräfte
Der russische Staat besitzt den 1949 noch als Sowjetunion erlangten Status einer anerkannten Atommacht und verfügt mit 5977 Stück über das weltweit größte Arsenal an nuklearen Sprengköpfen, vor den Vereinigten Staaten mit 5428 (Stand: Januar 2022).
Russland verfügte nach westlichen Informationen im Jahr 2021 über 6.255 Atomsprengköpfe. Im Jahr 2015 wurden neue Raketen für die Nuklearstreitkräfte angekündigt. Die „stationierten“ Atomsprengköpfe stiegen von 1.400 im Jahr 2013 auf 1.796 im Jahr 2016. Die Zahl der stationierten Sprengköpfe stieg damit aufgrund neu eingeflotteter U-Boote gegenüber dem Inkrafttreten des New-START-Abkommens im Jahr 2011.
Nach dem SIPRI Institut verfügt Russland 2023 mit 4.489 über die größte Anzahl an atomaren Sprengköpfen aller Staaten, von denen aber nur 1.674 einsatzbereit sind, während die übrigen eingelagert werden.

### Katastrophenschutz und Zivilverteidigung
Das militärisch organisierte Katastrophenschutzministerium ist für Hilfe bei Naturkatastrophen und großen Unglücksfällen zuständig, ebenso wie für die zivile Verteidigung. Es führt landesweit die in Berufs- und freiwillige Wehren organisierte Feuerwehr.

#### Feuerwehr
In der Feuerwehr in Russland waren im Jahr 2019 landesweit 271.000 Berufs- und 956.600 freiwillige Feuerwehrleute organisiert, die in 18.322 Feuerwachen und Feuerwehrhäusern, in denen 22.735 Löschfahrzeuge und 1.326 Drehleitern bzw. Teleskopmasten bereitstehen, tätig sind. Der Frauenanteil beträgt 14 %. In den Jugendfeuerwehren sind 262.354 Kinder und Jugendliche organisiert. Die russischen Feuerwehren wurden im selben Jahr zu 1.161.581 Einsätzen alarmiert, dabei waren 471.426 Brände zu löschen. Hierbei wurden 8.559 Tote von den Feuerwehren bei Bränden geborgen und 9.461 Verletzte gerettet. Die Landesbrandaufsicht Федеральный государственный пожарный надзор, vertreten durch den staatlichen Brandinspektor (auch Chief State Inspector der Russischen Föderation für Brandüberwachung, russisch Российская Федерация по пожарному надзору), die dem Ministerium für Notsituationen МЧС роии unterstellt ist, repräsentiert die russischen Feuerwehren im Weltfeuerwehrverband CTIF.

### Außenpolitik

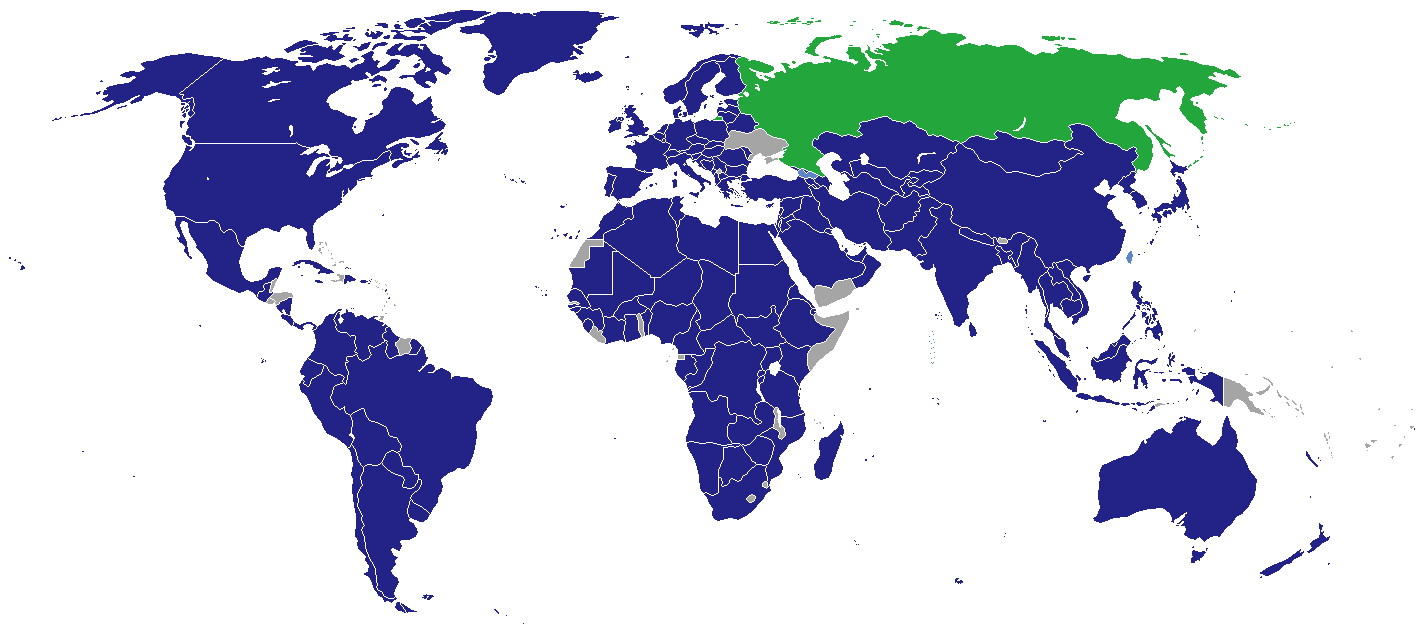
Diplomatische Verbindungen zwischen den Staaten der Welt und Russland
Russland
Staaten mit diplomatischer Vertretung Russlands
Staaten ohne diplomatische Vertretung Russlands

#### Außenpolitische Situation

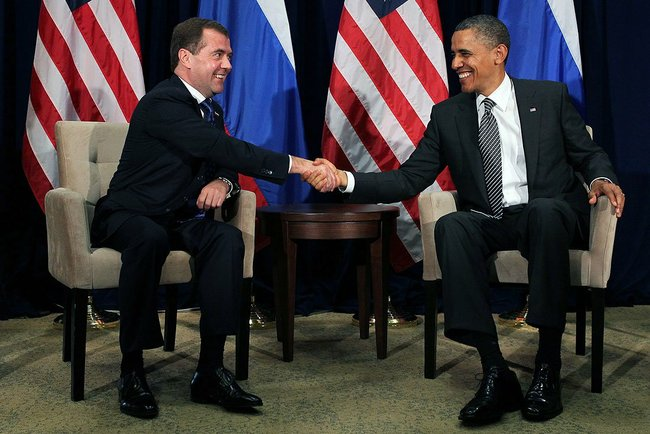
Dmitri Medwedew und Barack Obama in Honolulu, Hawaii, November 2011

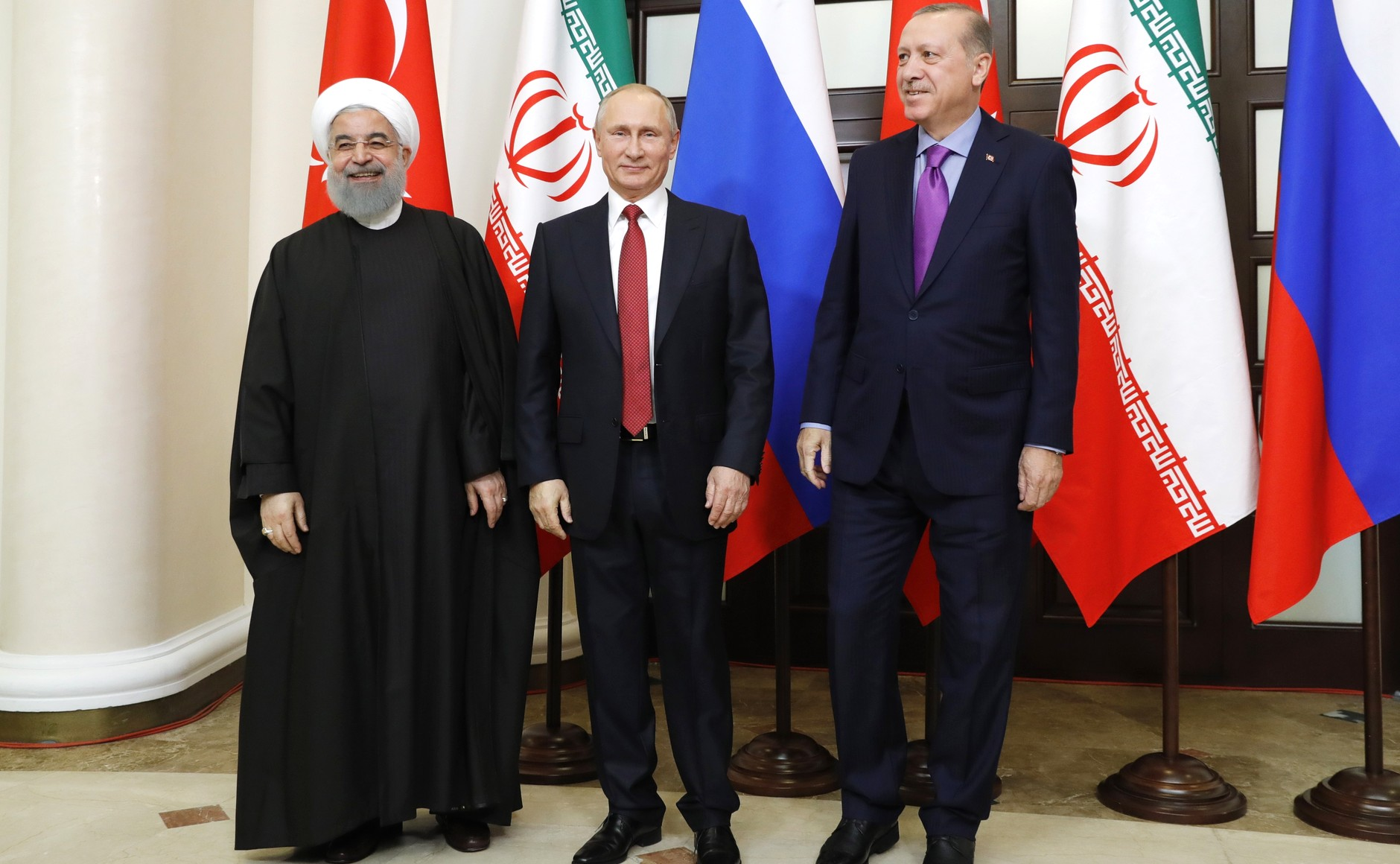
Wladimir Putin, Hassan Rohani und Recep Tayyip Erdoğan in Sotschi, November 2017

Nach dem Ende der Sowjetunion ist Russland darum bemüht, seinen Einfluss in der Welt, aber insbesondere in seiner direkten Nachbarschaft zu konsolidieren. Hierbei verfolgt Russland die Idee einer multipolaren Weltordnung, in der Großmächte eigenverantwortlich ihre nationalen Interessen vertreten. Russland ist in eine Anzahl regionaler Konflikte in seinem unmittelbaren Umfeld verstrickt, von denen viele kriegerischen Charakter haben und nur teilweise oder noch gar nicht gelöst wurden – darunter die Tschetschenienkriege (1994 bis 2009), der Krieg in Georgien um Abchasien und Südossetien (Kaukasuskrieg 2008), der Konflikt in Transnistrien in Moldau (seit 1990) und der Krieg in der Ukraine, der mit der Annexion der Krim 2014 begann und den Russland mit seinem Überfall 2022 eskalieren ließ.
Im außenpolitischen Konzept sieht sich Russland als Großmacht, die selbstständig nationale Interessen verfolgt. Der Großmachtanspruch leitet sich in erster Linie aus Russlands imperialem Erbe und zweitens aus seinem bedeutenden Arsenal an Atomwaffen ab. Seinen Einfluss generiert Russland daneben über die militärischen Streitkräfte (derzeit ca. 1.000.000 Soldaten, Militärbasen in verschiedenen ehemaligen Sowjetrepubliken und in Syrien (Marinebasis Tartus)), Rüstungsexporte, die Vollmitgliedschaft mit Vetorecht im UN-Sicherheitsrat und die Stellung als bedeutender Energielieferant. Darüber hinaus bestehen jedoch enorme Schwierigkeiten, dem eigenen Anspruch gerecht zu werden. Dies rührt insbesondere aus der ökonomischen Schwäche her. Daneben verfügt es im Gegensatz zur Sowjetunion nicht mehr über ein attraktives Herrschafts- und Kultursystem. Die Möglichkeit, militärische Macht in politischen Einfluss umzuwandeln, ist auf Russlands unmittelbare Umgebung beschränkt. Es fehlt Russland an verlässlichen Verbündeten, wie die Nichtanerkennung Abchasiens und Südossetiens durch die restlichen GUS-Staaten zeigt.
Die politische Führung in Moskau drängt auf die Prärogative des UN-Sicherheitsrats. Ein Beispiel hierfür ist die Forderung, dass die NATO nur mit Zustimmung des UN-Sicherheitsrats tätig werden soll. Selbst besteht die Führung Russlands aber auf dem Recht, unilateral handeln zu dürfen, was das Verhalten im Georgienkrieg belegt. Um seinem Ziel näher zu kommen, sieht sich Russland nach Gegenpolen zu den USA um. Besonders Asien gewinnt dabei eine stetig wachsende Bedeutung. Die BRICS werden im außenpolitischen Konzept als strategische Partner betrachtet. Während Russland und Indien traditionell gute Beziehungen pflegen und diese weiter ausgebaut haben, hat sich das russisch-chinesische Verhältnis durch die Lösung alter Spannungen stetig verbessert. Abgesehen vom gemeinsamen Ziel, der weltpolitischen Dominanz des Westens etwas entgegenzusetzen, stehen vor allem Wirtschafts- und Rüstungsprojekte sowie russische Rohstofflieferungen im Vordergrund der Kooperation.
Generell sieht sich Russland seit etwa 2004 durch die NATO-Osterweiterung und einen zunehmenden Einfluss der USA auf die eigene geostrategische Interessensphäre bedroht. Dabei wird Russland vorgeworfen, destabilisierende Methoden zur außenpolitischen Einflussnahme einzusetzen. Dazu gehören beispielsweise Cyberangriffe, Beeinflussung von Wahlkämpfen und die Untergrabung von Beistandsverpflichtungen.
Russland gewährte 2013 dem US-amerikanischen Whistleblower Edward Snowden eine Aufenthaltserlaubnis.
Putin war der einzige Präsident Russlands, der Israel besuchte. Laut Matthias Vetter positionierten seine Partei und er sich wiederholt gegen jeden Form des Antisemitismus. Laut Jason Stanley verwendet Putin „antisemitische Schlüsselelemente einer weltweit vernetzten Rechten, die in Putin ihren Führer“ sehe; er sei „selbst ein faschistischer Autokrat, der demokratische Oppositionsführer und Kritiker inhaftiert“. Putin spreche christliche und andere Nationalisten im Westen gezielt an, um die Demokratien insgesamt zu treffen.

#### Drohungen mit dem Ersteinsatz von Atomwaffen
Im Zusammenhang mit der 2022 gestarteten Invasion der Ukraine wurde aus der russischen Führung und ihr nahestehenden Kreisen wiederholt mit dem Ersteinsatz von Atomwaffen gedroht. Dies wurde so bewertet, dass Russland solche Drohungen zur Erreichung außenpolitischer Ziele einsetzt. Inwieweit Russland tatsächlich zu einem Einsatz von Atomwaffen – in der Ukraine oder gegen westliche Länder – bereit ist, wird debattiert. Befürchtet wird jedoch, dass bereits die Drohung die globale Ordnung destabilisiert.

#### Beziehungen

##### Mitgliedschaften

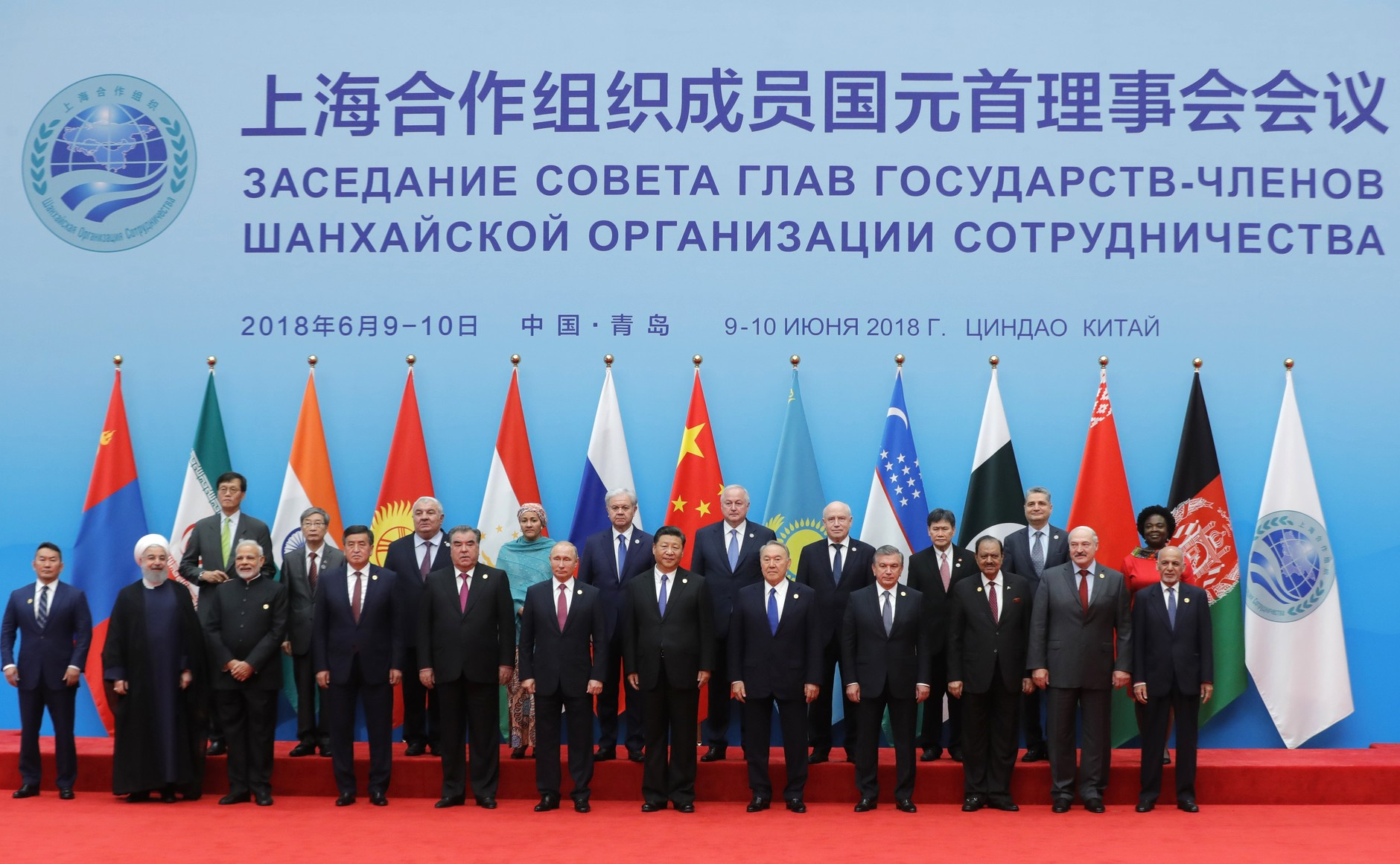
Gruppenfoto vom Gipfel der Shanghaier Organisation für Zusammenarbeit, 2018

Russland ist ständiges Mitglied des UN-Sicherheitsrates, aller UN-Nebenorganisationen, der OSZE und zudem Mitglied der EBRD sowie des IWF und der Weltbank. Beim G8-Gipfel im Mai 1998 wurde Russland formal in die damalige Gruppe der Sieben (G7) aufgenommen; diese wurde dadurch zur G8. Im März 2014 schlossen diese Sieben Russland wegen des Krieges in der Ukraine wieder aus der G8 aus. Am 15. März 2022 kam Russland einem Ausschluss aus dem Europarat zuvor, indem es seinen Austritt ankündigte.
Russland ist Mitglied verschiedener regionaler Organisationen, darunter die Organisation des Vertrages über Kollektive Sicherheit (OVKS) und die Shanghai-Organisation für Zusammenarbeit (SOZ):
- Die Organisation des Vertrags über kollektive Sicherheit zielt auf eine engere Zusammenarbeit in Sicherheits- und Verteidigungsfragen, wie auch auf eine gemeinsame Verteidigung im Falle eines Angriffes (Artikel 4 des Vertrags) ab. Ursprünglich eine sicherheitspolitische Institution der GUS, wurde die OVKS 2002 zu einer eigenständigen sicherheitspolitischen Organisation mit dem Fokus auf Zentralasien aufgewertet. Mitgliedstaaten neben Russland sind: Armenien, Belarus, Kasachstan, Kirgisistan und Tadschikistan. Auf russische Initiative wurde 2009 im Rahmen der OVKS eine schnelle Eingreiftruppe geschaffen, die in Krisensituationen eingesetzt werden kann. Armenien erklärte Anfang 2024, seine Mitgliedschaft in der OVKS ruhen zu lassen, da es im Konflikt mit Aserbeidschan trotz Anrufung des Bündnisses keinerlei militärische Unterstützung erfahren hatte.[441]
- Hauptziel der Shanghaier Organisation für Zusammenarbeit, die von China angeführt wird, ist die Stärkung des gegenseitigen Vertrauens und guter nachbarschaftlicher Beziehungen zwischen den Mitgliedsstaaten. Neben dem Ausbalancieren der sicherheitspolitischen Interessen Russlands und Chinas in Zentralasien soll sie auch der Durchsetzung gemeinsamer Sicherheitsinteressen in der Region dienen. Ursprüngliches Ziel Russlands und Chinas war es, durch sicherheitspolitische Kooperation die USA aus der Region herauszuhalten.[442] Die Organisation gewinnt zunehmend eine wirtschaftliche Bedeutung, anders als die von Russland ausgehenden Organisationen OVKS und Eurasische Wirtschaftsunion agiert sie erfolgreich und gewinnt für ihre Mitglieder und Außenstehende Bedeutung. Im Gegensatz dazu zeigen die von Russland dominierten Organisationen „Zeichen von Desintegration“.[443]
- Russland ist Mitglied der Organisation für Sicherheit und Zusammenarbeit in Europa, hat 2024 Mitarbeit und Beiträge aber wegen „völliger Russland-Feindlichkeit“ im Zusammenhang mit dem Überfall auf die Ukraine ausgesetzt.[444]

##### Beziehung zum „Nahen Ausland“

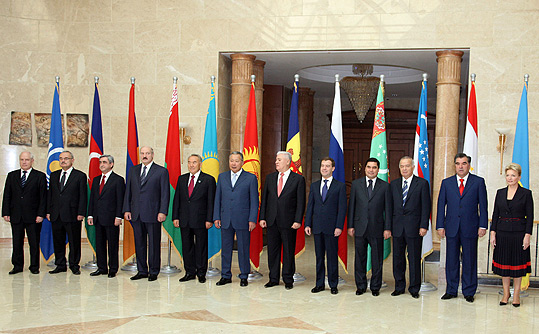
Treffen der GUS-Staatsoberhäupter 2008 in Bischkek

Die Auflösung der Sowjetunion stellte Russland zunächst vor die Aufgabe, das Verhältnis zu den aus Russlands Sicht oft als „Nahes Ausland“ (ближнее зарубежье) bezeichneten Nachfolgerepubliken neu zu gestalten. Die aus der Sowjetzeit geerbten wirtschaftlichen Beziehungen zwischen den einzelnen Republiken erforderten eine neue rechtliche Form der Kooperation und der Integration. Zugleich waren für Russland zahlreiche Objekte von strategischem Interesse, die nun außerhalb der Russischen Föderation lagen. Hierzu zählten u. a. der Weltraumbahnhof Baikonur, militärstrategische Einrichtungen in Aserbaidschan und Belarus sowie der Flottenstützpunkt der Schwarzmeerflotte in Sewastopol.
Zur Nachfolgeorganisation der Sowjetunion wurde die Gemeinschaft Unabhängiger Staaten (GUS), der zunächst 12 der 15 ehemaligen Sowjetrepubliken beitraten. Dieser eher lockere Staatenbund hat jedoch bis zur heutigen Zeit seine Bedeutung weitgehend eingebüßt. Mit Belarus hat sich Russland in der Russisch-Belarussischen Union zusammengeschlossen, auf die sich Boris Jelzin mit Aljaksandr Lukaschenka (belarussischer Staatspräsident seit 1994) verständigte. Nach Einschätzung von Politologen hing ihre Entwicklung jedoch stark mit persönlichen Ambitionen Lukaschenkas zusammen, der Nachfolger Jelzins in einem künftigen Unionsstaat zu werden. Als nach Jelzin 1999 Wladimir Putin russischer Präsident wurde, kühlte sich das Verhältnis zu Belarus ab, dem Putin einen Beitritt zur Russischen Föderation vorschlug. Bis 2011 verlief die weitere Integration sehr schleppend, viele Projekte wie die gemeinsame Währung wurden nicht umgesetzt. Die Beziehungen waren vielmehr von Energiekonflikten überschattet. 2011 trat Belarus jedoch der gemeinsamen Zollunion mit Russland und Kasachstan bei, die bereits seit 2000 im Rahmen der Eurasischen Wirtschaftsgemeinschaft in Planung war. Zu den weiteren Zielen dieser Gemeinschaft zählt ein gemeinsamer Wirtschaftsraum und die Schaffung einer politischen Union, die für weitere Staaten des postsowjetischen Raumes offensteht.

##### Beziehungen zur Ukraine

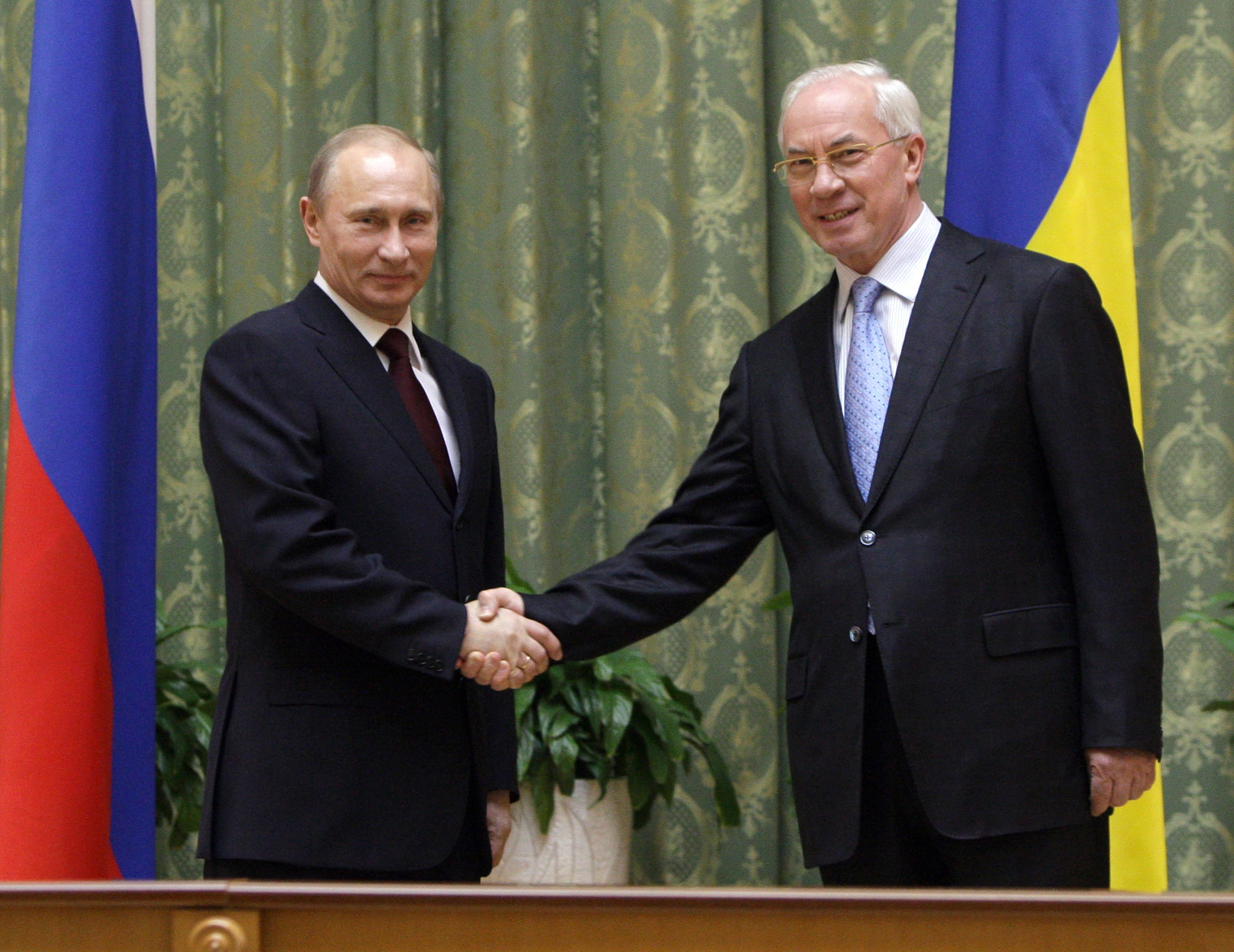
Putin und der ukrainische Ministerpräsident Mykola Asarow, 11. April 2011

Russland hatte schon immer ein ambivalentes, spätestens ab 2014 ein stark gespanntes Verhältnis zur seit 1991 unabhängigen Ukraine, die bereits zu Zeiten der UdSSR formal Mitglied der UN gewesen war. Trotz enger historischer und kultureller Verbindungen und einer fortbestehenden wechselseitigen Abhängigkeit, besonders in Energiefragen, haben geschichtsbezogene Meinungsverschiedenheiten (vgl. Holodomor) sowie der erklärte Westkurs der Ukraine, den Russland unter Putin dem Nachbarland nicht zugestehen wollte, das Verhältnis schwer belastet. Vor allem westlich orientierte Regierungen der Ukraine wurden von Russland wiederholt unter Druck gesetzt, so zum Beispiel nach der Präsidentschaftswahl in der Ukraine 2004, als es zum russisch-ukrainischen Gasstreit kam. Wiederholt hat Russland sich vertraglich zur Wahrung der territorialen Integrität der Ukraine verpflichtet: Nach dem Budapester Memorandum, das dazu geführt hatte, dass die Ukraine auf westlichen Druck hin ihre aus der UdSSR übernommenen Atomwaffen an Russland übergab, schlossen beide Länder auch den Russisch-ukrainischen-Freundschaftsvertrag und den Russisch-ukrainischen Grenzvertrag ab.
Dennoch war bereits im Jahr 2009 in ukrainischen Medien offen über die Möglichkeit eines militärischen Angriffs durch Russland diskutiert worden. Nach der Flucht und der folgenden Absetzung des russlandfreundlichen Präsidenten Wiktor Janukowytsch und der Revolution des Euromaidan (November 2013 bis Februar 2014), bei dem sich die Demonstranten für eine Westorientierung der Ukraine aussprachen, kam es mit der Annexion der Krim zum Bruch sämtlicher Verträge durch den Kreml und zum Ausbruch des russisch-ukrainischen Kriegs. Zudem kämpften ab 2014 sogenannte „Separatisten“ für eine Autonomie in der Ostukraine (siehe Krieg im Donbas). Diese wurden durch Russland personell und militärisch erst gegründet und dann – versteckt auch mit regulären Truppen – unterstützt. Im Rahmen des Konflikts kam es auch zum Abschuss des Fluges MH17 im Juli 2014 in der Oblast Donezk. Im Februar 2022 startete Russland einen Angriffskrieg auf die gesamte Ukraine, am 30. September 2022 wurden weite Teile der Süd- und Ostukraine annektiert.

##### Beziehung zur Europäischen Union
Als Antwort auf die Annexion der Krim 2014 wurden von der Europäischen Union Sanktionen gegen Russland ergriffen. Dabei geht es vorwiegend um bestimmte Ausrüstungen für die russische Öl- und Gasindustrie, zudem wird verschiedenen russischen Finanzinstituten der Zugang zum Finanzmarkt erschwert. Der Beschluss dieser Sanktionen erfolgt jeweils befristet für ein halbes Jahr (letztmals bis Januar 2019) und bedarf der Einstimmigkeit des Rates der Europäischen Union.
Im Zuge des Angriffskriegs gegen die Ukraine verhängte die EU massive Sanktionen gegen Russland, infolgedessen kam es auch zu Gegenreaktionen seitens Russlands.

##### Deutsch-russische Beziehungen

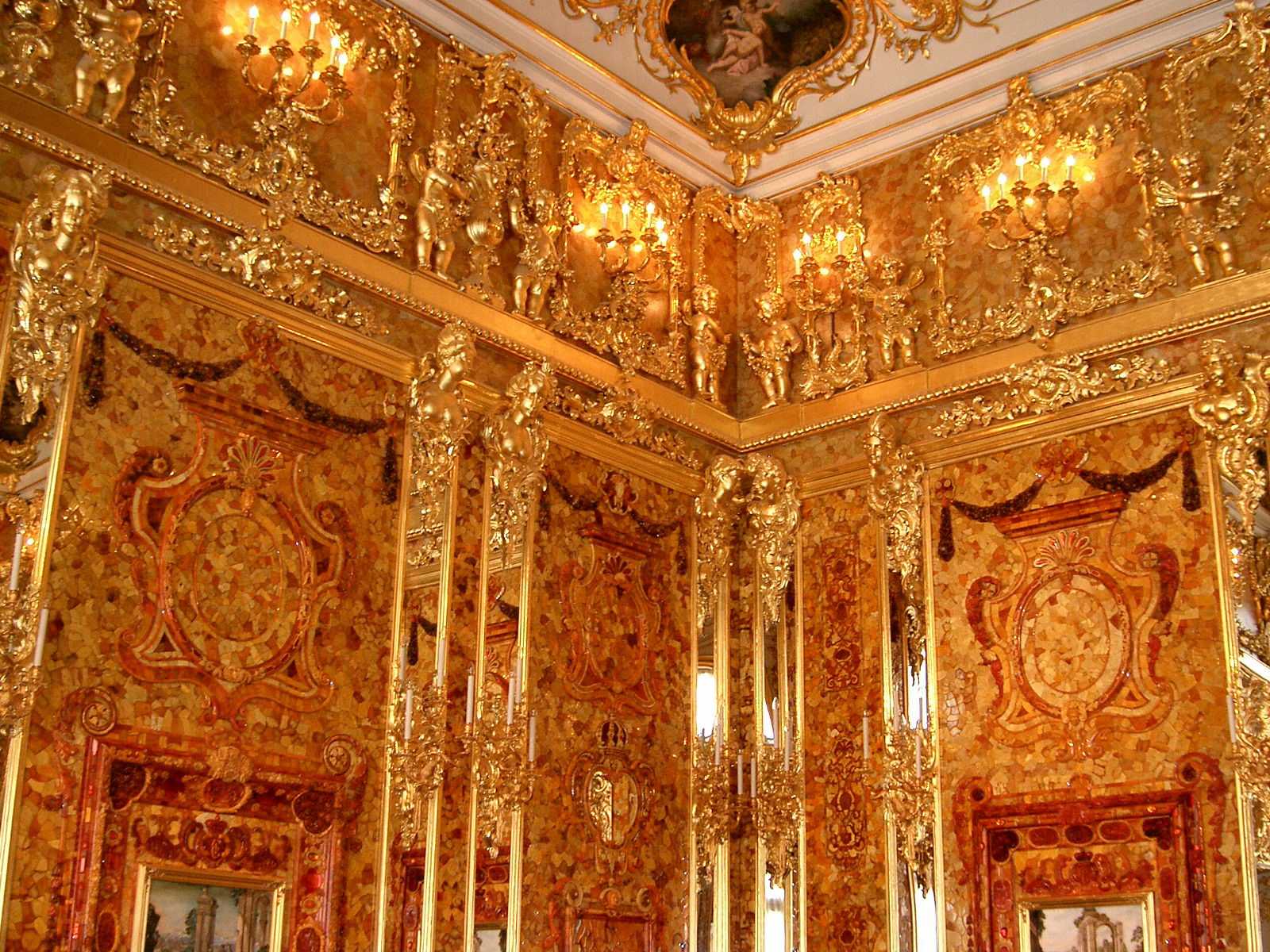
Zeugnis deutsch-russischer Beziehungen: das rekonstruierte Bernsteinzimmer. Im Jahr 1716 wurde das Original vom preußischen König Friedrich Wilhelm I. an den russischen Zaren Peter den Großen verschenkt und verschwand 1945.

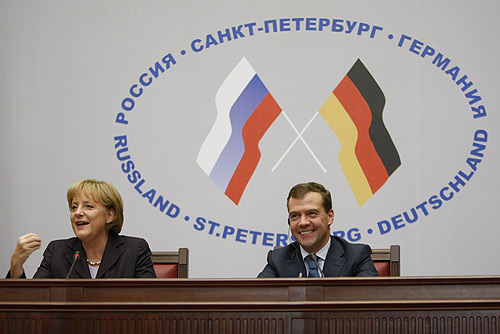
Medwedew und Merkel beim Petersburger Dialog 2008

Deutsche waren die ersten „westlichen“ Europäer, mit denen Russland intensiver in Kontakt kam. Seit Mitte des 13. Jahrhunderts bestand der Peterhof in Nowgorod als Handelsniederlassung der Hanse. Zu militärischen Auseinandersetzungen kam es seit dem 12. Jahrhundert mit dem Schwertbrüderorden in Livland.
Die kulturellen Beziehungen zwischen Deutschen und Russen waren besonders eng unter Peter dem Großen. Russische Deutsche haben einen großen Beitrag zur Entwicklung der russischen Kultur geleistet, beispielsweise Kaiserin Katharina II., Admiral Adam Johann von Krusenstern, der Militäringenieur Graf Eduard Iwanowitsch Totleben, der Musiker Swjatoslaw Teofilowitsch Richter und viele andere. Der historische Beitrag Deutschlands wird daher bis heute in Russland anerkannt und geschätzt. Auch politisch blickten Deutschland und Russland bis zum Ende des 19. Jahrhunderts auf lange Bündnistraditionen zurück. Insbesondere das Königreich Preußen lehnte sich seit dem Ende des Siebenjährigen Krieges 1763 bis zur deutschen Reichsgründung von 1871 eng an das russische Zarenreich an, da es zweimal in seiner Geschichte letztlich durch Russland vor der fast völligen Vernichtung bewahrt worden war – 1762 durch den Seitenwechsel Zar Peters III. im Siebenjährigen Krieg und 1807 durch die Fürsprache Zar Alexanders I. bei Napoleon im Frieden von Tilsit. Während der Befreiungskriege kämpften Russen und Deutsche gemeinsam gegen die französische Fremdherrschaft. So waren russische Soldaten maßgeblich an der Befreiung Deutschlands beteiligt. Die „Allianz der drei Schwarzen Adler“ – Russland, Österreich und Preußen –, die bereits in der ersten Hälfte des 18. Jahrhunderts bestanden hatte, setzte sich in der Folge nach dem Wiener Kongress als Heilige Allianz fort. Die schweren kriegerischen Auseinandersetzungen im 20. Jahrhundert haben bis heute Nachwirkungen. Die rechtliche Grundlage der Beziehungen des wiedervereinigten Deutschlands und der Russischen Föderation bilden der Vertrag über die abschließende Regelung in bezug auf Deutschland vom 12. September 1990, der Vertrag über gute Nachbarschaft, Partnerschaft und Zusammenarbeit vom 9. November 1990 sowie die gemeinsame Erklärung des russischen Präsidenten und des deutschen Bundeskanzlers vom 21. November 1991. Im Zeichen der friedlichen deutschen Wiedervereinigung war die deutsche Seite einerseits dankbar für die problemlose Abwicklung der Folgeauswirkungen, andererseits fühlte sich Deutschland als Impulsgeber und Motor für eine stärkere Integration Russlands in europäische Strukturen und warb für Kredite und Investitionen in Russland. Ab der Kanzlerschaft Gerhard Schröders und dem Wirtschaftsaufschwung in Russland unter Wladimir Putin intensivierten sich die deutsch-russischen Beziehungen insbesondere im Bereich der Wirtschaft, aber auch beim politischen Dialog. Ab 1998 fanden jährlich bilaterale Regierungskonsultationen auf höchster Ebene unter Beteiligung beider Regierungen statt.
Es gab in Russland zwischenzeitlich mehr als 6.000 Unternehmen mit deutscher Beteiligung, einschließlich mehr als 1.350 russisch-deutscher Joint Ventures.
Zwischen Deutschland und Russland entwickelte sich ein enger kultureller und bildungspolitischer Austausch. 2003 wurde ein Regierungsabkommen zur Förderung des gegenseitigen Erlernens der Partnersprache abgeschlossen. Rund 12.000 junge russische Staatsbürger studierten an deutschen Hochschulen. Im April 2005 wurde eine gemeinsame Erklärung für eine strategische Partnerschaft auf dem Gebiet der Bildung, Forschung und Innovation unterzeichnet. Ab 2006 gab es Koordinierungsbüros in Hamburg und Moskau für den bilateralen Schüler- und Jugendaustausch. Das Goethe-Institut ist an vielen Orten in Russland präsent, in Moskau, St. Petersburg und seit Frühjahr 2009 in Nowosibirsk. Daneben sind zahlreiche weitere deutsche Kulturmittler in Russland vertreten.
Frank-Walter Steinmeier war in seiner Zeit als Bundesaußenminister Architekt einer engen Zusammenarbeit mit Moskau, dem er 2008 eine „Modernisierungspartnerschaft“ anbot, von der er sich eine Liberalisierung Russlands in Richtung einer „offenen Gesellschaft“ versprach. Daran hielt er fest, auch wenn früh Zweifel daran auftauchten, ob eine solche Liberalisierung in Moskau überhaupt gewünscht werde. Der Planungsstab des Ministeriums unter Markus Ederer erfand die Formulierung „Annäherung durch Verflechtung“ – angelehnt an Egon Bahrs berühmte Formel „Wandel durch Annäherung“. In Arbeitspapieren wurde das Ziel festgehalten, eine „irreversible“ wirtschaftliche „Verflechtung“ beider Länder zu erreichen. Zweifel aus dem eigenen Hause an Putin wehrte Steinmeier ab. Er glaubte, dass der Wechsel zu Präsident Medwedew diesen tatsächlich zum zukünftig starken Mann in Russland gemacht habe, obgleich Mitarbeiter im Auswärtigen Amt diese Annahme für „absurd“ hielten. Mit der deutschen EU-Ratspräsidentschaft 2007 versuchte er seine Vorstellung von einer Modernisierungspartnerschaft zur Politik der EU zu machen. 2014 stellte Steinmeier dann fest, dass die im Jahre 2008 vorgeschlagene Modernisierungspartnerschaft aufgrund der formulierten Voraussetzungen (wie etwa einer offenen Zivilgesellschaft) von der russischen Seite ausgeschlagen worden war.
Obwohl die Tendenz stieg, hatten 2011 trotz starker Wirtschaftsbeziehungen und eines bedeutenden Austausches zwischen den Zivilgesellschaften nur ein Drittel der Deutschen Russland als Partnerland vertraut. Dies lässt sich auf die Rolle der Medien zurückführen, die einen entscheidenden Einfluss bei der Wahrnehmung Russlands haben (vgl. Russlandberichterstattung in Deutschland). Bis zum Amtsantritt Wladimir Putins herrschte in den deutschen Medien das Bild eines „armen“ und „unberechenbaren“ Russlands vor. Durch die wirtschaftliche Stabilisierung nach der Jahrtausendwende und hohe Einkommen aus den Ölvorkommen verschwand dieses Bild allmählich. An seine Stelle rückte die Angst vor Putins Energie-Imperium und der Abhängigkeit von ihm. Die Berichterstattung der politischen Situation in Russland wurde durch die Stagnation der Medien und deren Personalabbau zuweilen als zu wenig differenziert wahrgenommen; Präsident Medwedew galt den Einen als „liberal“, den anderen als Präsident eines Landes, welchem ein Umsturz bevorstand.
2007 hatte Putin in seiner Rede auf der Münchner Konferenz für Sicherheitspolitik generell die NATO-Osterweiterung als Bruch westlicher Zusagen bezeichnet, 2008 trennte Russland im Gefolge des Kaukasuskrieges Gebiete von Georgien ab. Das Verhältnis zu westlichen Staaten verschlechterte sich zusehends. Die Russische Nachrichtenagentur RIA Novosti beklagte eine im Herbst 2012 beginnende Abkühlung der russisch-deutschen Beziehungen, als der Bundestag eine Resolution mit Kritik an Russlands Innenpolitik verabschiedete. Die Putin-Regierung betreibt seit Mai 2012 eine „nationalpatriotische und gegen westliche Einflüsse gerichtete Politik“.
Im Februar 2014 kritisierte Russland die deutsche Rolle beim Euromaidan in der Ukraine. Im Verlauf der Annexion der Krim und des Russisch-Ukrainischen Kriegs zeigte sich, dass russische Geheimdienste zunehmend versuchen, mittels gezielter Infiltration sozialer Netzwerke wie Facebook sowie der Kommentarbereiche westlicher, auch deutscher Onlinemedien (betroffen sind etwa die Deutsche Welle und die Süddeutsche Zeitung), die öffentliche Meinung im Ausland zu Gunsten Russlands zu manipulieren. Wie die Süddeutsche berichtet, sind zu diesem Zweck hunderte bezahlte Manipulatoren im Einsatz.
Unmittelbar nach der Annexion der Krim 2014 wurden in der Europäischen Union Wirtschaftssanktionen gegen Russland verhängt. Als Folge brach der deutsch-russische Handel binnen Monaten um rund ein Drittel ein. Im Sommer 2017 wurden die Sanktionen wiederum verschärft.
2019 wurde in Berlin ein Tschetschene georgischer Staatsbürgerschaft ermordet, unmittelbar danach konnte der Täter festgenommen werden, der in Ermittlungen als russischer Agent enttarnt wurde. Die Bundesregierung erklärte daraufhin zwei Mitarbeiter der russischen Botschaft zu unerwünschten Personen, woraufhin auch Russland zwei deutsche Diplomaten auswies. Nach der Verurteilung des Täters zu lebenslanger Haft – das Gericht hatte Russlands Beteiligung als erwiesen bewertet und von „Staatsterrorismus“ gesprochen – wies das Auswärtige Amt erneut zwei russische Diplomaten aus, was von Moskau gleichfalls mit der Ausweisung zweier deutscher Diplomaten beantwortet wurde.
Im Februar 2020 warf der deutsche Außenminister Heiko Maas der russischen Regierung angesichts des russischen Militäreinsatzes im Rahmen des syrischen Bürgerkriegs vor, das humanitäre Völkerrecht gebrochen und Kriegsverbrechen im Gouvernement Idlib begangen zu haben.
Der deutsche Bundeskanzler Olaf Scholz versuchte Anfang 2022 in Moskau auf Wladimir Putin einzuwirken, die vorbereitete Invasion der Ukraine zu unterlassen und warnte, dass Deutschland andernfalls zu weitreichenden Maßnahmen bereit sei. Der dennoch erfolgte Überfall auf die Ukraine zerstörte das deutsch-russische Verhältnis endgültig. Die Bundesrepublik Deutschland schloss sich den bis dato beispiellosen westlichen Sanktionen an und begann nach anfänglichem Zögern, die Ukraine mit Waffenlieferungen zu unterstützen, bezog (und bezahlte) aber weiterhin Gas über die Nordstream-Pipeline, bis Putin die Lieferungen unterbrach.
Beide Staaten wiesen Diplomaten der anderen Seite aus, erst aus Protest, dann um die diplomatischen Beziehungen insgesamt herunterzufahren. Russland beschränkte die Anzahl deutscher Staatsbediensteter und lokaler Mitarbeiter auf insgesamt 350, was Deutschland dazu zwang, drei Generalkonsulate in Russland zu schließen. Im Gegenzug ordnete Berlin die Schließung von vier der fünf russischen Generalkonsulate an.

#### Rolle im Syrischen Bürgerkrieg

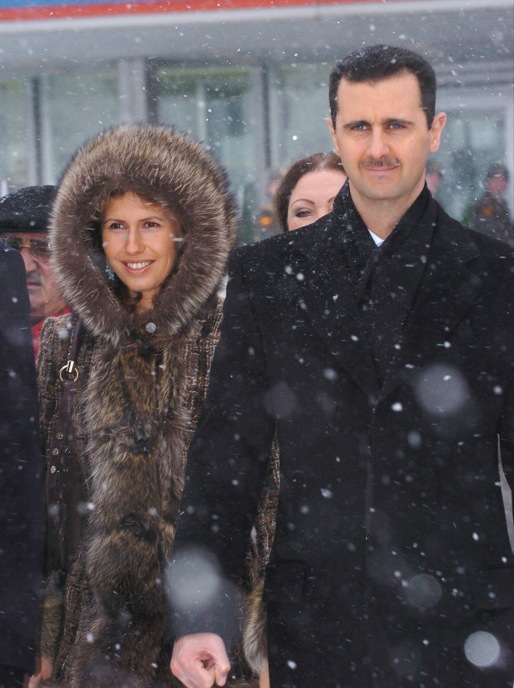
Baschar al-Assad mit Gattin Asma in Moskau (Januar 2005)

Der Syrienkonflikt ist einer der wenigen internationalen Konflikte, in denen die russische Regierung eine zentrale Rolle spielt. Dabei brachte ihre Verweigerungshaltung gegenüber jeglichen Versuchen, im Rahmen des UN-Sicherheitsrats internationalen Druck auf die Regierung Assad auszuüben, der russischen Regierung scharfe Kritik westlicher und regionaler Akteure ein und beschädigte das Ansehen Russlands in der arabischen Welt. Russland nahm von Anfang an die klare Haltung ein, dass die Kämpfe zwischen Regierung und Opposition nur innersyrisch zu lösen sei. Dies sei erstens durch ergebnisoffene Verhandlungen zwischen beiden Seiten zu erreichen und sollte zweitens ohne externe Einmischung geschehen, sei es durch Waffenlieferung an die Rebellen oder durch militärische Intervention. Deswegen blockierte Russland nicht nur Resolutionsentwürfe im UN-Sicherheitsrat, die Sanktionen vorgesehen hätten (Oktober 2011, Juli 2012), sondern auch solche, die lediglich die Gewaltanwendung durch die syrische Regierung verurteilt hätten, ohne dass zugleich die Regimegegner ebenfalls verurteilt und zum Gewaltverzicht aufgerufen würden (Februar 2012).
Die Führung Russlands gibt vor, damit eine neutrale Haltung einzunehmen. Mehrmals betonten Präsident Putin, Außenminister Lawrow und Ministerpräsident Medwedew, dass ihr Land – im Gegensatz zu den westlichen Staaten oder den Golfmonarchien – nicht einseitig Partei ergreife.
Jedoch unterstützt die russische Regierung die Regierung Assads auf vielfältige Weise. Erstens stützt man auf internationaler Bühne die Legitimationsstrategie der syrischen Führung. Durch eine Darstellung der Opposition primär als einer Gruppe von „Fanatikern“, Islamisten oder Terroristen wird die Schuld am Gewaltausbruch implizit ihr zugewiesen. Zweitens liefert Russland weiterhin Waffen an die syrische Regierung, darunter Luftabwehrsysteme (Buk-M2 [Nato-Code: SA-17 Grizzly] und Panzir-S1 [Nato-Code: SA-22 Greyhound]) und Helikopter. Russland verweist darauf, dass die Exporte nach internationalem Recht zulässig seien. Schließlich hat der UN-Sicherheitsrat – aufgrund russischer und chinesischer Weigerung – bislang kein Waffenembargo verhängen können. Als verlässlicher Exporteur – so die russische Rechtfertigung – sei die russische Regierung daher verpflichtet, bestehende Verträge zu erfüllen. „Neue Lieferungen“ seien aber suspendiert worden, erklärte Wjatscheslaw Dsirkaln vom Föderalen Dienst für Militärtechnische Zusammenarbeit im Juli 2012. Drittens hilft die russische Regierung der Regierung Assad auch, indem sie Banknoten für die syrische Regierung druckt.
Die Motive der russischen Syrienpolitik gehen über materielle Interessen hinaus. Sie betreffen grundlegende Fragen der internationalen Ordnung und regionalen Machtbalance, aber auch konkrete sicherheitspolitische Risiken für Russland selbst. Der „arabische Frühling“ warf für die internationale Gemeinschaft erneut die Frage auf, wie mit dem Spannungsverhältnis zwischen staatlicher Souveränität und Schutzverantwortung („responsibility to protect“ – „R2P“) umzugehen ist. Es geht um konträre Ansichten zur Ausgestaltung der internationalen Ordnung und den Anspruch Russlands, diese mitzubestimmen. Die russische Regierung lehnt die „R2P“ nicht prinzipiell ab, will es aber an enge Grenzen gebunden wissen, ohne das Ziel eines „Regime Change“ von außen. Dahinter steht eine traditionelle Interpretation staatlicher Souveränität. Diese hat auch eine innenpolitische Begründung. Schließlich stellt eine Aufweichung des Nichteinmischungsgebots für die autoritäre Führung in Moskau auch aus Gründen des eigenen Machterhalts ein Gefahrenszenario dar.
Nach den Giftgas-Angriffen von Ghuta und der Drohung der US-amerikanischen Regierung mit einem Militärschlag gelang es Russland, zwischen der US-amerikanischen und der syrischen Regierung zu vermitteln. Am 14. September 2013 wurde vereinbart, dass die syrische Regierung zunächst binnen einer Woche das gesamte Giftgasarsenal offenlegen und den UN-Inspektoren uneingeschränkten Zugang zu den Lagerstätten gewähren muss. Mitte November sollten die UN-Inspekteure die Arbeit aufnehmen. Die Chemiewaffen sollten außerhalb von Syrien vernichtet werden. Am 16. September sprach sich Russland erneut gegen eine UN-Resolution aus, die eine Drohung im Falle einer Nichterfüllung der Vereinbarung gegen die syrische Regierung vorsah.
Humanitäre Hilfe leistet Russland in dem Konflikt hingegen kaum, so stellte die Regierung im Jahr 2015 für das UN-Hilfsprogramm zur Versorgung der rund 4 Millionen Syrer, die vor dem Krieg in die Nachbarländer geflohen sind, bislang einen Betrag von 300.000 US-Dollar zur Verfügung, was 0,02 % der für die Hilfsmaßnahmen veranschlagten Gesamtkosten deckt. In Russland selbst halten sich Schätzungen zufolge zwischen 8000 und 12.000 syrische Flüchtlinge auf, viele davon illegal. Im Jahr 2015 wurde kein einziger Syrer in Russland offiziell als Flüchtling anerkannt, 482 Asylsuchende wurden geduldet.
Durch den russischen Militäreinsatz sind bis Ende September 2019 laut der syrischen Beobachtungsstelle für Menschenrechte etwa 19.000 Menschen (davon ca. 8300 Zivilisten) ums Leben gekommen. Insbesondere im Gouvernement Idlib sind durch die Offensiven der russischen und syrischen Streitkräfte hunderttausende Menschen zur Flucht genötigt worden. Auch hinterließ die Offensive einen immensen Schaden der lokalen Infrastruktur. So sind laut einem Bericht von Amnesty International zwischen Mai 2019 und Februar 2020 mindestens 18 Angriffe auf Krankenhäuser und Schulen in Syrien durch die russischen und syrischen Streitkräfte verübt worden. In der Folge haben fünf Kliniken darum schließen müssen. Im Juli 2020 blockierte die russische Regierung mit einem Veto im UN-Sicherheitsrat den Fortbestand eines Großteils der UN-Hilfslieferungen von medizinischen Gütern und Nahrungsmitteln nach Syrien, sodass das UN-Hilfsprogramm für Syrien nur noch eingeschränkt fortgesetzt wurde.
Das jahrelange Engagement in Syrien endete vorläufig im Dezember 2024 mit dem Sturz des Assad-Regimes und einer schweren Niederlage Russlands. Das Bestreben Russlands, in Vertretung einer multipolaren Ordnung verbündeten Diktatoren eine Sicherheitsgarantie zu geben, hat stark an Glaubwürdigkeit verloren. Ob es Russland gelingen würde, seine militärische Präsenz in der Marinebasis Tartus zu bewahren blieb unklar, als Ersatz für den Verlust ist möglicherweise Libyen angedacht, in das Russland militärisches Material aus Syrien verlegt. Die neue syrische Regierung kündigte den Nutzungsvertrag mit Russland.

#### Aktivitäten in Afrika
Durch die Präsenz der paramilitärischen Organisation Gruppe Wagner in mehreren afrikanischen Staaten (u. a. Angola, Guinea, Guinea-Bissau, Kongo, Libyen, Madagaskar, Mali, Mosambik, Simbabwe, Sudan, Zentralafrikanische Republik) versucht der russische Staat, seinen Einfluss dort inoffiziell zu mehren. So ist die Wagner-Gruppe eine Kriegspartei im seit 2014 bestehendem Bürgerkrieg in Libyen und im Konflikt in Mali. Auch durch den Auslandssender RT führt Russland in Afrika geschickte Desinformationskampagnen.
Recherchen der European Investigative Collaboration ergaben, dass Russland vom Handel mit Konfliktdiamanten aus Afrika profitiert und das Schürfen von Diamanten aus Gebieten, aus denen offiziell keine Diamanten exportiert werden dürfen, durch die Gruppe Wagner überwachen lässt. Als Mitglied des Kimberley-Prozesses macht Russland von seinem Vetorecht Gebrauch, um Bemühungen zur Unterbindung des Handels mit Konfliktdiamanten zu untergraben.

#### Unterstützung der Militärdiktatur in Myanmar
Nach dem Militärputsch in Myanmar 2021 durch die dortige Militärregierung hat Russland laut den Vereinten Nationen Militärtechnik im Wert von 406 Millionen Dollar an die Streitkräfte von Myanmar verkauft.

### Finanzpolitik

#### Währung

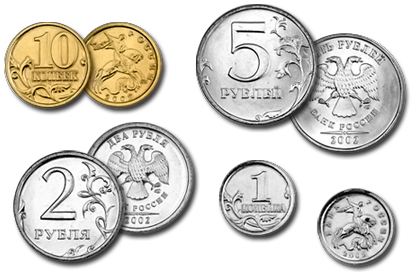
Rubel- und Kopekenmünzen

Die russische Währung ist der russische Rubel (Рубль; Kürzel RUB) zu 100 Kopeken (Копейка). Nach starker Inflation in den 1990er-Jahren wurde im Jahr 1998 eine Währungsreform durchgeführt, bei der 1000 alte Rubel (RUR) durch je einen neuen Rubel (RUB) ersetzt wurden. Seitdem war der Rubel bis 2008 gegenüber US-Dollar und Euro im Wesentlichen stabil, die Inflation betrug 2006 8,2 %. Dazu hat bisher vor allem die Wechselkurspolitik der russischen Zentralbank beigetragen. Um eine rasche Aufwertung des Rubels mit einer Verschlechterung der preislichen Wettbewerbsfähigkeit russischer Produzenten zu verhindern, intervenierte sie am Devisenmarkt. Sie kaufte die Russland mit den hohen Leistungsbilanzüberschüssen zufließenden Devisen gegen Rubel auf. Die umlaufende Rubelgeldmenge stieg stark an. Das Inflationspotential wuchs. Im Zuge der Internationalen Wirtschaftskrise verlor der Rubel im zweiten Halbjahr 2008 rund 20 % seines Wertes gegenüber dem Euro. Seit der Annexion der Krim verlor der Rubel mehr als die Hälfte seines Wertes gegenüber Euro, US-Dollar oder Renminbi.
Neben dem Rubel finden im Alltag auch US-Dollar und Euro Verwendung. Bis zum Januar 2007 wurden Preise auch oft in Verrechnungseinheiten angegeben, die je einem US-Dollar entsprachen. Da die Verwendung von Drittwährung in Russland nicht erlaubt ist, wurde dennoch in Rubel gezahlt. Diese Praxis ist aber seit Januar 2007 verboten. Wegen häufiger Bankeninsolvenzen und Finanzkrisen sind viele Russen dazu übergegangen, ihre Ersparnisse als Bargeld in Euro- und Dollar-Scheinen oder in Immobilien anzulegen.

#### Staatshaushalt
Der Staatshaushalt umfasste 2016 Ausgaben von umgerechnet 236,6 Mrd. Dollar, dem standen Einnahmen von umgerechnet 186,5 Mrd. Dollar gegenüber. Damit hatte das Land ein Haushaltsdefizit in Höhe von 3,9 % des BIP. Der Abschluss der Duma- und Präsidentenwahl gibt ab Mitte 2012 Anlass zu neuen umfangreichen Modernisierungsausgaben zugunsten der Infrastruktur, Wirtschaft und der Landesverteidigung. Angekündigt ist auch eine weitere Steigerung der Sozialausgaben. Somit werden die Ausgaben tendenziell weiter steigen, was aufgrund einer geringen Verschuldungsquote kein Problem darstellt. Die Staatsverschuldung betrug 2016 17,0 % des BIP. Russland verfügt über einen nationalen Stabilisierungsfond, in den Teile der Gewinne aus Rohstoffverkäufen eingezahlt werden und dem Staat als Rücklagen zur Verfügung stehen.
2020 betrug der Anteil der Staatsausgaben vom BIP folgender Bereiche:
- Gesundheit: 7,6 %
- Bildung: 3,7 %
- Militär: 5,0 % (2023)

Der Überfall auf die Ukraine Anfang 2022 hatte starke Auswirkungen auf den Staatshaushalt: Stand Ende 2024 gehen 40 % der Staatsausgaben ins Militär, die Hälfte der Rücklagen im Stabilisierungsfond ist aufgebraucht.

## Wirtschaft und Infrastruktur

### Charakteristika
Nach dem Zusammenbruch der UdSSR bildete sich durch die Privatisierung von Staatsunternehmen eine von sogenannten Oligarchen geprägte Wirtschaft heraus. Nach Machtantritt Wladimir Putins stellte dieser jedoch die staatliche Kontrolle über die früheren Staatsunternehmen durch Entmachtung dieser Oligarchen und die Installierung von Vertrauenspersonen aus den Reihen der Silowiki in Schlüsselunternehmen (vornehmlich der Öl- und Gasförderindustrie) erneut her. Diese Führungspersonen werden zuweilen Silowarchen genannt. Charakterisieren lässt sich die heutige Wirtschaftsform als oligarchisch geführter „Staatskapitalismus“, in dem eine „exklusive Elite mit Hilfe extraktiver politischer und wirtschaftlicher Institutionen maßgeblich die Schwerpunkte in der Wirtschafts- und Außenwirtschaftspolitik bestimmt“ und durch Rohstoffverkäufe auf den Weltmärkten große Einkünfte erzielt, so dass eine marktwirtschaftliche Modernisierung, die zum Machtgewinn anderer Akteure führen würde, von ihr nicht erwünscht, sondern verhindert wird. Die Wirtschaft Russlands ist stark klientelistisch geprägt, Systemtreue wird durch die Möglichkeit, überhöhte Gewinne abschöpfen zu können, belohnt. Margareta Mommsen geht von „etwa 13 bis 15 Klans, die in dem permanenten Poker um Macht und Eigentum involviert sind“ aus, sie regierten als „geheime Oligarchie“ das Land informell mit, und Wladimir Putin erscheine als Verbindungsglied zwischen ihnen und den nach außen sichtbaren Machtinstitutionen des Staates, er sei der „Patron der cliquenwirtschaftlichen Strukturen“, der für einen Ausgleich der Interessen sorge.

### Wirtschaftsstruktur und Wirtschaftsgeschichte
| Produktart     | 2005             | 2011               |
| -------------- | ---------------- | ------------------ |
| Eisenerze      | 82,5 Mio. t      | 100 Mio. t         |
| Kohle          | 299 Mio. t       | 335 Mio. t         |
| Roheisen       | 66,2 Mio. t      | 48,1 Mio. t        |
| Öl             | 470 Mio. t       | 511 Mio. t         |
| Erdgas         | 641 Mio. m³      | 670 Mio. m³        |
| Zement         | 48,7 Mio. t      | 53,7 Mio. t (2008) |
| PKW            | 1,068 Mio. Stck. | 1,738 Mio. Stck.   |
| LKW            | 0,204 Mio. Stck. | 0,249 Mio. Stck.   |
| Stromerzeugung | 953 TWh          | 1052 TWh           |

| Jahr | BIP (in Mrd. USD KKB) | BIP pro Kopf (in US-Dollar KKB) | BIP Wachstum (real) | Inflationsrate (in Prozent) | Arbeitslosenquote (in Prozent) | Staatsverschuldung (in % des BIP) | Haushaltsbilanz (in % des BIP) | Leistungsbilanz (in % des BIP) |
| ---- | --------------------- | ------------------------------- | ------------------- | --------------------------- | ------------------------------ | --------------------------------- | ------------------------------ | ------------------------------ |
| 1992 | 1.619,9               | 10.905                          | k. A.               | k. A.                       | 5,2 %                          | k. A.                             | k. A.                          | ▼−1,3 %                        |
| 1993 | ▼1.514,0              | ▼10.198                         | ▼−8,7 %             | ▲874,6 %                    | ▲5,9 %                         | k. A.                             | k. A.                          | ▲1,3 %                         |
| 1994 | ▼1.349,9              | ▼9.096                          | ▼−12,7 %            | ▲307,6 %                    | ▲8,1 %                         | k. A.                             | k. A.                          | ▲2,6 %                         |
| 1995 | ▼1.321,7              | ▼8.908                          | ▼−4,1 %             | ▲197,5 %                    | ▲9,4 %                         | k. A.                             | k. A.                          | ▲2,1 %                         |
| 1996 | ▼1.297,7              | ▼8.759                          | ▼−3,6 %             | ▲47,7 %                     | ▲9,7 %                         | k. A.                             | k. A.                          | ▲2,6 %                         |
| 1997 | ▲1.338,2              | ▲9.048                          | ▲1,4 %              | ▲14,8 %                     | ▲11,8 %                        | k. A.                             | k. A.                          | ▬0,0 %                         |
| 1998 | ▼1.281,3              | ▼8.677                          | ▼−5,3 %             | ▲27,7 %                     | ▲13,3 %                        | k. A.                             | ▼−7,4 %                        | ▲0,1 %                         |
| 1999 | ▲1.382,0              | ▲9.387                          | ▲6,4 %              | ▲85,7 %                     | ▼13,0 %                        | 92,1 %                            | ▼−3,6 %                        | ▲12,6 %                        |
| 2000 | ▲1.555,3              | ▲10.610                         | ▲10,0 %             | ▲20,8 %                     | ▼10,6 %                        | ▼55,7 %                           | ▲3,1 %                         | ▲16,3 %                        |
| 2001 | ▲1.671,2              | ▲11.448                         | ▲5,1 %              | ▲21,5 %                     | ▼9,0 %                         | ▼44,3 %                           | ▲3,0 %                         | ▲9,7 %                         |
| 2002 | ▲1.777,8              | ▲12.234                         | ▲4,7 %              | ▲15,8 %                     | ▼8,0 %                         | ▼37,5 %                           | ▲0,7 %                         | ▲7,4 %                         |
| 2003 | ▲1.946,2              | ▲13.454                         | ▲7,3 %              | ▲13,7 %                     | ▲8,2 %                         | ▼28,3 %                           | ▲1,3 %                         | ▲7,2 %                         |
| 2004 | ▲2.141,3              | ▲14.863                         | ▲7,2 %              | ▲10,9 %                     | ▼7,7 %                         | ▼20,8 %                           | ▲4,6 %                         | ▲9,2 %                         |
| 2005 | ▲2.349,6              | ▲16.372                         | ▲6,4 %              | ▲12,7 %                     | ▼7,2 %                         | ▼14,8 %                           | ▲7,6 %                         | ▲10,3 %                        |
| 2006 | ▲2.619,9              | ▲18.315                         | ▲8,2 %              | ▲9,7 %                      | ▼7,1 %                         | ▼14,8 %                           | ▲7,8 %                         | ▲8,7 %                         |
| 2007 | ▲2.921,0              | ▲20.454                         | ▲8,5 %              | ▲9,0 %                      | ▼6,0 %                         | ▼8,0 %                            | ▲5,6 %                         | ▲5,2 %                         |
| 2008 | ▲3.133,4              | ▲21.952                         | ▲5,2 %              | ▲14,1 %                     | ▲6,2 %                         | ▼7,4 %                            | ▲4,5 %                         | ▲5,8 %                         |
| 2009 | ▼2.906,2              | ▼20.353                         | ▼−7,8 %             | ▲11,7 %                     | ▲8,2 %                         | ▲9,9 %                            | ▼−5,9 %                        | ▲3,8 %                         |
| 2010 | ▲3.074,2              | ▲21.521                         | ▲4,5 %              | ▲6,9 %                      | ▼7,4 %                         | ▲10,6 %                           | ▼−3,2 %                        | ▲4,1 %                         |
| 2011 | ▲3.259,3              | ▲22.798                         | ▲5,0 %              | ▲8,4 %                      | ▼6,5 %                         | ▲10,8 %                           | ▲1,4 %                         | ▲4,7 %                         |
| 2012 | ▲3.480,3              | ▲24.279                         | ▲3,7 %              | ▲5,1 %                      | ▼5,5 %                         | ▲11,5 %                           | ▲0,4 %                         | ▲3,2 %                         |
| 2013 | ▲3.741,8              | ▲26.045                         | ▲1,8 %              | ▲6,8 %                      | ▬5,5 %                         | ▲12,7 %                           | ▼−1,2 %                        | ▲1,5 %                         |
| 2014 | ▲3.763,5              | ▼25.730                         | ▲0,7 %              | ▲7,8 %                      | ▼5,2 %                         | ▲15,6 %                           | ▼−1,1 %                        | ▲2,8 %                         |
| 2015 | ▼3.526,2              | ▼24.062                         | ▼−2,0 %             | ▲15,5 %                     | ▲5,6 %                         | ▲15,9 %                           | ▼−3,4 %                        | ▲4,9 %                         |
| 2016 | ▲3.538,5              | ▲24.104                         | ▲0,2 %              | ▲7,1 %                      | ▼5,5 %                         | ▼15,7 %                           | ▼−3,6 %                        | ▲1,9 %                         |
| 2017 | ▲3.818,7              | ▲25.999                         | ▲1,8 %              | ▲3,7 %                      | ▼5,2 %                         | ▼14,3 %                           | ▼−1,5 %                        | ▲2,2 %                         |
| 2018 | ▲4.019,8              | ▲27.386                         | ▲2,8 %              | ▲2,9 %                      | ▼4,8 %                         | ▼13,6 %                           | ▲2,8 %                         | ▲7,0 %                         |
| 2019 | ▲4.173,0              | ▲28.433                         | ▲2,2 %              | ▲4,5 %                      | ▼4,6 %                         | ▲13,7 %                           | ▲1,9 %                         | ▲3,9 %                         |
| 2020 | ▼4.116,0              | ▼28.102                         | ▼−2,7 %             | ▲3,4 %                      | ▲5,8 %                         | ▲19,2 %                           | ▼−4,0 %                        | ▲2,4 %                         |
| 2021 | ▲4.562,4              | ▲31.278                         | ▲6,0 %              | ▲6,7 %                      | ▼4,8 %                         | ▼16,4 %                           | ▲1,1 %                         | ▲6,9 %                         |
| 2022 | ▲4.825,0              | ▲32.887                         | ▼−1,2 %             | ▲13,8 %                     | ▼3,9 %                         | ▲18,5 %                           | ▼−1,1 %                        | ▲10,5 %                        |
| 2023 | ▲5.180,1              | ▲35.401                         | ▲3,6 %              | ▲5,9 %                      | ▼3,2 %                         | ▲19,7 %                           | ▼−2,0 %                        | ▲2,5 %                         |

Russisches BIP/Kopf nach Regionen (2006):
> 400.000 Rubel
150.000 bis 400.000 Rubel
100.000 bis 150.000 Rubel
50.000 bis 100.000 Rubel
< 50.000 Rubel

Russland ist ein entwickeltes Industrie- und Agrarland. Das Land ist zudem Gründungsmitglied der seit dem 1. Januar 2015 existierenden Eurasischen Wirtschaftsunion. Die führenden Industriebranchen sind Maschinenbau sowie die Eisen- und Nichteisenmetallverarbeitung. Gut entwickelt sind auch die chemische und petrolchemische Industrie sowie die Holz-, Leicht- und Nahrungsmittelindustrie.
Das russische Bruttoinlandsprodukt betrug im Jahr 2015 ca. 1192 Mrd. EUR. Das Bruttoinlandsprodukt pro Kopf betrug im selben Jahr 8137 Euro. Der Dienstleistungssektor steuert 62,6 % zum Bruttoinlandsprodukt bei. Auf den industriellen Sekundärsektor entfallen rund 32,7 %, auf den Agrarsektor (Bauwirtschaft und Landwirtschaft) 4,7 %. Die Weltbank schätzte, dass rund ein Viertel der gesamtwirtschaftlichen Produktion von der Rohstoffproduktion gestellt wird.
Laut einer Studie der Bank Credit Suisse beträgt der durchschnittliche Vermögensbesitz je erwachsene Person in Russland 16.773 US-Dollar. Im Median liegt er jedoch bei nur 3.919 US-Dollar (Weltdurchschnitt: 3.582 US-Dollar), was auf eine hohe Vermögensungleichheit hindeutet. Mehr als 70 % der russischen Bevölkerung besitzen weniger als 10.000 US-Dollar an Vermögen. Russland belegte Platz 19 in der Rangliste der Länder nach totalem Privatvermögen, einen Platz vor Indonesien und einen hinter Schweden. Russland war 2017 das Land mit der fünfthöchsten Anzahl an Milliardären (insgesamt 96). Die sogenannten Oligarchen im Land sind teilweise zum Symbol für korrupte Strukturen und Ungleichheit geworden.
Die Gesamtzahl der Beschäftigten beträgt 73,5 Millionen (2006). 30 % der Erwerbstätigen arbeiteten 2005 in der Industrie. In der Landwirtschaft waren 10 %, im Dienstleistungsbereich 22 % und im öffentlichen Sektor nochmals 22 % aller Erwerbstätigen beschäftigt. Im Jahr 2013 sagte die russische Vize-Ministerpräsidentin Olga Golodez, nur 48 Millionen (statt 86 Millionen) Arbeitsfähige seien für die Regierung sichtbar, je nach Schätzung macht die Schattenwirtschaft die Hälfte der Wirtschaftsleistung aus. Kleine und mittlere Betriebe leisteten ein Fünftel, wohingegen die staatlichen Konzerne 70 % beitrugen. Auch aufgrund der minimalen Renten weiterhin arbeitstätige Rentner gehörten zum Heer der selbständig erwerbenden Kleinverdiener, die ihr Einkommen kaum je deklarierten: Die Steuermoral lag angesichts der bekannten korrupten Ausschweifungen der Politiker darnieder.
Nach Jahren des Aufschwungs steckte die russische Wirtschaft um die Jahre 2015/16 in der Rezession. Nachdem das russische Bruttoinlandsprodukt im Jahr 2014 noch um 0,6 % gewachsen war, schrumpfte die russische Wirtschaft 2015 um 3,7 %. Für das Jahr 2016 wurde offiziell ein Rückgang der Wirtschaftsleistung um 0,2 % vermeldet. Als Hauptgründe für die Rezession wurden zumeist der sehr niedrige Ölpreis, der Verfall des Rubels sowie die westlichen Sanktionen im Zuge des Krieges in der Ukraine genannt. Allerdings werden der russischen Wirtschaft auch grundsätzliche strukturelle Probleme bescheinigt. Des Weiteren hatte Russland mit erhöhten Inflationsraten im Falle des Jahres 2015 von bis zu 15 % zu kämpfen. Die Inflation fiel 2018 wieder auf um 3 %. Im Global Competitiveness Index, der die Wettbewerbsfähigkeit eines Landes misst, belegt Russland Platz 38 von 137 Ländern (Stand 2017/18). Im Index für wirtschaftliche Freiheit belegt das Land 2017 Platz 114 von 180 Ländern.

#### Nach der Transformationskrise

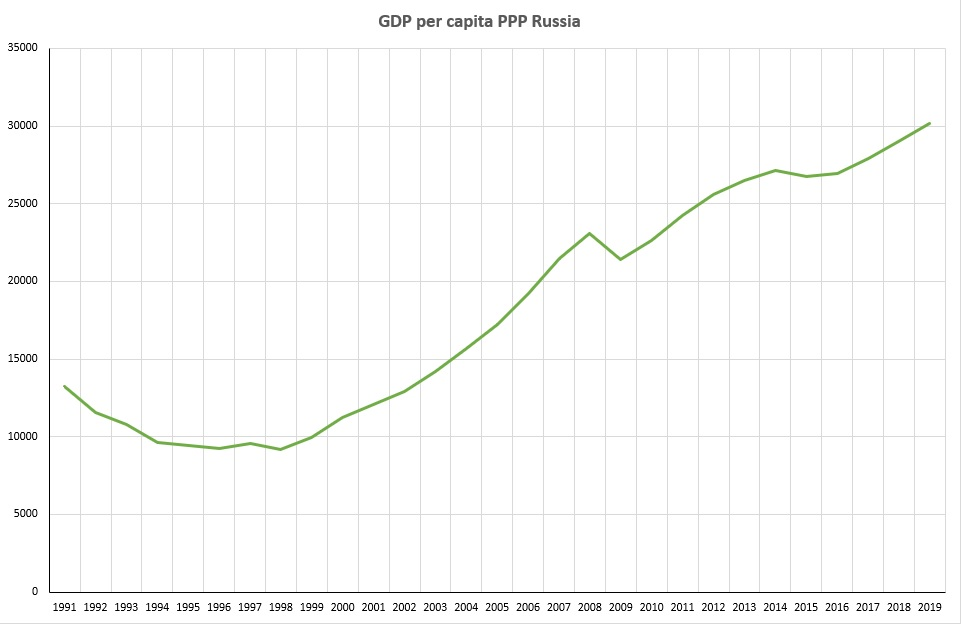
Die jüngste Entwicklung des BIP pro Kopf Russlands (Kaufkraftparität)

Die gesamtwirtschaftliche Entwicklung Russlands nach der Auflösung der Sowjetunion war zunächst von einem drastischen Einbruch der Produktion geprägt. Dazu trug der Wegfall eingespielter Handelsbeziehungen im Verbund der Sowjetunion bei. Der Übergang von der Planwirtschaft zu einer marktwirtschaftlichen Ordnung war schwierig und gelang nur in Teilbereichen. Insgesamt verringerte sich das Bruttoinlandsprodukt um gut 40 %. Kurz nach Beginn der Asienkrise begann im Herbst 1997 die Russlandkrise. Am 17. August 1998 erklärte Russland den Staatsbankrott und musste die Dollarbindung des Rubel aufgeben. Die „Politik des Minimalstaates“ unter Jelzin führte dazu, dass die föderale Regierung nicht imstande war, Steuern einzutreiben und für Rechtssicherheit zu sorgen. Dies änderte sich unter der Präsidentschaft von Wladimir Putin ab dem Jahr 2000. Um die politische Kontrolle im Staat wieder zu erlangen, stärkte er den Staatsapparat auf Kosten des Einflusses der Oligarchen.
Putin führte in Russland bis 2008 eine staatlich geführte korporatistische Wirtschaft. Im Jahr 2007 führte er per Gesetz sechs Institutionen zur Bündelung von Staatsaktivitäten in strategisch wichtigen Bereichen ein, unter alleiniger Führung des Präsidenten. Darunter fallen die Nukleartechnik bei Rosatom, die Bank für Außenwirtschaft VEB, der Reformfonds für Immobilien, Rusnano oder das Rüstungsgüter-Konglomerat Rostec, dazu Olimpstroi, die 2014 aufgelöste Staatsgesellschaft für Bauten der Olympischen Spiele in Sotschi 2014. Die VEB war aus der Außenhandelsbank der UdSSR hervorgegangen. An diesen durch Gesetz geschaffenen Staatskonglomeraten kritisierte unter anderem Ministerpräsident Medwedew die Verwendung von Staatseigentum oder Staatsmitteln zur Gründung, was zu einer versteckten Privatisierung führe. Bei einer Prüfung der Korporationen im Jahr 2009 durch Medwedew wurden Missbrauch und Ineffizienz festgestellt. Präsident Medwedew nannte in seiner Rede an die Nation im November 2009 die Organisationsform der Korporationen „ohne Perspektive“.
Wenige Tage später erwiderte Ministerpräsident Putin, Staatskorporationen seien schlicht eine Notwendigkeit, und betonte, dass darüber in der Staatsführung Einigkeit herrsche.
In den ersten vier Jahren von Putins Präsidentschaft folgte die Einführung einer Flatrate bei der Einkommensteuer (vgl. Steuerrecht (Russland)), der vollen Konvertibilität des Rubels und eines Drei-Jahres-Budgets (dies bis zu den Finanzproblemen im Jahr 2015). Um von den Einnahmen des Energiesektors zu profitieren, wurden private Unternehmen aus diesem Bereich zurückgedrängt. Auch außerhalb des Energiesektors baute der Staat seinen Einfluss aus. Die Regierung förderte die Bildung staatlicher Großkonzerne, die strategische Branchen dominieren sollen. So wurden beispielsweise private Unternehmen für Maschinen- und Automobilbau von Staatsbetrieben übernommen und durch Subventionen gestützt, um modernisiert werden zu können.

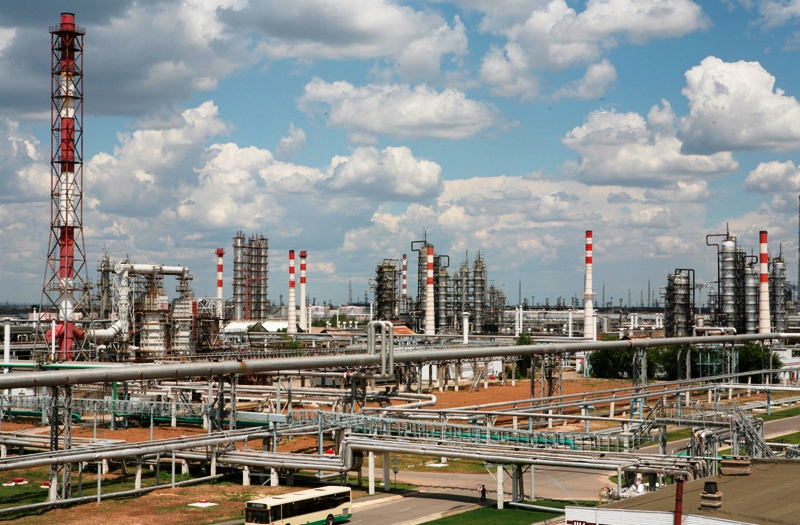
Industrie in der Oblast Wolgograd

Große Produktionskapazitäten aus der Zeit der UdSSR waren nicht ausgelastet, so dass sich die russische Regierung daran orientierte, durch eine nachfrageorientierte Wirtschaftspolitik mittels expansiver, wachstumsorientierter Geldpolitik diese Kapazitäten wieder voll auszulasten. Dies brachte eine zweistellige Inflationsrate mit sich. Das von Präsident Putin gesetzte Ziel, das Bruttoinlandsprodukt binnen zehn Jahren zu verdoppeln, sollte mittels staatlichem Ausgabenprogramm erreicht werden. Dafür wurden Gehälter im öffentlichen Dienst sowie Renten, sonstige Sozialleistungen und Ausgaben für den Wohnungsbau erhöht. Möglich wurde das Sozialprogramm durch den Ölboom, der neben hohen Mehreinnahmen für den Staat eine Reduzierung der Auslandsverschuldung ermöglichte, die 2000 noch 166 Mrd. Dollar betrug. Ein Teil der Öleinnahmen floss in den 2004 errichteten Stabilisierungsfonds, der sinkende Staatseinnahmen abfedern und eine mögliche Inflation abschwächen sollte. Dieser Stabilisierungsfonds wurde 2008 in einen Reservefonds und einen Wohlfahrtsfonds (zur Rentensicherung) aufgegliedert. Der Wohlfahrtsfonds betrug 2011 68,4 Mrd. Euro, der Reservefonds 19,9 Mrd. Euro. Nachdem der Reservefonds fast aufgebraucht war, wurde dieser in den Wohlfahrtsfonds integriert, sodass heute nur noch dieser existent ist.
Die russische Wirtschaft hatte sich vom Produktionseinbruch im Zuge der Finanzkrise des Jahres 1998 rasch erholt, da die 1998 eingetretene deutliche Abwertung des Rubels der russischen Wirtschaft Auftrieb verschaffte und ausländische Güter verteuerte, so dass Produkte aus Russland dort wettbewerbsfähiger wurden. Außenwirtschaftlich verstärkte sich die Abhängigkeit der russischen Wirtschaft vom Energiesektor allerdings weiter. Trotz kräftig gestiegener Investitionen wurde in Russland im internationalen Vergleich zu wenig investiert. Investoren kritisierten fehlende Rechtssicherheit, weit verbreitete Korruption, eine überbordende Bürokratie und die geringe Leistungsfähigkeit des russischen Bankensystems.

#### In der internationalen Wirtschaftskrise

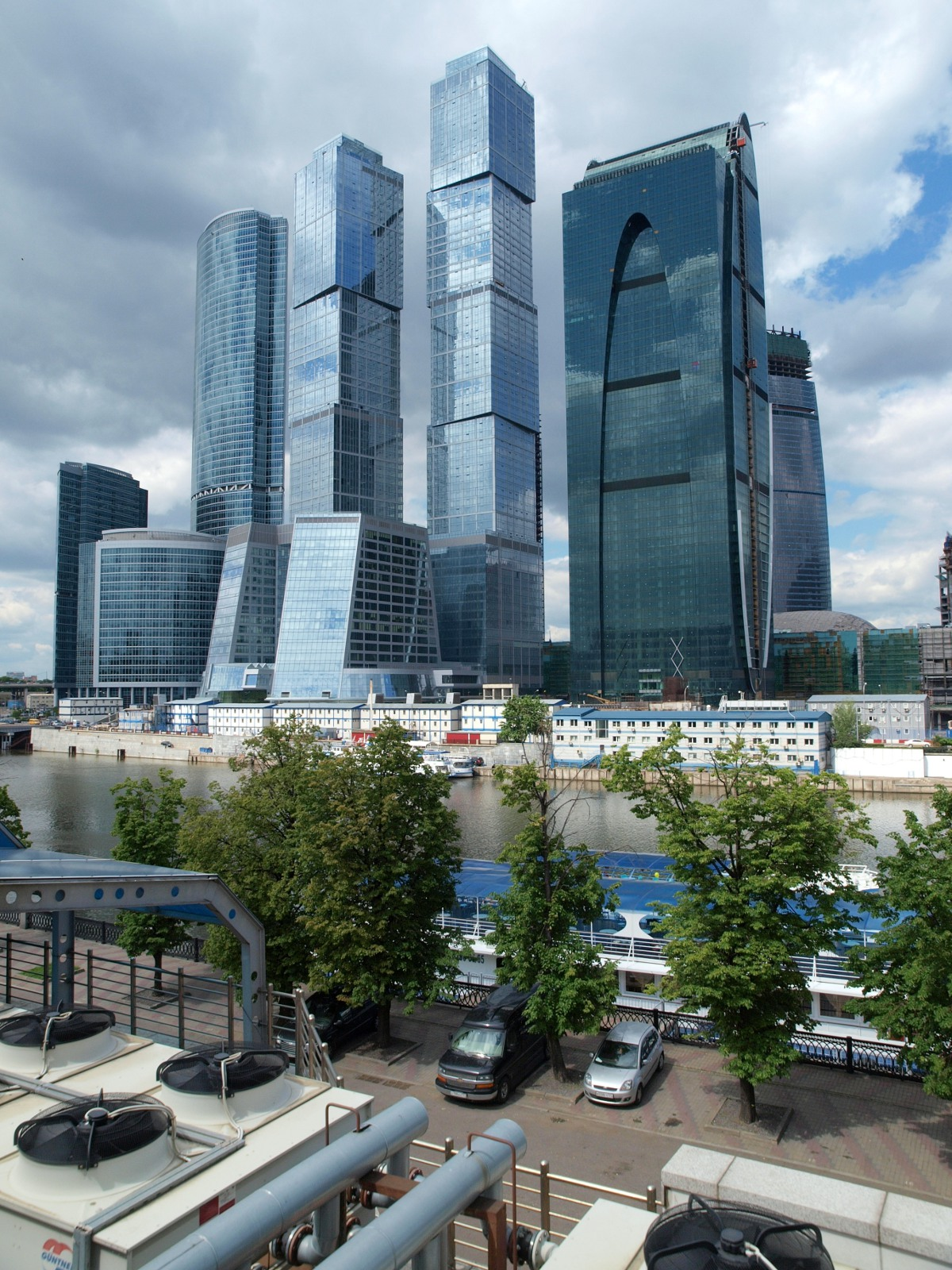
Das neue Russland: Moskau City, Bauphase Mai 2010

Im Zuge der Internationalen Wirtschaftskrise wies die russische Wirtschaft seit Mitte 2008 deutlich negative Entwicklungen auf, was in hohem Maße auf ihre große Abhängigkeit vom Rohstoffsektor zurückzuführen war. Aufgrund des drastischen Preisverfalls beim Erdöl und Erdgas sanken die Staatseinnahmen. Die weltweite Finanzkrise hatte Russland 2009 hart getroffen. Russland konnte durch seine Antikrisenpolitik größere Bankenzusammenbrüche verhindern, so dass das russische Finanzsystem wieder als stabil gilt. Die Pflichteinlagen bei der Zentralbank wurden hochgeschraubt, Banken bekamen staatliche Hilfen. Die Russische Zentralbank verwendete fast 300 Milliarden Dollar an Reserven, um den als Folge des ausländischen Kapitalabzugs unter Abwertungsdruck gekommenen Rubel zu stützen. 2010 und 2011 setzte eine wirtschaftliche Erholung in Russland ein.
Durch diese Krise wurde sichtbar, dass die Fixierung auf den Rohstoffreichtum das Land in eine Sackgasse führt und die Abhängigkeit von den Weltmarktpreisen für Erdöl, Erdgas oder Metalle zu hoch ist. Bereits zu Beginn des 21. Jahrhunderts hatte in Russland eine intensive Diskussion über Sonderwirtschaftszonen eingesetzt. Unter Wladimir Putin wurde 2005 ein entsprechendes Gesetz über Sonderwirtschaftszonen in der Russischen Föderation verabschiedet. Bis Ende 2009 wurden 15 dieser Zonen konzipiert und bestätigt, darunter zwei Industrie-Sonderwirtschaftszonen (Jelabuga, Lipezk), vier technikorientierte Sonderwirtschaftszonen (Moskau, St. Petersburg, Dubna, Tomsk) sowie sieben Zonen für Tourismus und Erholung.
Zinsen wurden gesenkt, um Investitionen in die Produktion zu ermöglichen. Die Inflationsrate erreichte 2011 ihren niedrigsten Stand seit 20 Jahren. Die Regierung war bemüht, preistreibende Faktoren wie die Verteuerung von Treibstoffen und Strom über Quartalsvereinbarungen mit den Anbietern unter Kontrolle zu halten.
Während das Land 1999 noch auf Platz 22 der größten Wirtschaftsnationen lag, hatte es 2012 den 9. Platz in der Welt nach nominalen BIP inne. Lag der Wert des russischen BIP in Relation zum deutschen im Jahr 2004 bei 21,7 %, waren es 2011 bereits 51,7 %. Der Beitritt zur Welthandelsorganisation (WTO) erfolgte 2012 nach 18 Verhandlungsjahren, wodurch die Importzölle sanken und der Modernisierungsdruck der heimischen Wirtschaft stieg. Im Jahr 2015 lag Russlands Wirtschaftsleistung wieder hinter der Italiens auf Rang 10 oder 11. Die Regierung hatte es bis 2018 nie gewagt, das Renteneintrittsalter, welches Stalin im Jahr 1932 festgelegt hatte, zu erhöhen – die Renten, welche Frauen ab 55 Jahren, Männer ab 60 Jahren erhalten, sind jedoch so niedrig, dass sich viele in der Schattenwirtschaft Geld dazuverdienen. Gleichzeitig fehlten dem Arbeitsmarkt Arbeitskräfte.

#### Seit der Annexion der Krim 2014
Durch die Sanktionen des Westens aufgrund der russischen Annexion der Krim sowie des von Russland gefütterten Krieges in der Ukraine seit 2014 stagnierte die wirtschaftliche Entwicklung in Verbindung mit einem Einbruch des Erdölpreises. Es akzentuierten sich die strukturellen Probleme der russischen Wirtschaft, die über Jahre auf den Rohstoffexport ausgerichtet war. Die NZZ schrieb im August 2015 in einem Vergleich mit der Rubelkrise von 1997: „Heute ist die Lage weniger bedrohlich, aber die Besserungschancen sind geringer“; so konnte die Rubelschwäche wegen der Finanzrestriktionen nicht dazu genutzt werden, die Wirtschaft zu modernisieren und zu diversifizieren. Das russische Haushaltseinkommen 2015 sank durchschnittlich um 8,5 %, während die Lebensmittelpreise bis 25 % anstiegen. Die Jahresinflation 2015 betrug 12,9 %. Eine Kapital-Amnestie sollte ab Dezember 2014 Geld nach Russland zurückbringen. Während bei Präsidentensprecher Peskow bei der Einführung von einem absolut einmaligen, für ein Jahr gültigen Angebot die Rede war, wurde die Amnestie im Dezember 2015 bis Juni 2016 verlängert und Anfang 2018 nach neuen amerikanischen Sanktionen erneuert.
Alle staatlichen Ausgaben mussten gekürzt werden, nur der Rüstungssektor (Rüstungsindustrie und Streitkräfte) war nicht davon betroffen. Der russische Ministerpräsident Medwedew hatte wiederholt erklärt, Russland werde „unbefristet“ mit den westlichen Sanktionen leben müssen. Die Wirtschaftsentwicklung blieb gelähmt, weil die Techniken des Machterhalts des Putin-Regimes nicht nur politische, sondern auch wirtschaftliche Reformen verhinderten. Der Anteil der Staatswirtschaft stieg an, die Schattenwirtschaft blühte, die Realeinkommen sanken zwischen 2014 und 2018 mehrmals. Ein Steuersatz von 0 % für die Jahre 2017/2018 hätte Selbständigerwerbende zur Registrierung ihrer Tätigkeit animieren sollen; von den vermutlich rund neun Millionen derart Tätigen hatten sich gerade mal 936 registrieren lassen. Nach einem erneuten Gesetzesvorschlag von 2018 sollte diesen Kleinverdienern beim Auffliegen der Tätigkeit der gesamte Ertrag abgenommen werden, also eine härtere Strafe, als sie Gutverdienende zu befürchten hätten. Eine Geschäftseröffnung war für die Mehrzahl befragter Russen im Februar 2019 nicht erstrebenswert, da es nicht möglich sei, ohne Mogeleien zu wirtschaften. Die ausländischen Direktinvestitionen, die 2013 noch 69 Milliarden Dollar umfasst hatten, waren laut Le Monde bis 2018 auf weit unter 5 Milliarden gefallen.
Im Juli 2018 wurde entschieden, die Mehrwertsteuer um 2 % zu erhöhen, womit sie ab 1. Januar 2019 20 % betrug.
Menschen in ganz Russland im Sommer demonstrierten 2018 mehrere Wochen gegen die Erhöhung des Rentenalters. Die Zustimmungsraten Putins stürzten ab wie 2012, das übliche System „schlechte Bojaren, guter Zar“ funktionierte also nicht. Zwar könne Putins Beliebtheit dank der umfassenden Propaganda kaum unter 60 % fallen, aber die große Mehrheit der Befragten sei doch überzeugt, dass Putin für den Machtmissbrauch verantwortlich sei, den die Opposition den Regierenden vorwirft; die Erhebungen des Lewada-Zentrums unterschieden in „Zustimmung“ zur Politik und in „Vertrauen“.

#### Seit dem Beginn des russischen Überfalls auf die Ukraine
Am 24. Februar 2022 begannen russische Streitkräfte auf Befehl von Präsident Putin einen völkerrechtswidrigen Angriffskrieg auf die Ukraine. Bereits im Jahr 2021 war die Inflation in Russland wegen der Kartellisierung der Wirtschaft merklich angestiegen. Anfang 2022 kontrollierte der Staat 60 bis 75 % der Wirtschaft direkt oder indirekt.
Viele westliche Länder haben als Reaktion auf diesen Angriffskrieg zahlreiche Sanktionen gegen Russland verhängt.
Putins Regime hat Teile der russischen Wirtschaft auf eine Kriegswirtschaft umgestellt. 2024 sollen 38,6 Prozent aller Ausgaben des Staates Russland (acht Prozent des Bruttoinlandsprodukts) in den Bereich Militär fließen (110 Milliarden Euro für „Verteidigung“ und 34 Milliarden Euro für „nationale Sicherheit“ und „Sicherheitsorgane“). Russland gibt für diesen Bereich 2024 erstmals mehr Geld aus als für Sozialausgaben. Es prognostiziert für 2024 ein Wachstum von 2,8 Prozent.
Der erste Vizeregierungschef Denis Manturow sagte im Juni 2024 auf dem 27. Sankt Petersburger Wirtschaftsforum, Putin habe zahlreiche Anweisungen für die Entwicklung des Rüstungssektors unterschrieben, um noch mehr Waffen und Munition zu produzieren. Russland stelle sich auf eine jahrzehntelange Kriegswirtschaft ein.
Nach einer Verschärfung der internationalen Sanktionen gegen Russland 2022 wurde eine schwere Rezession im Land erwartet. Nach einer milden Rezession 2022 erholte die Wirtschaft sich dank erhöhter Staatsausgaben und hoher Erdölpreise jedoch schnell wieder und drohte 2024 nach dem Urteil des britischen Economist sogar zu „überhitzen“. Mit 2,6 Prozent erreichte die Arbeitslosigkeit im April 2024 den niedrigsten Stand seit dem Ende der Sowjetzeit und die Wirtschaft litt unter akutem Arbeitskräftemangel.
Für den September 2024 vermeldete die russische Zentralbank eine Inflationsrate von 9,8 %, womit sie ihr Ziel, die Teuerung auf 4 % zu beschränken, verfehlte. Externe Einschätzungen gehen von einer tatsächlich noch höheren Inflation aus, die Zentralbank erhöhte den Leitzins auf drastische 21 %. Die Kriegskosten beanspruchen 40 % der Staatsausgaben, die Hälfte der Rücklagen des nationalen Wohlfahrtsfonds sind aufgebraucht.
Ende 2024 sind Zeichen der Überhitzung sichtbar. Der Krieg sorgte für einen starken Nachfrageimpuls, was zu zwei Millionen neuen Arbeitsplätzen in Militär und Wirtschaft (vornehmlich Rüstungswirtschaft) und zu einem Wachstum von 3,6 % führte. Das Reservoir an Arbeitskräften ist jedoch mittlerweile erschöpft. Unternehmen müssen hohe Lohnsteigerungen bezahlen, der Rüstungshersteller Uralwagonsawod erhöhte beispielsweise im Mai 2024 seine Löhne um 12 %, im August dann nochmal um 28 %. Die hohen Zinsen erschweren privatwirtschaftliche Investitionen, insbesondere die Bauindustrie muss stark erhöhte Kosten und gestrichene Subventionen für den Wohnungsbau auffangen. Die hohen Zinsen haben bislang keinen dämpfenden Einfluss auf die Inflation gehabt. Die Ratingagentur Standard and Poor’s sieht Anhaltspunkte dafür, dass die Produktionszahlen der Industrie 2024 nicht mehr gestiegen, sondern zurückgegangen sind.
Russlands öffentliche Quellen waren 2025 voller Begriffe wie Erschöpfung, Unterkühlung oder Stagnation. Sanktionen wirkten langsam und der andauernde Krieg sei nicht ein Beweis der Ineffizienz.
Diverse Firmen in Russland mussten Kurzarbeit einführen.

### Landwirtschaft

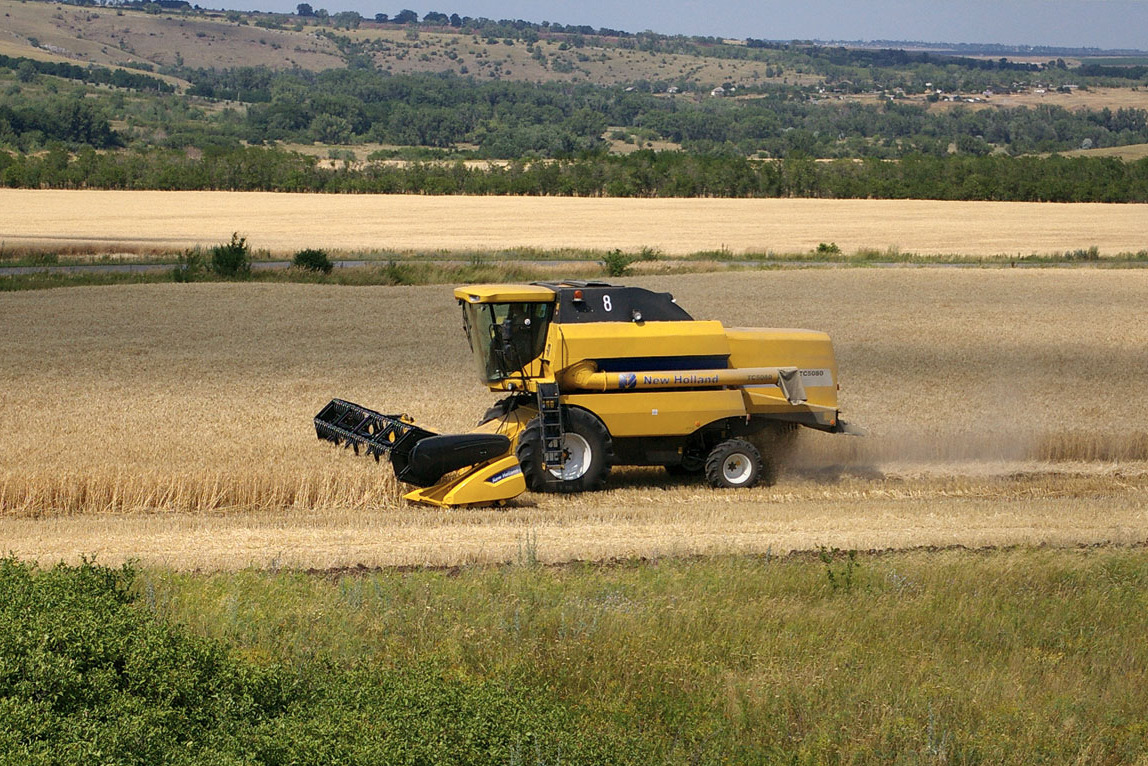
Weizenernte in der Oblast Rostow

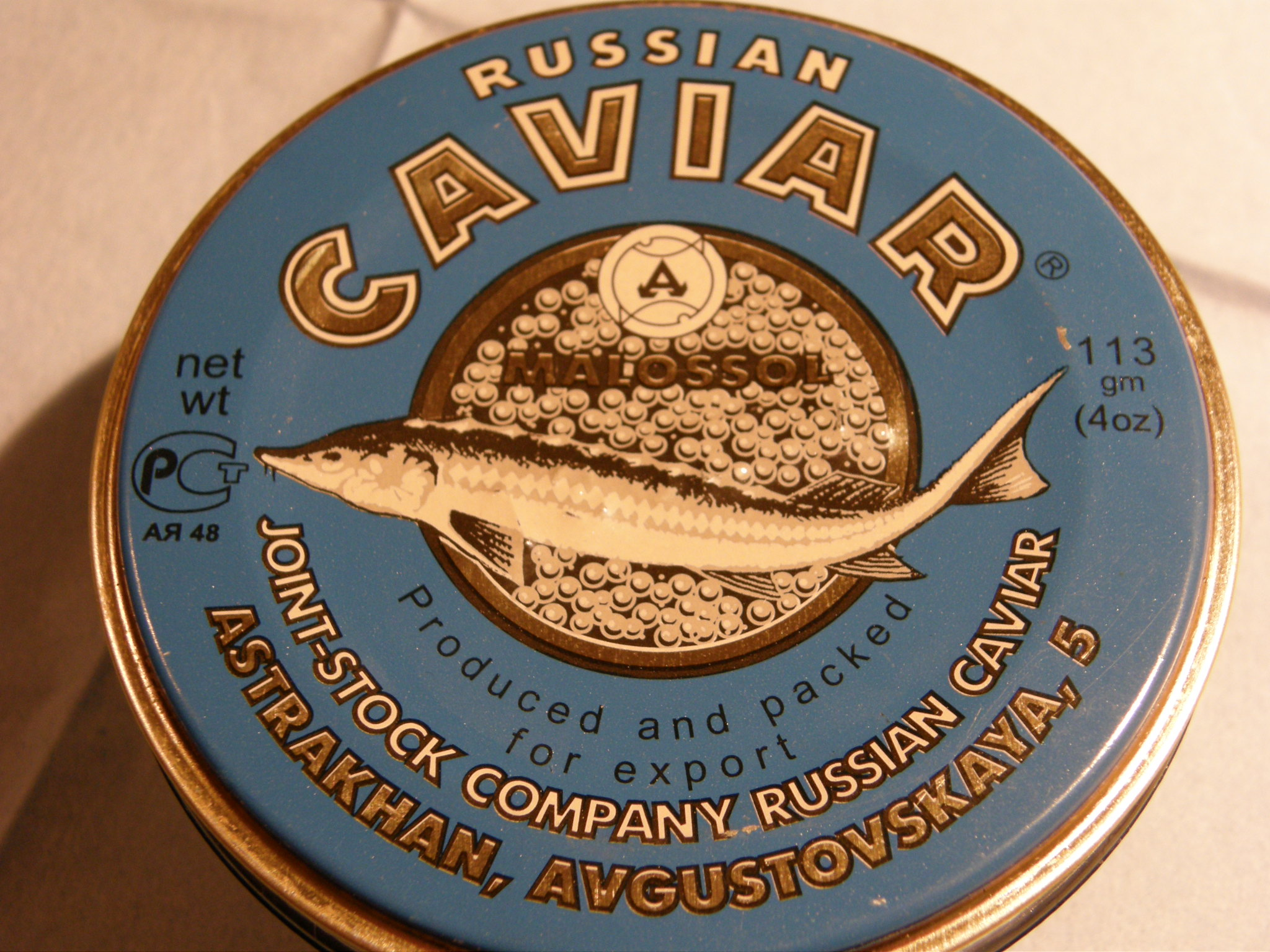
Dose mit 113 g russischem Kaviar

Die Holzindustrie ist hauptsächlich im Nordwesten des europäischen Teiles, im zentralen Uralgebirge, in Südsibirien und im Süden des fernöstlichen Russlands vertreten. Russland verfügt über etwa ein Fünftel des Waldbestandes der Erde und über rund ein Drittel des Weltbestandes an Nadelwald; der größte Teil der russischen Nutzholzproduktion besteht aus Weichholz, hauptsächlich von Kiefern, Tannen und Lärchen. Wichtigstes Laubholz für den Handel ist Birke.
Die Landwirtschaft ist nach wie vor eine wichtige Branche der russischen Wirtschaft. Einst die Kornkammer Europas, erlitt die russische Landwirtschaft in den 1990er-Jahren einen drastischen Einbruch der Agrarproduktion – jedoch schon in den 1980er-Jahren war Russland der weltweit bedeutendste Weizenexporteur. Der Produktionswert der russischen Landwirtschaft lag 2009 wieder bei umgerechnet 38 Milliarden Euro. Im Jahr 2016 unterstrich Präsident Putin den Willen, eine Agrar-Exportnation zu sein. Von der Rekordernte von 75 Millionen Tonnen Weizen im Jahr 2016 könnten knapp 7 Millionen Tonnen (ähnlich wie 2015) exportiert werden. Für den Transport ist die staatliche Agrar-Transportbehörde Rusagrotrans zuständig. Der Wert der exportierten Landwirtschaftsgüter lag 2016 bei 17 Milliarden Dollar. Die Bedingungen für die Landwirtschaft sind vor allem im europäischen Teil Russlands sowie in Südrussland gut, das russische Schwarzerdegebiet ist das größte der Welt. Die landwirtschaftliche Nutzfläche beträgt 219 Millionen Hektar, das sind 13 % der Landfläche Russlands. Davon sind 122 Millionen Hektar Ackerfläche, was 9 % des weltweiten Ackerlandes entspricht. Mehr als 80 % der Saatflächen liegen an der Wolga, im Nordkaukasus, am Ural und in Westsibirien innerhalb des sogenannten Agrardreiecks. Der Ackerbau macht 36 % der landwirtschaftlichen Bruttoerzeugung Russlands aus, die Tierzucht über 60 %. Die wichtigsten landwirtschaftlichen Erzeugnisse in Russland sind Getreide, Zuckerrüben, Sonnenblumen, Kartoffeln und Flachs. Die Binnenfischerei liefert mit dem Stör den begehrten russischen Kaviar. In der Transformationsphase zwischen 1990 und 1997 gingen die Schweine- und Geflügelbestände fast um die Hälfte zurück. Russland importierte seitdem einen Teil seiner Nahrungsmittel. Es war schon zuvor, aber insbesondere seit seinen Gegen-Sanktionen gegen den Westen nach der Annexion der Krim im Jahr 2014 das Ziel der russischen Regierung, die Fähigkeit zur Eigenversorgung zu steigern und die Importabhängigkeit zu reduzieren. Der Bestand an Rindern beträgt 12,1 Millionen Tiere, an Schweinen 7 Mio. sowie an Schafen und Ziegen 4,6 Mio. Rinderzucht wird vorwiegend im Wolgagebiet, in Westsibirien und dem europäischen Zentrum betrieben, Schweinezucht findet sich ebenfalls im Wolgagebiet, aber auch in Nordkaukasien und im zentralen Schwarzerdegebiet. Schafzucht weist Schwerpunkte in den Regionen Ostsibirien, Nordkaukasiens und dem Wolgagebiet auf.

### Rohstoffwirtschaft

Karte mit den großen russischen Erdöl- und Erdgaslagerstätten

Die Naturreichtümer Russlands sind eine wichtige Basis für die Wirtschaft des Landes. In Russland befinden sich 16 % aller mineralischen Naturressourcen der Welt, davon 32 % aller Erdgasvorräte (erster Platz in der Welt), 12 % aller Vorräte an Erdöl, die sich insbesondere in Westsibirien, auf der Insel Sachalin, in Nordkaukasien, der Republik Komi und den Erdölgebieten im Wolga-Ural-Bereich (Kaspische Senke) finden. Mit der kräftigen Zunahme der Ölexporte bei steigenden Ölpreisen von 2002 bis 2011 war die Bedeutung der Förderung besonders von Öl und Gas in Russland angewachsen und spielte eine wichtige Rolle für die Wirtschaft auch außerhalb Russlands. Russische Unternehmen wie Gazprom, Rosneft oder Lukoil sind an der Erdöl- und Erdgasförderung beteiligt, die hauptsächlich in den nördlichen und östlichen Landesteilen stattfindet.

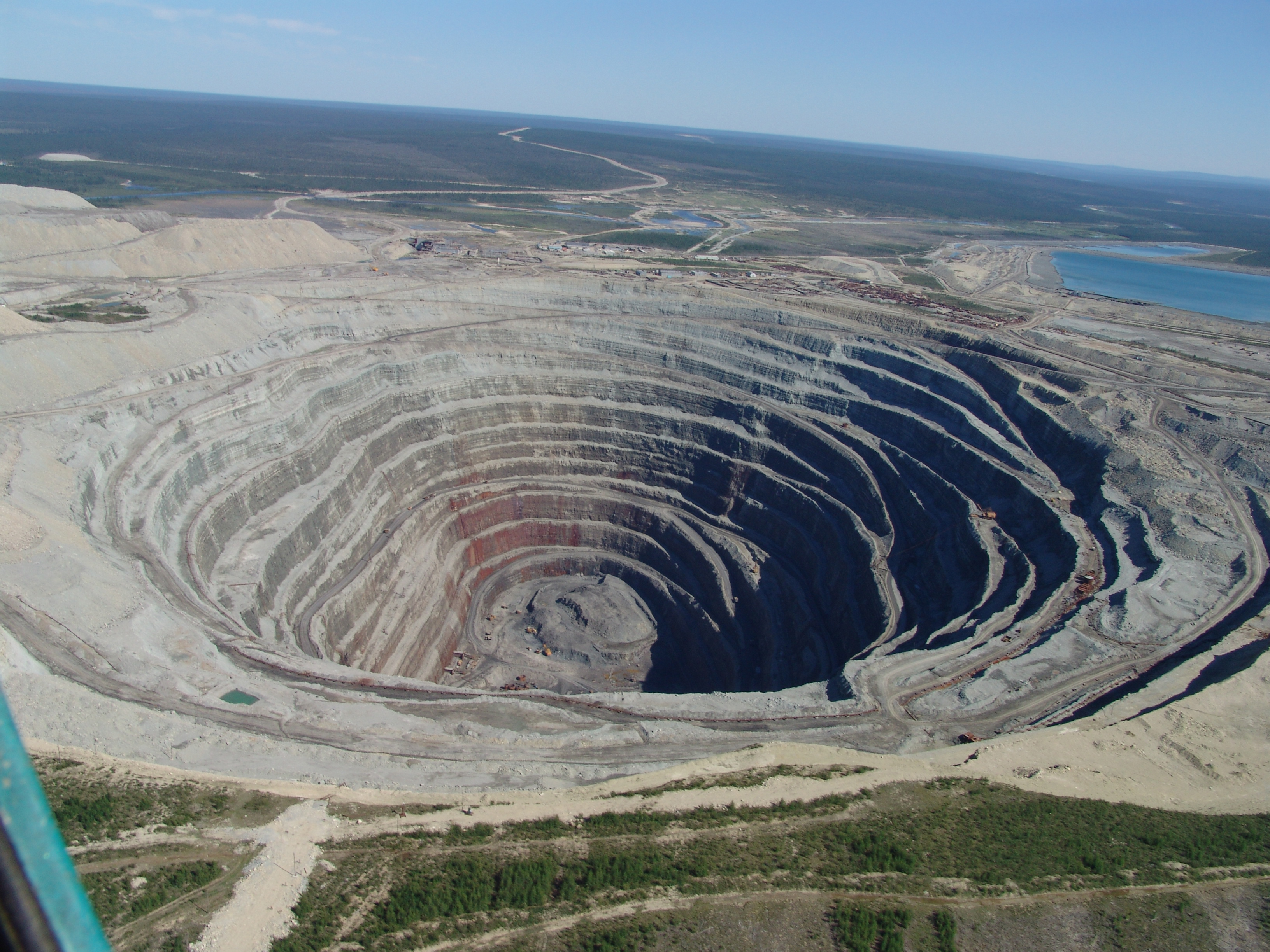
Die Diamantenmine Udatschnaja (Luftbild)

Mit seinen Goldvorräten belegt Russland den dritten Platz in der Welt. Weltbekannt sind die Diamantenvorkommen im nordostsibirischen Jakutien. Seit 1996 werden hier Diamanten in einer der weltweit größten Kimberlit-Lagerstätten, in Mirny, gewonnen.
Russlands Anteil an den Weltvorräten an Eisen und Zinn beträgt über 27 %, an Nickel 36 %, an Kupfer 11 %, an Kobalt 20 %, an Blei 12 %, an Zink 16 % und an Metallen der Platingruppe 40 %. 50 % der weltweit bekannten Kohlevorkommen finden sich in Russland. Entsprechend den mineralischen Vorkommen spielt die Steinkohle- und Eisenerzförderung eine sehr wichtige Rolle in der Wirtschaft Russlands. Größere Erzvorkommen finden sich vor allem in den altgefalteten Gebirgen (Chibinen auf der Kola-Halbinsel, Ural, Altai, Sajangebirge sowie andere sibirische Gebirgszüge). Lagerstätten von Steinkohle finden sich in einigen Vorsenken dieser Gebirge, vor allem am Ural (u. a. Kohlelagerstätten von Workuta) sowie im Donezbecken an der Grenze zur Ukraine. Die Kohlenförderung litt an fehlenden Investitionen und hat im Vergleich zur Sowjetzeit an Bedeutung verloren.

### Energiewirtschaft

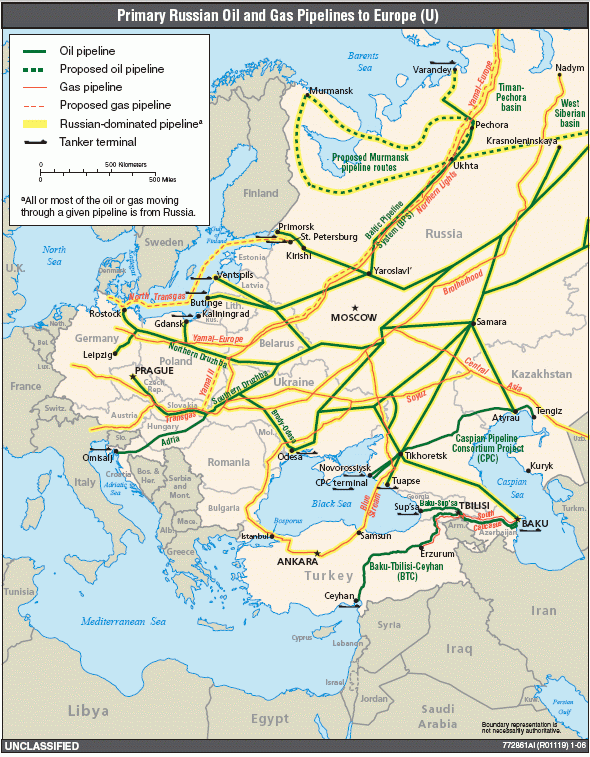
Viele der Mitgliedsstaaten der EU haben eine nicht geringe Abhängigkeit von russischen Erdgas- und Erdöllieferungen

Mit Öl, Erdgas oder Kohle betriebene Wärmekraftwerke erzeugten 2003 rund 63 % der gesamten Stromproduktion von rund 851 Mrd. Kilowattstunden. Auf Wasserkraftwerke entfielen 21 %, auf Kernkraftwerke 16 %.
2021 hatte die Kernenergie in Russland einen Anteil von 20 Prozent an der Gesamtstromerzeugung. Das Stromnetz und die meisten Großkraftwerke sind nach wie vor unter staatlicher Kontrolle. Um von den Einnahmen des Energiesektors zu profitieren, war die russische Politik darauf ausgerichtet, die staatliche Kontrolle über die Energiewirtschaft wieder zu verstärken und private Unternehmen aus diesem Bereich zurückzudrängen. Das wurde durch die Zerschlagung des Erdölkonzerns Yukos und die Übernahme des Ölkonzerns Sibneft durch die halbstaatliche Erdgasgesellschaft Gazprom erreicht. Zu den größten Gas- und Ölförderungskonzernen gehört heute Surgutneftegas, wo Präsident Wladimir Putin 37 % der Aktien kontrolliert. Alle russischen Kernkraftwerke sind Eigentum des staatlichen Unternehmens Rosatom und werden vom ebenfalls staatlichen Unternehmen Rosenergoatom betrieben. Den größten Anteil an der Stromproduktion hatte bis zum Jahr 2008 Unified Energy System, das zu über 50 % dem russischen Staat gehörte und inzwischen in kleinere Unternehmen aufgeteilt wurde.
Das Programm der Gasversorgung der russischen Regionen läuft seit 2005. Es war geplant, in zehn Jahren, also bis 2015, Gas in jedes Dorf zu führen. 2019 wurde das Programm bis 2030 verlängert. Das neue Ziel ist nicht mehr alle, sondern 85 % der Siedlungen des Landes zu versorgen. In Russland wurden auch im Jahr 2022 noch Schulen und Krankenhäuser mit Brennholz beheizt, das laut Nowaja Gaseta teurer sei als in Deutschland.

### Industrie
| Produktart     | 2005             | 2011               |
| -------------- | ---------------- | ------------------ |
| Eisenerze      | 82,5 Mio. t      | 100 Mio. t         |
| Kohle          | 299 Mio. t       | 335 Mio. t         |
| Roheisen       | 66,2 Mio. t      | 48,1 Mio. t        |
| Öl             | 470 Mio. t       | 511 Mio. t         |
| Erdgas         | 641 Mio. m³      | 670 Mio. m³        |
| Zement         | 48,7 Mio. t      | 53,7 Mio. t (2008) |
| PKW            | 1,068 Mio. Stck. | 1,738 Mio. Stck.   |
| LKW            | 0,204 Mio. Stck. | 0,249 Mio. Stck.   |
| Stromerzeugung | 953 TWh          | 1052 TWh           |

| Jahr | BIP (in Mrd. USD KKB) | BIP pro Kopf (in US-Dollar KKB) | BIP Wachstum (real) | Inflationsrate (in Prozent) | Arbeitslosenquote (in Prozent) | Staatsverschuldung (in % des BIP) | Haushaltsbilanz (in % des BIP) | Leistungsbilanz (in % des BIP) |
| ---- | --------------------- | ------------------------------- | ------------------- | --------------------------- | ------------------------------ | --------------------------------- | ------------------------------ | ------------------------------ |
| 1992 | 1.619,9               | 10.905                          | k. A.               | k. A.                       | 5,2 %                          | k. A.                             | k. A.                          | ▼−1,3 %                        |
| 1993 | ▼1.514,0              | ▼10.198                         | ▼−8,7 %             | ▲874,6 %                    | ▲5,9 %                         | k. A.                             | k. A.                          | ▲1,3 %                         |
| 1994 | ▼1.349,9              | ▼9.096                          | ▼−12,7 %            | ▲307,6 %                    | ▲8,1 %                         | k. A.                             | k. A.                          | ▲2,6 %                         |
| 1995 | ▼1.321,7              | ▼8.908                          | ▼−4,1 %             | ▲197,5 %                    | ▲9,4 %                         | k. A.                             | k. A.                          | ▲2,1 %                         |
| 1996 | ▼1.297,7              | ▼8.759                          | ▼−3,6 %             | ▲47,7 %                     | ▲9,7 %                         | k. A.                             | k. A.                          | ▲2,6 %                         |
| 1997 | ▲1.338,2              | ▲9.048                          | ▲1,4 %              | ▲14,8 %                     | ▲11,8 %                        | k. A.                             | k. A.                          | ▬0,0 %                         |
| 1998 | ▼1.281,3              | ▼8.677                          | ▼−5,3 %             | ▲27,7 %                     | ▲13,3 %                        | k. A.                             | ▼−7,4 %                        | ▲0,1 %                         |
| 1999 | ▲1.382,0              | ▲9.387                          | ▲6,4 %              | ▲85,7 %                     | ▼13,0 %                        | 92,1 %                            | ▼−3,6 %                        | ▲12,6 %                        |
| 2000 | ▲1.555,3              | ▲10.610                         | ▲10,0 %             | ▲20,8 %                     | ▼10,6 %                        | ▼55,7 %                           | ▲3,1 %                         | ▲16,3 %                        |
| 2001 | ▲1.671,2              | ▲11.448                         | ▲5,1 %              | ▲21,5 %                     | ▼9,0 %                         | ▼44,3 %                           | ▲3,0 %                         | ▲9,7 %                         |
| 2002 | ▲1.777,8              | ▲12.234                         | ▲4,7 %              | ▲15,8 %                     | ▼8,0 %                         | ▼37,5 %                           | ▲0,7 %                         | ▲7,4 %                         |
| 2003 | ▲1.946,2              | ▲13.454                         | ▲7,3 %              | ▲13,7 %                     | ▲8,2 %                         | ▼28,3 %                           | ▲1,3 %                         | ▲7,2 %                         |
| 2004 | ▲2.141,3              | ▲14.863                         | ▲7,2 %              | ▲10,9 %                     | ▼7,7 %                         | ▼20,8 %                           | ▲4,6 %                         | ▲9,2 %                         |
| 2005 | ▲2.349,6              | ▲16.372                         | ▲6,4 %              | ▲12,7 %                     | ▼7,2 %                         | ▼14,8 %                           | ▲7,6 %                         | ▲10,3 %                        |
| 2006 | ▲2.619,9              | ▲18.315                         | ▲8,2 %              | ▲9,7 %                      | ▼7,1 %                         | ▼14,8 %                           | ▲7,8 %                         | ▲8,7 %                         |
| 2007 | ▲2.921,0              | ▲20.454                         | ▲8,5 %              | ▲9,0 %                      | ▼6,0 %                         | ▼8,0 %                            | ▲5,6 %                         | ▲5,2 %                         |
| 2008 | ▲3.133,4              | ▲21.952                         | ▲5,2 %              | ▲14,1 %                     | ▲6,2 %                         | ▼7,4 %                            | ▲4,5 %                         | ▲5,8 %                         |
| 2009 | ▼2.906,2              | ▼20.353                         | ▼−7,8 %             | ▲11,7 %                     | ▲8,2 %                         | ▲9,9 %                            | ▼−5,9 %                        | ▲3,8 %                         |
| 2010 | ▲3.074,2              | ▲21.521                         | ▲4,5 %              | ▲6,9 %                      | ▼7,4 %                         | ▲10,6 %                           | ▼−3,2 %                        | ▲4,1 %                         |
| 2011 | ▲3.259,3              | ▲22.798                         | ▲5,0 %              | ▲8,4 %                      | ▼6,5 %                         | ▲10,8 %                           | ▲1,4 %                         | ▲4,7 %                         |
| 2012 | ▲3.480,3              | ▲24.279                         | ▲3,7 %              | ▲5,1 %                      | ▼5,5 %                         | ▲11,5 %                           | ▲0,4 %                         | ▲3,2 %                         |
| 2013 | ▲3.741,8              | ▲26.045                         | ▲1,8 %              | ▲6,8 %                      | ▬5,5 %                         | ▲12,7 %                           | ▼−1,2 %                        | ▲1,5 %                         |
| 2014 | ▲3.763,5              | ▼25.730                         | ▲0,7 %              | ▲7,8 %                      | ▼5,2 %                         | ▲15,6 %                           | ▼−1,1 %                        | ▲2,8 %                         |
| 2015 | ▼3.526,2              | ▼24.062                         | ▼−2,0 %             | ▲15,5 %                     | ▲5,6 %                         | ▲15,9 %                           | ▼−3,4 %                        | ▲4,9 %                         |
| 2016 | ▲3.538,5              | ▲24.104                         | ▲0,2 %              | ▲7,1 %                      | ▼5,5 %                         | ▼15,7 %                           | ▼−3,6 %                        | ▲1,9 %                         |
| 2017 | ▲3.818,7              | ▲25.999                         | ▲1,8 %              | ▲3,7 %                      | ▼5,2 %                         | ▼14,3 %                           | ▼−1,5 %                        | ▲2,2 %                         |
| 2018 | ▲4.019,8              | ▲27.386                         | ▲2,8 %              | ▲2,9 %                      | ▼4,8 %                         | ▼13,6 %                           | ▲2,8 %                         | ▲7,0 %                         |
| 2019 | ▲4.173,0              | ▲28.433                         | ▲2,2 %              | ▲4,5 %                      | ▼4,6 %                         | ▲13,7 %                           | ▲1,9 %                         | ▲3,9 %                         |
| 2020 | ▼4.116,0              | ▼28.102                         | ▼−2,7 %             | ▲3,4 %                      | ▲5,8 %                         | ▲19,2 %                           | ▼−4,0 %                        | ▲2,4 %                         |
| 2021 | ▲4.562,4              | ▲31.278                         | ▲6,0 %              | ▲6,7 %                      | ▼4,8 %                         | ▼16,4 %                           | ▲1,1 %                         | ▲6,9 %                         |
| 2022 | ▲4.825,0              | ▲32.887                         | ▼−1,2 %             | ▲13,8 %                     | ▼3,9 %                         | ▲18,5 %                           | ▼−1,1 %                        | ▲10,5 %                        |
| 2023 | ▲5.180,1              | ▲35.401                         | ▲3,6 %              | ▲5,9 %                      | ▼3,2 %                         | ▲19,7 %                           | ▼−2,0 %                        | ▲2,5 %                         |

Neben den alten Industriegebieten Moskau, Nischni Nowgorod, Sankt Petersburg, Saratow, Rostow und Wolgograd sind seit dem Zweiten Weltkrieg weitere Industriestandorte vorzugsweise im asiatischen Teil des Landes entstanden. Die Schwerindustrie konzentriert sich im Ural um Jekaterinburg. Russland nimmt eine führende Rolle in der weltweiten Produktion von Stahl und Aluminium ein. In den letzten Jahren haben sich in Russland weltbekannte Stahlkonzerne mit hoher Finanzkraft gebildet. Dies sind zum Beispiel Evraz, Severstal, Magnitogorsk Iron and Steel Works und Novolipetsk Steel, die zu den weltweit 30 größten Stahlkonzernen gehören. Wichtige Zentren der Schwerindustrie sind Magnitogorsk, Tscheljabinsk, Nischni Tagil, Nowokusnezk, Tscherepowez und Lipetsk.
An den alten Hauptindustriestandorten Moskau, dem Wolgagebiet, dem Nordwesten und dem Ural produzieren zahlreiche Maschinen- und Fahrzeugindustrien, aber auch Geräte- und Anlagenbauherstellung ist hier angesiedelt. Mehrere Zweige des Verarbeitenden Gewerbes wie Maschinenbau, Autoindustrie und Rüstungsindustrie einschließlich Luftfahrtindustrie fielen nach dem Ende der Sowjetunion in eine tiefe Krise. Die Produktion ging stark zurück. In den 2000er-Jahren ging es aber auch in der verarbeitenden Industrie wieder bergauf. Vor allem auf Märkten in der GUS konnten Marktanteile zurückgewonnen und neue Märkte in Asien gefunden werden, weil sich einige russische Erzeugnisse als einfacher und preiswerter als westliche Konkurrenzprodukte profilieren konnten. Die Inlandsproduktion von Maschinen und Ausrüstungen erreichte 2006 ein Volumen von rund 63 Milliarden Euro. Um die notwendige Modernisierung im Maschinenbau zu forcieren, steuert der Staat die weitere Entwicklung des Maschinenbaus von oben. Dazu gehörte die Gründung der Staatsholding Rostechnologii, in die Staatsanteile von fast 500 Unternehmen (Rüstungsbetriebe, Fluggesellschaften, Lkw- und Waggonhersteller und Maschinenbauer) eingebracht wurden.
Der Flugzeugbau war eine der wichtigsten und technisch am höchsten entwickelten Branchen der russischen Industrie. Nach dem Zerfall der Sowjetunion wurden die Produktionsketten zwischen den ehemaligen Unionsrepubliken unterbrochen. Das hatte tiefgreifende negative Auswirkungen auf den russischen Flugzeugbau. Die wichtigsten Entwickler und Produzenten von Flugzeugen in Russland wurden 2006 in der OAK zusammengefasst. 2010 lieferte die OAK 75 Flugzeuge aus bei einem Erlös von vier Milliarden US-Dollar. Die bekanntesten russischen Autohersteller sind AwtoWAS, KAMAZ, Ischmasch oder die GAZ-Gruppe. Sehr oft sieht man noch die in Russland hergestellten Automarken Schiguli, Moskwitsch, Lada Niva und Oka sowie die Lkw KAMAZ, Ural und andere. Inzwischen kooperieren die russischen Autohersteller mit ausländischen Konzernen. Aktuell arbeiten die Volkswagen Group Rus mit GAZ, Ford mit Sollers, Renault-Nissan und AwtoWAZ sowie General Motors (GM) mit Avtotor zusammen. Dadurch entstanden und entstehen derzeit neue Montagewerke in Kaluga, Nischni Nowgorod, Togliatti, St. Petersburg und Kaliningrad. Koordiniert wird Russlands Rüstungsindustrie vom staatlichen Rüstungsexporteur Rosoboronexport. Rosoboronexport koordiniert die Arbeit der verschiedenen Rüstungsunternehmen und schließt diese über Beteiligungen zu einem Konzern zusammen.
Die chemische Industrie Russlands ist eine der Hauptbranchen der Volkswirtschaft Russlands, deren Anteil am Umfang der Warenproduktion 6 % erreicht. Der chemische Komplex Russlands schließt 15 große Industriegruppen ein, die sich auf den Ausstoß einer vielfältigen Produktion spezialisiert haben. Die führenden Unternehmen in diesem Bereich sind die hochrentablen, erdölverarbeitenden Unternehmen und Produzenten von chemischen Düngemitteln. Darüber hinaus sind in Russland die Herstellung von Chemiefasern, Kunststoffen und Autoreifen stark entwickelt. Die Wirtschaft Russlands wird auch durch die Herstellung von Baustoffen, die Leichtindustrie (hauptsächlich Textilindustrie) und die Nahrungsmittelindustrie geprägt.

### Dienstleistungen

#### Handel

##### Einzelhandel
Zu den führenden lokalen Einzelhandelsketten gehören mit großem Abstand die X5 Retail Group (zu dem u. a. die Ketten Pjatjorotschka und Perekrjostok gehören), Magnit, bei den internationalen Ketten führen die Metro Group und Auchan. Den Bankenmarkt dominieren Staatsinstitute wie Sberbank, WTB, Rosselchosbank und Wneschekonombank. Allein die Sberbank, die frühere Werktätigensparkasse der Sowjetunion, hält etwa die Hälfte aller Spareinlagen. Über ein landesweites Filialnetz verfügt nur die Sberbank. Der Anteil der staatlich kontrollierten Banken am Gesamtmarkt beträgt im Schnitt etwa 50 %. Die größten russischen Privatbanken (Gazprombank, Alfa Group, MDM Bank, Rosbank) sind Teil von Industrieholdings und nehmen hauptsächlich Aufgaben im Rahmen der Holding wahr.

##### Außenhandel
Von der Lieferstruktur her wichtigster Handelspartner Russlands ist Deutschland, das vor allem industrielle Fertigerzeugnisse wie Maschinen, Anlagen und Spitzentechnik nach Russland liefert. Russland war im Gegenzug Deutschlands größter Rohöllieferant und deckte rund ein Drittel des deutschen Erdgasbedarfs. Der deutsch-russische Handel stieg 2018 um 8,4 % auf 61,9 Mrd. Euro. Die deutschen Importe aus Russland legten im Vorjahresvergleich um 14,7 % zu und betrugen rund 36 Mrd. Euro. Auch die Exporte nach Russland sind um 0,6 % auf 25,9 Mrd. Euro gestiegen. Das Allzeithoch wurde 2012 erreicht. Die Volksrepublik China hat 2010 Deutschland als wichtigsten Außenhandelspartner abgelöst, ebenfalls von Bedeutung für Russland sind die Niederlande, Ukraine, Italien, Belarus und die Türkei, die ab 2022 Neu den zweiten Rang einnahm. 2012 war Russland weltweit zweitgrößter Exporteur von Rohöl und weltweit größter Exporteur von Erdgas. Der Export von Energieträgern und Elektrizität hat einen Anteil von 62,8 % an den Gesamtausfuhren (Metalle, Metallprodukte: 9,9 %, Chemikalien: 4,1 %). Russlands Anteil am weltweiten Warenhandel ist trotz seiner bedeutenden Stellung als Rohstofflieferant jedoch vergleichsweise gering. Er beträgt 2 %, knapp ein Drittel des Anteils Deutschlands.
Russlands Warenaustausch mit dem Ausland war 2019 rückläufig. Auf US-Dollarbasis sank der Handelsumsatz im Vergleich zum Vorjahr um 3,1 %, er belief sich auf umgerechnet rund 595 Milliarden Euro. Die Einfuhren von Waren und Dienstleistungen legten um 2,2 % zu, die Ausfuhren gingen hingegen um 6 % zurück. Erstmals seit zehn Jahren bremste der Export somit das BIP-Wachstum. 69 Prozent des russischen Außenhandels entfielen Ende 2023 auf Asien.

#### Tourismus
Das Land verfügt über sehenswerte Naturlandschaften, darunter UNESCO-Weltnaturerbe, sowie Sehenswürdigkeiten von hohem kulturellen Wert. 2010 besuchten 2,4 Millionen ausländische Touristen Russland, wohingegen 13,1 Mio. Russen zur Erholung ins Ausland reisten. Der Binnentourismus brachte es auf 29,1 Mio. Reisende. Obwohl der Touristenstrom aus Asien und Südamerika zunimmt, machen Gäste aus Europa – mit Deutschland an der Spitze – den Großteil der Besucher in Russland aus. So waren auch die Einreisezahlen von Urlaubs- und Geschäftsreisenden kontinuierlich gestiegen; waren es 2002 rund 360.000 Deutsche, die das Land bereisten, so kamen 2008 558.000 deutsche Besucher. Allerdings waren davon nur 66.000 Urlaubsreisen Deutscher und der Rest Geschäftsreisen sowie Familien- und Freundschaftsbesuche. 2017 besuchten 580.000 Deutsche die Russische Föderation. Individualtouristen wurden häufig durch Visa-Beschaffung und sprachliche Hürden abgeschreckt, während das Land bei Reisegruppen beliebter ist.
Touristen waren lange durch ein unattraktives Markenimage abgeschreckt, wonach „Russland ein unbehagliches Land“ und „nicht bereit dazu sei, Touristen aufzunehmen. Dass die Menschen dort unfreundlich seien und dass überall rundherum die Gefahr lauere“, meinte Alexander Radkow, Chef der staatlichen Tourismusagentur Rostourismus, im Jahr 2012. Trotz vermehrter Aktivitäten durch die Föderale Tourismusagentur fehlt bislang eine wirksame PR- und Marketingstrategie, die das schlechte Image des Landes im Westen, verursacht u. a. durch mediale Berichterstattung, welche vor allem Nachrichten über Anschläge, Korruption und Unfreiheit enthält, beeinflussen könnte.
Der Tourismus in Russland konzentriert sich vor allem auf die beiden Metropolen Moskau und Sankt Petersburg. Sankt Petersburg gilt als Venedig des Nordens und besitzt ein reiches kulturelles Angebot und eine historische Innenstadt, die vollständig UNESCO-Weltkulturerbe ist. Typisch für St. Petersburg sind die Weißen Nächte mit den hochgeklappten Newa-Brücken von Ende Mai bis Mitte Juli. Darüber hinaus werden Schifffahrten auf der Wolga sowie Besichtigungen von altrussischen Städten nordöstlich von Moskau, dem sogenannten Goldenen Ring mit mehr als 20 Städten, angeboten. Natururlaub ist vor allem in Karelien und dem Altai-Gebirge (Weltnaturerbe) möglich. Die Transsibirische Eisenbahn (Transsib) führt auf rund 9300 km von Moskau über Jekaterinburg, Nowosibirsk, die Hauptstadt Sibiriens, Irkutsk, das auch „Paris“ Sibiriens genannt wird, sowie die Region um den Baikalsee, ebenfalls ein UNESCO-Weltnaturerbe, bis nach Wladiwostok. Die Transsib wird sowohl von Individualtouristen in den Regelzügen der russischen Eisenbahn befahren als auch von Gruppenreisenden, die Fahrten in Sonderzügen buchen.
Auch Kaliningrad, das frühere Königsberg, zieht immer mehr deutsche Besucher an. Die Kurische Nehrung, eine schmale Landzunge, 2000 zum UNESCO-Weltkulturerbe erklärt, liegt teils in der Oblast Kaliningrad, teils in Litauen.
Im innerrussischen Fremdenverkehr sind die Badeorte der Schwarzmeerküste sowie eine Reihe von nordkaukasischen Thermalquellen-Kurorten wie Kislowodsk oder Pjatigorsk von Bedeutung. 400 km liegen zwischen dem nördlichsten und dem südlichsten Punkt der russischen Schwarzmeerküste. Auf diesem relativ kleinen Küstenabschnitt, der auf dem gleichen Breitengrad gelegen ist wie die Badeorte der Adria und der italienischen und französischen Mittelmeerküste, konzentriert sich innerhalb der Saison von Mai bis Oktober der Großteil des Seebadbetriebes Russlands.
Zunehmender Beliebtheit erfreut sich der Skitourismus im Nordkaukasus. Vor allem für die Olympischen Winterspiele 2014 in Sotschi wurde die entsprechende Infrastruktur ausgebaut.

#### Finanzwirtschaft
Das Land führt eine Wertpapierbörse mit Bezeichnung MICEX-RTS (auch Moscow Exchange) und dem Leitindex der Volkswirtschaft, dem RTS-Index. Außerdem verfügt die Regierung über diverse Staatsfonds: Der Stabilisierungsfonds wurde 2008 aufgeteilt in den Russischer Reservefonds und den Russischer Wohlfahrtsfonds. Nachdem der Reservefonds fast aufgebraucht war, legte man ihn wieder mit dem Wohlstandsfonds zusammen, sodass heute nur noch dieser existiert. Zusätzlich besteht noch der Russian Direct Investment Fund.

### Verkehr

#### Verkehrsinfrastruktur

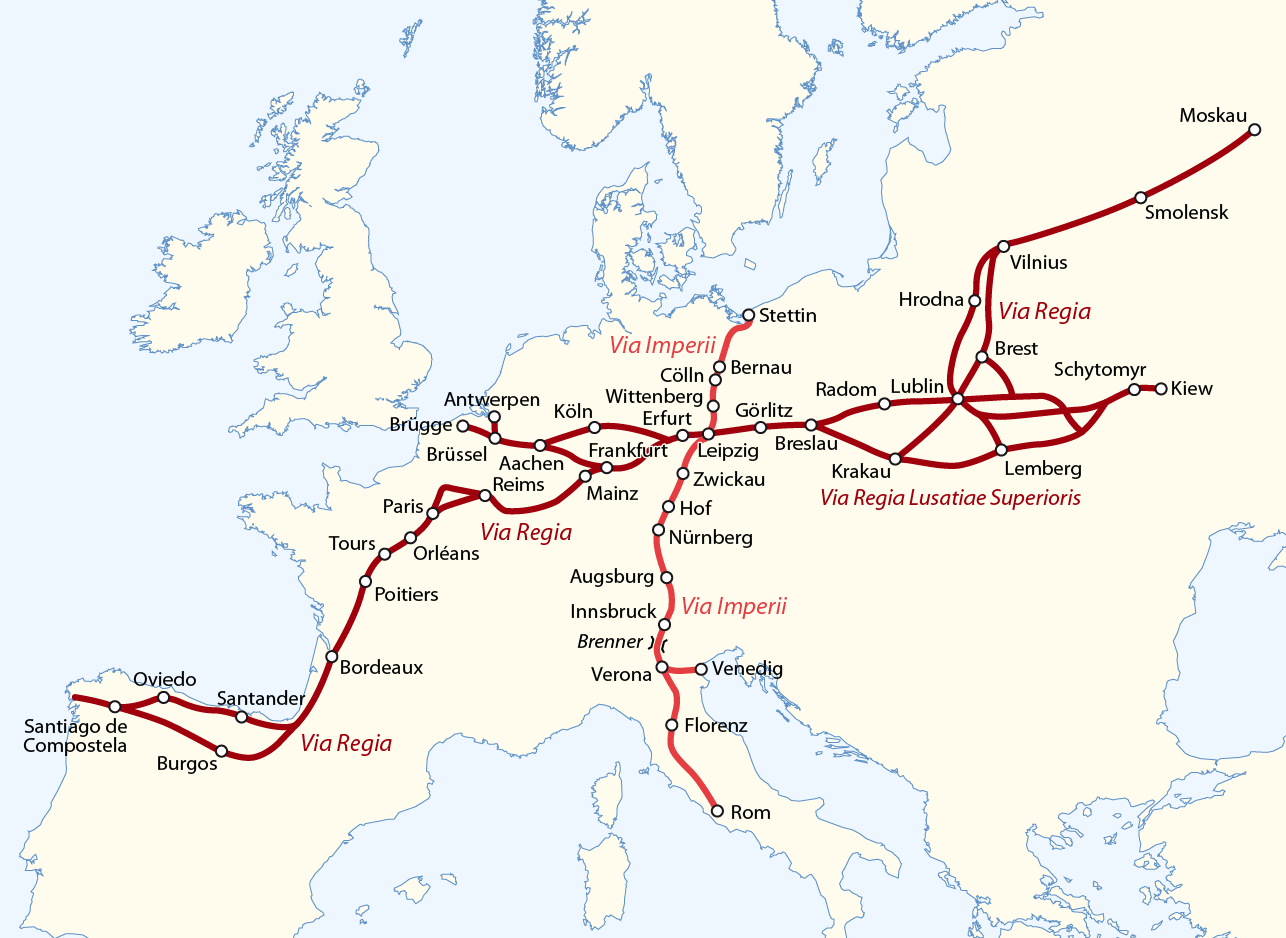
Verlauf der mittelalterlichen Via Regia und Via Imperii in Europa

Nach der politischen Wende Russlands hatte sich das Verkehrsaufkommen zunächst aufgrund des Wirtschaftsabbaus reduziert, erlebte dann aber ein starkes Wachstum. Die derzeitige Infrastruktur stammt noch zu einem Teil aus den Zeiten der Sowjetunion und ist außerhalb der Zentren modernisierungsbedürftig. Die bestehenden Verkehrssysteme erzeugen kaum Netzwerkeffekte. 2005 beschloss die Regierung eine Erneuerung der Verkehrswege mit Verbesserungen im Schienen-, Straßen-, Schiffs- und Luftverkehr. Zudem sollen öffentlich-private Partnerschaftsmodelle im Transportsektor forciert werden.
Trotz schwieriger Bedingungen will sich Russland programmatisch als ein wichtiges Drehkreuz im Asien-Europa-Verkehr und zum Teil auch auf der Nord-Süd-Achse von Nordeuropa Richtung Indien etablieren. Die Logistikinfrastruktur soll dazu vor allem an den Knotenpunkten Moskau und Sankt Petersburg ausgebaut werden.
Während die Verkehrsinfrastruktur Russlands westlich des Urals insgesamt gut ausgebaut ist, ist die Infrastruktur von Straßen- und Eisenbahnen im Trans-Ural und in Sibirien technisch bestenfalls veraltet und nicht wettbewerbsfähig. Größtes verkehrstechnisches Hindernis zur wirtschaftlichen Anbindung der riesigen Territorien Sibiriens an die boomenden süd- und südostasiatischen Staaten sind fehlende Verkehrswege in Nord-Süd-Richtung. Demzufolge vereinbarten Wladimir Putin und Xi Jinping 2015, die respektive von Russland und China initiierte Eurasische Wirtschaftsunion und die Silk Road Belt Initiative in ein Projekt, die Central Eurasia Initiative, zu integrieren. Darin soll eine logistische Strategie zu einem neuen Transportgerüst für Sibirien und den Fernen Osten Russlands ausgearbeitet werden.
Im Logistics Performance Index, der von der Weltbank erstellt wird und die Qualität der Infrastruktur misst, belegte Russland 2018 den 75. Platz unter 160 Ländern.

#### Straßenverkehr

Fernstraßennetz der Russischen Föderation

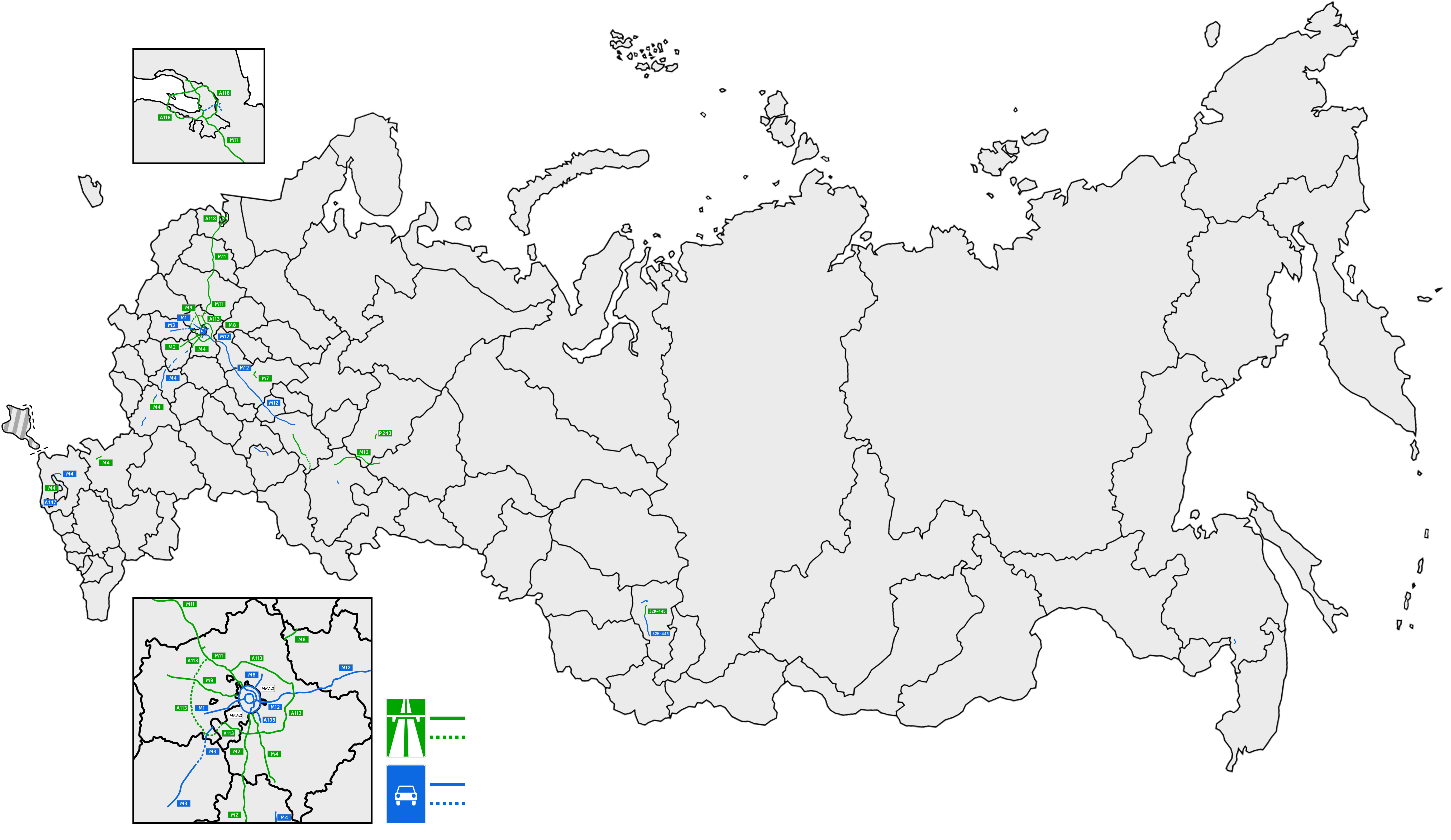
Das russische Autobahn- und Schnellstraßennetz

Seit 2000 ist in Russland der Trend zur Straße deutlich zu erkennen. Die Straßendichte ist mit 40 m Straße pro km² sehr gering. Dies ist unter anderem auf die in großen Teilen des Landes sehr geringe Bevölkerungsdichte zurückzuführen. Das Straßennetz in Russland ist von sehr unterschiedlicher Qualität, sein Ausbau kann mit dem immer stärker werdenden Straßenverkehr nicht Schritt halten. Die Dichte des Netzes nimmt von West nach Ost stark ab: Je weiter man sich von Moskau nach Osten entfernt, desto mehr verschlechtern sich die Straßenverhältnisse. Trotzdem wird der Großteil des Güterverkehrs zwischen Westeuropa und Russland über die Straße abgewickelt – im Transit über Polen und Belarus oder über die Nordroute via Polen und die baltischen Republiken sowie über Finnland. Dazu trägt auch der Spurweitenunterschied der Eisenbahnen bei.
Das russische Autobahn- und Fernstraßennetz umfasste 2001 zusammen etwa 540.000 km, davon sind zwei Drittel befestigt. Erst seit 2003 existiert eine räumlich und saisonal durchgehende Straßenverbindung von der Ostsee zum Pazifik. Die Fernstraßen sind außerhalb der Ballungsgebiete in der Regel nicht als Autobahnen oder Schnellstraßen ausgebaut und auch bei größeren breiten Straßen sind die Richtungsfahrbahnen nicht durch Leitplanken voneinander getrennt. Die wichtigste Fernstraße in Russland ist die Europastraße 30, die in Sibirien endet. 2025 gab das Verkehrsministerium eine gesamte Straßenlänge von 1,58 Millionen Kilometern an. 1 Million waren Lokalstraßen, 502.000 Regionalstraßen und 66.200 Bundesstraßen.
Der Anteil der Transportkosten an den Produktionskosten liegt aufgrund der schlechten Straßen bei bis zu 20 %. Die schlechte Infrastruktur kostet das Land bis zu 9 % seiner Wirtschaftsleistung; Verkehrsexperten schätzen, dass jährlich umgerechnet mindestens 32 Milliarden Euro in den Ausbau der Straßen investiert werden müssten.
Im Straßenverkehr passieren relativ viele tödliche Unfälle. Im Jahr 2013 kamen in Russland insgesamt 18,9 Verkehrstote auf 100.000 Einwohner. Zum Vergleich: In Deutschland waren es im selben Jahr 4,3 Tote. Insgesamt kamen damit 27.000 Personen im Straßenverkehr ums Leben. Die Motorisierungsrate des Landes liegt weltweit im oberen Mittelfeld. 2017 kamen im Land 324 Kraftfahrzeuge auf 1000 Einwohner. Mit ungefähr 46,9 Millionen Fahrzeugen verfügt Russland über den fünftgrößten Fuhrpark aller Länder. 14 von früher 60 Automarken wurden zu Beginn 2024 in Russland offiziell vertrieben. Das waren die drei russischen Lada, GAZ und UAZ sowie elf chinesische.

#### Öffentlicher Nahverkehr

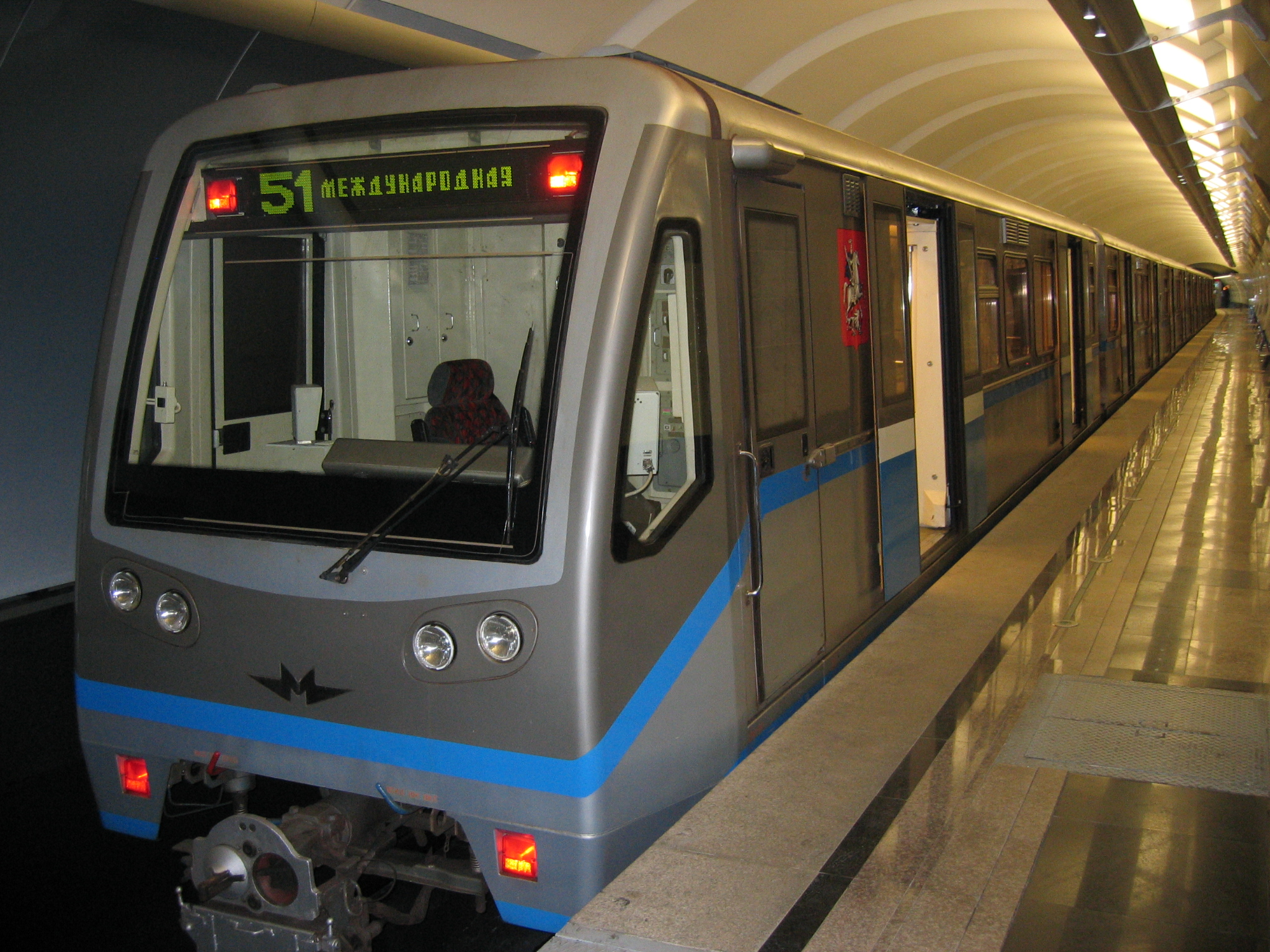
Ein Zug der Baureihe 81-740/741 an der Station Meschdunarodnaja, Linie 4 der Moskauer Metro

Fast die Hälfte der Passagierbeförderung findet im Nahverkehr statt, vorwiegend über das Busnetz, das in 120 Städten existiert. Darüber hinaus verfügen 90 russische Städte über ein Obusnetz, in 66 Städten gibt es Straßenbahnen und Vorortzüge und in sieben Städten auch eine U-Bahn sowie in vier weiteren S-Bahnlinien.
In den 1990er-Jahren verfielen viele der guten Nahverkehrsnetze und wurden zunehmend durch private Bus- oder Linientaxibetriebe ergänzt oder ersetzt. Auch in jüngster Zeit wurden in mehreren Großstädten Straßenbahn- oder Obussysteme zugunsten von Bussen stillgelegt (so 2008 der Obus in Archangelsk und die Straßenbahn in Iwanowo, oder 2009 die Straßenbahn in Woronesch).

#### Schienenverkehr

Die wichtigsten Strecken der Russischen Eisenbahnen (Rossijskije schelesnyje dorogi, RŽD)

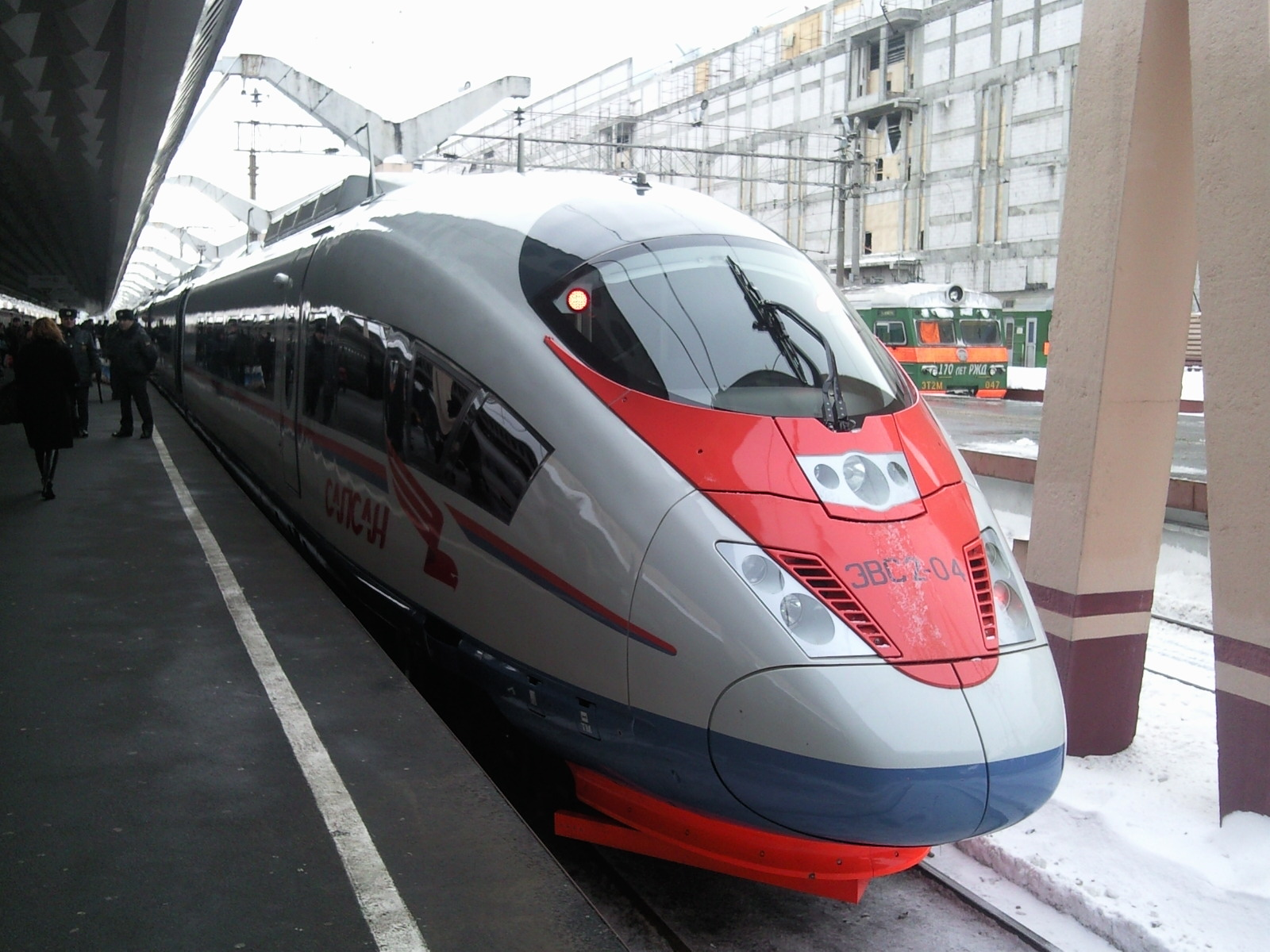
Hochgeschwindigkeitszug Sapsan (abgeleitet aus dem ICE 3) auf der Bahnstrecke Sankt Petersburg–Moskau

Als Massentransportmittel über lange Distanzen nimmt die Eisenbahn in Russland einen wichtigen Teil des Verkehrsmarktes ein. Aufgrund der großen Entfernungen bildete im frühen 20. Jahrhundert die Anbindung des Fernen Ostens eine große Herausforderung, die das Land mit der berühmten Transsibirischen Eisenbahn herstellen konnte. Parallel dazu wurde Ende des 20. Jahrhunderts zur Erschließung des fernen Ostens Sibiriens die Baikal-Amur-Magistrale vom Baikalsee zum Fluss Amur gebaut. Durch diese beiden und die abzweigenden Strecken wird das Land in west-östlicher Richtung erschlossen. Durch sie kann beispielsweise die Beförderung von Gütern zwischen Pusan und Helsinki von etwa 47 Tagen auf dem Seeweg auf ca. 16 Tage reduziert werden.
Im Mai 2001 beschloss die russische Regierung die Umsetzung der Bahnreform. Die Hauptziele war die Liberalisierung des Eisenbahnmarktes und Freigabe der Tarife im Eisenbahnverkehr. Im Rahmen der Bahnreform wurde im Oktober 2003 das ehemalige Bahnministerium (MPS) aufgelöst und Russlands zweitgrößtes staatliches Unternehmen, die Rossijskije schelesnyje dorogi (RZhD) gegründet. In den letzten Jahren sind in Russland auch 85 Privatbahnunternehmen entstanden, die heute mehr als 25 % der Güter transportieren und rund 30 % (etwa 200.000 Güterwagen) des gesamten Güterwagen-Bestands in Russland besitzen. Das Streckennetz in Russland wird von der RZhD betrieben. Insgesamt umfasst das gut entwickelte Eisenbahnnetz (Breitspur mit 1520 mm Spurweite) rund 87.000 km, davon ist knapp die Hälfte (40.000 km) elektrifiziert. Auf der Insel Sachalin existieren fast 1000 km in 1067 mm Breite. Daneben gibt es zusätzlich 30.000 km nicht öffentlicher Industriebahnen (alle Angaben 2004). Während in Westeuropa schon seit Jahrzehnten der Straßengüterverkehr der dominierende Verkehrsträger ist und die Bahn eine nachrangige Bedeutung hat, konnte der Lkw in Russland erst seit 2000 aufholen. Daher besitzt die Bahn in Russland mit 83 % einen überdurchschnittlich hohen Marktanteil am Güterverkehr.

#### Wasserverkehr

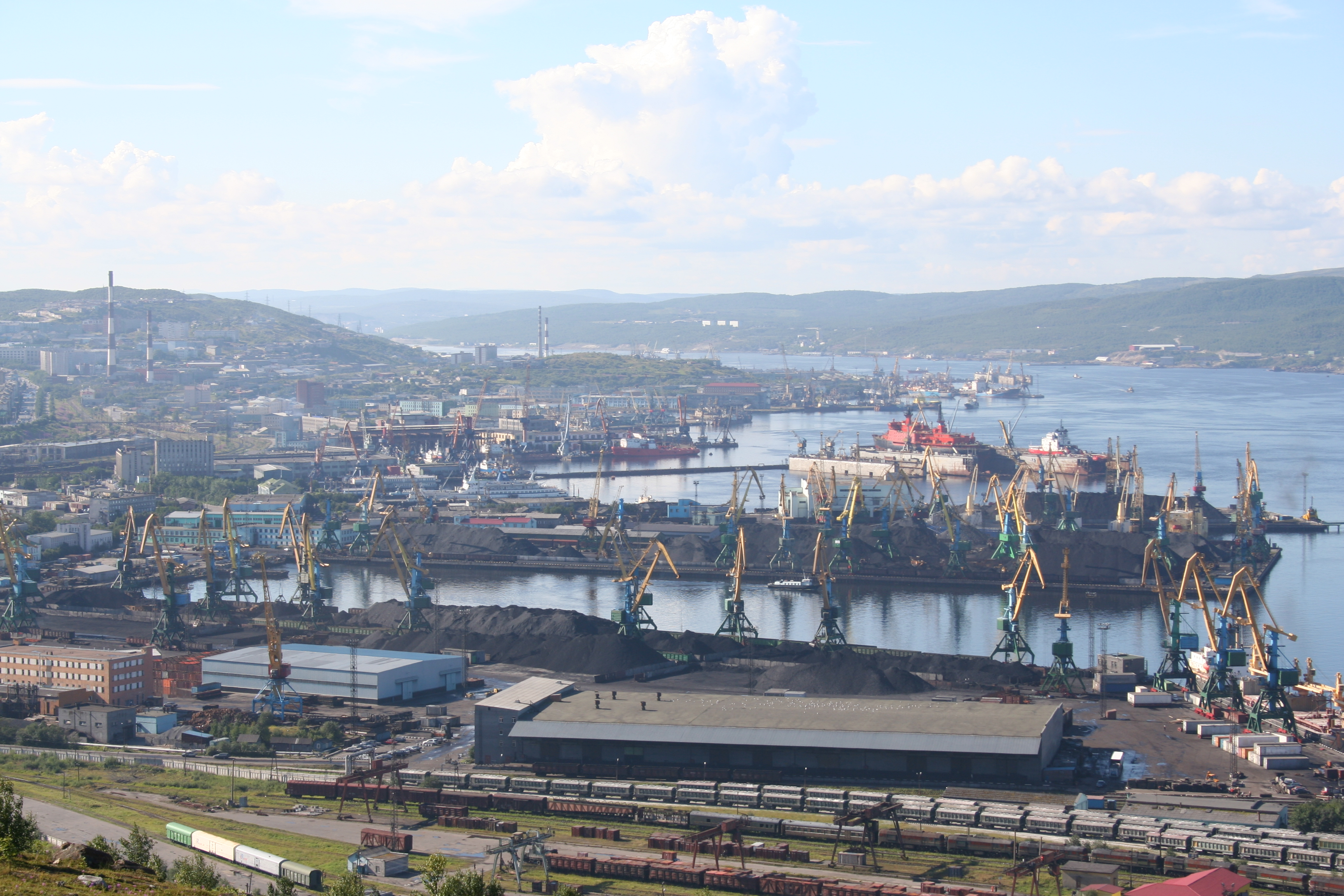
Hafen von Murmansk

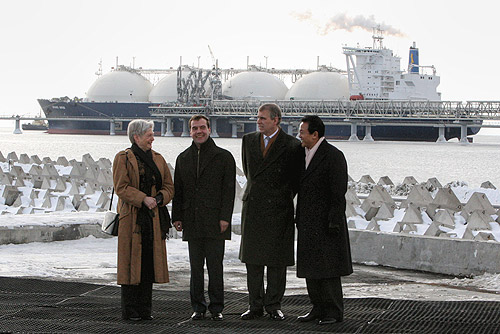
LNG-Tanker der Sowkomflot in Juschno-Sachalinsk

Russland verfügt über eine beträchtliche Anzahl von Häfen und befahrbaren Wasserstraßen. 72.000 km Binnenwasserwege verbinden im europäischen Teil Russlands die Ostsee, das Schwarze Meer, die Binnenseen und das Weiße Meer miteinander. Wichtige Wasserstraßen dabei sind die Wolga, die Kama, die Nischni Nowgoroder Oka, die Wjatka, der Don und die Kanäle, die diese Flüsse miteinander verbinden.
In Sibirien sind 24.000 km schiffbar. Durch die Entwässerung der großen Flüsse Ob, Jenissei und Lena in das Polarmeer fehlt eine Ost-West Erschließung auf dem Wasserweg; durch Eisbildung ist die Polarroute nur wenige Monate im Sommer möglich, diese Periode verlängert sich aber durch den Klimawandel. Die Schiffbarkeit der Flüsse und Kanäle wird durch meteorologische Einflüsse (Wasserstand) und mangelhaften Ausbau stark beeinträchtigt. Seit 1990 ist in Russland ein Abbau des Bestands der Binnenschiffsflotte zu beobachten. Die Zahl der Binnenschiffe betrug 2002 noch etwa 8800, davon waren 8000 Güterschiffe und 800 Passagierschiffe. Die wichtigsten russischen Binnenhäfen sind Archangelsk, Perm, Jaroslaw, Saratow und Tscheboksary.
Die Seeschifffahrt gehört zu den stark wachsenden Verkehrsbranchen in Russland. Wesentlicher Grund dafür ist das steigende Exportaufkommen an Rohöl und Mineralölerzeugnissen. Die wichtigsten Seehäfen befinden sich in St. Petersburg und Kaliningrad an der Ostsee, Noworossijsk und Sotschi am Schwarzen Meer sowie Wladiwostok, Nachodka, Magadan und Petropawlowsk-Kamtschatski am Pazifischen Ozean; Murmansk ist der einzige ganzjährig eisfrei gehaltene (Nord-)Atlantikhafen. Im Jahr 2003 betrug der Güterumschlag in den russischen Häfen 285,7 Millionen Tonnen. Für den Güterverkehr zwischen dem russischen Kernland und der Exklave Kaliningrad ist der Fährverkehr von Bedeutung.

#### Luftverkehr

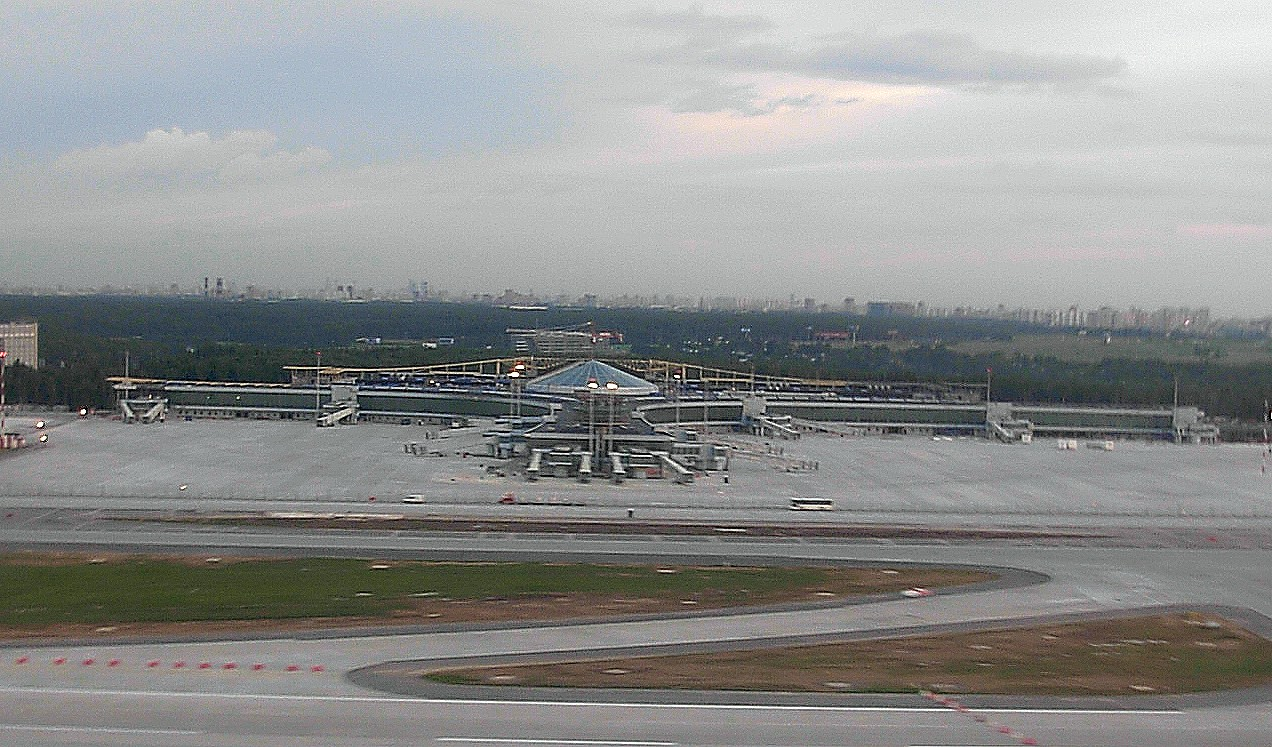
Sicht auf das Scheremetjewo Terminal-D

In Russland und der Sowjetunion kam der Luftfahrt aufgrund der Fläche des Landes schon früh eine große Bedeutung zu. Der nationale Flugverkehr verbindet entlegene Gebiete, deren Erschließung auf dem Landweg sich nie lohnte. Zu Zeiten der Sowjetunion war die staatliche Aeroflot die größte Fluggesellschaft der Welt und ihre Preise teils günstiger als die der Eisenbahn.
Die Flugscheine in den fernen Osten Russlands werden auch heute vom Staat subventioniert.
Neben der weiterhin halbstaatlichen Aeroflot fliegen als größere Gesellschaften die ebenfalls mit dem Staat verbundene Rossija, S7 Airlines oder UTair. Die Zahl von Flughäfen in Russland verringerte sich zwischen 1992 und 2011 von 1302 auf 496, wobei die Zahl internationaler Flughäfen von 19 auf 70 gestiegen war und 55 Flugplätze über eine befestigte Piste von mehr als 3000 m Länge verfügten. Mehrere internationale Fluggesellschaften fliegen außer Moskau auch andere russische Städte an. Die größten und wichtigsten Flughäfen sind Scheremetjewo-2 und Domodedowo in der Nähe von Moskau. Die Flugzeugflotte Russlands umfasste im Jahr 2011 rund 6000 Flugzeuge, davon knapp 2000 Frachtflugzeuge. Zur Belebung der russischen Luftfahrtindustrie dienen staatliche Förderung und Regulierungen. Im Herbst 2018 erteilte die Regierung den Banken Sberbank und VTB den Auftrag zur Gründung einer großen Regionalfluglinie, Mit deren Hilfe sollte eine Aufwertung der Regionalflughäfen zur Entlastung des Drehkreuzes Moskau erreicht werden. Im Januar 2020 erteilte Präsident Putin der Regierung die Anweisung, eine Gesellschaft für die Erschließung der abgelegenen östlichen Regionen zu bilden mit einer rein aus russischen Flugzeugen bestehenden Flotte. Diese Gesellschaft wurde auf Basis der Red Wings geschaffen. Nach dem russischen Einmarsch in die Ukraine 2022 und den westlichen Sanktionen erteilten die russischen Behörden 21 Fluggesellschaften die Erlaubnis, ausländische Luftfahrzeuge ohne gültiges Lufttüchtigkeitszeugnis zu betreiben, was zu einem Flugverbot über der EU führte. Russland selbst schloss den Luftraum und elf Flughäfen (Anapa, Belgorod, Brjansk, Woronesch, Gelendschik, Krasnodar, Kursk, Lipezk, Rostow am Don, Simferopol und Elista) entlang des Kriegsgebietes zunächst für sieben Tage, danach wurden die Maßnahmen dutzendfach verlängert. China verweigerte den doppelt registrierten Flugzeugen ebenfalls die Benutzung seines Luftraums. 2023 transportierten russische Flugunternehmen 105 Millionen Passagiere. Vier Fünftel waren Inlandpassagiere. Für 2024 waren Flüge in 40 Länder geplant (2022: 32).
Mit einem Programm von 2022 sollten ca. 1000 neue Verkehrsflugzeuge bis 2030 gebaut werden. Diese Zahl war aber nicht realistisch, da die Kosten bald stiegen. Laut Rostec-Chef waren vor allem 200 Flugzeuge zum Ersatz ausländischer Typen geplant, aber es entstanden nur ein Dutzend, oft mit Restbeständen von Bauteilen.

#### Raumfahrt

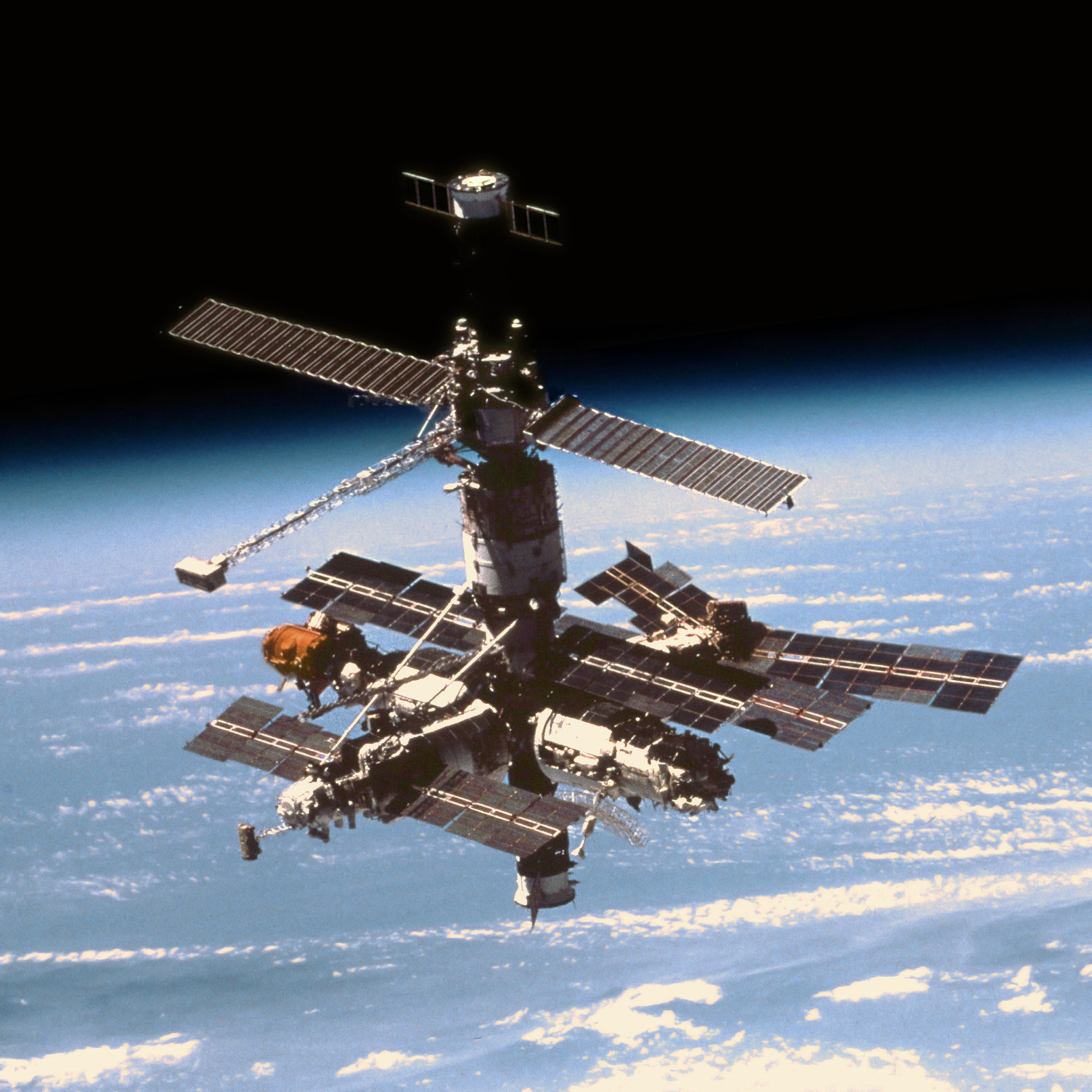
Die sowjetische Raumstation Mir

In den 1990er-Jahren litt die russische Raumfahrt unter großen Finanzierungsproblemen, so dass viele Programme stillstanden. Durch die Verbesserung der wirtschaftlichen Situation konnte sich die russische Raumfahrt erholen. Das Staatsunternehmen Roskosmos ist als nationale Weltraumorganisation für das zivile Raumfahrtprogramm des Landes zuständig; sein Sitz befindet sich im Sternenstädtchen nahe Moskau. Es wurde 1992 als Behörde gegründet und übernahm die wesentlichen Ressourcen der sowjetischen Raumfahrt. Roskosmos nutzt aktuell drei Raumfahrtbahnhöfe: das Kosmodrom Plessezk bei Archangelsk, das Kosmodrom Wostotschny im Amur-Gebiet sowie das Kosmodrom Baikonur in Kasachstan, die Hauptbasis der sowjetischen und russischen Raumfahrt. Russland ist seit Jahrzehnten einer der erfolgreichsten Anbieter von kommerziellen Raketenstarts.
Im Juli 2005 wurde ein neues Raumfahrtprogramm für die Jahre 2005 bis 2015 von der russischen Regierung genehmigt. Ziel war es, das Weltniveau der russischen Raumfahrt zu sichern und die Position Russlands unter den weltweit führenden Raumfahrtmächten zu festigen. Priorität hatten dabei die Entwicklung und Nutzung der Raumfahrttechnik und -dienstleistungen sowie der Bau von Raumschiffen für bemannte Flüge, Transport- und interplanetare Missionen, darunter auch ein wiederverwendbares Raumfahrtsystem. Russland beteiligt sich maßgeblich an der ISS, zu deren Versorgung, seit der Einstellung des Space-Shuttle-Programms, vermehrt die Sojus-Rakete mit dem Sojus-Raumschiff und dem Progress-Raumtransporter eingesetzt werden.
Weiterhin sollen die wissenschaftlich-technischen Grundlagen für einen bemannten Flug zum Mars und eine Raumstation der neuen Generation geschaffen werden. In einem ersten Schritt wollte Russland dazu bis 2015 seine Satellitenflotte vorrangig mithilfe westlicher Elemente an den Weltstandard heranführen. Zudem sollten zu diesem Zeitpunkt vom neuen Kosmodrom Wostotschny im Amur-Gebiet die ersten unbemannten Starts mit modernisierten Versionen der bisherigen Trägerraketen erfolgen. Tatsächlich startet dort seit 2016 das ältere Modell Sojus-2.1. Für 2020 waren von Wostotschny erste bemannte Starts von Raumschiffen mit der neuen Trägerrakete Angara A5 geplant; dies verschiebt sich auf Mitte der 2020er-Jahre. Zugleich sind für die 2020er-Jahre Missionen zur vertieften Erforschung des Mondes sowie des Planeten Venus  vorgesehen. 
Die russische Raumfahrtindustrie war seit Sowjetzeiten mit der der Ukraine verwoben; mehrere Raketen wie die Dnepr und die Zenit wurden gemeinsam entwickelt und produziert. Durch den Krieg mit der Ukraine zerbrach diese Zusammenarbeit, sodass Russland etwa die Hälfte seiner Auswahl an Trägerraketen verlor. Neue Eigenentwicklungen wie die Sojus-5 und -6 sollen dies im Laufe der 2020er-Jahre kompensieren.

### Kommunikation und Information

#### Pressefreiheit und Mediensteuerung
Die Pressefreiheit ist stark eingeschränkt und nimmt weiter ab, nach Reporter ohne Grenzen lag Russland 2019 auf Platz 149 von 180 Ländern, 2023 nur noch auf Platz 164. Die Russische Präsidialverwaltung nimmt unbeachtlich der in der Verfassung garantierten Pressefreiheit direkten Einfluss auf die Berichterstattung, ihr stellvertretender Leiter Alexei Gromow gibt den Chefs der bedeutenden staatlichen und privaten TV-Sender bei einem Termin in Büroräumen der Kreml-Verwaltung wöchentlich den Rahmen der gewünschten Berichterstattung vor. Ferner werden Leitfäden mit Sprachregelungen und Argumentationslinien verfasst und den Sendern zugesandt. Unterhalb der Kreml-Administration findet über den Föderalen Dienst für die Aufsicht im Bereich der Informationstechnologie und Massenkommunikation (Roskomnadsor) Aufsicht wie Steuerung und Zensur sowohl der Medienlandschaft wie privater Kommunikation in elektronischen Medien, also dem Internet, statt. Dieses spielt eine bedeutende Rolle, Russen weichen nach dem Bann verbliebener einheimischer Medien wie westlicher sozialer Netzwerke im Jahre 2022 zunehmend in Telegram-Kanäle aus, um sich Informationen zu verschaffen, der Kreml nutzt über ihm nahestehende Kanäle diese Möglichkeit ebenfalls, um die öffentliche Meinung zu beeinflussen. Roskomnadsor blockierte seit Februar 2022 fast alle unabhängigen Medien, diese sind wie auch beispielsweise Facebook oder Instagram nur noch über VPN zu erreichen. Unabhängige Medien verließen das Land, die Duma verabschiedete im März 2022 ein Zensurgesetz, wonach bei Androhung hoher Haftstrafen nur noch gemäß offizieller staatlicher Quellen berichtet werden darf. Ironischerweise zwingt das Blocken westlicher Plattformen auch regierungsnahe Personen wie Dmitri Medwedew, der sich regelmäßig im amerikanischen Netzwerk X zu Wort meldet, auf VPN auszuweichen. Die Duma billigte in zweiter Lesung eine gesetzliche Regelung, die ab September 2025 bereits das Suchen im Internet nach „extremistischen“ Inhalten und das Werben für VPN-Dienste unter Bußgelddrohung stellt..

##### Medienstruktur
Seit dem Zusammenbruch des Sowjetsystems gab es viele Umstrukturierungsphasen im russischen Mediensektor. Staatliche Reformen haben den Medienmarkt zu Beginn der 1990er-Jahre privatisiert. Viele Zeitungen, Verlage und Fernsehsender gingen Allianzen mit Oligarchen ein, um ihr Überleben zu sichern. Dabei gerieten sie aber unter deren Kontrolle, die durch Manipulationen politischen Einfluss über die Medien ausüben. Die Präsident Putin widersprechenden Medienimperien von Boris Beresowski und Wladimir Gussinski (Media Most) wurden durch Gerichtsbeschluss zerschlagen. Die größten russischen Medienholdings sind die Gazprom-Media und die WGTRK, die Allrussische Staatsgesellschaft für Fernsehen und Radio. Obwohl die Medienzensur durch Roskomnadsor (Aufsichtsbehörde für Massenmedien, Kommunikation und den Schutz des kulturellen Erbes) praktiziert wird, ist laut der russischen Verfassung, Kapitel 2, Artikel 29 die Freiheit der Meinung und des Wortes theoretisch garantiert. Propaganda und Agitation, die soziale, rassische, nationale und religiöse Feindschaft schürt, ist verboten, ebenso die Relativierung der Rolle der Streitkräfte im Zweiten Weltkrieg. Die meisten Russen bevorzugen das Fernsehen als Informationsquelle Nummer eins, gefolgt von Zeitungen. Nach Angaben von Roskomnadsor sind in Russland (Stand: Jahr 2012) 66.032 Medien gelistet. Darunter finden sich 5254 TV-Sender, 3769 Radiosender, 28.449 Zeitungen und 21.572 Zeitschriften.
Andreas Umland wies bereits 2016 daraufhin dass die Kanäle des Staatsfernsehens keine Massenmedien im westlichen Sinne seien, ihre propagandistische Instrumentalisierung, ihre Aggressivität und Wahrheitsfeindlichkeit – die in den inländischen Kanälen weit über das hinausgehe, was im Ausland bei Russia Today verbreitet werde – sei für Sprachunkundige unvorstellbar. Der in ihnen verbreitete Nationalismus diene allein dem Machterhalt des Regimes und seiner kleptokratischen Eliten, die Herangehensweise sei insofern pragmatisch. Hannes Adomeit zieht eine Verbindung der vorgegebenen Struktur der Medien und den von oben definierten strategischen Interessen des Landes: „Um die Arbeit der russischen Staatsmedien «effektiver» zu organisieren, wurde die Nachrichtenagentur RIA Nowosti – die größte und modernste Agentur Russlands – mit dem Auslandssender Golos Rossii (Stimme Russlands) zur internationalen Informationsagentur Rossija Sewodnja (Russland heute) fusioniert und die neue Mediengruppe in die «Liste der strategischen Unternehmen Russlands» aufgenommen, die eine besondere Bedeutung für die Verteidigungsfähigkeit und Sicherheit des Landes haben.“

##### Fernsehen

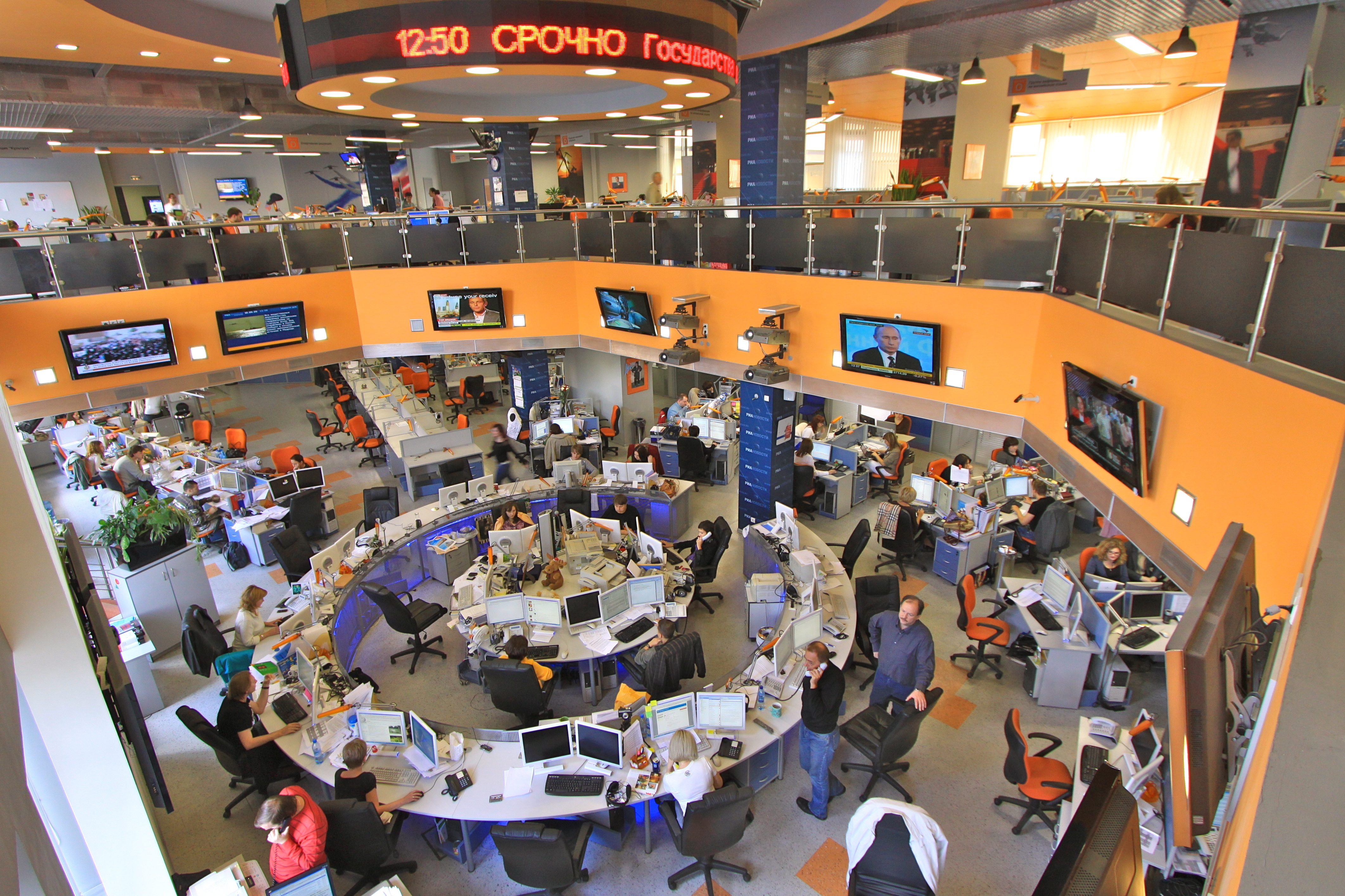
Newsroom der Redaktion RIA Novosti in Moskau, Bild von Jürg Vollmer

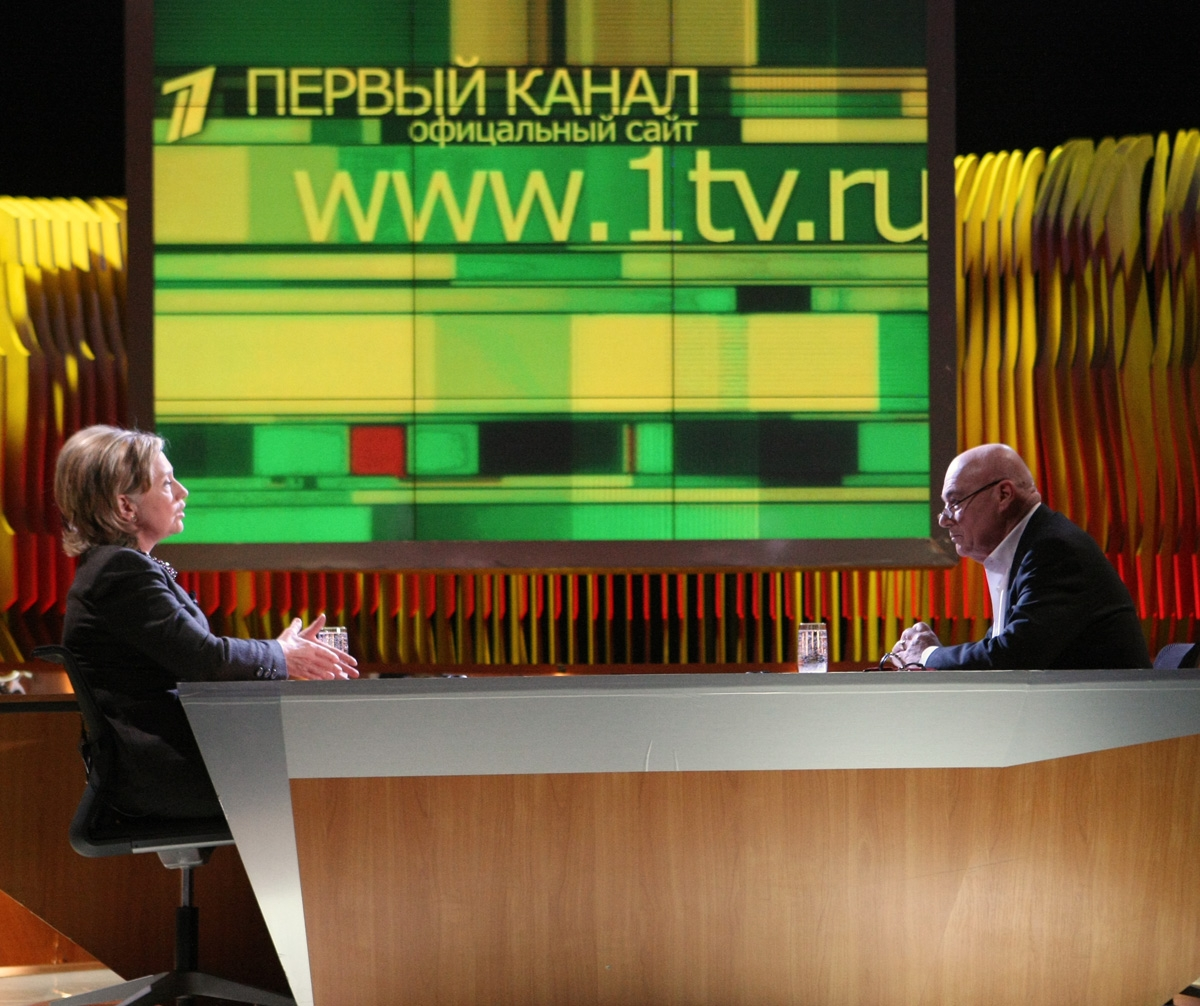
Der Journalist Wladimir Wladimirowitsch Posner im Interview mit US-Außenministerin Hillary Clinton im März 2010 in Moskau

Das Fernsehen ist für große Teile der russischen Bevölkerung die hauptsächliche und oft einzige Informationsquelle und eignet sich daher besonders als Propaganda-Instrument der Regierung, die die inhaltliche Ausrichtung der Programme sorgfältig steuert. 56 Prozent informieren sich laut Umfrage von 2024 im Fernsehen. In den meisten Teilen Russlands können drei landesweite und ein bis zwei regionale Fernsehsender empfangen werden. In Moskau sind je nach Lage mehr als ein Dutzend Fernsehanbieter terrestrisch empfangbar. Der Perwy kanal, dt. Erster Kanal, ist landesweit der Sender mit der größten Reichweite und kann von 99,8 % der russischen Bevölkerung empfangen werden, die wöchentliche Zuschauerschaft beim Sender erreicht über 80 % der Bevölkerung. Ein Teil der russischen Fernsehsender wird vom staatlichen Medienkonzern WGTRK betrieben. Zu dessen Angebot gehört der Kanal Rossija 1, der laut eigenen Angaben von ca. 98,8 % der russischen Bevölkerung empfangen wird. Auch ein Sportsender namens Sport (russisch Спорт) und ein Kultursender namens Rossija K werden von WGTRK betrieben. Daneben gibt es seit 2005 den international ausgerichteten, u.a englischsprachigen Sender Russia Today mit Sitz in Moskau, dessen erklärte Ziele sind, dem Publikum die russische Sichtweise auf das internationale Geschehen vorzustellen. Auch Entwicklungen innerhalb Russlands sollen hier aus russischer Perspektive beleuchtet werden. Russia Today gilt als aus dem Kreml direkt initiiertes Propagandainstrument, die Idee für die Gründung wird Michail Lessin zugeschrieben. Der Sender ist personalstark (2011 verfügte er weltweit über mehr Mitarbeiter als Fox News) und verbreitet Verschwörungstheorien, es ist ihm gelungen im Westen eine große Zuschauerzahl zu gewinnen. Seine Bedeutung stieg ab dem Georgienkrieg 2009 und die Berichterstattung wurde zunehmend offensiv gebraucht. Vesti ist einer der wichtigsten Nachrichtenkanäle Russlands. Er ist ein Teil von Telekanal Rossija und RTR. Der TV-Sender Russian TV international wird speziell für die im Ausland lebenden Russen produziert.
In den 1990er-Jahren entwickelten sich in Russland mehrere teils landesweite private Fernsehsender, die auch unabhängige und auch regierungskritische Informationssendungen im Programm hatten. Zu Beginn der 2000er-Jahre gerieten jedoch die landesweit empfangbaren Sender unter die indirekte Kontrolle des Staates oder wurden geschlossen und durch staatliche Sender ersetzt. So sendet Sport heute auf der Frequenz von TW-6. Russland sendet mit der Fernsehnorm SECAM (Variante Osteuropa). Russland plant langfristig (in den 2010er-Jahren) DVB-T einzuführen. Angeblich sollen derartige Geräte subventioniert werden, damit sich die Bevölkerung das verhältnismäßig teure Gerät anschaffen kann.

##### Druckmedien
Die tagesaktuelle Presse der UdSSR wurde jahrzehntelang vor allem durch die halbamtliche Presseagentur TASS mit Informationen versorgt. Nach dem Zusammenbruch der UdSSR entwickelte sich in Russland eine freie Presse, die sich jedoch heute wieder zunehmenden Repressionen durch die Regierung ausgesetzt sieht. Freedom House bewertet die Pressefreiheit als „nicht frei“ und mit einem generellen Abwärtstrend (2002 war das Land noch als „teilweise frei“ verzeichnet). In der Rangliste der Pressefreiheit der Reporter ohne Grenzen rangiert Russland im Jahr 2023 auf dem 164. Platz; in Europa schnitt nur die Türkei (Rang 165) schlechter ab.
Im Frühjahr 2017 wurde der Journalist Nikolai Andruschtschenko getötet. Laut dem Bericht von Reporter ohne Grenzen steht der Tod des Opfers in direktem Zusammenhang mit seiner journalistischen Tätigkeit.
Unter den Printmedien gilt die Boulevardzeitung Moskowski Komsomolez als die beliebteste im Land. Nach eigenen Angaben erreicht die Boulevardzeitung etwa 1,3 Millionen Leser. Sie ist auch die günstigste. Wichtigste Tageszeitung ist die Komsomolskaja Prawda, mit einer Auflage von heute 830.000 Exemplaren. Die Tageszeitung Rossijskaja gaseta (Auflage: 430.000 Exemplare) ist ein Verlautbarungsblatt der russischen Regierung mit Sitz in Moskau. Russische Gesetze und Erlasse treten erst mit der Veröffentlichung in der Rossijskaja Gaseta in Kraft. Eine staatliche Informations- und Analyseagentur ist seit 1993 die RIA Novosti mit eigenen Korrespondenten in mehr als 40 Ländern.

##### Radio
Neben dem staatlichen Radio Rossii gibt es zahlreiche private Hörfunksender – meist Lokalsender. Einige Moskauer Stationen haben auch Lizenzen in den Regionen. Der Sender Echo Moskwy galt bis zu seiner erzwungenen Unterbrechung 2022 als einziger verbliebener Vertreter regierungskritischer Medien. Russische Radiosender nutzen heutzutage die auch in Deutschland üblichen UKW-Frequenzen (87,5 MHz bis 108,0 MHz) unter der englischen Bezeichnung „FM“. Zu Sowjetzeiten wurde das so genannte OIRT-Band (65,9 bis 73,1 MHz) genutzt, wo heute unter dem Namen UKW noch einzelne Sender laufen. Viele russische Wohnungen haben einen Radiostecker, mit dem man in der Art des Drahtfunks ein bis drei Sender empfangen kann. Die simplen Geräte benötigen keine weitere Stromversorgung und haben oftmals als einziges Bedienelement einen Lautstärkeregler. Unter der Bezeichnung Stimme Russlands wird der umfangreiche Rundfunk-Auslandsdienst betrieben.

#### Internet
Die Geschichte des Internets in Russland beginnt im September 1990, als die Top-Level-Domain „.su“ für die damalige Sowjetunion angemeldet wurde. Diese Domain wird von russischen Websites teilweise bis heute benutzt. Im März 1994 wurde die offizielle Top-Level-Domain „.ru“ für russische Internet-Adressen angemeldet. Websites unter dieser Domain machen einen beträchtlichen Teil des russischen Internets – oft kurz Runet genannt – aus. Inzwischen hat das Land auch eine kyrillische Top-Level-Domain (.рф). Das russische Internet-Segment rangierte um 2012 mit insgesamt mehr als 3,6 Millionen Domainnamen auf Platz vier weltweit.
In den 2000er-Jahren stieg die Anzahl der Internetnutzer in ganz Russland kontinuierlich an: Gab es im Jahre 2000 nur 3,1 Millionen Nutzer (2,1 % der Bevölkerung) landesweit, betrug ihre Anzahl 2007 bereits 28 Mio. (19,5 %). Mit mehr als 50 Millionen Internet-Usern wurde Russland 2011 zum europäischen Spitzenreiter. 2016 nutzten 102 Millionen Russen oder 71,3 % der Bevölkerung das Internet. Zu den bedeutendsten Internet-Projekten des Runet gehören die Suchmaschinen Rambler und Yandex, das Online-Netzwerk W Kontakte sowie die Informations- und Nachrichtenportale RBC Informations Systems, Lenta.ru und Gazeta.ru. Zu den bekanntesten Providern gehören größere Telekommunikationsunternehmen wie CenterTelekom, MGTS, North-West Telecom oder WolgaTelekom. Im Zuge einer staatlichen Förderung des Internet-Ausbaus verzeichneten die Social-Media-Aktivitäten in Russland einen außergewöhnlich starken Auftrieb, entsprechende Plattformen spielen in Russland eine bedeutende Rolle. Besonders populär sind die in Russland entstandenen Plattformen Vkontakte.ru und Odnoklassniki.ru, die höhere Wachstumsraten auswiesen als internationale, wie etwa Facebook. Auch LiveJournal wurde in Russland im internationalen Vergleich überdurchschnittlich genutzt und schließlich russisch. Die Bruttoreichweite der Social Networks betrug im Jahr 2010 rund 49,2 Millionen der in Russland lebenden Personen. Seither wurden viele Regulierungen mit schwammigen Formulierungen erlassen, welche den Behörden ein Durchgreifen gegen Dienste und Nutzer erlauben. Ab 2018 müssten sämtliche Kommunikationsinhalte gespeichert (und dem Staat zur Verfügung gestellt) werden, eine Verschiebung dieser Pflicht um 5 Jahre musste wegen des Aufwandes im Jahr 2017 erwogen werden.

#### Telekommunikation
Das gesamtrussische Telekommunikationsunternehmen Rostelekom ist das größte Unternehmen dieser Branche in Russland. Seit dem 1. April 2011 gehören zu ihm die Regionalfilialen Dalny Wostok (Ferner Osten), Sibir, Ural, Wolga, Jug (Süden), Sewero-Sapad (Nord-West) und Zentr (Zentrum). Den Mobilfunkmarkt teilen sich landesweit im Wesentlichen die drei größten Anbieter des Landes Mobile TeleSystems, Beeline und MegaFon, ferner einige kleinere regionale Anbieter. Diese Branche erlebte in Russland ab dem Jahr 2000 einen rasanten Wachstum: Besaß noch im Jahr 2000 weniger als 1 % der russischen Bevölkerung ein Mobiltelefon, überschritt 2006 die landesweite Anzahl von Handys bereits die Bevölkerungszahl und betrug mit dem Stand vom 31. März 2007 gut 155 Millionen.
Im Jahr 2019 wurde per Gesetz verfügt, dass der Internet-Datenverkehr über eigene Server zu laufen hat, sodass fortan eine Unabhängigkeit gegenüber dem Ausland gewährleistet ist.

#### Post

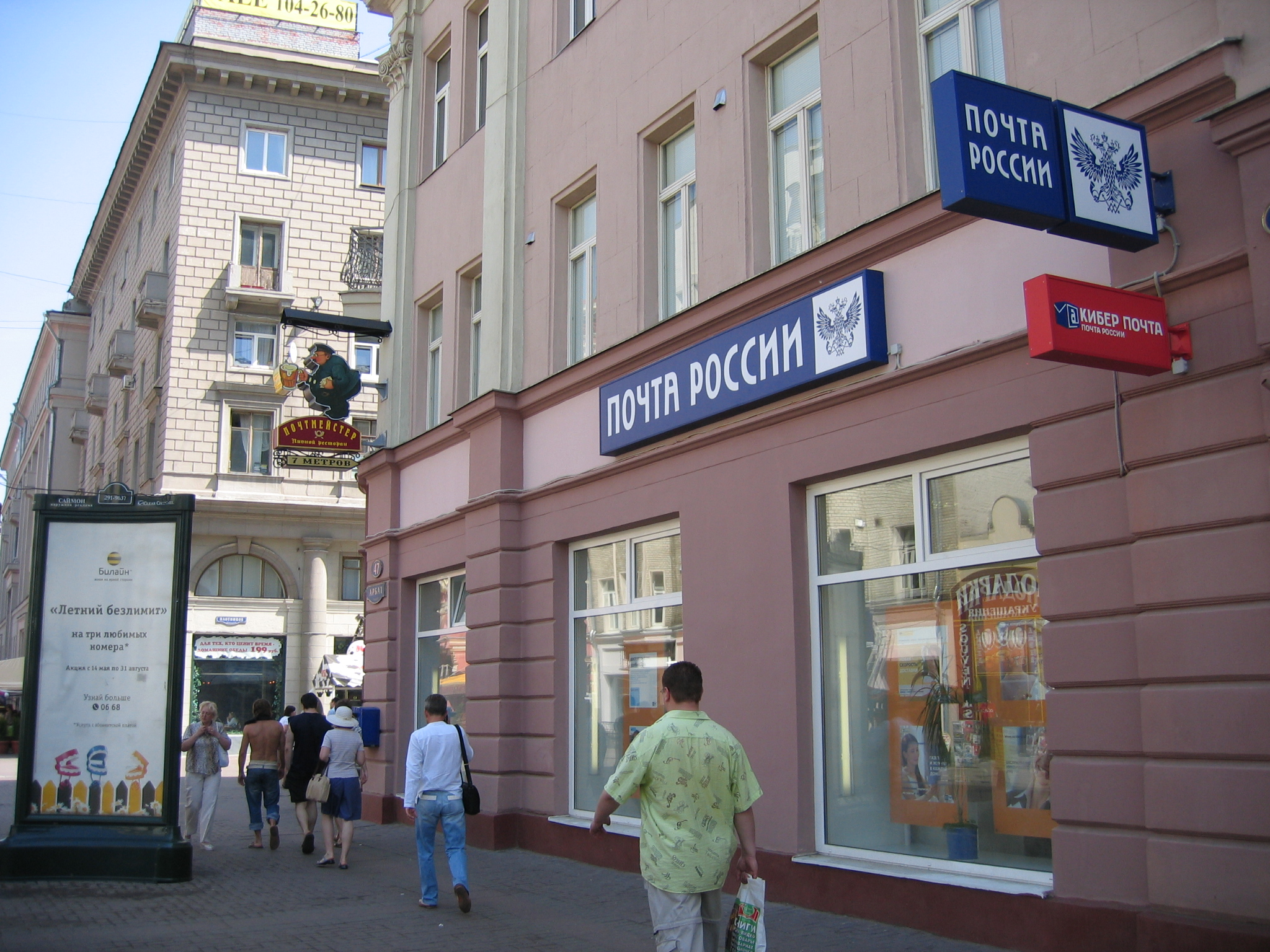
Postbüro auf dem Arbat in Moskau

System der russischen Postleitzahlen (Postleitzahlenkarte)

Der überwiegende Teil des russischen Postwesens wird vom staatlichen Unternehmen Potschta Rossii abgewickelt. Dieses wurde 2002 aus dem zugleich aufgelösten föderalen Post- und Telekommunikationsministerium ausgegliedert, das auch zu Sowjetzeiten für den Postverkehr zuständig war. Heute bietet die Potschta Rossii ihre Dienstleistungen in insgesamt über 42.000 Postämtern an, die flächendeckend über ganz Russland verteilt sind. Die Zahl der Beschäftigten im Unternehmen beläuft sich russlandweit auf rund 415.000. In vielen Städten bieten Postfilialen seit Anfang des 21. Jahrhunderts neben grundlegenden Postdienstleistungen – wie etwa dem Versenden und Empfangen von Briefen, Paketen und Telegrammen sowie dem Postgiro – auch ergänzende Dienste an, darunter öffentliche Computerarbeitsplätze mit Internetzugang.
Im Briefzustellungsbereich ist Potschta Rossii in Russland Monopolist. Im Bereich der Paketpost sind seit den 1990er-Jahren auch international tätige Kurierunternehmen wie DHL oder TNT Express in Russland tätig.

### Bildung

#### Bildungssystem

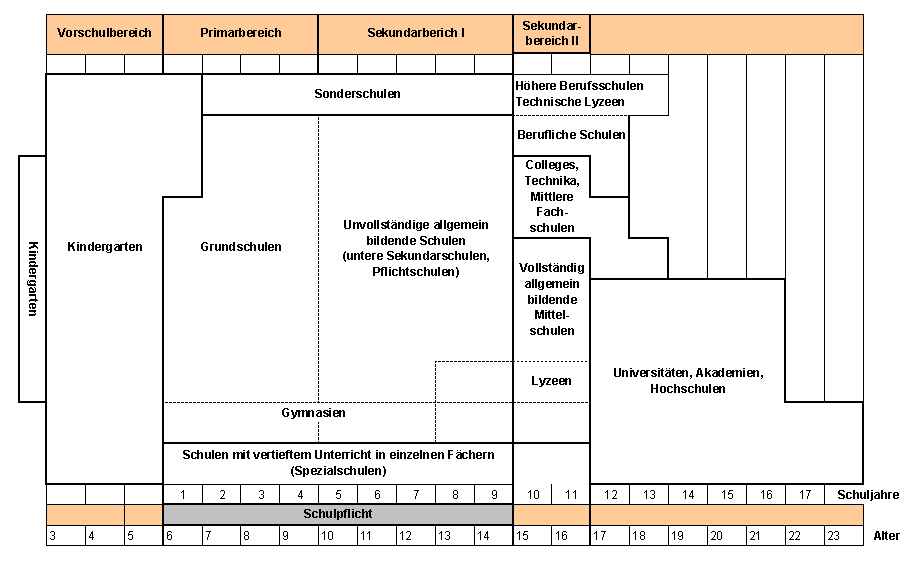
Das Bildungssystem in Russland

Das Bildungssystem in Russland gliedert sich in vier Abschnitte: allgemeine Schulausbildung, Berufsausbildung, Hochschulausbildung und die Postgraduierten-Ausbildung. Die allgemeine Schulausbildung bedeutet nicht, dass das Kind eine Schule besuchen muss. Auf Wunsch der Eltern kann ein Kind eine häusliche Ausbildung erhalten, wenn sein Kenntnisstand dem Schulprogramm entspricht, was zweimal jährlich geprüft wird. Dieses Recht ist in Russland durch die Staatsverfassung (der Artikel 43) sowie durch das Bundesgesetz №273-ФЗ (das Föderalgesetz über Bildung in der Russischen Föderation) garantiert.
Der Staat wendete um 2017 4 % des Zentralhaushalts für Bildung auf. Im PISA-Ranking von 2015 erreichen russische Schüler Platz 23 von 72 Ländern in Mathematik, Platz 32 in Naturwissenschaften und Platz 26 beim Leseverständnis.

#### Allgemeine Schulausbildung
Die Allgemeine Schulausbildung untergliedert sich wiederum in die Abschnitte Grundstufe, Hauptstufe und Oberstufe.
- Grundstufe: Der Schuleintritt erfolgt im Alter von sieben Jahren. Sowohl das Studienjahr als auch das Schuljahr beginnen in ganz Russland einheitlich am 1. September jedes Jahres. Das vorgezogene Schuleintrittsalter von sechs Jahren wird durchschnittlich etwa 35 % der Kinder nach einem psychologischen Gutachten empfohlen. Die vierjährige Primarstufe der Grund- oder Anfangsschule absolvieren die mit sieben Jahren eingeschulten Kinder binnen drei Jahren. Sie gelangen auf diese Weise aus dem dritten sofort in das fünfte Schuljahr.
- Hauptstufe: Danach folgt eine obligatorische sechsjährige Hauptschulstufe. Sie führt zum Erwerb der „grundlegenden allgemeinen Bildung“ – in der Regel am Ende der neunten Klasse und nach dem Erreichen des Pflichtschulalters von 15 Jahren. Dieser Abschluss berechtigt zum Besuch der oberen Sekundarstufe (zweijährig). Nach der neunjährigen Pflichtschulbildung kann statt der Oberschulstufe auch eine Berufsausbildung an der mittleren Fachschule (Berufsschule) beziehungsweise dem Technikum absolviert werden. Diese Einrichtungen stehen im vertikal durchlässigen gesamten beruflichen Bildungswesen weiterhin für den Erwerb der vollständigen mittleren Bildung zur Verfügung (dualer Ausbildungsgang). Denn zusätzlich zu den berufsspezifischen Fächern werden auch die allgemeinbildenden Fächer unterrichtet, inhaltlich allerdings an der beruflichen Ausrichtung orientiert.
- Oberstufe: Der Abschluss der Oberstufe erfolgt durch das „Zeugnis über die vollständige mittlere Bildung“ (das traditionell so genannte „Reifezeugnis“) – zu Deutsch Abitur, das aber noch nicht den Universitätseintritt garantiert. Dazu ist eine anspruchsvolle Aufnahmeprüfung erforderlich. Wer mit sehr guten Ergebnissen das Abitur abgelegt hat, hat nur eine oder zwei Aufnahmeprüfungen zu bestehen. Bei schlechteren Abiturnoten werden mehrere Fächer geprüft.

#### Hochschulen

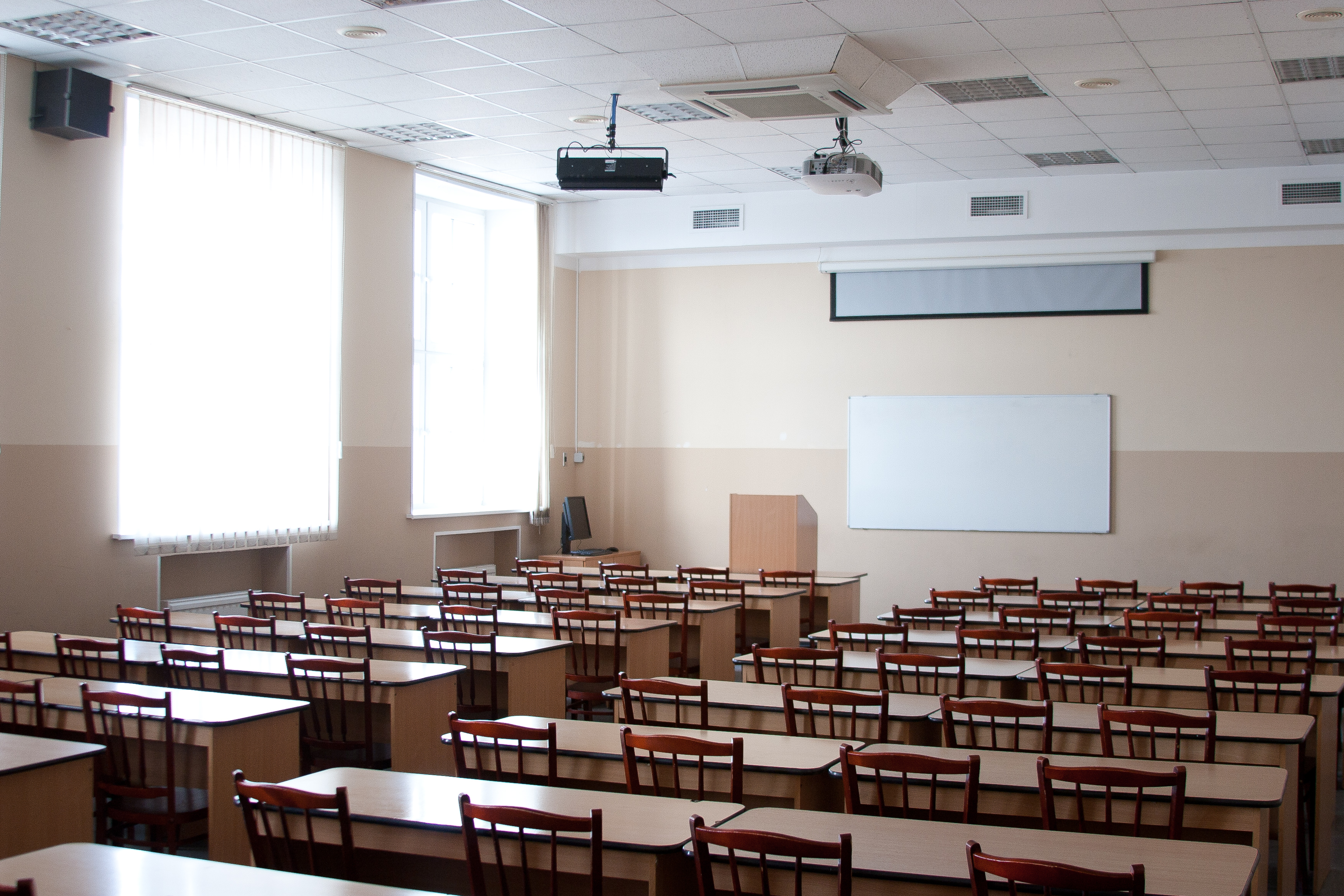
Seminarraum der Juristischen Fakultät der Staatlichen Universität Sankt Petersburg

Für die Hochschulausbildung steht den Studierenden in Russland ein vielfältiges Hochschulwesen zur Verfügung. Außer der klassischen Universität mit einem breiten Fächerangebot gibt es verschiedene Hochschulen und Akademien mit einer speziellen technischen, pädagogischen oder ökonomischen Ausrichtung. Das Abitur ist zwar Voraussetzung für den Hochschulbesuch, es muss jedoch zusätzlich eine Aufnahmeprüfung bestanden werden. Die Studienfinanzierung gibt es für leistungsstarke Schüler kostenfrei, für einen immer größer werdenden Teil der Bevölkerung aber nur gebührenfinanziert. Die Hochschulen haben nach 1992 größere Rechte zur Selbstverwaltung erhalten. Hochschulen werden neu aufgestellt; altehrwürdige Einrichtungen erhalten neue Namen und moderne Strukturen.
Die Dauer der meisten Studienprogramme beträgt fünf Jahre, wobei die ersten zwei Jahre wie in Deutschland auch, einem allgemeinen Grundstudium dienen, dem dann die fachliche Spezialisierung im Hauptstudium folgt. Bis 1991 gab es als einzigen Abschluss nur das Diplom. Mit der schrittweisen Einführung neuer Studiengänge sind neben dem Diplom auch der Bachelor und Master als Abschlüsse möglich, den die meisten Studenten auch anstreben.
Insgesamt lassen sich vier Kategorien von Hochschuleinrichtungen in folgender Hierarchie aufstellen:
- Universitäten
- Akademien
- Institute (= Hochschulen)
- Colleges

Zu den bekanntesten russischen Universitäten gehören die Staatliche Moskauer Lomonossow-Universität, die Staatliche Universität Sankt Petersburg, die Staatliche Universität Kasan und die Staatliche Technische Universität Nowosibirsk. Inzwischen ist in Russland die Gründung von privaten Schulen und Hochschulen erlaubt. Ihr Besuch ist nicht kostenlos und meist nur für eine kleine Schicht erschwinglich. In Russland gab es 2005 1061 Universitäten und Hochschulen, wovon 413 private Hochschulen waren.

#### Forschung

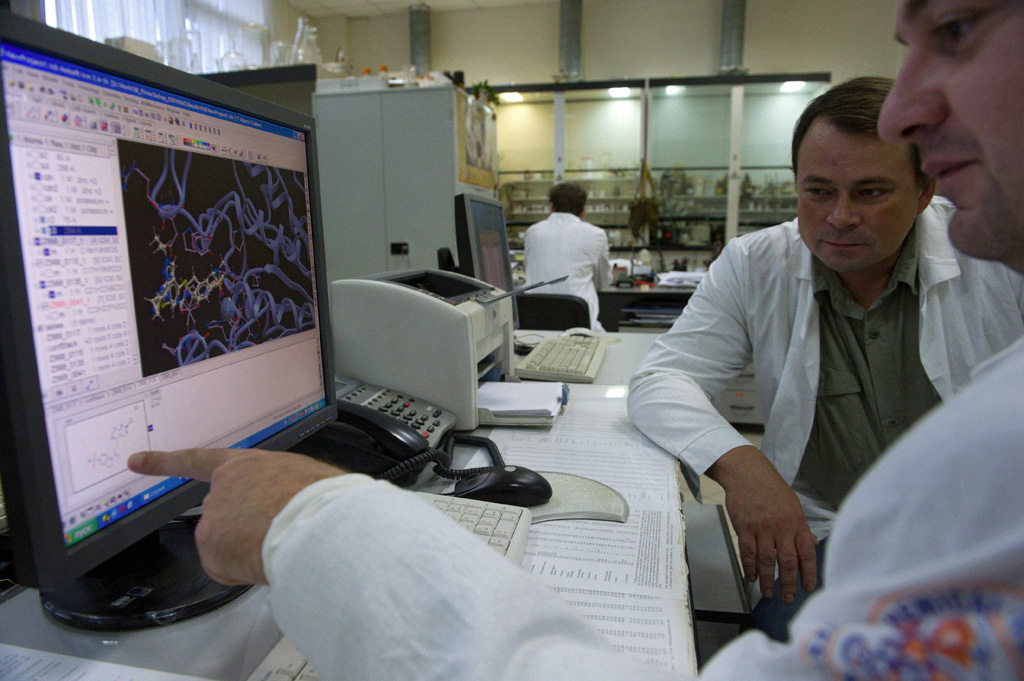
Labortechniker bei der Durchführung von Experimenten im Labor des ChemRar High-Tech-Centers, Oblast Moskau

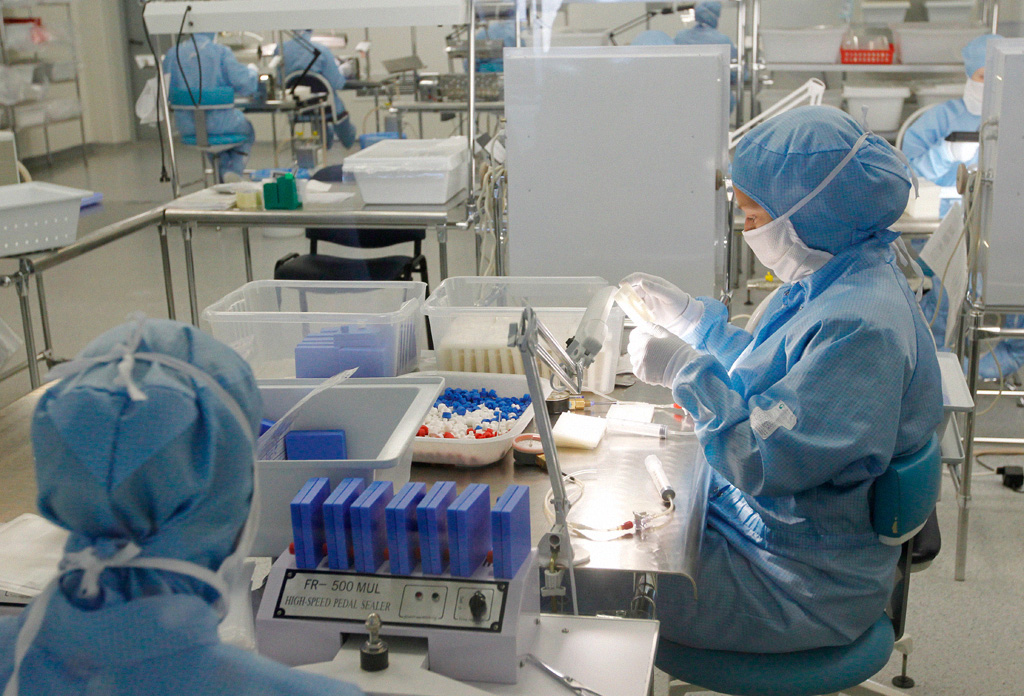
Herstellung von Membran-Filtern für Blutplasma mit neuer Nanontechnik in der technologischen Sonderwirtschaftszone Dubna

Erste Anfänge der wissenschaftlichen Tätigkeiten gab es in Russland bereits zu Zeiten der Kiewer Rus. So stammen die ersten überlieferten Chroniken, die Nestorchroniken, aus dem Jahr 1070. Dort wurden vor allem historische Ereignisse und auch meteorologische Beobachtungen festgehalten.
Wissenschaft als soziale Einrichtung entstand in Russland aber erst Anfang des 18. Jahrhunderts unter der Herrschaft Peter des Großen. Zu dieser Zeit wurden die ersten wissenschaftlichen Einrichtungen des Russischen Reichs gegründet, vor allem 1724 die Akademie der Wissenschaften. 1755 wurde in Moskau mit der heutigen Lomonossow-Universität die erste Universität Russlands gegründet. Im Jahre 1916 gab es in ganz Russland rund 100 Hochschulen, davon 10 Universitäten, sowie einige Dutzend Forschungseinrichtungen. Damit befand sich die Wissenschaft des Russischen Reichs im Vergleich zu vielen anderen europäischen Ländern auf einem niedrigen Entwicklungsniveau. Dennoch genossen schon damals bestimmte Bereiche der russischen Wissenschaft internationales Ansehen. So waren unter den ersten Nobelpreisträgern zwei russische Akademiker, Iwan Pawlow (1904) und Ilja Metschnikow (1908).
Einen erheblichen Entwicklungsschub bekam die russische Wissenschaft zu Sowjetzeiten. Die Sowjetunion besaß insgesamt ein gut ausgebautes Forschungs- und Entwicklungssystem. Charakteristisch für diese Zeit war der hohe Zentralisierungsgrad der Forschung. So waren die meisten Wissenschaftler bei der Akademie der Wissenschaften oder in ihren regionalen Abteilungen angestellt. Zentrale Merkmale waren die Trennung von Forschung und Produktion, die Dominanz der Akademie der Wissenschaften der UdSSR in der Grundlagenforschung und in der Angewandten Wissenschaft und die geringe Bedeutung des Hochschulbereichs in der Forschung. Alle Unternehmen im Wirtschaftsbereich waren in Staatsbesitz und führten selbst wenig Forschung durch. Ein Großteil der Forschung wurde durch spezialisierte Forschungsinstitute vorgenommen, die im Allgemeinen organisatorisch von den staatlichen Unternehmen getrennt waren. Da der Sowjetstaat der Industrialisierung und militärischer Überlegenheit eine sehr hohe Priorität einräumte, förderte er die Forschung und Entwicklung auf diesen Gebieten besonders großzügig. Nach dem Ende des Zweiten Weltkriegs förderte der Staat die Entwicklung der sowjetischen Raumfahrt sehr intensiv. Dies alles führte dazu, dass die Sowjetunion in der zweiten Hälfte des 20. Jahrhunderts zu einem Industrieland aufgestiegen war. Die Forschung und Entwicklung galt auf bestimmten Gebieten, wie der Rüstungsindustrie und der Raumfahrt, als weltweit führend.

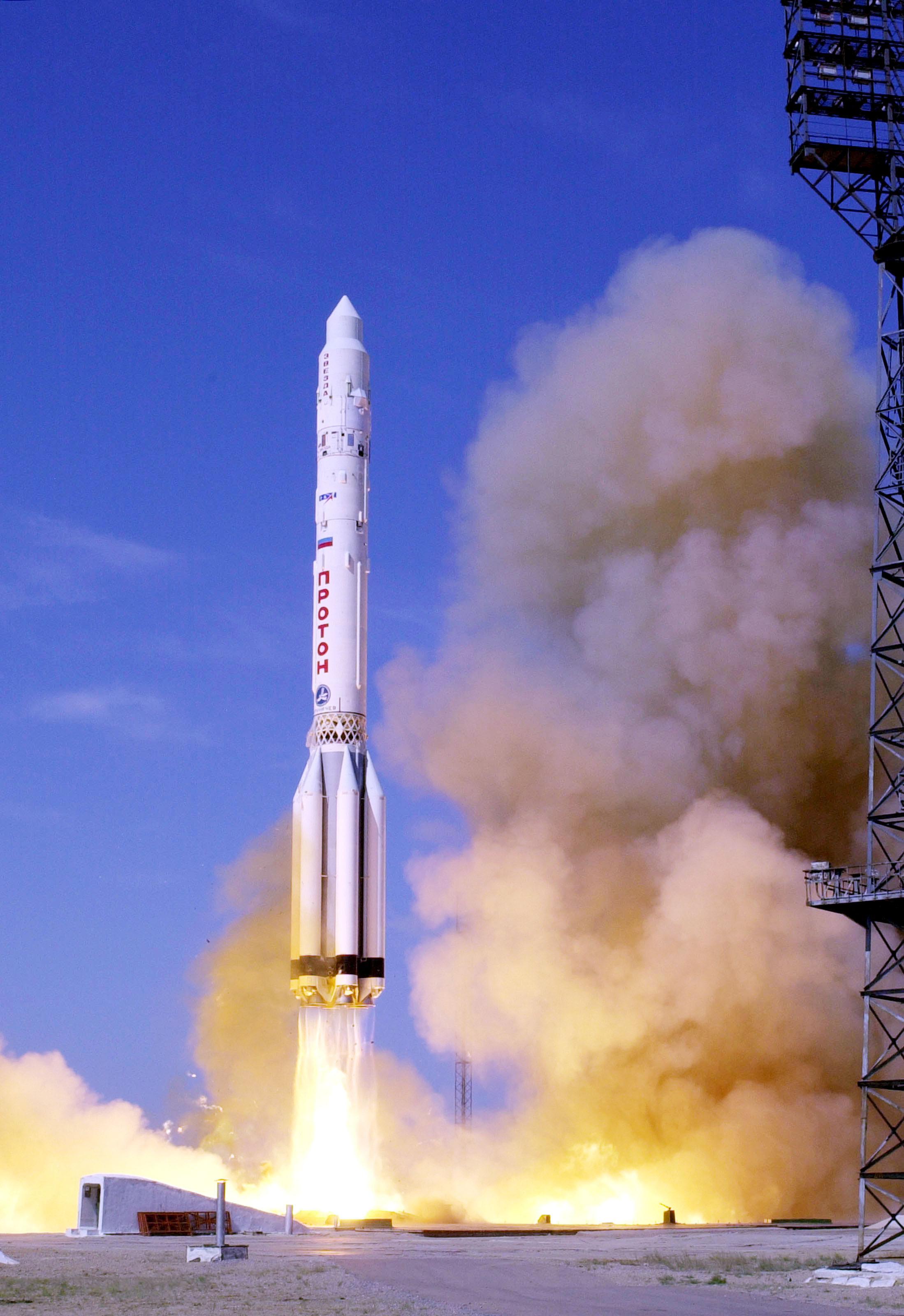
Start einer Proton-K-Trägerrakete

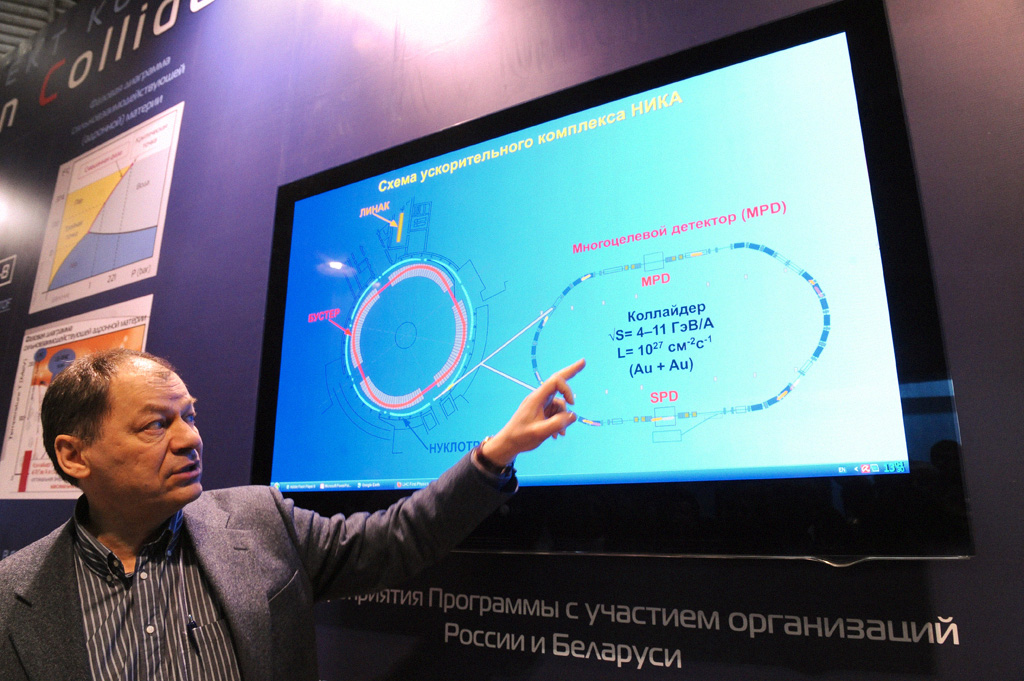
Forschungsseminar der Physik am Vereinigten Institut für Kernforschung in Dubna

Die Wissenschaft erlebte in der Russischen Föderation in den 1990er-Jahren eine schwere Krise, da es permanent an finanziellen Mitteln fehlte, um die vorhandenen Forschungseinrichtungen zu unterstützen. Das führte zu Entwicklungsstopps auf vielen Gebieten und zur Abwanderung qualifizierter Forschungs- und Lehrkräfte ins europäische Ausland oder in die USA. Die Institutionen und Arbeitsweisen in der russischen Forschung und Entwicklung haben viele Merkmale des ehemaligen sowjetischen Systems beibehalten, die Mehrheit der Forschungsorganisationen sind vom Wirtschaftssektor getrennt. Forschungseinrichtungen in Unternehmen sind in der Regel gering ausgebildet. Die Russische Akademie der Wissenschaften hat eine dominierende Stellung inne. Fast zwei Drittel aller Forschungseinrichtungen waren (Stand April 2012) in Staatsbesitz und beschäftigen 78 % des Forschungspersonals. Dagegen sind 14 % der Einrichtungen privatwirtschaftlich organisiert. Aufgrund dieser Übermacht des Staates wird die russische Forschung vorrangig durch große Forschungsinstitute angeführt, kleine Organisationen haben nur eine geringe Bedeutung. Dementsprechend beschäftigten 2008 die größten aller russischen Forschungseinrichtungen insgesamt 53 % des Forschungspersonals und waren für 44 % der gesamten Forschungsausgaben verantwortlich. Bei der Finanzierung von Forschung und Entwicklung überwiegt die Förderung durch den Staatshaushalt. Anfang der 2010er-Jahre versuchte die Regierung, den Forschungsbeitrag der Universitäten zu erhöhen. Am gesamten Finanzierungsumfang der Forschung macht der Hochschulsektor gerade 6–7 % aus. 12 % des Lehrpersonals werden als Forscher eingestuft. Fast die Hälfte aller Universitäten und anderen Hochschuleinrichtungen beteiligt sich überhaupt nicht an Forschungsaktivitäten.
Trotz Krisen in den 1990er-Jahren nehmen einige Bereiche der Wissenschaft Russlands nach wie vor im internationalen Vergleich obere Positionen ein. So wurden fünf russische Physiker mit dem Nobelpreis ausgezeichnet: Schores Alfjorow im Jahr 2000, Alexei Abrikossow und Witali Ginsburg im Jahr 2003 sowie Andrei Geim und Konstantin Nowosjolow im Jahr 2010.
Zur Förderung der einheimischen Forschung und Entwicklung ab 2000 wurden spezielle nationale Zielprogramme entworfen, die unter anderem eine Erhöhung der Gehälter für Angestellte in der Wissenschaft, die Förderung von Nachwuchsakademikern und die landesweite Einrichtung von Technologieparks vorsahen. Dabei wurde besonders auf die Weiterentwicklung in den Bereichen Wert gelegt, in denen Russland früher Spitzenergebnisse erzielte, also vor allem in Naturwissenschaften und der Rüstungsindustrie. Präsident Medwedew startete eine Modernisierungsoffensive durch Förderung von Schlüsselprojekten, so die Stadt der Innovationen (Innograd), in Skolkowo. Dort sollen künftig neue Techniken erforscht und bis zur Marktreife entwickelt werden. Der neue Forschungs- und Entwicklungskomplex sollte vorrangig in fünf Bereichen arbeiten: Energie, Informationstechnik, Telekommunikation, Biomedizin und Kerntechnik. Die russische Regierung plante weiterhin den Einstieg in die Produktion von Mikroelektronik. Auch bei der Satellitennavigation will Russland seinen Markt stärker auf die Nutzung des einheimischen Systems GLONASS trimmen.
Die Aussichten für die Wissenschaft verdüsterten sich nach dem russischen Angriffskrieg 2022, alle Spitzen des Wissenschaftsbetriebs wurden auf Regierungskurs eingeschworen, während umgekehrt 8000 Wissenschaftler einen Protestbrief unterschrieben. Das MIT wie auch das CERN stellte die Zusammenarbeit ein, die Russen am CERN hofften auf einen Verbleib als „staatenlose“ Mitarbeiter, ähnlich russischer Olympiateilnehmer. Es wurde eine Kürzung der Mittel ebenso befürchtet wie Probleme bei der Labor-Ausrüstung für die Grundlagenforschung. Schon seit längerer Zeit konnten Wissenschaftler mit Kontakten ins Ausland willkürlich belangt und als „ausländische Agenten“ registriert werden.

## Kultur

### Kulturelle Entwicklung
Die russische Kultur besteht aus einer europäischen Hochkultur und einer gewachsenen russischen Volkskultur. Zeitweise verstand sich Russland als das radikale Andere des Westens, auch weil die russische Kultur im Vergleich zu der westeuropäischen über lange Zeit eine andere Entwicklung nahm, bedingt durch ihren Standort an der Peripherie der westlichen Kulturentwicklung. Weiterhin führte das Schisma von 1054 zu einem sich völlig anders entfaltenden orthodoxen Christentum mit einer wachsenden Ablehnung des Katholizismus. Die russische Staats- und Rechtsauffassung, die dem byzantinischen Cäsaropapismus entstammt, im Unterschied zur römischen Rechtstradition im Westen, trug ebenso zu der Abgrenzung der russischen Kultur zu der westeuropäischen bei (vgl. Rechtsgeschichte Russlands). Im Gegensatz zu der Entwicklung von Nationalstaaten im restlichen Europa vollzog sich in Russland ab 1550 der Wandel zu einem Vielvölkerreich, der die kulturelle Entwicklung mitprägte.

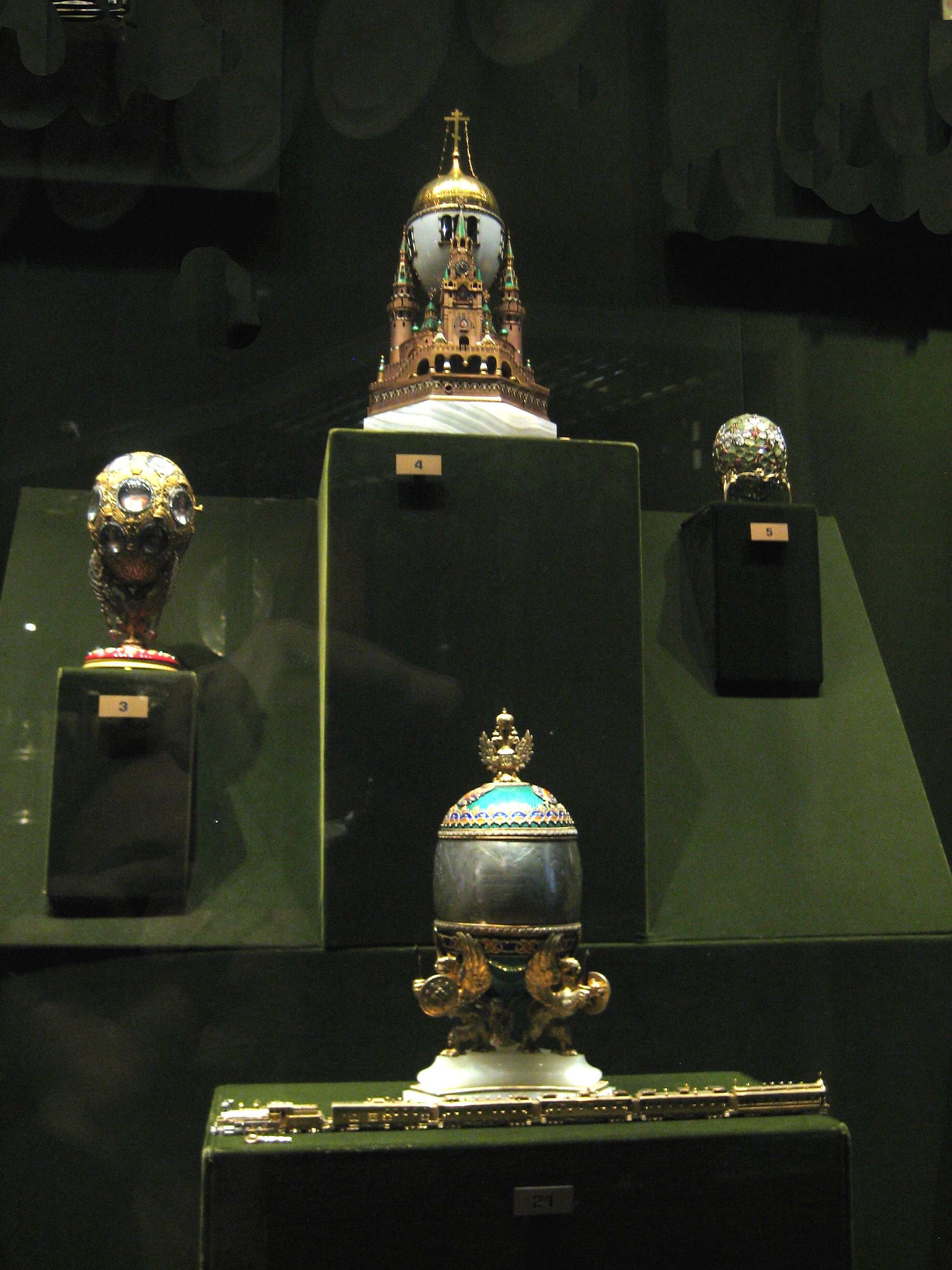
Die Ausstellung der Fabergé-Eier in der Rüstkammer des Moskauer Kremls

Die russische Kultur ist weiterhin durch zeitlich verschiedene Entwicklungsphasen zur westeuropäischen Kultur geprägt. Dies lässt sich durch die geokulturelle Randlage und gleichzeitige Ausdehnung Russlands nach Osten erklären, die ein unterschiedliches Evolutionstempo im Wechselspiel verlangsamter und beschleunigter Nachhol- und Entwicklungsphasen hervorrufen, wodurch es in der russischen Geschichte wiederholt zu gesellschaftlichen Umbrüchen und politischen Radikalisierungen kam. Demnach kann Russland als eine Übersetzungskultur angesehen werden, allerdings nicht in passiver Nachahmung, sondern aus dem Bedürfnis des Nachholens und Überbietens. Dies erzeugt produktive Wechselwirkungen, indem Eigenes nach dem imitierten Fremden modelliert wird und so Neues hervorbringt.
Russlands Kulturgeschichte beginnt weitgehend mit seiner Christianisierung (988/989) am Ende des 10. Jahrhunderts, wobei auf Ersuchen des Kiewer Fürsten Wladimir I. die byzantinische Kultur in ihren slawisierten Formen für die nächsten sieben Jahrhunderte bei den Russen die Vorherrschaft gewann. Es folgte ein rasches Aufblühen ihres Schrifttums, ihrer Kunst und Architektur nach der Einführung des Christentums.
Gerade die Orthodoxie bedingte ein anderes, auf Beharrung und Traditionen basierendes Kulturverständnis. Die religiöse Weltanschauung und kirchliche Textauffassung bestimmte und verlangsamte im Moskauer Reich die kulturelle Entwicklung. Eine Erstarrung der russisch-orthodoxen Kultur setzte ab 1500 ein, nachdem der Impulsgeber Byzanz durch den Fall Konstantinopels unter osmanische Herrschaft gelangt war. Unter Peter I. begann ab dem 17. Jahrhundert eine forcierte Säkularisierung und Europäisierung des gesellschaftlichen Lebens. Der erste Kaiser des Russischen Reiches holte westeuropäische Architekten und Künstler ins Land und wollte durch die äußere Europäisierung – z. B. Ablegung der Bärte und Annahme der europäischen Kleiderordnung – eine Änderung der inneren Einstellung erreichen. Die Europäisierung Russlands erreichte aber nur eine kleine Oberschicht. Russland fand im 19. Jahrhundert den Anschluss an die europäische Kultur und gehörte um 1900 zu ihrer Avantgarde. Neben einer verwestlichten Hochkultur der Oberschicht bestand die traditionelle russische Volkskultur im Volk fort, so dass bis 1914 immer noch zwei Kulturen nebeneinander bestanden. In der Sowjetunion wurde dann unter Stalin der Sozialistische Realismus zur einzigen verbindlichen Kulturnorm erklärt. Nicht systemkonforme schriftliche oder gesungene Ausdrucksformen von Kultur konnten nur im Untergrund als Samisdat erscheinen. Im neuen russischen Staat erlebte die russische Kultur in den 1990er-Jahren eine erneute Krise. So mussten die russischen Kunstschaffenden mit den wegfallenden staatlichen Förderungen und der Konkurrenz in der kapitalistischen Massenkultur in den 1990er-Jahren zuerst den daraus resultierenden Stillstand überwinden.

### Volkskultur

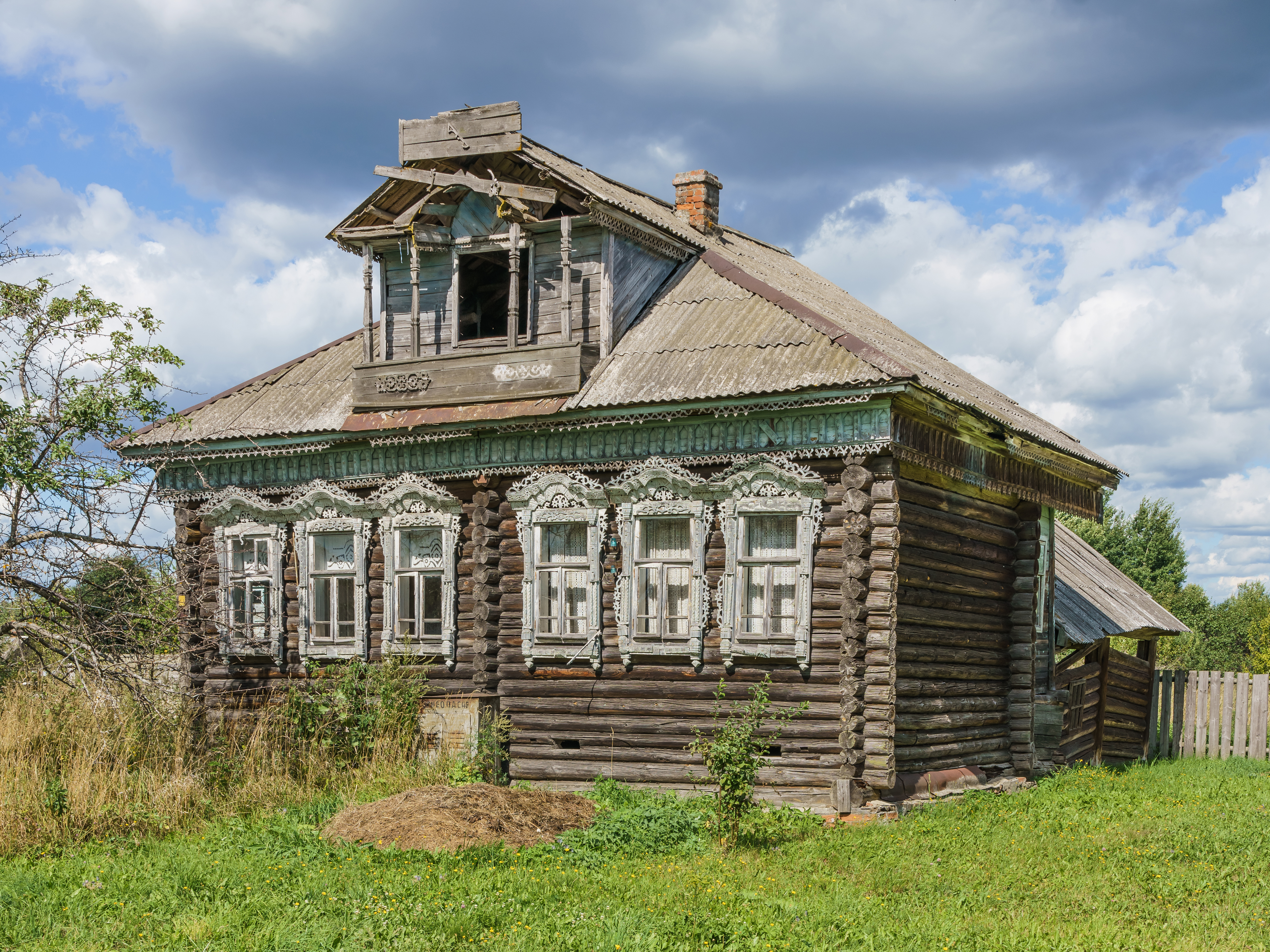
Eine typische Isba (Haus) in Meljoschino, Oblast Iwanowo

#### Holzbaukunst
Die Wohnhäuser in Russland wurden lange in Blockbauweise (Isba) errichtet. Diese Blockhäuser findet man heute noch auf den Dörfern. Sie sind meist in blauen oder grünen Farbtönen gestrichen und besitzen phantasievolle geschnitzte, meist weiße Fensterrahmen. Blau und Grün sollen als Farben der Orthodoxie böse Geister vertreiben.

#### Handwerkskunst
Russisches traditionelles Handwerk bildet einen wichtigen Aspekt der russischen Volkskultur. In der Waldzone der Nordost-Rus entwickelten sich das Drechslerhandwerk und die Holzschnitzerei. An Orten, an denen Lehm vorhanden war, entwickelte sich das Keramikhandwerk. In den nördlichen Regionen Russlands mit seinen ausgedehnten Flachsfeldern wurden Spitzen geklöppelt. Der Ural mit seinen reichen Vorkommen von Eisenerz sowie von Halbedel- und Schmucksteinen ist für seine Gießkunst, den Waffenschmuck und Schmuckartikel berühmt. Berühmt ist das Dymkowo Keramik-Spielzeug (siehe Anna Afanassjewna Mesrina), Chochloma, Keramik aus Gschel und Lackminiaturen aus Palech. Matrjoschka ist das beliebteste russische Souvenir. Schon ein paar Jahre nach ihrem Aufkommen wurde die Matrjoschka auf der Pariser Weltausstellung von 1900 demonstriert, wo sie eine Medaille verdiente und weltweiten Ruhm erlangte.

#### Kleidung
Zur traditionellen russischen Kleidung gehörten Kaftan, Kossoworotka und Uschanka für Männer, Sarafan und Kokoschnik für Frauen, mit Lapti aus Bast und Walenki (Filzstiefel) als übliches Schuhwerk. Zur traditionellen Kleidung der Kosaken aus dem südlichen Russland gehören Burka und Papacha.

#### Küche

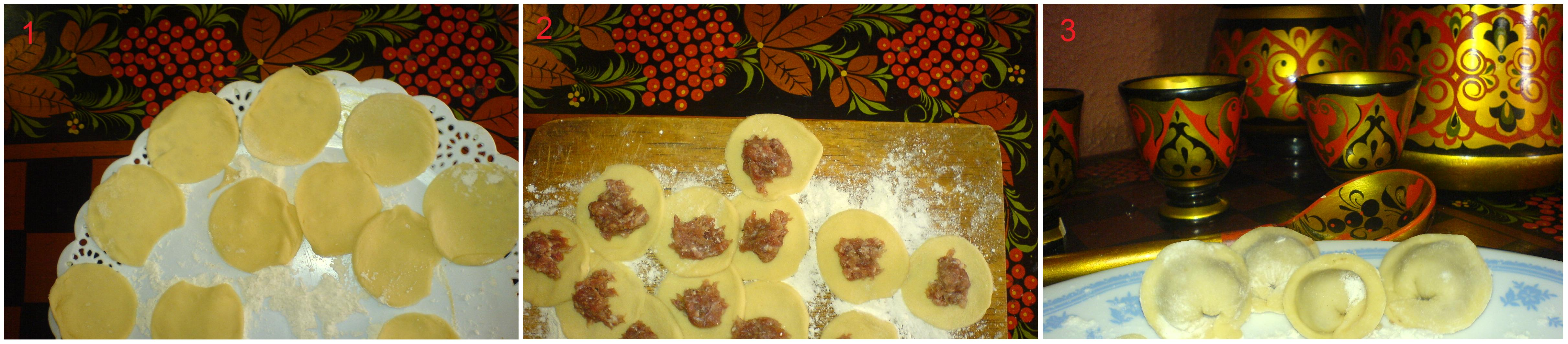
Zubereitung von Pelmeni, die ursprünglich aus Tatarstan und Sibirien stammen, Chochloma-Handarbeit ist im Hintergrund abgebildet

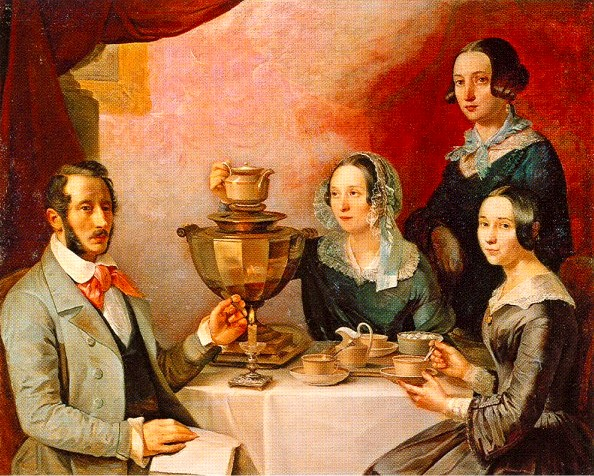
Familienporträt in Russland (1844) mit dem Samowar

Die russische Küche ist ursprünglich eine typische Bauernküche, häufig verwendet werden Zutaten wie Pilze, Beeren und Honig. Gegessen wird Brot, Pfannkuchen, getrunken wird Kwas, Bier und Wodka. Zu Wodka wird oft etwas Salziges (beispielsweise Salzgurken, Salzpilze oder Salzhering) serviert. Schmackhafte Suppen und Eintöpfe wie Schtschi, Borschtsch, Rassolnik, Ucha, Soljanka und Okroschka kennzeichnen die russische Küche. Berühmt sind auch russische Teigspeisen wie Piroschki, Blini und Syrniki. Kiewer Kotelett, Bœuf Stroganoff, Pelmeni und Schaschlik sind beliebte Fleischgerichte, die beiden letzteren tatarischen und kaukasischen Ursprungs. Ein weiteres beliebtes Gericht sind Kohlrouladen (russ. Голубцы), in der Regel mit Fleisch gefüllt. Typisch russisch sind Salate wie Vinaigrette (russ. винегрет), Oliviersalat und Hering im Pelzmantel (russ. Сельдь под шубой). Traditionelle russische Desserts sind Baranki, Prjaniki, Warenje und Pastila (bzw. Sefir). Auch Tee wird in Russland bereits seit dem 17. Jahrhundert in jedem Haushalt getrunken, sodass sich in Russland eine richtige Teekultur entwickelte. Zur Zubereitung des Tees wird in Russland traditionell ein Samowar verwendet, er gilt in Russland als eine Art Nationalsymbol. Dazu werden auch orientalische Süßigkeiten, wie Halva, Gosinaki und Lokum, sowie diverse Schokoladen und Torten serviert.

#### Volksmusik
Russlands große Anzahl von ethnischen Gruppen verfügt über ausgeprägte Traditionen der Volksmusik. Typische russische Musikinstrumente sind Gusli, Balalaika, Schaleika und Garmon. Das russische Volk besitzt eine reiche Tanzfolklore. Berichte über russische Tänze finden sich seit dem 11. Jahrhundert. Tänze spielen für das russische Volk eine große Rolle. In vielen Tänzen kommen die nationalen Züge des russischen Charakters sehr klar zum Ausdruck. Die älteste Art des russischen Tanzes ist der so genannte Chorowod, ein Reigentanz einer Gruppe von Teilnehmern, die sich an den Händen halten. Die zweite Art von Tänzen, die für die russische Tanzkunst charakteristisch ist, sind die Improvisationstänze. Sie werden als Solotänze (Mann oder Frau), in Paaren oder von mehreren Tanzenden aufgeführt. In diesen Tänzen kommt die Individualität des Tanzenden besonders stark zum Ausdruck. Der Perepljas ist eine Art Tanz um die Wette, wobei jeder der Reihe nach auftretende Tänzer bestrebt ist, den anderen durch seine Tanzmeisterschaft, Phantasie und bessere Ausführung der Bewegungen zu übertrumpfen.

#### Badekultur
In Russland betreibt man mit der Banja eine ausgeprägte Dampfbadkultur. Der Besuch der Banja ist ein Ritual. Dort finden bis heute wichtige Gespräche, Geschäftsverhandlungen und politische Besprechungen statt. Auch im Kreml gibt es eine Banja. Nach alter russischer Tradition klopft man sich vorsichtig mit Weniks ab – in warmes Wasser getauchte, getrocknete Birkenzweigbündel.

#### Datschenkultur
Zur Erholung und zum Entspannen verbringen russische Stadtbewohner die Wochenenden oder ihren Urlaub gerne in einer Datscha, einem Land- bzw. Ferienhaus mit Garten. Seit drei Jahrhunderten gehören die Datschen zur russischen Geschichte und Kultur. Auch in vielen russischen Balladen und in der russischen Literatur findet die Datscha oftmals Erwähnung. Ab Mitte Mai beginnt die Datscha-Saison. Rund um St. Petersburg und Moskau gibt es sehr viele Datschen-Vororte, die sich im Laufe ihrer Geschichte immer weiter von der Stadt entfernt haben.

#### Erzählkultur

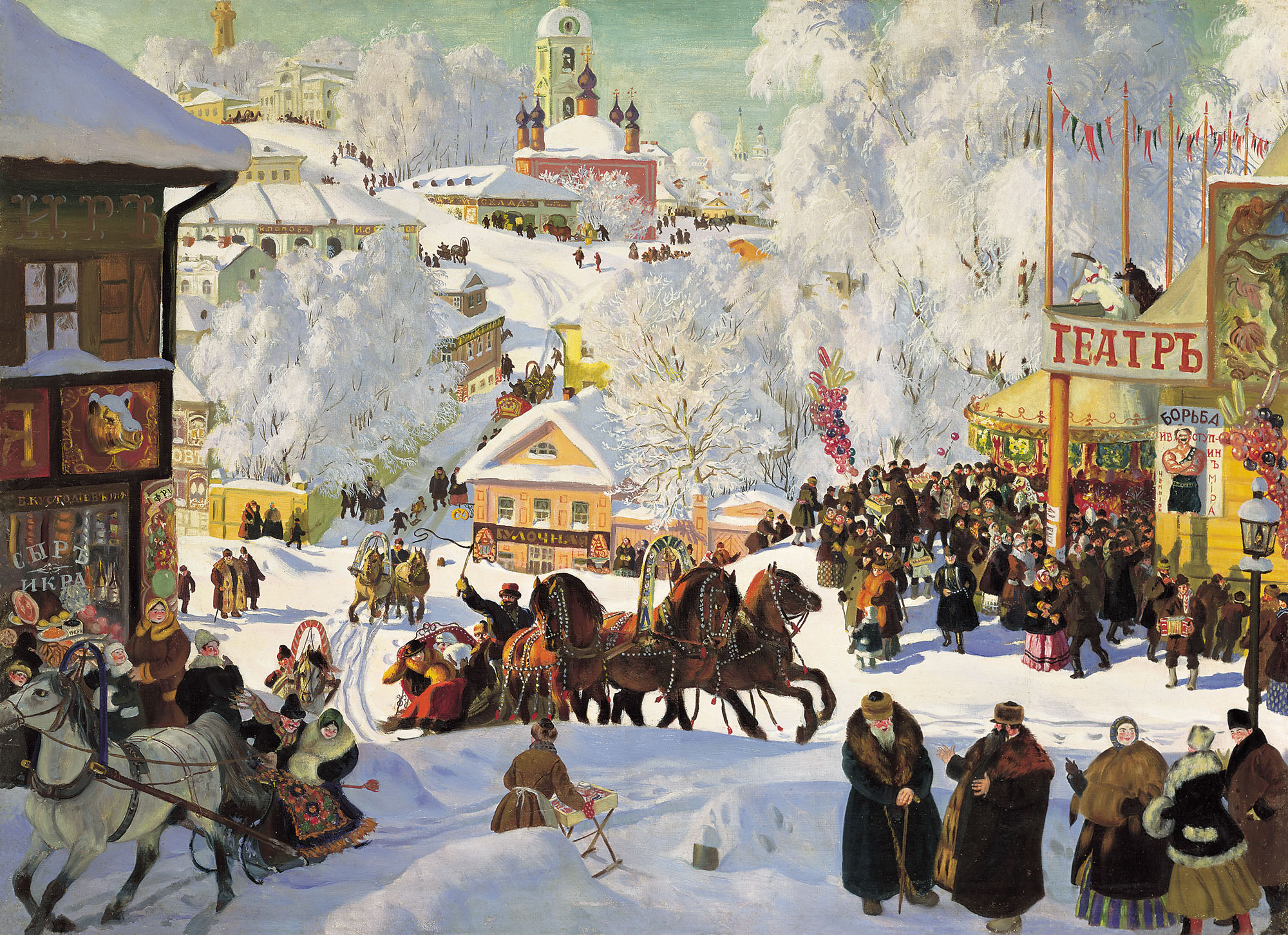
Boris Kustodijew: Masleniza

Bekannt sind auch die russischen Märchen, die ihre Ursprünge in der heidnischen Zeit der Rus haben. Sie bildeten die Grundlage für die berühmten sowjetischen Märchenfilme. Sie haben Märchengestalten wie „Väterchen Frost“, das „Schneeflöckchen“ oder die „Hexe Baba Jaga“ auch nach Mitteleuropa gebracht.

#### Gastfreundschaft
Die russische Gastfreundschaft selbst in wirtschaftlich schwierigsten Zeiten ist sprichwörtlich. Bei einer Einladung versucht der Gastgeber bewusst, so viele verschiedene Gerichte wie möglich zuzubereiten. Das zeigt, dass für die Gäste an nichts gespart wird. Bis heute lebt der Brauch, bei offiziellen Anlässen ein rundes Brot mit einem Salzgefäß in der Mitte an den wichtigsten Gast auszuhändigen. Brot war lange Zeit das Hauptnahrungsmittel in Russland. Salz war rar und deswegen sehr teuer.

#### Troika

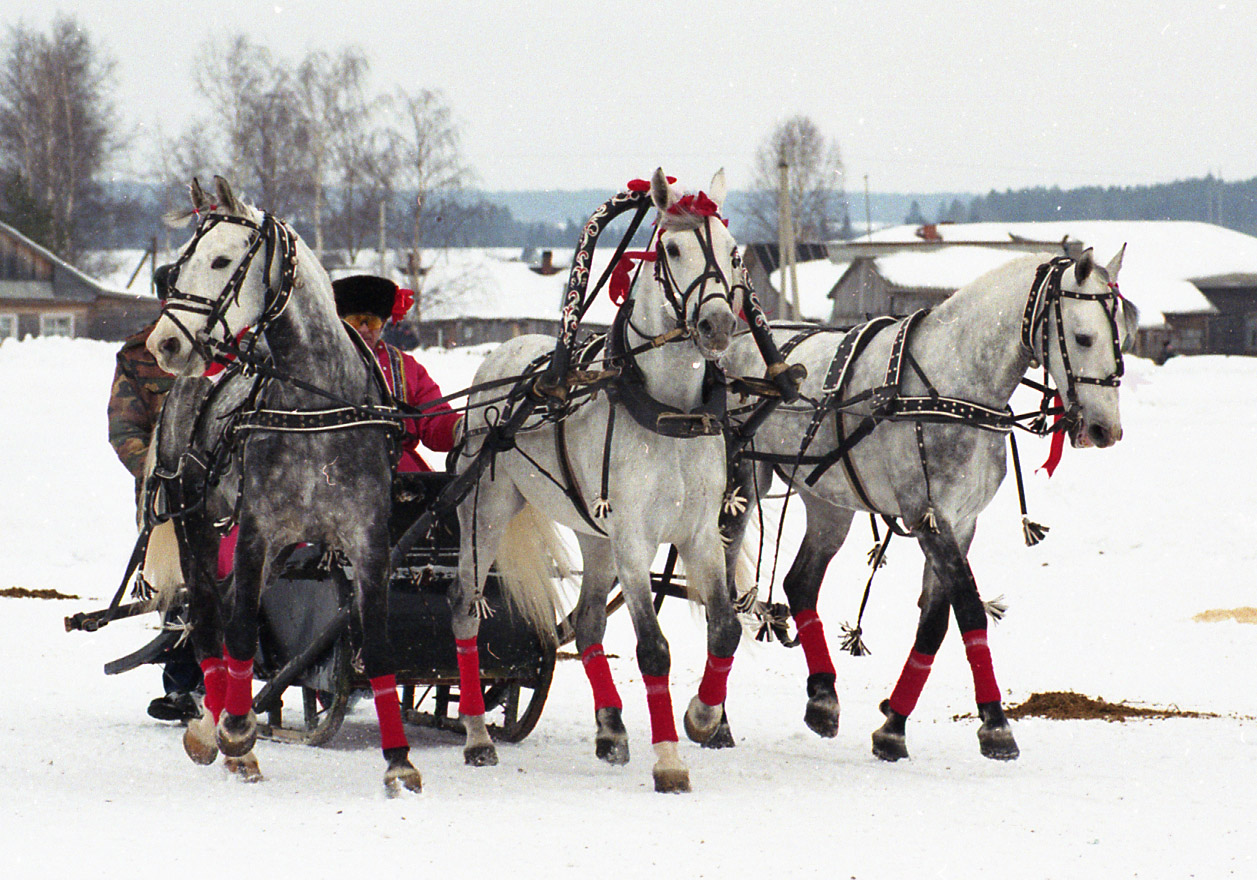
Russische Troika

Im 19. Jahrhundert war die Troika, das typisch russische Dreigespann, im winterlichen Straßenbild weit verbreitet. Dazu werden drei Pferde vor einer Kutsche oder einem Schlitten nebeneinander angeschirrt. Am Kummetbogen hängt ein Glöckchen, das während der Fahrt ständig bimmelt und die Pferde in Trab hält. Die Troika hat ihrer Ursprung auf den Waldai-Höhen, einer Hügellandschaft zwischen Moskau und St. Petersburg, und wird heute als Folklore gepflegt.

### Feiertage

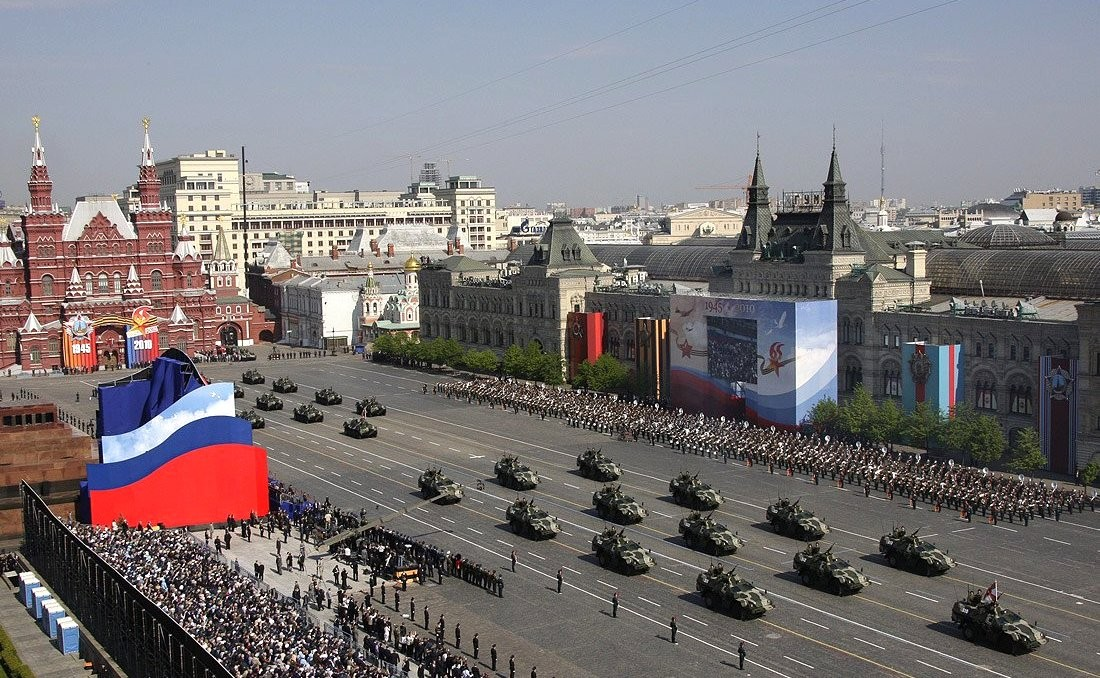
Siegesparade auf dem Roten Platz in Moskau am 9. Mai 2010

Als Nationalfeiertage gelten in Russland der sogenannte Tag der Einheit des Volkes am 4. November, der an die Befreiung Moskaus im Jahre 1612 von polnisch-litauischen Fremdherrschern erinnert, sowie der Tag Russlands am 12. Juni anlässlich der Erklärung der Staatssouveränität der Russischen SFSR an diesem Tag im Jahr 1990. Daneben gibt es jährlich mehrere gesetzliche Feiertage, von denen vor allem das Neujahrsfest (durchgehend vom 1. bis 5. Januar) gefeiert wird. Das Neujahrsfest wurde 2005 verlängert, dafür aber der für die Kommunisten wichtigste Nationalfeiertag, der Tag der Oktoberrevolution am 7. November, abgeschafft. Die russisch-orthodoxen Christen feiern Weihnachten nicht wie bei den Christen anderer Konfessionen am 24. Dezember. Sie feiern nach dem Julianischen Kalender am 7. Januar das Fest der Erscheinung des Herrn. Während der Sowjetzeit waren religiöse Feste nicht erlaubt. Doch seitdem im Jahr 1991 der 7. Januar zu einem offiziellen Feiertag erklärt wurde, wird Weihnachten in Russland wieder richtig gefeiert. Den Heiligen Abend am 6. Januar nennt man in Russland Sotschelnik.

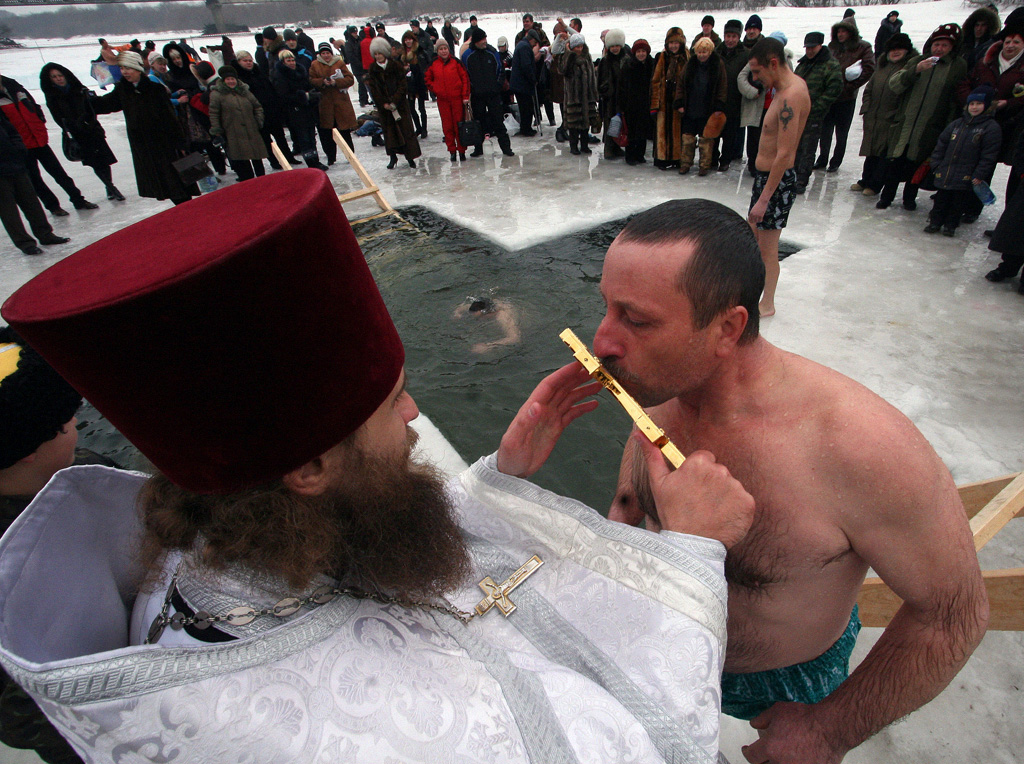
Das Fest der Erscheinung des Herrn in der Region Primorje, nahe der Ortschaft Partisan

Jedes Jahr begeht die russisch-orthodoxe Kirche das Epiphaniasfest. Es ist einer der ältesten orthodoxen Feiertage und geht zurück auf die Taufe Jesu im Jordan. Trotz Frost zieht es Jahr für Jahr Millionen Russen in der Nacht vom 18. auf den 19. Januar ans Eisloch. An diesem einen Tag im Jahr ist das Wasser aller Flüsse und Seen Russlands heilig, besonders wenn es zuvor von einem orthodoxen Priester gesegnet wurde. Dreimal müssen Teilnehmer vollständig untertauchen. Vor jedem Eintauchen des Kopfes bekreuzigen sie sich. Die Prozedur soll die Gläubigen von Sünden reinigen und ihnen neue Kraft verleihen.
Der „Tag des Sieges“ über das nationalsozialistische Deutschland (am 9. Mai) besitzt nach wie vor einen hohen Stellenwert in der Bevölkerung. Anfang Mai kommen dazu überall in Russland festlich gekleidete Kriegsveteranen zusammen und gedenken der gefallenen Kameraden. Oft fängt so ein Treffen an einem Grab oder Grabmal des unbekannten Soldaten oder an einem Ewigen Feuer an. Danach wird die Gedenkfeier entweder bei einem offiziellen Empfang oder privat an einer Festtafel fortgesetzt. Zum Siegestag schenkt man Kriegsveteranen Nelken. Jedes Jahr finden am Siegestag in vielen Städten Russlands (2011: 23) Militärparaden statt.
Fällt ein gesetzlicher Feiertag auf einen Dienstag oder einen Donnerstag, ist die Einrichtung eines arbeitsfreien Brückentags am Montag bzw. Freitag üblich, indem der vorhergehende Samstag bzw. der nachfolgende Sonntag im Gegenzug zu Arbeitstagen erklärt werden.

### Literatur

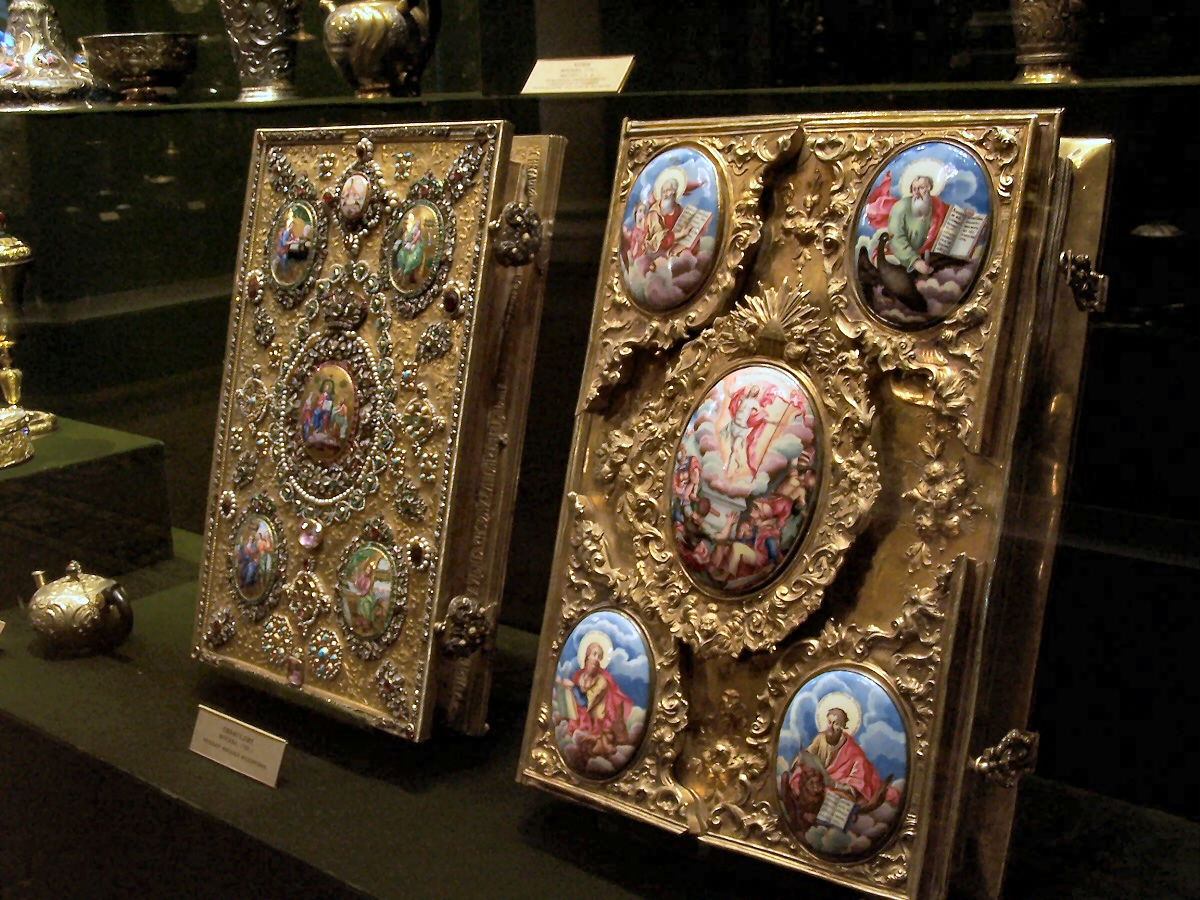
Buchbeschläge

### Kulturelle Zentren
Moskau und St. Petersburg sind die kulturellen Zentren Russlands mit einer großen Anzahl kultureller Einrichtungen. Allein Moskau weist mehr als 120 Theater, fünf Opernhäuser, sechs professionelle Symphonieorchester sowie zahlreiche Museen und Galerien auf. Das Moskauer Bolschoi-Theater genießt Weltruf, die Eremitage in St. Petersburg und die Staatliche Tretjakow-Galerie in Moskau beherbergen weltbedeutende Kunstsammlungen. In anderen regionalen Zentren haben sich auch kulturelle Szenen entwickelt, so etwa in Nowosibirsk (Theater, Oper), Jekaterinburg (Theater, zeitgenössischer Tanz) und Nischni Nowgorod (zeitgenössische Kunst).

### Bildende Kunst

#### Malerei

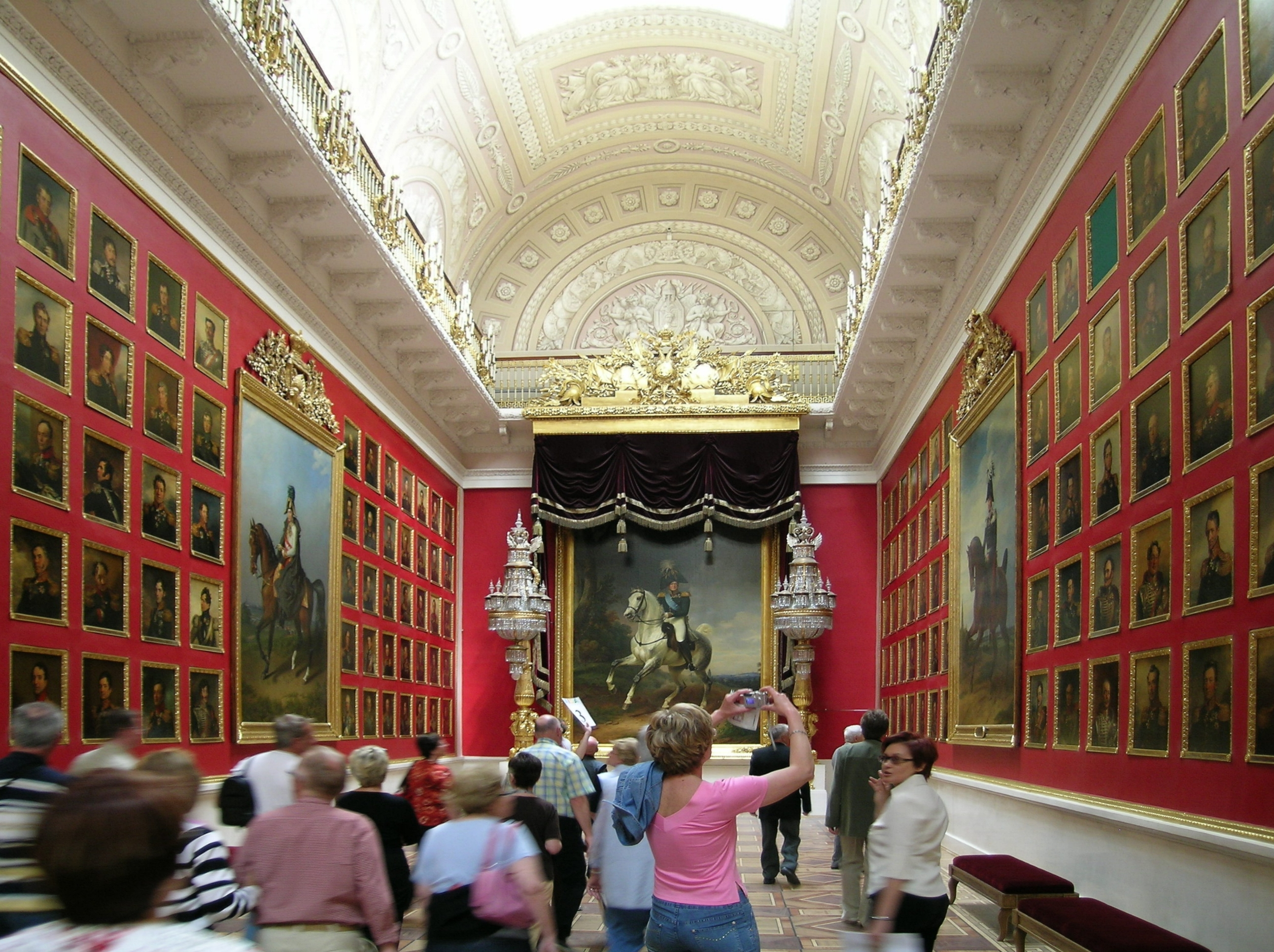
Bildergalerie in der Eremitage. Die Eremitage in St. Petersburg ist eines der bedeutendsten Kunstmuseen der Welt; die Gebäude selbst sind UNESCO-Weltkulturerbe. Hier findet man über drei Millionen Exponate in über 350 Sälen. Neben archäologischen Exponaten beherbergt die Eremitage hauptsächlich große Werke europäischer Maler. Bedeutende Künstler wie Rembrandt, Rubens und Gauguin sind ebenso vertreten wie da Vinci und Picasso.

Auch auf dem Gebiet der Malerei leistete Russland einen großen Beitrag. Die Porträtmalerei war im 18. Jahrhundert sehr populär. Aber auch andere Stilrichtungen, wie Historienmalerei und religiöse Malerei wurden häufig verwendet. Gegen Ende des 19. Jahrhunderts kam die europäische Moderne, wie Impressionismus und Jugendstil, in abgeleiteter Form nach Russland.
Im Zusammenhang mit dem Impressionismus und der Russische Avantgarde sind Namen wie Wassily Kandinsky, Kasimir Malewitsch, Alexej von Jawlensky, Wladimir Tatlin, Michail Larionow und Natalja Gontscharowa zu erwähnen. Zu den großen russische Malern zählen außerdem Andrei Rubljow, Ilja Repin, Marc Chagall, Michail Wrubel, Walentin Serow, Wassili Surikow, Iwan Aiwasowski, Isaak Lewitan, zu den bedeutenden Landschaftsmalern gehören Nikolai von Astudin und viele mehr. In neuerer Zeit machen vor allem provokative Künstler und Künstlergruppen wie „Die blauen Nasen“ Furore, die international ausgezeichnet, von der russisch-orthodoxen Kirche und den Behörden aber immer wieder in die Schranken verwiesen werden.
Siehe auch: Liste russischer Maler, Peredwischniki, Mir Iskusstwa, Russische Avantgarde, Suprematismus, Kubofuturismus, Konstruktivismus (Kunst)

#### Architektur
In Russland befinden sich 25 Welterbestätten, davon 14 als UNESCO-Weltkulturerbe (Stand 2013); darunter befinden sich die Altstädte und historische Zentren von Derbent, Jaroslawl, Sankt Petersburg, Weliki Nowgorod, Wladimir oder die Kreml von Kasan und Moskau sowie die Holzkirchen von Kischi Pogost.
Die frühe Architektur Russlands orientiert sich an der des Byzantinischen Reichs: frühe Sakralbauten orientieren sich wie die byzantinischen am Griechischen Kreuz, das von fünf Kuppeln gekrönt wird. Beispiele hierfür sind die Sophienkathedrale in Nowgorod, oder die Kirche Sankt Demetrios in Wladimir. Westeuropäische Einflüsse breiteten sich mit dem Barock aus. Barockeinflüsse (Russischer Barock) begannen sich Ende des 17. Jahrhunderts in Russland zu zeigen (Kirche der Gottesmutter-Ikone von Wladimir zu Kurkino in Moskau).

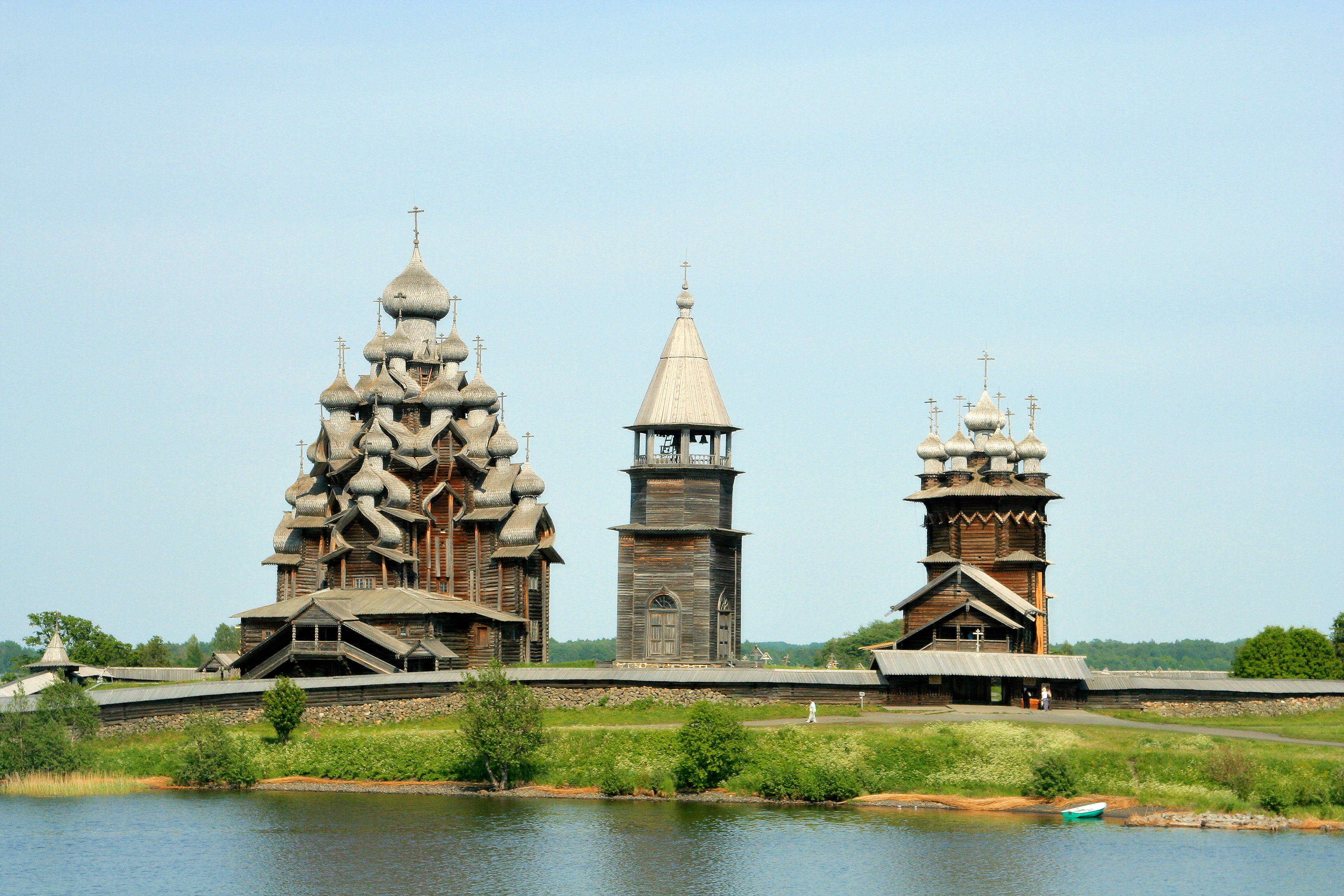
Bedeutendstes Beispiel für die Holzbaukunst: Holzkirchen von Kischi Pogost im Onegasee. Sommerkirche Christi-Verklärungskirche (links) von 1714, Winterkirche Maria Schutz und Fürbitte (rechts) von 1764

Ein eigenständiger russischer Stil hatte sich wahrscheinlich ursprünglich nur im Bereich der Holzbauten entwickelt, von denen aufgrund des Baumaterials aber keine Bauten erhalten sind, die älter als das 17. Jahrhundert sind. Die Kirchen, die daraus entstanden, zeichnen sich durch eine einfachere zentrale Anlage und einen großen oktogonalen Mittelturm aus. Diese wurden im Laufe der Zeit immer dekorativer ausgestaltet. Ein berühmtes Beispiel ist die Basilius-Kathedrale auf dem Moskauer Roten Platz von 1555. Ihren Durchbruch erreichte sie jedoch im von Zar Peter I. gegründeten Sankt Petersburg. Europäische Architekten wie Andreas Schlüter oder Domenico Trezzini kamen nach Russland, sie bauten Gebäude wie das Menschikow-Palais oder die Peter-und-Paul-Festung.
Architektur von Weltniveau erreichten die Baumeister unter Katharina II. (Bartolomeo Francesco Rastrelli). Die Paläste wie der Winterpalast in St. Petersburg, das Schloss Peterhof oder der Katharinenpalast zeigen an den Fassaden einen großen und gewaltigen Rokoko-Stil und sind im Inneren exorbitant luxuriös ausgestattet.

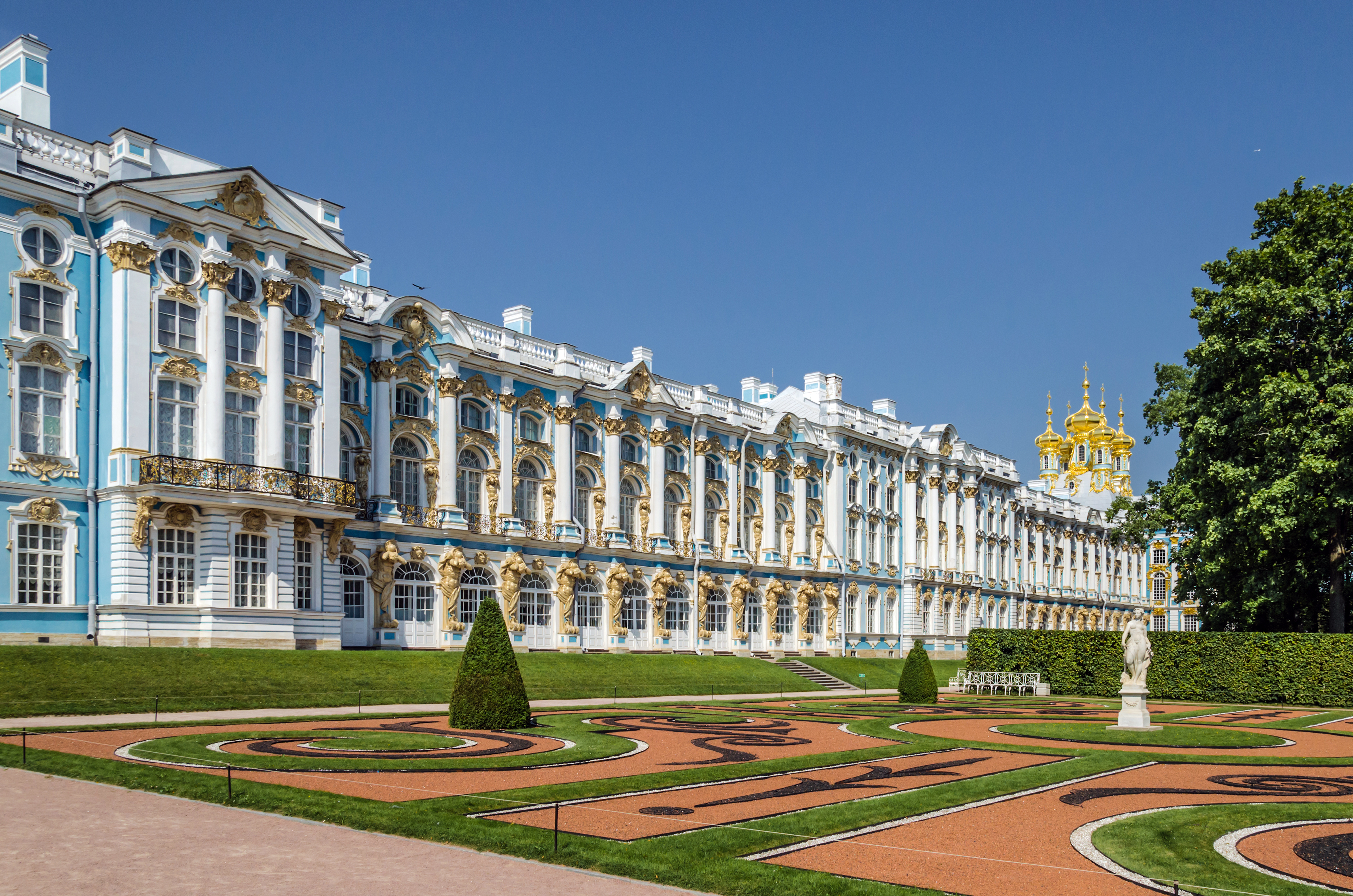
Katharinenpalast in Puschkin

Mit dem Klassizismus, der in Russland ungefähr zur selben Zeit einsetzte wie im restlichen Europa, begannen erstmals originär russische Baumeister wie Iwan Jegorowitsch Starow eine herausragende Stellung einzunehmen. Die meisten Gebäude der Petersburger Innenstadt sind bis heute klassizistisch geprägt. Ein Paradebeispiel dafür ist die Rossistraße in Sankt Petersburg, benannt nach dem Architekten Carlo Rossi, deren Gesamtanlage einschließlich der Häuser einem streng geometrischen Gesamtmuster folgt. In den Sakralbauten wie der Isaakskathedrale allerdings mischen sich klassizistische und historistische Stilelemente.
Anfang des 20. Jahrhunderts waren avantgardistische Strömungen in der gesamten russischen Kultur stark. Nach der Oktoberrevolution konnten ihre Verfechter diese einige Jahre lang umsetzen. Beispielgebend ist hier El Lissitzky oder neuartige Prototypen für Wohnungsbau, Industriebau und für die öffentliche Verwaltung. Internationale Architekten wie Le Corbusier, Walter Gropius, Peter Behrens und Ludwig Mies van der Rohe konnten in Moskau bauen. Unter Stalins Herrschaft erfolgte jedoch schnell ein Rückschlag auf monumental gesteigerte klassische Muster. Der Zuckerbäckerstil begann vorherrschend zu werden, die Repräsentativität stand gegenüber künstlerischen Entwürfen klar im Vordergrund. In der spätsowjetischen Phase der 1970er-Jahre bis zum Zusammenbruch des Sowjetreiches entstanden in allen Teilrepubliken einzigartige, teils futuristische Bauwerke, deren radikale Ästhetik und eigenwillige Formensprache im Gegensatz zur konformistischen Staatsarchitektur stand. Seit dem Zusammenbruch der Sowjetunion wird zunehmend ein historisierender Baustil modern, der Anknüpfungspunkte in der traditionellen russischen Architektur sucht. Beispiele hierfür sind neben vielen anderen Gebäuden die wiederaufgebaute Christ-Erlöser-Kathedrale in Moskau, oder die gleichnamige Kathedrale in Kaliningrad.

### Darstellende Kunst

#### Musik
Die russische Musik reicht weit zurück. Ihre Ursprünge liegen im heidnischen Brauchtum der Ostslawen. Nach der Annahme des Christentums entwickelte sich zuerst die kirchliche Musik. Ursprünglich aus Byzanz gekommen, gewann sie schnell nationale russische Merkmale. Im 11. Jahrhundert bildete sich ein besonderer Typ des orthodoxen Kirchengesangs, der sogenannte Snamenny raspew heraus. Erst im 16. bis 17. Jahrhundert verbreitete sich das lyrische Volkslied. Einige Lieder sind weltberühmt, wie z. B. Lied der Wolgaschlepper, Kalinka, Katjuscha, Kosakenwiegenlied, Dubinuschka, Korobeiniki, Schwarze Augen.
Die Anfänge der russischen Kunstmusik begannen sich im 18. Jahrhundert zu entwickeln und standen seit Peter dem Großen unter Beeinflussung westeuropäischer Musik. Der wichtigste Komponist dieser Zeit war Dmytro Bortnjanskyj, in dessen Schaffen sowohl Kunstmusik wie auch die typisch russisch anzusehenden A-cappella-Gesänge der orthodoxen Kirchenmusik vertreten sind. Jewstignei Ipatowitsch Fomin, der bedeutendste Opernkomponist Russlands des späten 18. Jahrhunderts, war immer noch westlich geprägt. Wendungen aus der russischen Volksmusik tauchen erstmals verstärkt in den Opern und Orchesterstücken Michail Glinkas und Alexander Dargomyschskis auf, wodurch sie den Weg zu einer nationalrussischen Komponistenschule ebneten. Im Anschluss daran formierte sich aus fünf jungen Komponisten die sogenannte Gruppe der Fünf (Alexander Borodin, César Cui, Mili Balakirew, Modest Mussorgski, Nikolai Rimski-Korsakow), die es sich zur Aufgabe machte, gezielt die Eigentümlichkeiten russischer Volksmusik für Symphonien, Opern, Tondichtungen und Kammermusik nutzbar zu machen.

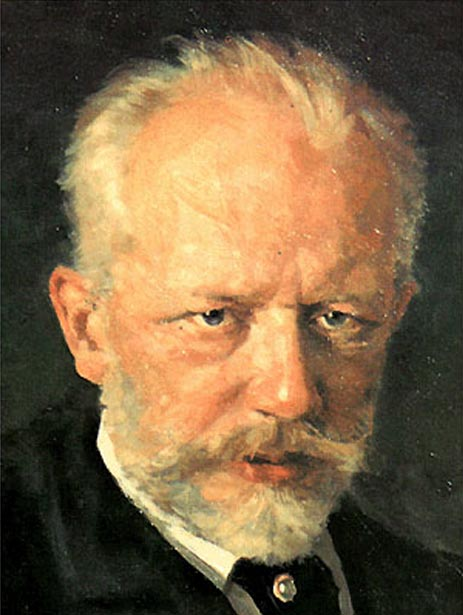
Pjotr Iljitsch Tschaikowski

In Kontrast dazu entwickelte sich eine eher an westlicher Musik (besonders der deutschen Romantik) orientierte Gegenströmung, die durch Anton Rubinstein begründet wurde. Ihr gehörte auch der bedeutendste russische Komponist des 19. Jahrhunderts, Pjotr Tschaikowski, an, dessen Werke (Symphonien, Opern, Ballette, Kammermusikwerke) der russischen Musik erstmals auch im Ausland zu größerem Ansehen verhalfen. Die nachfolgenden Komponisten wie Anatoli Ljadow, Sergei Tanejew, Anton Arenski, Alexander Gretschaninow, Alexander Glasunow und Wassili Kalinnikow setzten in ihren Kompositionen vor allem auf eine aussöhnende Vereinigung des westlich-internationalen und des russisch-nationalen Stiles. Während Sergei Rachmaninow in seinen Klavierkonzerten und Symphonien den Stil Tschaikowskis eigenständig weiterentwickelte, hielt mit Alexander Skrjabin, Schöpfer eines eigenwilligen harmonischen Systems, erstmals die musikalische Moderne in Russland Einzug.
Der Expressionismus ist in der russischen Musik durch das Frühwerk Igor Strawinskis und Sergei Prokofjews repräsentiert. In den 1920er-Jahren experimentierten viele Komponisten mit neuartigen musikalischen Gestaltungsmitteln, so auch der junge Dmitri Schostakowitsch, dessen frühe Werke sich besonders durch satirischen Tonfall auszeichnen. Die meisten älteren Komponisten hielten dagegen an der Romantik fest, wie Glasunow, Reinhold Glière und Nikolai Mjaskowski, später dann auch Prokofjew. Ab Mitte der 1930er-Jahre wurde für russische Musiker auf Anordnung Stalins die Doktrin des Sozialistischen Realismus bindend, die avantgardistische Experimente verbot und eine „volksnahe“ Kunst forderte. Dieser Zwang lockerte sich erst nach Stalins Tod 1953 allmählich. Hauptrepräsentanten einer sowjetischen Musikkultur wurden im Anschluss neben Schostakowitsch vor allem Dmitri Kabalewski und der Armenier Aram Chatschaturjan. Seit etwa 1980 machen sich auch wieder die einst verpönten avantgardistische Elemente in russischen Kompositionen bemerkbar, so bei Edisson Denissow, Sofia Gubaidulina und Alfred Schnittke. Dagegen hielten Komponisten wie der gebürtige Pole Mieczysław Weinberg oder Boris Tschaikowski die Tradition in der Nachfolge Schostakowitschs aufrecht.
Neben der althergebrachten Unterhaltungsmusik aus der Zeit der Sowjetunion, der sogenannten Estrada, gibt es eine Reihe unterschiedlicher Genres russischer Popmusik. Als bedeutender russischer Liedermacher/Chansonnier des 20. Jahrhunderts wird der Dichter, Sänger und Schauspieler Wladimir Wyssozki angesehen, dessen Lieder größtenteils in den 1960er- und 1970er-Jahren entstanden. Zu Beginn der 1980er-Jahre und in der Zeit der Perestroika entwickelte sich in Russland eine vitale, russischsprachige Rockmusikszene, welche die gestandenen Bands wie Maschina Wremeni ergänzte. Als Galionsfigur dieser Jahre gilt gemeinhin der im Jahre 1990 verstorbene Frontmann von Kino, Wiktor Zoi, dessen Lieder und Texte für viele Bands der nachfolgenden Jahre prägend waren. Neben originären russischen Bands wie Kino, Ljube, Aquarium, DDT und Nautilus Pompilius, oder den Punkbands Graschdanskaja Oborona und Sektor Gasa wurde die Popkultur im Bereich der Musik stark vom internationalen Mainstream beeinflusst.
In den 1990er-Jahren etablierte sich in den kulturellen Zentren des Landes, aber insbesondere in St. Petersburg ein weitläufiger Underground, der bis heute das gesamte Spektrum der Musik abdeckt. Gegen Ende des Jahrhunderts startete auch das russische MTV. Während dieser Zeit wurde eine Vielzahl von Rockbands gegründet und aufgelöst, vor allem aber feierten die bereits in den 1980er-Jahren gegründeten Formationen große Erfolge. Auch die ersten Bands der Untergrundkultur konnten viele Zuhörer gewinnen, so z. B. Leningrad. Sehr bekannt wurde in dieser Zeit auch Semfira. Spätestens seit Beginn dieses Jahrzehnts hat auch russische Popsa bedeutende Marktanteile inne. Dabei handelt es sich um tanzbare Musik mit einem hohen Elektroanteil, die besonders Teenager zur Zielgruppe hat und sich musikalisch vollständig an international erfolgreichen Projekten orientiert (Walerija, VIA Gra). Das Duo t.A.T.u. ist die bislang einzige international erfolgreiche russische Popband. Ein weiteres, in der Zeit der Sowjetunion weitgehend an den Rand gedrängte Genre erlebt die letzten Jahre ebenfalls eine Renaissance – das russische Chanson. Ein populärer Star dieser Richtung ist der Sänger Michail Schufutinski.

#### Ballett, Theater und Oper

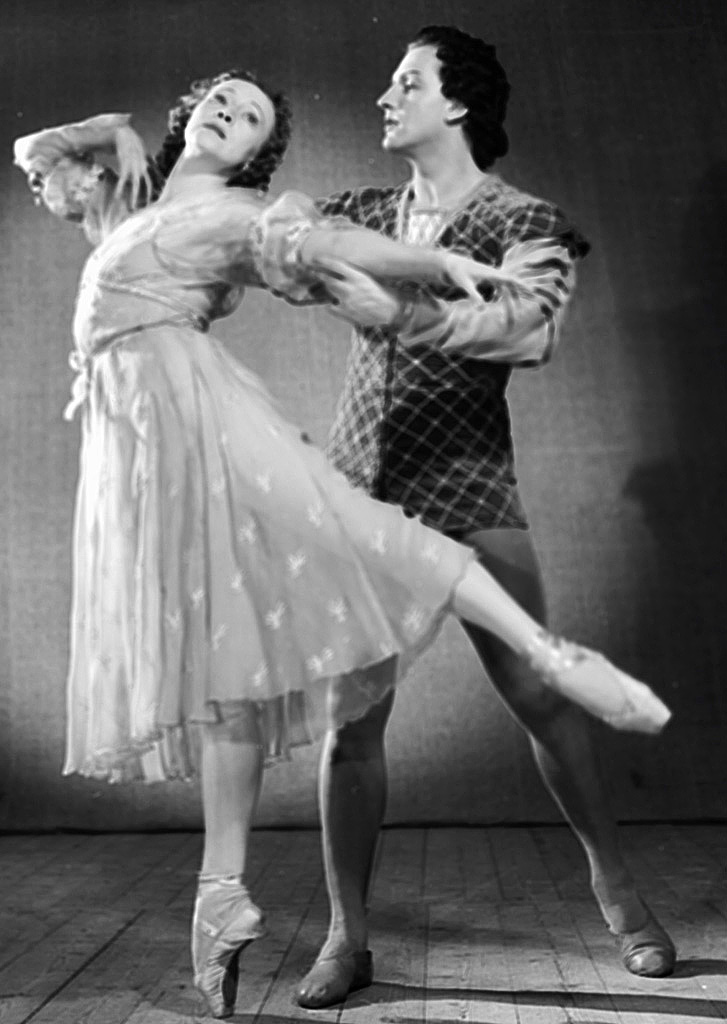
Szene aus Prokofjews „Romeo und Julia“, mit Galina Ulanowa und Juri Schdanow

Das Ballett hat in Russland eine lange Tradition und ist eine sehr beliebte Form der Unterhaltung. Peter I. lernte Ballett auf einer seiner Reisen nach Westeuropa kennen und war begeistert. An seiner Residenz gab es zwar auch Tanzvergnügungen, aber sie waren anders, folkloristischer, volksnaher. So wurden Ballettspezialisten aus Europa nach Russland engagiert. Damit begann die eindrucksvolle Entwicklung des russischen Balletts, deren Tänzer und Choreographen bald durch das Patronat der russischen Monarchie für das Bolschoi- und Mariinski-Ballett zu den führenden Europas aufstiegen. In der choreographischen Arbeit Marius Petipas, zu denen insbesondere Pjotr Iljitsch Tschaikowski die Musik lieferte, entstanden mit Der Nussknacker, Schwanensee und Dornröschen die klassischen Meisterwerke im romantischen Ballett in Russland.

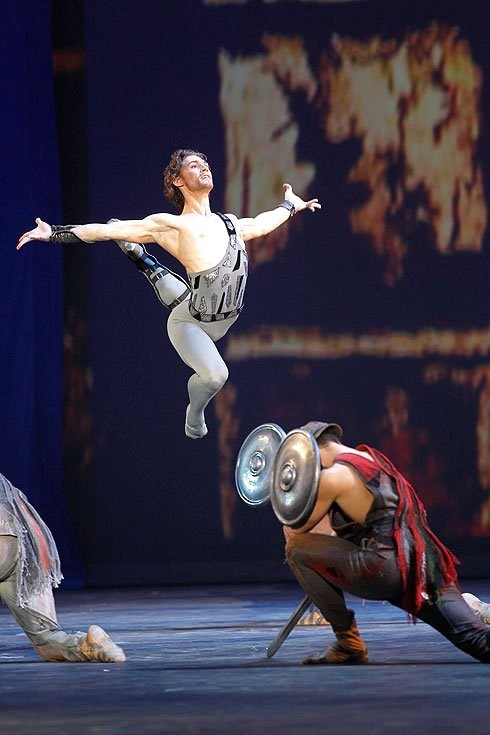
Spartakus-Inszenierung am Bolschoi, 28. Oktober 2011, mit Iwan Wassiljew in der Rolle des Spartakus

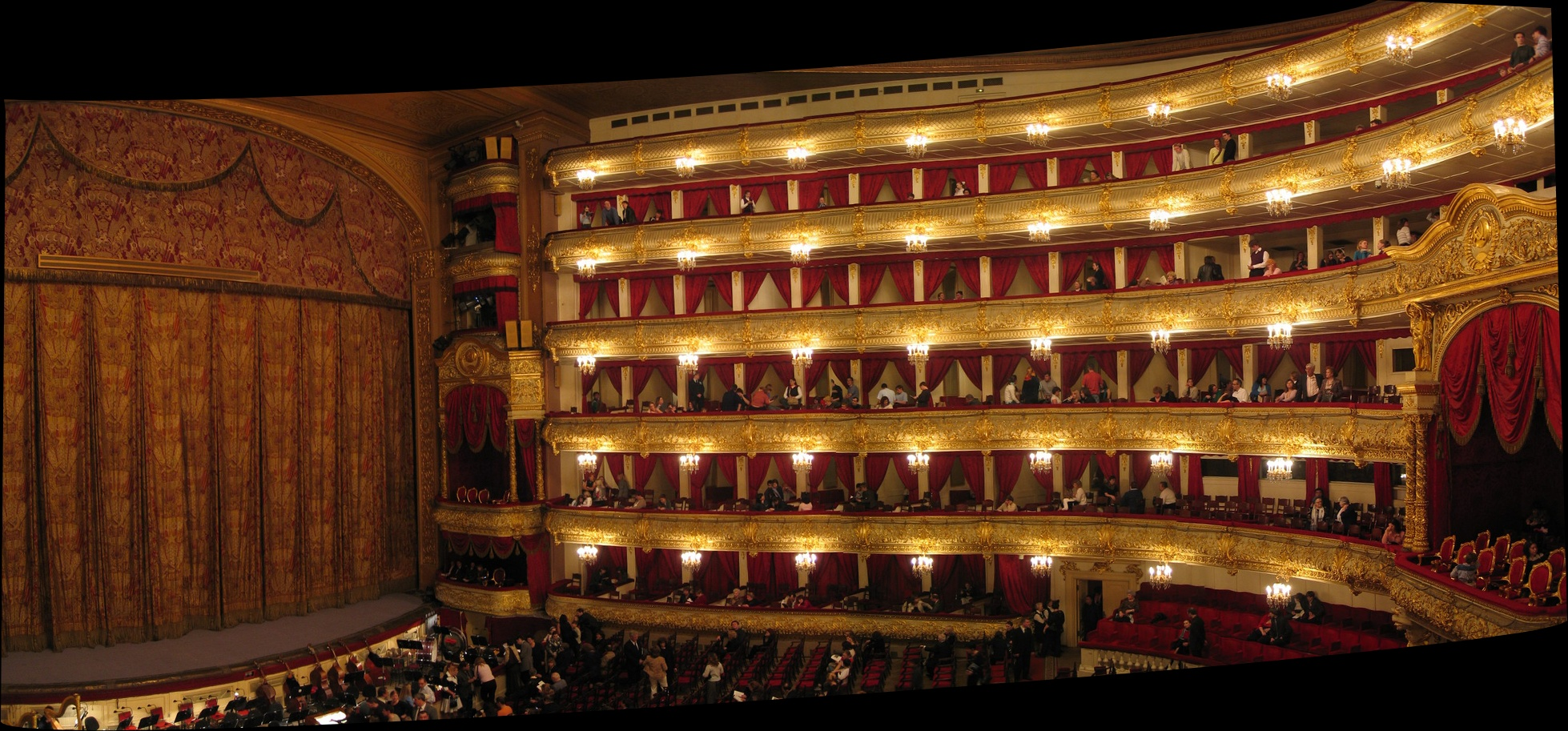
Zuschauerraum des Bolschoi-Theaters, erbaut 1776

Auf Initiative des Impresarios Sergei Pawlowitsch Djagilew wurden 1909 die wegweisenden Ballets Russes gegründet. Auf Tourneen in den Kulturhauptstädten Europas in Paris und London wurde die Kompagnie zum Fixpunkt der europäischen Kunstavantgarde. Das europäische Publikum geriet angesichts der, teils dem zeitgenössischen Faible für Folklore und Orientalismus, teils der revolutionären Neuerungen von Musik, Choreographie und Interpretation, wie beispielhaft in der Inszenierung von Petruschka durch Igor Strawinsky, Michel Fokine und Vaslav Nijinsky, in Begeisterungsstürme. Das russische Ballett hatte damit in seiner allgemeinen Entwicklung Frankreich als führende Ballettnation entthront. Russische Technik und russisches Repertoire waren nun allgemeine Synonyme des klassischen Balletts. Der Einfluss ging so weit, dass auch bekannte westliche Tänzerinnen (wie Alicia Markova) ihre Namen russifizierten, um Chancen auf ein Engagement zu verbessern.
Auch die weltweite Entwicklung des Balletts im 20. Jahrhundert wurde in der Emigration zahlreicher in Russland ausgebildeter Tänzer und Choreographen entscheidend geprägt. George Balanchine hatte fundamentalen Einfluss auf den choreographischen Stil im zeitgenössischen Ballett und Rudolf Nurejew initiierte mit der Wiederaufnahme des klassischen Repertoires die anhaltende Popularität der romantischen Ballette, die bis heute Standardwerke geblieben sind. Durch interpretatorischen Anspruch und technische Bravour setzen sie hier auch nach wie vor Maßstäbe.
Zwar leitete die weitere politische Entwicklung in der Sowjetunion auch im Ballett eine künstlerische Stagnation im Vergleich zu den Entwicklungen im modernen Tanz ein, jedoch blieb durch staatliche Ausbildung wie an der Waganowa-Ballettakademie und der finanziellen Förderung neuer Produktionen das hohe Niveau erhalten. Das sowjetische Repertoire wurde, wie in Sergei Prokofjews „Romeo und Julia“ und „Cinderella“ teilweise unmittelbar im Westen adaptiert. Die Entwicklung einer dramaturgischen Inszenierung eines sozialistischen Balletts wurde auf wirkungsvolle Weise in Juri Grigorowitschs Choreographie von „Spartakus“ umgesetzt, die weiterhin Höhepunkt im Ballettschaffen geblieben ist.
Russland brachte so große Tänzerpersönlichkeiten wie Anna Pawlowa, Tamara Platonowna Karsawina, Léonide Massine, Galina Ulanowa, Mikhail Baryshnikov, Natalja Romanowna Makarowa und Maja Plissezkaja hervor. Die heute wohl bekannteste Ballettgruppe ist das Russische Staatsballett mit bisher 20 Millionen Besuchern. Es wurde 1981 von Irina Tichimisowa gegründet und ist seit 1984 unter der Leitung von Wjatscheslaw Gordejew, Ex-Bolschoi-Star.
Auch in diesem Bereich gibt es staatliche Einflussnahme und regimekritische Kulturschaffende werden bedrängt: Im Juni 2017 rief der Regisseur Kirill Serebrennikow gar das Publikum auf zu bestätigen, dass es das Stück Ein Sommernachtstraum gesehen hatte; dies, um dem Irrsinn ein Ende zu bereiten, nachdem ein staatliches Komitee ihm vorgeworfen hatte, den für diese Produktion bewilligten Beitrag unterschlagen zu haben.
Die faktisch wieder eingeführte Zensur nach dem russischen Überfall auf die Ukraine 2022 führte dazu, dass Werke und Autoren wie zum Beispiel Iwan Wyrypajew teils auf direkte Weisung nicht mehr aufgeführt, aber auch Inszenierungen abgesagt wurden, zum Beispiel Bulgakows Adam und Eva.

#### Film
Die russische Filmgeschichte begann bereits in der Epoche des Russischen Kaiserreichs mit Stummfilmpionieren wie Alexander Chanschonkow, Iwan Mosschuchin und Wera Cholodnaja. Sergei Eisenstein und Andrei Tarkowski, beide zur Sowjetzeit tätig, gehören zu den wichtigsten europäischen Filmregisseuren. Zahlreiche bemerkenswerte russische Filme und Regisseure blieben jedoch aufgrund des Ost-West-Konfliktes im Westen weitgehend unbekannt. In der Sowjetunion unterlag das Kino einer strengen ideologischen Zensur, innerhalb des erlaubten ideologischen Rahmens wurde jedoch eine beachtenswerte Talentförderung und staatliche Unterstützung des Kinogewerbes betrieben. Auch heute noch betrachten viele Russen die Sowjetzeit, die viele beliebte Schauspieler und Filme hervorbrachte, als den Höhepunkt der russischen Filmkunst und der Schauspielschule.
Trotz der postsowjetischen Krise der russischen Filmindustrie erreichten seit den 1990er-Jahren russische Filme gelegentlich internationale Erfolge: Zu nennen ist beispielsweise der oscarprämierte Streifen Die Sonne, die uns täuscht (1994) von Regisseur Nikita Michalkow, das Jugenddrama The Return – Die Rückkehr (2003) von Andrei Swjaginzew, der hierfür mit dem Goldenen Löwen bei den Internationalen Filmfestspielen von Venedig ausgezeichnet wurde, sowie die Fantasy-Verfilmung Wächter der Nacht – Nochnoi Dozor (2004), die zur kommerziell bislang erfolgreichsten russischen Filmproduktion wurde. Der wichtigste Filmpreis in Russland ist der Nika, welcher von der Russischen Akademie für Filmkunst verliehen wird. Zu den größten russischen Filmstudios gehören Goskino, Sowkino, Mosfilm, Lenfilm, Gorki Filmstudio (vormals Meschrabpom), sowie das Animationsstudio Sojusmultfilm.
Insgesamt ließ sich in Russland (im Gegensatz zu Europa) in den Jahren bis 2012 ein enormer Anstieg der Kinobesuche nachvollziehen. Bemerkenswert war, dass die russische Filmproduktion bei der beinahen Verdoppelung der Kinobesuche ihren – im Vergleich mit Europa überdurchschnittlich hohen – Marktanteil, der seit 2005 stets über einem Viertel an allen Kinobesuchen in Russland lag, halten konnte.
Die staatliche Aufsichtsbehörde überprüfte immer wieder Filme und der Propagandist Dmitri Kisseljow forderte schon 2018 gar eine Einschränkung der Meinungsfreiheit aufgrund kritischer Filme, zudem wurden einzelne ausländische Produktionen überhaupt nicht gezeigt, bei anderen wurden Startdaten so gelegt, dass sie nicht mit patriotischen russischen Filmen konkurrieren.

#### Video
Video-Art ist im modernen Russland sehr beliebt. Russland ist einer der wichtigsten Märkte für YouTube. Die beliebteste Episode aus der russischen Zeichentrickserie Mascha und der Bär hat über 3 Milliarden Aufrufe. Besonders populär ist die Show +100500, die Video-Rezensionen für lustige Videos und BadComedian beherbergt, der populäre Filme rezensiert. Viele russische Filmtrailer wurden für Golden Trailer Awards nominiert. Viele Videos von Nikolai Kurbatow, dem Begründer der Trailer-Poetik und der Dialog-Konstruktion des Trailers, wurden auf die großen YouTube-Kanäle hochgeladen, als Haupttrailer verwendet und ins Buch der Rekorde eingetragen.

### Sport

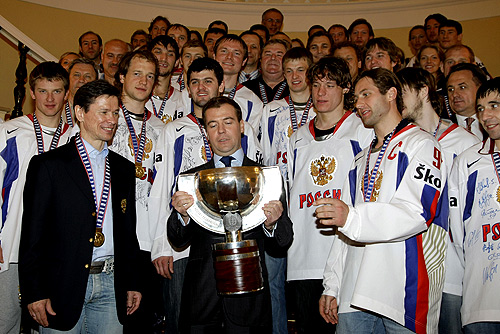
Medwedew feiert im Moskauer Kreml mit der Nationalmannschaft den Triumph bei der Eishockey-Weltmeisterschaft 2008

In Russland hat Sport einen relativ hohen Stellenwert, was man auf die umfassende sportliche Förderung in der UdSSR zurückführen kann (vgl. Sport in der Sowjetunion). 2008 besaß Russland 2687 Stadien ab 1500 Sitzplätze und mehr als 3762 Schwimmbäder und 123.200 Sportanlagen. Der Breitensport ist bedeutend, so liegt die Zahl der Mitglieder in den Sportvereinen bei 22,6 Millionen Menschen, darunter 8,1 Millionen Frauen. Die beliebteste Mannschaftssportart der Russen ist Fußball (vgl. Fußball in Russland), das einen Boom erlebt – begünstigt durch starke finanzielle Sponsorenförderung aus der Wirtschaft. Eishockey (vgl. Eishockey in Russland) ist die zweitbeliebteste Mannschaftssportart. Basketball ist die drittbeliebteste Mannschaftssportart, aber auch Schach und Tennis erfreuen sich großer Beliebtheit. Russland hat bereits zahlreiche Weltklassesportler hervorgebracht. Besonders in den Sportarten Leichtathletik, Wintersport, Eiskunstlauf, Turnen/Gymnastik und Gewichtheben dominieren russische Sportlerinnen und Sportler. Aus keiner Nation stammen mehr aktuelle und ehemalige Schachweltmeister und Großmeister als aus Russland.
Russland nahm inklusive der Teilnahmen als Teil der Sowjetunion bisher 19-mal an Olympischen Sommerspielen und 17-mal an Olympischen Winterspielen teil. Bislang konnten Sportler aus Russland und der Sowjetunion 1911 olympische Medaillen bei den Sportwettbewerben erringen und belegen damit Platz zwei des ewigen Medaillenspiegels. 1980 war die damals sowjetische Hauptstadt Moskau zum ersten Mal Ausrichter der Olympischen Sommerspiele. Der Schwarzmeer-Kurort Sotschi richtete 2014 zum ersten Mal die Olympischen Winterspiele in Russland aus. Darüber hinaus ist Russland häufig Austragungsort von internationalen Wettbewerben wie Welt- und Europameisterschaften. So trug Russland 2018 zum ersten Mal die Fußball-Weltmeisterschaft aus, die unter anderem in Moskau, Sankt Petersburg, aber auch in der Exklave Kaliningrad stattfand. Im Motorsport stellt Russland mit Witali Petrow einen ehemaligen und mit Daniil Kwjat einen aktiven Formel-1-Piloten. Auch die DTM und die Superbike-WM waren schon in Moskau zu Gast.
Eine Domäne stellt Russland auch im Eisspeedwaysport dar und die russischen Eisspeedway-Piloten stellten Eisspeedway-Weltmeister in Serie. Die Städte Togliatti und Balakowo sind die Zentren des russischen Speedway-Motorrad-Rennsports.
Im Boxen zählt das Land ebenfalls weltweit zur Spitze. Seit Ende der Sowjetunion gewannen russische Amateurboxer ab 1996 bei Olympischen Spielen 10× Gold, 6× Silber und 15× Bronze. Zusammen mit 14× Gold, 19× Silber und 18× Bronze bei Olympischen Spielen aus Sowjetzeiten, liegt Russland derzeit mit insgesamt 84 Olympiamedaillen auf Platz 2 des ewigen Medaillenspiegels hinter den USA mit 114 Medaillen und vor Kuba mit 73 Medaillen (Stand nach den Olympischen Spielen 2016). Von 1993 bis 2017 gewannen russische Boxer und Boxerinnen zudem 45 Goldmedaillen bei Weltmeisterschaften.
Rugby Union erfreut sich ebenfalls zunehmender Beliebtheit. Die russische Nationalmannschaft qualifizierte sich bisher für zwei Rugby-Union-Weltmeisterschaften (2011 und 2019), erreichte jedoch noch nicht die K.O.-Phase. Russland ist einer der Teilnehmer bei der Rugby-Union-Europameisterschaft und trifft dort auf andere aufstrebende Nationalmannschaften. Vor allem Spiele gegen den politischen Rivalen Georgien stoßen auf großes Interesse und gelten als eine Art „David gegen Goliath“, auch aufgrund Russlands negativer Gewinnbilanz gegen den südlichen Nachbarn. Seit 2021 spielen Russland und Rumänien den Kiseleff Cup aus; diese Trophäe ist nach dem Herzog Pawel Kisseljow benannt, einem Russen, der bei der Ausarbeitung der ersten Verfassung für die beiden Fürstentümer Walachei und Moldau (heutiges Rumänien und Republik Moldau) entscheidend mitgewirkt hatte. Als Heimatstadion dient das Zentralstadion in Sotschi.

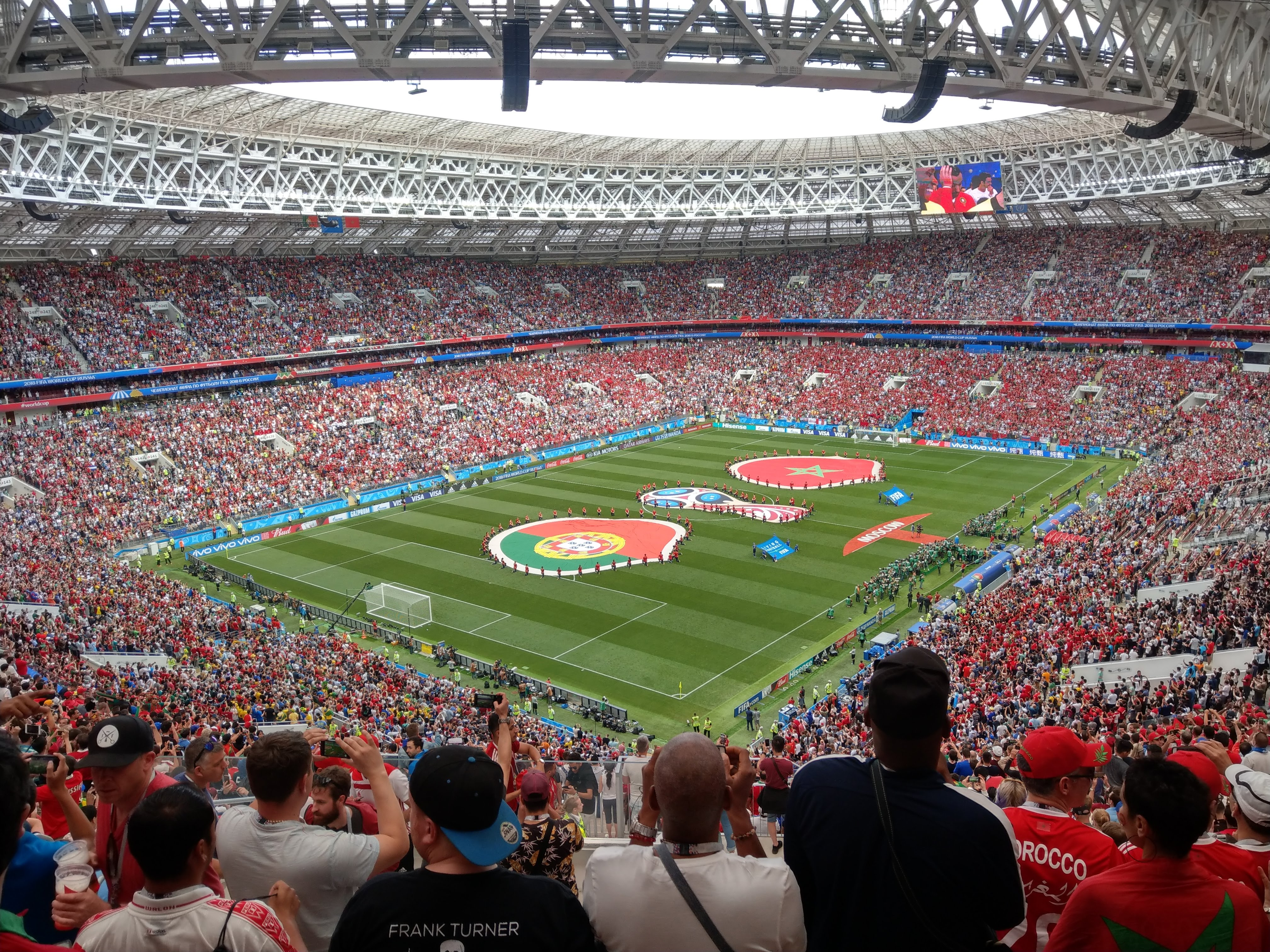
Fußball-Weltmeisterschaft 2018 in Russland

Die Welt-Anti-Doping-Agentur (WADA) wirft Russland vor, seit Jahren systematisches, staatlich gesteuertes Doping zu betreiben; die Manipulationen würden vom Sportministerium „geleitet, kontrolliert und überwacht“, vom Inlandsgeheimdienst FSB unterstützt und beträfen fast alle Sportarten, insbesondere im russischen Leichtathletikverband herrsche eine „tief verwurzelte Betrugskultur“. Bei den Leichtathletik-Weltmeisterschaften 2013 in Moskau seien zahlreiche positive Doping-Proben russischer Sportler ausgetauscht worden, aber auch bei den Olympischen Winterspielen in Sotschi 2014 und bei den Schwimmweltmeisterschaften 2015 in Kasan. Im November 2015 entzog die WADA der nationalen russischen Anti-Doping-Agentur RUSADA die Akkreditierung; wenige Tage später schloss der Weltleichtathletikverband (IAAF) die russischen Leichtathleten bis auf weiteres von allen internationalen Wettkämpfen – also auch von den Olympischen Spielen in Rio de Janeiro – aus. Auch die russischen Gewichtheber durften nach einer entsprechenden Entscheidung des Weltverbands IWF nicht in Rio antreten.
Auch die russische sportwissenschaftliche Forschung ist hiervon betroffen. Während die Trainingswissenschaft lange von den Erfolgen der Sportlerinnen und Sportler durch systematische Planung und Entwicklung wie z. B. der Periodisierung des sportlichen Trainings profitierte, ist der Innovationsvorsprung in den letzten Jahren geschrumpft, da die Methoden bei gleichzeitiger Reduktion des Dopings sich als weniger erfolgreich erwiesen. Eine Langzeitanalyse der führenden sowjetischen/russischen trainingswissenschaftlichen Zeitschrift Theorie und Praxis der Körperkultur (Moskau) zeigte, dass die in der Zeitschrift verwendete Literatur immer älter wurde und die Zeitschrift heute mit einem Durchschnittsalter der Literatur von 15 Jahren sich um mehr als zehn Jahre gegenüber den 1980er-Jahren verschlechtert hat. Inzwischen wird auch über die Einbeziehung von verdeckten Dopingmethoden publiziert, da sich die Nanotechnologie noch immer weitgehend den Kontrollen der WADA entzieht.
Die Welt-Anti-Doping-Agentur (WADA) hatte im Dezember 2019 die russische Anti-Doping-Agentur RUSADA nach diversen Dopingskandalen – unter anderem wurden Daten von Athleten manipuliert – für vier Jahre gesperrt und einen Olympia-Bann für die russische Mannschaft ausgesprochen. Das Verfahren zum russischen Staatsdoping soll im Herbst 2020 vor dem Internationalen Sportgerichtshof (CAS) verhandelt werden. Der CAS setzte als Termin für die Anhörung den 2. bis 5. November an. Die RUSADA hat dagegen Einspruch beim CAS eingelegt.